# Kasparov - Resto del mondo

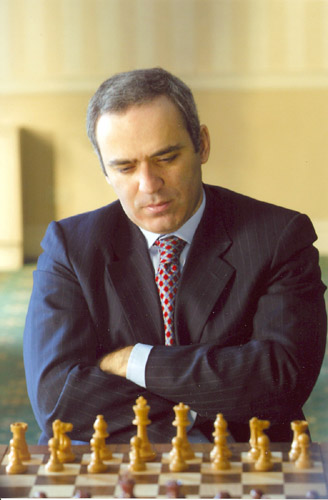
Garri Kasparov, protagonista del match

Kasparov - Resto del mondo è una partita di scacchi disputata via internet tra il 21 giugno e il 22 ottobre 1999 fra il campione del mondo di scacchi in carica, il russo Garri Kasparov, e una squadra di oltre 50 000 giocatori da 75 paesi diversi rappresentante il resto del mondo (World Team) la quale sceglieva le mosse per votazione. La partita, tenutasi sui server MSN Gaming Zone della Microsoft e sponsorizzata dalla banca First USA, è stata seguita da oltre tre milioni di visitatori unici ed è stata vinta da Kasparov dopo 62 mosse.

## I partecipanti
L'idea per la partita venne allo stesso Kasparov, che la propose con successo all'azienda Microsoft, la quale sostenne fin da subito l'iniziativa. Kasparov era dato per favorito, in quanto era un fortissimo scacchista, leader della classifica Elo FIDE mondiale, campione del mondo di scacchi in carica e aveva il vantaggio dei pezzi bianchi. Inoltre, precedenti esempi di partite giocate via Internet con voto di maggioranza avevano prodotto risultati mediocri. Ne è un esempio un match analogo giocato poco tempo prima da Karpov con i pezzi neri, vinto in maniera netta dal campione russo. Contrariamente a tali aspettative, il match ha prodotto invece un gioco di livello molto alto.
Anche il World Team aveva alcuni punti a suo vantaggio, taluni innovativi per una partita su Internet. MSN aveva selezionato quattro giovani talenti scacchistici per suggerire le mosse alla squadra: si trattava (in ordine decrescente di Elo all'epoca) di Étienne Bacrot, Florin Felecan, Irina Krush ed Elisabeth Pähtz. Il GM Daniel King è stato incaricato di commentare la partita in corso, e spesso ha agito come quinto sostenitore del World Team.
La cadenza di gioco è stata abbastanza rapida per una partita per corrispondenza, con 24 ore di tempo per ogni semimossa. Le mosse di Kasparov venivano pubblicate ogni 48 ore, e il World Team aveva 24 ore di tempo per scegliere la propria risposta. Inoltre MSN ha messo a disposizione un BBS dedicato alla consultazione fra i giocatori del World Team, con la speranza che tutto questo avrebbe favorito la cooperazione seria fra i partecipanti, alzando il livello della competizione. Il team ha inoltre beneficiato della collaborazione di altre organizzazioni, come la Grandmaster Chess School, un'associazione di grandi maestri con sede a San Pietroburgo che ha fornito analisi, indicazioni e suggerimenti, e un gruppo chiamato The Computer Chess Team che ha aiutato il World Team analizzando la partita tramite una rete di calcolo distribuito, elaborando suggerimenti per la squadra.

## La partita
Bianco: Garri Kasparov
Nero: Resto del mondo (World Team)
Apertura: Difesa siciliana, attacco Canal (ECO:B52)

### Mosse 1-10
|   | a | b | c | d | e | f | g | h |   |
| 8 | a8 torre del nero · b8 cavallo del nero · c8 alfiere del nero · d8 donna del nero · e8 re del nero · f8 alfiere del nero · g8 cavallo del nero · h8 torre del nero · a7 pedone del nero · b7 pedone del nero · e7 pedone del nero · f7 pedone del nero · g7 pedone del nero · h7 pedone del nero · d6 pedone del nero · b5 alfiere del bianco · c5 pedone del nero · e4 pedone del bianco · f3 cavallo del bianco · a2 pedone del bianco · b2 pedone del bianco · c2 pedone del bianco · d2 pedone del bianco · f2 pedone del bianco · g2 pedone del bianco · h2 pedone del bianco · a1 torre del bianco · b1 cavallo del bianco · c1 alfiere del bianco · d1 donna del bianco · e1 re del bianco · h1 torre del bianco | a8 torre del nero · b8 cavallo del nero · c8 alfiere del nero · d8 donna del nero · e8 re del nero · f8 alfiere del nero · g8 cavallo del nero · h8 torre del nero · a7 pedone del nero · b7 pedone del nero · e7 pedone del nero · f7 pedone del nero · g7 pedone del nero · h7 pedone del nero · d6 pedone del nero · b5 alfiere del bianco · c5 pedone del nero · e4 pedone del bianco · f3 cavallo del bianco · a2 pedone del bianco · b2 pedone del bianco · c2 pedone del bianco · d2 pedone del bianco · f2 pedone del bianco · g2 pedone del bianco · h2 pedone del bianco · a1 torre del bianco · b1 cavallo del bianco · c1 alfiere del bianco · d1 donna del bianco · e1 re del bianco · h1 torre del bianco | a8 torre del nero · b8 cavallo del nero · c8 alfiere del nero · d8 donna del nero · e8 re del nero · f8 alfiere del nero · g8 cavallo del nero · h8 torre del nero · a7 pedone del nero · b7 pedone del nero · e7 pedone del nero · f7 pedone del nero · g7 pedone del nero · h7 pedone del nero · d6 pedone del nero · b5 alfiere del bianco · c5 pedone del nero · e4 pedone del bianco · f3 cavallo del bianco · a2 pedone del bianco · b2 pedone del bianco · c2 pedone del bianco · d2 pedone del bianco · f2 pedone del bianco · g2 pedone del bianco · h2 pedone del bianco · a1 torre del bianco · b1 cavallo del bianco · c1 alfiere del bianco · d1 donna del bianco · e1 re del bianco · h1 torre del bianco | a8 torre del nero · b8 cavallo del nero · c8 alfiere del nero · d8 donna del nero · e8 re del nero · f8 alfiere del nero · g8 cavallo del nero · h8 torre del nero · a7 pedone del nero · b7 pedone del nero · e7 pedone del nero · f7 pedone del nero · g7 pedone del nero · h7 pedone del nero · d6 pedone del nero · b5 alfiere del bianco · c5 pedone del nero · e4 pedone del bianco · f3 cavallo del bianco · a2 pedone del bianco · b2 pedone del bianco · c2 pedone del bianco · d2 pedone del bianco · f2 pedone del bianco · g2 pedone del bianco · h2 pedone del bianco · a1 torre del bianco · b1 cavallo del bianco · c1 alfiere del bianco · d1 donna del bianco · e1 re del bianco · h1 torre del bianco | a8 torre del nero · b8 cavallo del nero · c8 alfiere del nero · d8 donna del nero · e8 re del nero · f8 alfiere del nero · g8 cavallo del nero · h8 torre del nero · a7 pedone del nero · b7 pedone del nero · e7 pedone del nero · f7 pedone del nero · g7 pedone del nero · h7 pedone del nero · d6 pedone del nero · b5 alfiere del bianco · c5 pedone del nero · e4 pedone del bianco · f3 cavallo del bianco · a2 pedone del bianco · b2 pedone del bianco · c2 pedone del bianco · d2 pedone del bianco · f2 pedone del bianco · g2 pedone del bianco · h2 pedone del bianco · a1 torre del bianco · b1 cavallo del bianco · c1 alfiere del bianco · d1 donna del bianco · e1 re del bianco · h1 torre del bianco | a8 torre del nero · b8 cavallo del nero · c8 alfiere del nero · d8 donna del nero · e8 re del nero · f8 alfiere del nero · g8 cavallo del nero · h8 torre del nero · a7 pedone del nero · b7 pedone del nero · e7 pedone del nero · f7 pedone del nero · g7 pedone del nero · h7 pedone del nero · d6 pedone del nero · b5 alfiere del bianco · c5 pedone del nero · e4 pedone del bianco · f3 cavallo del bianco · a2 pedone del bianco · b2 pedone del bianco · c2 pedone del bianco · d2 pedone del bianco · f2 pedone del bianco · g2 pedone del bianco · h2 pedone del bianco · a1 torre del bianco · b1 cavallo del bianco · c1 alfiere del bianco · d1 donna del bianco · e1 re del bianco · h1 torre del bianco | a8 torre del nero · b8 cavallo del nero · c8 alfiere del nero · d8 donna del nero · e8 re del nero · f8 alfiere del nero · g8 cavallo del nero · h8 torre del nero · a7 pedone del nero · b7 pedone del nero · e7 pedone del nero · f7 pedone del nero · g7 pedone del nero · h7 pedone del nero · d6 pedone del nero · b5 alfiere del bianco · c5 pedone del nero · e4 pedone del bianco · f3 cavallo del bianco · a2 pedone del bianco · b2 pedone del bianco · c2 pedone del bianco · d2 pedone del bianco · f2 pedone del bianco · g2 pedone del bianco · h2 pedone del bianco · a1 torre del bianco · b1 cavallo del bianco · c1 alfiere del bianco · d1 donna del bianco · e1 re del bianco · h1 torre del bianco | a8 torre del nero · b8 cavallo del nero · c8 alfiere del nero · d8 donna del nero · e8 re del nero · f8 alfiere del nero · g8 cavallo del nero · h8 torre del nero · a7 pedone del nero · b7 pedone del nero · e7 pedone del nero · f7 pedone del nero · g7 pedone del nero · h7 pedone del nero · d6 pedone del nero · b5 alfiere del bianco · c5 pedone del nero · e4 pedone del bianco · f3 cavallo del bianco · a2 pedone del bianco · b2 pedone del bianco · c2 pedone del bianco · d2 pedone del bianco · f2 pedone del bianco · g2 pedone del bianco · h2 pedone del bianco · a1 torre del bianco · b1 cavallo del bianco · c1 alfiere del bianco · d1 donna del bianco · e1 re del bianco · h1 torre del bianco | 8 |
| 7 | a8 torre del nero · b8 cavallo del nero · c8 alfiere del nero · d8 donna del nero · e8 re del nero · f8 alfiere del nero · g8 cavallo del nero · h8 torre del nero · a7 pedone del nero · b7 pedone del nero · e7 pedone del nero · f7 pedone del nero · g7 pedone del nero · h7 pedone del nero · d6 pedone del nero · b5 alfiere del bianco · c5 pedone del nero · e4 pedone del bianco · f3 cavallo del bianco · a2 pedone del bianco · b2 pedone del bianco · c2 pedone del bianco · d2 pedone del bianco · f2 pedone del bianco · g2 pedone del bianco · h2 pedone del bianco · a1 torre del bianco · b1 cavallo del bianco · c1 alfiere del bianco · d1 donna del bianco · e1 re del bianco · h1 torre del bianco | a8 torre del nero · b8 cavallo del nero · c8 alfiere del nero · d8 donna del nero · e8 re del nero · f8 alfiere del nero · g8 cavallo del nero · h8 torre del nero · a7 pedone del nero · b7 pedone del nero · e7 pedone del nero · f7 pedone del nero · g7 pedone del nero · h7 pedone del nero · d6 pedone del nero · b5 alfiere del bianco · c5 pedone del nero · e4 pedone del bianco · f3 cavallo del bianco · a2 pedone del bianco · b2 pedone del bianco · c2 pedone del bianco · d2 pedone del bianco · f2 pedone del bianco · g2 pedone del bianco · h2 pedone del bianco · a1 torre del bianco · b1 cavallo del bianco · c1 alfiere del bianco · d1 donna del bianco · e1 re del bianco · h1 torre del bianco | a8 torre del nero · b8 cavallo del nero · c8 alfiere del nero · d8 donna del nero · e8 re del nero · f8 alfiere del nero · g8 cavallo del nero · h8 torre del nero · a7 pedone del nero · b7 pedone del nero · e7 pedone del nero · f7 pedone del nero · g7 pedone del nero · h7 pedone del nero · d6 pedone del nero · b5 alfiere del bianco · c5 pedone del nero · e4 pedone del bianco · f3 cavallo del bianco · a2 pedone del bianco · b2 pedone del bianco · c2 pedone del bianco · d2 pedone del bianco · f2 pedone del bianco · g2 pedone del bianco · h2 pedone del bianco · a1 torre del bianco · b1 cavallo del bianco · c1 alfiere del bianco · d1 donna del bianco · e1 re del bianco · h1 torre del bianco | a8 torre del nero · b8 cavallo del nero · c8 alfiere del nero · d8 donna del nero · e8 re del nero · f8 alfiere del nero · g8 cavallo del nero · h8 torre del nero · a7 pedone del nero · b7 pedone del nero · e7 pedone del nero · f7 pedone del nero · g7 pedone del nero · h7 pedone del nero · d6 pedone del nero · b5 alfiere del bianco · c5 pedone del nero · e4 pedone del bianco · f3 cavallo del bianco · a2 pedone del bianco · b2 pedone del bianco · c2 pedone del bianco · d2 pedone del bianco · f2 pedone del bianco · g2 pedone del bianco · h2 pedone del bianco · a1 torre del bianco · b1 cavallo del bianco · c1 alfiere del bianco · d1 donna del bianco · e1 re del bianco · h1 torre del bianco | a8 torre del nero · b8 cavallo del nero · c8 alfiere del nero · d8 donna del nero · e8 re del nero · f8 alfiere del nero · g8 cavallo del nero · h8 torre del nero · a7 pedone del nero · b7 pedone del nero · e7 pedone del nero · f7 pedone del nero · g7 pedone del nero · h7 pedone del nero · d6 pedone del nero · b5 alfiere del bianco · c5 pedone del nero · e4 pedone del bianco · f3 cavallo del bianco · a2 pedone del bianco · b2 pedone del bianco · c2 pedone del bianco · d2 pedone del bianco · f2 pedone del bianco · g2 pedone del bianco · h2 pedone del bianco · a1 torre del bianco · b1 cavallo del bianco · c1 alfiere del bianco · d1 donna del bianco · e1 re del bianco · h1 torre del bianco | a8 torre del nero · b8 cavallo del nero · c8 alfiere del nero · d8 donna del nero · e8 re del nero · f8 alfiere del nero · g8 cavallo del nero · h8 torre del nero · a7 pedone del nero · b7 pedone del nero · e7 pedone del nero · f7 pedone del nero · g7 pedone del nero · h7 pedone del nero · d6 pedone del nero · b5 alfiere del bianco · c5 pedone del nero · e4 pedone del bianco · f3 cavallo del bianco · a2 pedone del bianco · b2 pedone del bianco · c2 pedone del bianco · d2 pedone del bianco · f2 pedone del bianco · g2 pedone del bianco · h2 pedone del bianco · a1 torre del bianco · b1 cavallo del bianco · c1 alfiere del bianco · d1 donna del bianco · e1 re del bianco · h1 torre del bianco | a8 torre del nero · b8 cavallo del nero · c8 alfiere del nero · d8 donna del nero · e8 re del nero · f8 alfiere del nero · g8 cavallo del nero · h8 torre del nero · a7 pedone del nero · b7 pedone del nero · e7 pedone del nero · f7 pedone del nero · g7 pedone del nero · h7 pedone del nero · d6 pedone del nero · b5 alfiere del bianco · c5 pedone del nero · e4 pedone del bianco · f3 cavallo del bianco · a2 pedone del bianco · b2 pedone del bianco · c2 pedone del bianco · d2 pedone del bianco · f2 pedone del bianco · g2 pedone del bianco · h2 pedone del bianco · a1 torre del bianco · b1 cavallo del bianco · c1 alfiere del bianco · d1 donna del bianco · e1 re del bianco · h1 torre del bianco | a8 torre del nero · b8 cavallo del nero · c8 alfiere del nero · d8 donna del nero · e8 re del nero · f8 alfiere del nero · g8 cavallo del nero · h8 torre del nero · a7 pedone del nero · b7 pedone del nero · e7 pedone del nero · f7 pedone del nero · g7 pedone del nero · h7 pedone del nero · d6 pedone del nero · b5 alfiere del bianco · c5 pedone del nero · e4 pedone del bianco · f3 cavallo del bianco · a2 pedone del bianco · b2 pedone del bianco · c2 pedone del bianco · d2 pedone del bianco · f2 pedone del bianco · g2 pedone del bianco · h2 pedone del bianco · a1 torre del bianco · b1 cavallo del bianco · c1 alfiere del bianco · d1 donna del bianco · e1 re del bianco · h1 torre del bianco | 7 |
| 6 | a8 torre del nero · b8 cavallo del nero · c8 alfiere del nero · d8 donna del nero · e8 re del nero · f8 alfiere del nero · g8 cavallo del nero · h8 torre del nero · a7 pedone del nero · b7 pedone del nero · e7 pedone del nero · f7 pedone del nero · g7 pedone del nero · h7 pedone del nero · d6 pedone del nero · b5 alfiere del bianco · c5 pedone del nero · e4 pedone del bianco · f3 cavallo del bianco · a2 pedone del bianco · b2 pedone del bianco · c2 pedone del bianco · d2 pedone del bianco · f2 pedone del bianco · g2 pedone del bianco · h2 pedone del bianco · a1 torre del bianco · b1 cavallo del bianco · c1 alfiere del bianco · d1 donna del bianco · e1 re del bianco · h1 torre del bianco | a8 torre del nero · b8 cavallo del nero · c8 alfiere del nero · d8 donna del nero · e8 re del nero · f8 alfiere del nero · g8 cavallo del nero · h8 torre del nero · a7 pedone del nero · b7 pedone del nero · e7 pedone del nero · f7 pedone del nero · g7 pedone del nero · h7 pedone del nero · d6 pedone del nero · b5 alfiere del bianco · c5 pedone del nero · e4 pedone del bianco · f3 cavallo del bianco · a2 pedone del bianco · b2 pedone del bianco · c2 pedone del bianco · d2 pedone del bianco · f2 pedone del bianco · g2 pedone del bianco · h2 pedone del bianco · a1 torre del bianco · b1 cavallo del bianco · c1 alfiere del bianco · d1 donna del bianco · e1 re del bianco · h1 torre del bianco | a8 torre del nero · b8 cavallo del nero · c8 alfiere del nero · d8 donna del nero · e8 re del nero · f8 alfiere del nero · g8 cavallo del nero · h8 torre del nero · a7 pedone del nero · b7 pedone del nero · e7 pedone del nero · f7 pedone del nero · g7 pedone del nero · h7 pedone del nero · d6 pedone del nero · b5 alfiere del bianco · c5 pedone del nero · e4 pedone del bianco · f3 cavallo del bianco · a2 pedone del bianco · b2 pedone del bianco · c2 pedone del bianco · d2 pedone del bianco · f2 pedone del bianco · g2 pedone del bianco · h2 pedone del bianco · a1 torre del bianco · b1 cavallo del bianco · c1 alfiere del bianco · d1 donna del bianco · e1 re del bianco · h1 torre del bianco | a8 torre del nero · b8 cavallo del nero · c8 alfiere del nero · d8 donna del nero · e8 re del nero · f8 alfiere del nero · g8 cavallo del nero · h8 torre del nero · a7 pedone del nero · b7 pedone del nero · e7 pedone del nero · f7 pedone del nero · g7 pedone del nero · h7 pedone del nero · d6 pedone del nero · b5 alfiere del bianco · c5 pedone del nero · e4 pedone del bianco · f3 cavallo del bianco · a2 pedone del bianco · b2 pedone del bianco · c2 pedone del bianco · d2 pedone del bianco · f2 pedone del bianco · g2 pedone del bianco · h2 pedone del bianco · a1 torre del bianco · b1 cavallo del bianco · c1 alfiere del bianco · d1 donna del bianco · e1 re del bianco · h1 torre del bianco | a8 torre del nero · b8 cavallo del nero · c8 alfiere del nero · d8 donna del nero · e8 re del nero · f8 alfiere del nero · g8 cavallo del nero · h8 torre del nero · a7 pedone del nero · b7 pedone del nero · e7 pedone del nero · f7 pedone del nero · g7 pedone del nero · h7 pedone del nero · d6 pedone del nero · b5 alfiere del bianco · c5 pedone del nero · e4 pedone del bianco · f3 cavallo del bianco · a2 pedone del bianco · b2 pedone del bianco · c2 pedone del bianco · d2 pedone del bianco · f2 pedone del bianco · g2 pedone del bianco · h2 pedone del bianco · a1 torre del bianco · b1 cavallo del bianco · c1 alfiere del bianco · d1 donna del bianco · e1 re del bianco · h1 torre del bianco | a8 torre del nero · b8 cavallo del nero · c8 alfiere del nero · d8 donna del nero · e8 re del nero · f8 alfiere del nero · g8 cavallo del nero · h8 torre del nero · a7 pedone del nero · b7 pedone del nero · e7 pedone del nero · f7 pedone del nero · g7 pedone del nero · h7 pedone del nero · d6 pedone del nero · b5 alfiere del bianco · c5 pedone del nero · e4 pedone del bianco · f3 cavallo del bianco · a2 pedone del bianco · b2 pedone del bianco · c2 pedone del bianco · d2 pedone del bianco · f2 pedone del bianco · g2 pedone del bianco · h2 pedone del bianco · a1 torre del bianco · b1 cavallo del bianco · c1 alfiere del bianco · d1 donna del bianco · e1 re del bianco · h1 torre del bianco | a8 torre del nero · b8 cavallo del nero · c8 alfiere del nero · d8 donna del nero · e8 re del nero · f8 alfiere del nero · g8 cavallo del nero · h8 torre del nero · a7 pedone del nero · b7 pedone del nero · e7 pedone del nero · f7 pedone del nero · g7 pedone del nero · h7 pedone del nero · d6 pedone del nero · b5 alfiere del bianco · c5 pedone del nero · e4 pedone del bianco · f3 cavallo del bianco · a2 pedone del bianco · b2 pedone del bianco · c2 pedone del bianco · d2 pedone del bianco · f2 pedone del bianco · g2 pedone del bianco · h2 pedone del bianco · a1 torre del bianco · b1 cavallo del bianco · c1 alfiere del bianco · d1 donna del bianco · e1 re del bianco · h1 torre del bianco | a8 torre del nero · b8 cavallo del nero · c8 alfiere del nero · d8 donna del nero · e8 re del nero · f8 alfiere del nero · g8 cavallo del nero · h8 torre del nero · a7 pedone del nero · b7 pedone del nero · e7 pedone del nero · f7 pedone del nero · g7 pedone del nero · h7 pedone del nero · d6 pedone del nero · b5 alfiere del bianco · c5 pedone del nero · e4 pedone del bianco · f3 cavallo del bianco · a2 pedone del bianco · b2 pedone del bianco · c2 pedone del bianco · d2 pedone del bianco · f2 pedone del bianco · g2 pedone del bianco · h2 pedone del bianco · a1 torre del bianco · b1 cavallo del bianco · c1 alfiere del bianco · d1 donna del bianco · e1 re del bianco · h1 torre del bianco | 6 |
| 5 | a8 torre del nero · b8 cavallo del nero · c8 alfiere del nero · d8 donna del nero · e8 re del nero · f8 alfiere del nero · g8 cavallo del nero · h8 torre del nero · a7 pedone del nero · b7 pedone del nero · e7 pedone del nero · f7 pedone del nero · g7 pedone del nero · h7 pedone del nero · d6 pedone del nero · b5 alfiere del bianco · c5 pedone del nero · e4 pedone del bianco · f3 cavallo del bianco · a2 pedone del bianco · b2 pedone del bianco · c2 pedone del bianco · d2 pedone del bianco · f2 pedone del bianco · g2 pedone del bianco · h2 pedone del bianco · a1 torre del bianco · b1 cavallo del bianco · c1 alfiere del bianco · d1 donna del bianco · e1 re del bianco · h1 torre del bianco | a8 torre del nero · b8 cavallo del nero · c8 alfiere del nero · d8 donna del nero · e8 re del nero · f8 alfiere del nero · g8 cavallo del nero · h8 torre del nero · a7 pedone del nero · b7 pedone del nero · e7 pedone del nero · f7 pedone del nero · g7 pedone del nero · h7 pedone del nero · d6 pedone del nero · b5 alfiere del bianco · c5 pedone del nero · e4 pedone del bianco · f3 cavallo del bianco · a2 pedone del bianco · b2 pedone del bianco · c2 pedone del bianco · d2 pedone del bianco · f2 pedone del bianco · g2 pedone del bianco · h2 pedone del bianco · a1 torre del bianco · b1 cavallo del bianco · c1 alfiere del bianco · d1 donna del bianco · e1 re del bianco · h1 torre del bianco | a8 torre del nero · b8 cavallo del nero · c8 alfiere del nero · d8 donna del nero · e8 re del nero · f8 alfiere del nero · g8 cavallo del nero · h8 torre del nero · a7 pedone del nero · b7 pedone del nero · e7 pedone del nero · f7 pedone del nero · g7 pedone del nero · h7 pedone del nero · d6 pedone del nero · b5 alfiere del bianco · c5 pedone del nero · e4 pedone del bianco · f3 cavallo del bianco · a2 pedone del bianco · b2 pedone del bianco · c2 pedone del bianco · d2 pedone del bianco · f2 pedone del bianco · g2 pedone del bianco · h2 pedone del bianco · a1 torre del bianco · b1 cavallo del bianco · c1 alfiere del bianco · d1 donna del bianco · e1 re del bianco · h1 torre del bianco | a8 torre del nero · b8 cavallo del nero · c8 alfiere del nero · d8 donna del nero · e8 re del nero · f8 alfiere del nero · g8 cavallo del nero · h8 torre del nero · a7 pedone del nero · b7 pedone del nero · e7 pedone del nero · f7 pedone del nero · g7 pedone del nero · h7 pedone del nero · d6 pedone del nero · b5 alfiere del bianco · c5 pedone del nero · e4 pedone del bianco · f3 cavallo del bianco · a2 pedone del bianco · b2 pedone del bianco · c2 pedone del bianco · d2 pedone del bianco · f2 pedone del bianco · g2 pedone del bianco · h2 pedone del bianco · a1 torre del bianco · b1 cavallo del bianco · c1 alfiere del bianco · d1 donna del bianco · e1 re del bianco · h1 torre del bianco | a8 torre del nero · b8 cavallo del nero · c8 alfiere del nero · d8 donna del nero · e8 re del nero · f8 alfiere del nero · g8 cavallo del nero · h8 torre del nero · a7 pedone del nero · b7 pedone del nero · e7 pedone del nero · f7 pedone del nero · g7 pedone del nero · h7 pedone del nero · d6 pedone del nero · b5 alfiere del bianco · c5 pedone del nero · e4 pedone del bianco · f3 cavallo del bianco · a2 pedone del bianco · b2 pedone del bianco · c2 pedone del bianco · d2 pedone del bianco · f2 pedone del bianco · g2 pedone del bianco · h2 pedone del bianco · a1 torre del bianco · b1 cavallo del bianco · c1 alfiere del bianco · d1 donna del bianco · e1 re del bianco · h1 torre del bianco | a8 torre del nero · b8 cavallo del nero · c8 alfiere del nero · d8 donna del nero · e8 re del nero · f8 alfiere del nero · g8 cavallo del nero · h8 torre del nero · a7 pedone del nero · b7 pedone del nero · e7 pedone del nero · f7 pedone del nero · g7 pedone del nero · h7 pedone del nero · d6 pedone del nero · b5 alfiere del bianco · c5 pedone del nero · e4 pedone del bianco · f3 cavallo del bianco · a2 pedone del bianco · b2 pedone del bianco · c2 pedone del bianco · d2 pedone del bianco · f2 pedone del bianco · g2 pedone del bianco · h2 pedone del bianco · a1 torre del bianco · b1 cavallo del bianco · c1 alfiere del bianco · d1 donna del bianco · e1 re del bianco · h1 torre del bianco | a8 torre del nero · b8 cavallo del nero · c8 alfiere del nero · d8 donna del nero · e8 re del nero · f8 alfiere del nero · g8 cavallo del nero · h8 torre del nero · a7 pedone del nero · b7 pedone del nero · e7 pedone del nero · f7 pedone del nero · g7 pedone del nero · h7 pedone del nero · d6 pedone del nero · b5 alfiere del bianco · c5 pedone del nero · e4 pedone del bianco · f3 cavallo del bianco · a2 pedone del bianco · b2 pedone del bianco · c2 pedone del bianco · d2 pedone del bianco · f2 pedone del bianco · g2 pedone del bianco · h2 pedone del bianco · a1 torre del bianco · b1 cavallo del bianco · c1 alfiere del bianco · d1 donna del bianco · e1 re del bianco · h1 torre del bianco | a8 torre del nero · b8 cavallo del nero · c8 alfiere del nero · d8 donna del nero · e8 re del nero · f8 alfiere del nero · g8 cavallo del nero · h8 torre del nero · a7 pedone del nero · b7 pedone del nero · e7 pedone del nero · f7 pedone del nero · g7 pedone del nero · h7 pedone del nero · d6 pedone del nero · b5 alfiere del bianco · c5 pedone del nero · e4 pedone del bianco · f3 cavallo del bianco · a2 pedone del bianco · b2 pedone del bianco · c2 pedone del bianco · d2 pedone del bianco · f2 pedone del bianco · g2 pedone del bianco · h2 pedone del bianco · a1 torre del bianco · b1 cavallo del bianco · c1 alfiere del bianco · d1 donna del bianco · e1 re del bianco · h1 torre del bianco | 5 |
| 4 | a8 torre del nero · b8 cavallo del nero · c8 alfiere del nero · d8 donna del nero · e8 re del nero · f8 alfiere del nero · g8 cavallo del nero · h8 torre del nero · a7 pedone del nero · b7 pedone del nero · e7 pedone del nero · f7 pedone del nero · g7 pedone del nero · h7 pedone del nero · d6 pedone del nero · b5 alfiere del bianco · c5 pedone del nero · e4 pedone del bianco · f3 cavallo del bianco · a2 pedone del bianco · b2 pedone del bianco · c2 pedone del bianco · d2 pedone del bianco · f2 pedone del bianco · g2 pedone del bianco · h2 pedone del bianco · a1 torre del bianco · b1 cavallo del bianco · c1 alfiere del bianco · d1 donna del bianco · e1 re del bianco · h1 torre del bianco | a8 torre del nero · b8 cavallo del nero · c8 alfiere del nero · d8 donna del nero · e8 re del nero · f8 alfiere del nero · g8 cavallo del nero · h8 torre del nero · a7 pedone del nero · b7 pedone del nero · e7 pedone del nero · f7 pedone del nero · g7 pedone del nero · h7 pedone del nero · d6 pedone del nero · b5 alfiere del bianco · c5 pedone del nero · e4 pedone del bianco · f3 cavallo del bianco · a2 pedone del bianco · b2 pedone del bianco · c2 pedone del bianco · d2 pedone del bianco · f2 pedone del bianco · g2 pedone del bianco · h2 pedone del bianco · a1 torre del bianco · b1 cavallo del bianco · c1 alfiere del bianco · d1 donna del bianco · e1 re del bianco · h1 torre del bianco | a8 torre del nero · b8 cavallo del nero · c8 alfiere del nero · d8 donna del nero · e8 re del nero · f8 alfiere del nero · g8 cavallo del nero · h8 torre del nero · a7 pedone del nero · b7 pedone del nero · e7 pedone del nero · f7 pedone del nero · g7 pedone del nero · h7 pedone del nero · d6 pedone del nero · b5 alfiere del bianco · c5 pedone del nero · e4 pedone del bianco · f3 cavallo del bianco · a2 pedone del bianco · b2 pedone del bianco · c2 pedone del bianco · d2 pedone del bianco · f2 pedone del bianco · g2 pedone del bianco · h2 pedone del bianco · a1 torre del bianco · b1 cavallo del bianco · c1 alfiere del bianco · d1 donna del bianco · e1 re del bianco · h1 torre del bianco | a8 torre del nero · b8 cavallo del nero · c8 alfiere del nero · d8 donna del nero · e8 re del nero · f8 alfiere del nero · g8 cavallo del nero · h8 torre del nero · a7 pedone del nero · b7 pedone del nero · e7 pedone del nero · f7 pedone del nero · g7 pedone del nero · h7 pedone del nero · d6 pedone del nero · b5 alfiere del bianco · c5 pedone del nero · e4 pedone del bianco · f3 cavallo del bianco · a2 pedone del bianco · b2 pedone del bianco · c2 pedone del bianco · d2 pedone del bianco · f2 pedone del bianco · g2 pedone del bianco · h2 pedone del bianco · a1 torre del bianco · b1 cavallo del bianco · c1 alfiere del bianco · d1 donna del bianco · e1 re del bianco · h1 torre del bianco | a8 torre del nero · b8 cavallo del nero · c8 alfiere del nero · d8 donna del nero · e8 re del nero · f8 alfiere del nero · g8 cavallo del nero · h8 torre del nero · a7 pedone del nero · b7 pedone del nero · e7 pedone del nero · f7 pedone del nero · g7 pedone del nero · h7 pedone del nero · d6 pedone del nero · b5 alfiere del bianco · c5 pedone del nero · e4 pedone del bianco · f3 cavallo del bianco · a2 pedone del bianco · b2 pedone del bianco · c2 pedone del bianco · d2 pedone del bianco · f2 pedone del bianco · g2 pedone del bianco · h2 pedone del bianco · a1 torre del bianco · b1 cavallo del bianco · c1 alfiere del bianco · d1 donna del bianco · e1 re del bianco · h1 torre del bianco | a8 torre del nero · b8 cavallo del nero · c8 alfiere del nero · d8 donna del nero · e8 re del nero · f8 alfiere del nero · g8 cavallo del nero · h8 torre del nero · a7 pedone del nero · b7 pedone del nero · e7 pedone del nero · f7 pedone del nero · g7 pedone del nero · h7 pedone del nero · d6 pedone del nero · b5 alfiere del bianco · c5 pedone del nero · e4 pedone del bianco · f3 cavallo del bianco · a2 pedone del bianco · b2 pedone del bianco · c2 pedone del bianco · d2 pedone del bianco · f2 pedone del bianco · g2 pedone del bianco · h2 pedone del bianco · a1 torre del bianco · b1 cavallo del bianco · c1 alfiere del bianco · d1 donna del bianco · e1 re del bianco · h1 torre del bianco | a8 torre del nero · b8 cavallo del nero · c8 alfiere del nero · d8 donna del nero · e8 re del nero · f8 alfiere del nero · g8 cavallo del nero · h8 torre del nero · a7 pedone del nero · b7 pedone del nero · e7 pedone del nero · f7 pedone del nero · g7 pedone del nero · h7 pedone del nero · d6 pedone del nero · b5 alfiere del bianco · c5 pedone del nero · e4 pedone del bianco · f3 cavallo del bianco · a2 pedone del bianco · b2 pedone del bianco · c2 pedone del bianco · d2 pedone del bianco · f2 pedone del bianco · g2 pedone del bianco · h2 pedone del bianco · a1 torre del bianco · b1 cavallo del bianco · c1 alfiere del bianco · d1 donna del bianco · e1 re del bianco · h1 torre del bianco | a8 torre del nero · b8 cavallo del nero · c8 alfiere del nero · d8 donna del nero · e8 re del nero · f8 alfiere del nero · g8 cavallo del nero · h8 torre del nero · a7 pedone del nero · b7 pedone del nero · e7 pedone del nero · f7 pedone del nero · g7 pedone del nero · h7 pedone del nero · d6 pedone del nero · b5 alfiere del bianco · c5 pedone del nero · e4 pedone del bianco · f3 cavallo del bianco · a2 pedone del bianco · b2 pedone del bianco · c2 pedone del bianco · d2 pedone del bianco · f2 pedone del bianco · g2 pedone del bianco · h2 pedone del bianco · a1 torre del bianco · b1 cavallo del bianco · c1 alfiere del bianco · d1 donna del bianco · e1 re del bianco · h1 torre del bianco | 4 |
| 3 | a8 torre del nero · b8 cavallo del nero · c8 alfiere del nero · d8 donna del nero · e8 re del nero · f8 alfiere del nero · g8 cavallo del nero · h8 torre del nero · a7 pedone del nero · b7 pedone del nero · e7 pedone del nero · f7 pedone del nero · g7 pedone del nero · h7 pedone del nero · d6 pedone del nero · b5 alfiere del bianco · c5 pedone del nero · e4 pedone del bianco · f3 cavallo del bianco · a2 pedone del bianco · b2 pedone del bianco · c2 pedone del bianco · d2 pedone del bianco · f2 pedone del bianco · g2 pedone del bianco · h2 pedone del bianco · a1 torre del bianco · b1 cavallo del bianco · c1 alfiere del bianco · d1 donna del bianco · e1 re del bianco · h1 torre del bianco | a8 torre del nero · b8 cavallo del nero · c8 alfiere del nero · d8 donna del nero · e8 re del nero · f8 alfiere del nero · g8 cavallo del nero · h8 torre del nero · a7 pedone del nero · b7 pedone del nero · e7 pedone del nero · f7 pedone del nero · g7 pedone del nero · h7 pedone del nero · d6 pedone del nero · b5 alfiere del bianco · c5 pedone del nero · e4 pedone del bianco · f3 cavallo del bianco · a2 pedone del bianco · b2 pedone del bianco · c2 pedone del bianco · d2 pedone del bianco · f2 pedone del bianco · g2 pedone del bianco · h2 pedone del bianco · a1 torre del bianco · b1 cavallo del bianco · c1 alfiere del bianco · d1 donna del bianco · e1 re del bianco · h1 torre del bianco | a8 torre del nero · b8 cavallo del nero · c8 alfiere del nero · d8 donna del nero · e8 re del nero · f8 alfiere del nero · g8 cavallo del nero · h8 torre del nero · a7 pedone del nero · b7 pedone del nero · e7 pedone del nero · f7 pedone del nero · g7 pedone del nero · h7 pedone del nero · d6 pedone del nero · b5 alfiere del bianco · c5 pedone del nero · e4 pedone del bianco · f3 cavallo del bianco · a2 pedone del bianco · b2 pedone del bianco · c2 pedone del bianco · d2 pedone del bianco · f2 pedone del bianco · g2 pedone del bianco · h2 pedone del bianco · a1 torre del bianco · b1 cavallo del bianco · c1 alfiere del bianco · d1 donna del bianco · e1 re del bianco · h1 torre del bianco | a8 torre del nero · b8 cavallo del nero · c8 alfiere del nero · d8 donna del nero · e8 re del nero · f8 alfiere del nero · g8 cavallo del nero · h8 torre del nero · a7 pedone del nero · b7 pedone del nero · e7 pedone del nero · f7 pedone del nero · g7 pedone del nero · h7 pedone del nero · d6 pedone del nero · b5 alfiere del bianco · c5 pedone del nero · e4 pedone del bianco · f3 cavallo del bianco · a2 pedone del bianco · b2 pedone del bianco · c2 pedone del bianco · d2 pedone del bianco · f2 pedone del bianco · g2 pedone del bianco · h2 pedone del bianco · a1 torre del bianco · b1 cavallo del bianco · c1 alfiere del bianco · d1 donna del bianco · e1 re del bianco · h1 torre del bianco | a8 torre del nero · b8 cavallo del nero · c8 alfiere del nero · d8 donna del nero · e8 re del nero · f8 alfiere del nero · g8 cavallo del nero · h8 torre del nero · a7 pedone del nero · b7 pedone del nero · e7 pedone del nero · f7 pedone del nero · g7 pedone del nero · h7 pedone del nero · d6 pedone del nero · b5 alfiere del bianco · c5 pedone del nero · e4 pedone del bianco · f3 cavallo del bianco · a2 pedone del bianco · b2 pedone del bianco · c2 pedone del bianco · d2 pedone del bianco · f2 pedone del bianco · g2 pedone del bianco · h2 pedone del bianco · a1 torre del bianco · b1 cavallo del bianco · c1 alfiere del bianco · d1 donna del bianco · e1 re del bianco · h1 torre del bianco | a8 torre del nero · b8 cavallo del nero · c8 alfiere del nero · d8 donna del nero · e8 re del nero · f8 alfiere del nero · g8 cavallo del nero · h8 torre del nero · a7 pedone del nero · b7 pedone del nero · e7 pedone del nero · f7 pedone del nero · g7 pedone del nero · h7 pedone del nero · d6 pedone del nero · b5 alfiere del bianco · c5 pedone del nero · e4 pedone del bianco · f3 cavallo del bianco · a2 pedone del bianco · b2 pedone del bianco · c2 pedone del bianco · d2 pedone del bianco · f2 pedone del bianco · g2 pedone del bianco · h2 pedone del bianco · a1 torre del bianco · b1 cavallo del bianco · c1 alfiere del bianco · d1 donna del bianco · e1 re del bianco · h1 torre del bianco | a8 torre del nero · b8 cavallo del nero · c8 alfiere del nero · d8 donna del nero · e8 re del nero · f8 alfiere del nero · g8 cavallo del nero · h8 torre del nero · a7 pedone del nero · b7 pedone del nero · e7 pedone del nero · f7 pedone del nero · g7 pedone del nero · h7 pedone del nero · d6 pedone del nero · b5 alfiere del bianco · c5 pedone del nero · e4 pedone del bianco · f3 cavallo del bianco · a2 pedone del bianco · b2 pedone del bianco · c2 pedone del bianco · d2 pedone del bianco · f2 pedone del bianco · g2 pedone del bianco · h2 pedone del bianco · a1 torre del bianco · b1 cavallo del bianco · c1 alfiere del bianco · d1 donna del bianco · e1 re del bianco · h1 torre del bianco | a8 torre del nero · b8 cavallo del nero · c8 alfiere del nero · d8 donna del nero · e8 re del nero · f8 alfiere del nero · g8 cavallo del nero · h8 torre del nero · a7 pedone del nero · b7 pedone del nero · e7 pedone del nero · f7 pedone del nero · g7 pedone del nero · h7 pedone del nero · d6 pedone del nero · b5 alfiere del bianco · c5 pedone del nero · e4 pedone del bianco · f3 cavallo del bianco · a2 pedone del bianco · b2 pedone del bianco · c2 pedone del bianco · d2 pedone del bianco · f2 pedone del bianco · g2 pedone del bianco · h2 pedone del bianco · a1 torre del bianco · b1 cavallo del bianco · c1 alfiere del bianco · d1 donna del bianco · e1 re del bianco · h1 torre del bianco | 3 |
| 2 | a8 torre del nero · b8 cavallo del nero · c8 alfiere del nero · d8 donna del nero · e8 re del nero · f8 alfiere del nero · g8 cavallo del nero · h8 torre del nero · a7 pedone del nero · b7 pedone del nero · e7 pedone del nero · f7 pedone del nero · g7 pedone del nero · h7 pedone del nero · d6 pedone del nero · b5 alfiere del bianco · c5 pedone del nero · e4 pedone del bianco · f3 cavallo del bianco · a2 pedone del bianco · b2 pedone del bianco · c2 pedone del bianco · d2 pedone del bianco · f2 pedone del bianco · g2 pedone del bianco · h2 pedone del bianco · a1 torre del bianco · b1 cavallo del bianco · c1 alfiere del bianco · d1 donna del bianco · e1 re del bianco · h1 torre del bianco | a8 torre del nero · b8 cavallo del nero · c8 alfiere del nero · d8 donna del nero · e8 re del nero · f8 alfiere del nero · g8 cavallo del nero · h8 torre del nero · a7 pedone del nero · b7 pedone del nero · e7 pedone del nero · f7 pedone del nero · g7 pedone del nero · h7 pedone del nero · d6 pedone del nero · b5 alfiere del bianco · c5 pedone del nero · e4 pedone del bianco · f3 cavallo del bianco · a2 pedone del bianco · b2 pedone del bianco · c2 pedone del bianco · d2 pedone del bianco · f2 pedone del bianco · g2 pedone del bianco · h2 pedone del bianco · a1 torre del bianco · b1 cavallo del bianco · c1 alfiere del bianco · d1 donna del bianco · e1 re del bianco · h1 torre del bianco | a8 torre del nero · b8 cavallo del nero · c8 alfiere del nero · d8 donna del nero · e8 re del nero · f8 alfiere del nero · g8 cavallo del nero · h8 torre del nero · a7 pedone del nero · b7 pedone del nero · e7 pedone del nero · f7 pedone del nero · g7 pedone del nero · h7 pedone del nero · d6 pedone del nero · b5 alfiere del bianco · c5 pedone del nero · e4 pedone del bianco · f3 cavallo del bianco · a2 pedone del bianco · b2 pedone del bianco · c2 pedone del bianco · d2 pedone del bianco · f2 pedone del bianco · g2 pedone del bianco · h2 pedone del bianco · a1 torre del bianco · b1 cavallo del bianco · c1 alfiere del bianco · d1 donna del bianco · e1 re del bianco · h1 torre del bianco | a8 torre del nero · b8 cavallo del nero · c8 alfiere del nero · d8 donna del nero · e8 re del nero · f8 alfiere del nero · g8 cavallo del nero · h8 torre del nero · a7 pedone del nero · b7 pedone del nero · e7 pedone del nero · f7 pedone del nero · g7 pedone del nero · h7 pedone del nero · d6 pedone del nero · b5 alfiere del bianco · c5 pedone del nero · e4 pedone del bianco · f3 cavallo del bianco · a2 pedone del bianco · b2 pedone del bianco · c2 pedone del bianco · d2 pedone del bianco · f2 pedone del bianco · g2 pedone del bianco · h2 pedone del bianco · a1 torre del bianco · b1 cavallo del bianco · c1 alfiere del bianco · d1 donna del bianco · e1 re del bianco · h1 torre del bianco | a8 torre del nero · b8 cavallo del nero · c8 alfiere del nero · d8 donna del nero · e8 re del nero · f8 alfiere del nero · g8 cavallo del nero · h8 torre del nero · a7 pedone del nero · b7 pedone del nero · e7 pedone del nero · f7 pedone del nero · g7 pedone del nero · h7 pedone del nero · d6 pedone del nero · b5 alfiere del bianco · c5 pedone del nero · e4 pedone del bianco · f3 cavallo del bianco · a2 pedone del bianco · b2 pedone del bianco · c2 pedone del bianco · d2 pedone del bianco · f2 pedone del bianco · g2 pedone del bianco · h2 pedone del bianco · a1 torre del bianco · b1 cavallo del bianco · c1 alfiere del bianco · d1 donna del bianco · e1 re del bianco · h1 torre del bianco | a8 torre del nero · b8 cavallo del nero · c8 alfiere del nero · d8 donna del nero · e8 re del nero · f8 alfiere del nero · g8 cavallo del nero · h8 torre del nero · a7 pedone del nero · b7 pedone del nero · e7 pedone del nero · f7 pedone del nero · g7 pedone del nero · h7 pedone del nero · d6 pedone del nero · b5 alfiere del bianco · c5 pedone del nero · e4 pedone del bianco · f3 cavallo del bianco · a2 pedone del bianco · b2 pedone del bianco · c2 pedone del bianco · d2 pedone del bianco · f2 pedone del bianco · g2 pedone del bianco · h2 pedone del bianco · a1 torre del bianco · b1 cavallo del bianco · c1 alfiere del bianco · d1 donna del bianco · e1 re del bianco · h1 torre del bianco | a8 torre del nero · b8 cavallo del nero · c8 alfiere del nero · d8 donna del nero · e8 re del nero · f8 alfiere del nero · g8 cavallo del nero · h8 torre del nero · a7 pedone del nero · b7 pedone del nero · e7 pedone del nero · f7 pedone del nero · g7 pedone del nero · h7 pedone del nero · d6 pedone del nero · b5 alfiere del bianco · c5 pedone del nero · e4 pedone del bianco · f3 cavallo del bianco · a2 pedone del bianco · b2 pedone del bianco · c2 pedone del bianco · d2 pedone del bianco · f2 pedone del bianco · g2 pedone del bianco · h2 pedone del bianco · a1 torre del bianco · b1 cavallo del bianco · c1 alfiere del bianco · d1 donna del bianco · e1 re del bianco · h1 torre del bianco | a8 torre del nero · b8 cavallo del nero · c8 alfiere del nero · d8 donna del nero · e8 re del nero · f8 alfiere del nero · g8 cavallo del nero · h8 torre del nero · a7 pedone del nero · b7 pedone del nero · e7 pedone del nero · f7 pedone del nero · g7 pedone del nero · h7 pedone del nero · d6 pedone del nero · b5 alfiere del bianco · c5 pedone del nero · e4 pedone del bianco · f3 cavallo del bianco · a2 pedone del bianco · b2 pedone del bianco · c2 pedone del bianco · d2 pedone del bianco · f2 pedone del bianco · g2 pedone del bianco · h2 pedone del bianco · a1 torre del bianco · b1 cavallo del bianco · c1 alfiere del bianco · d1 donna del bianco · e1 re del bianco · h1 torre del bianco | 2 |
| 1 | a8 torre del nero · b8 cavallo del nero · c8 alfiere del nero · d8 donna del nero · e8 re del nero · f8 alfiere del nero · g8 cavallo del nero · h8 torre del nero · a7 pedone del nero · b7 pedone del nero · e7 pedone del nero · f7 pedone del nero · g7 pedone del nero · h7 pedone del nero · d6 pedone del nero · b5 alfiere del bianco · c5 pedone del nero · e4 pedone del bianco · f3 cavallo del bianco · a2 pedone del bianco · b2 pedone del bianco · c2 pedone del bianco · d2 pedone del bianco · f2 pedone del bianco · g2 pedone del bianco · h2 pedone del bianco · a1 torre del bianco · b1 cavallo del bianco · c1 alfiere del bianco · d1 donna del bianco · e1 re del bianco · h1 torre del bianco | a8 torre del nero · b8 cavallo del nero · c8 alfiere del nero · d8 donna del nero · e8 re del nero · f8 alfiere del nero · g8 cavallo del nero · h8 torre del nero · a7 pedone del nero · b7 pedone del nero · e7 pedone del nero · f7 pedone del nero · g7 pedone del nero · h7 pedone del nero · d6 pedone del nero · b5 alfiere del bianco · c5 pedone del nero · e4 pedone del bianco · f3 cavallo del bianco · a2 pedone del bianco · b2 pedone del bianco · c2 pedone del bianco · d2 pedone del bianco · f2 pedone del bianco · g2 pedone del bianco · h2 pedone del bianco · a1 torre del bianco · b1 cavallo del bianco · c1 alfiere del bianco · d1 donna del bianco · e1 re del bianco · h1 torre del bianco | a8 torre del nero · b8 cavallo del nero · c8 alfiere del nero · d8 donna del nero · e8 re del nero · f8 alfiere del nero · g8 cavallo del nero · h8 torre del nero · a7 pedone del nero · b7 pedone del nero · e7 pedone del nero · f7 pedone del nero · g7 pedone del nero · h7 pedone del nero · d6 pedone del nero · b5 alfiere del bianco · c5 pedone del nero · e4 pedone del bianco · f3 cavallo del bianco · a2 pedone del bianco · b2 pedone del bianco · c2 pedone del bianco · d2 pedone del bianco · f2 pedone del bianco · g2 pedone del bianco · h2 pedone del bianco · a1 torre del bianco · b1 cavallo del bianco · c1 alfiere del bianco · d1 donna del bianco · e1 re del bianco · h1 torre del bianco | a8 torre del nero · b8 cavallo del nero · c8 alfiere del nero · d8 donna del nero · e8 re del nero · f8 alfiere del nero · g8 cavallo del nero · h8 torre del nero · a7 pedone del nero · b7 pedone del nero · e7 pedone del nero · f7 pedone del nero · g7 pedone del nero · h7 pedone del nero · d6 pedone del nero · b5 alfiere del bianco · c5 pedone del nero · e4 pedone del bianco · f3 cavallo del bianco · a2 pedone del bianco · b2 pedone del bianco · c2 pedone del bianco · d2 pedone del bianco · f2 pedone del bianco · g2 pedone del bianco · h2 pedone del bianco · a1 torre del bianco · b1 cavallo del bianco · c1 alfiere del bianco · d1 donna del bianco · e1 re del bianco · h1 torre del bianco | a8 torre del nero · b8 cavallo del nero · c8 alfiere del nero · d8 donna del nero · e8 re del nero · f8 alfiere del nero · g8 cavallo del nero · h8 torre del nero · a7 pedone del nero · b7 pedone del nero · e7 pedone del nero · f7 pedone del nero · g7 pedone del nero · h7 pedone del nero · d6 pedone del nero · b5 alfiere del bianco · c5 pedone del nero · e4 pedone del bianco · f3 cavallo del bianco · a2 pedone del bianco · b2 pedone del bianco · c2 pedone del bianco · d2 pedone del bianco · f2 pedone del bianco · g2 pedone del bianco · h2 pedone del bianco · a1 torre del bianco · b1 cavallo del bianco · c1 alfiere del bianco · d1 donna del bianco · e1 re del bianco · h1 torre del bianco | a8 torre del nero · b8 cavallo del nero · c8 alfiere del nero · d8 donna del nero · e8 re del nero · f8 alfiere del nero · g8 cavallo del nero · h8 torre del nero · a7 pedone del nero · b7 pedone del nero · e7 pedone del nero · f7 pedone del nero · g7 pedone del nero · h7 pedone del nero · d6 pedone del nero · b5 alfiere del bianco · c5 pedone del nero · e4 pedone del bianco · f3 cavallo del bianco · a2 pedone del bianco · b2 pedone del bianco · c2 pedone del bianco · d2 pedone del bianco · f2 pedone del bianco · g2 pedone del bianco · h2 pedone del bianco · a1 torre del bianco · b1 cavallo del bianco · c1 alfiere del bianco · d1 donna del bianco · e1 re del bianco · h1 torre del bianco | a8 torre del nero · b8 cavallo del nero · c8 alfiere del nero · d8 donna del nero · e8 re del nero · f8 alfiere del nero · g8 cavallo del nero · h8 torre del nero · a7 pedone del nero · b7 pedone del nero · e7 pedone del nero · f7 pedone del nero · g7 pedone del nero · h7 pedone del nero · d6 pedone del nero · b5 alfiere del bianco · c5 pedone del nero · e4 pedone del bianco · f3 cavallo del bianco · a2 pedone del bianco · b2 pedone del bianco · c2 pedone del bianco · d2 pedone del bianco · f2 pedone del bianco · g2 pedone del bianco · h2 pedone del bianco · a1 torre del bianco · b1 cavallo del bianco · c1 alfiere del bianco · d1 donna del bianco · e1 re del bianco · h1 torre del bianco | a8 torre del nero · b8 cavallo del nero · c8 alfiere del nero · d8 donna del nero · e8 re del nero · f8 alfiere del nero · g8 cavallo del nero · h8 torre del nero · a7 pedone del nero · b7 pedone del nero · e7 pedone del nero · f7 pedone del nero · g7 pedone del nero · h7 pedone del nero · d6 pedone del nero · b5 alfiere del bianco · c5 pedone del nero · e4 pedone del bianco · f3 cavallo del bianco · a2 pedone del bianco · b2 pedone del bianco · c2 pedone del bianco · d2 pedone del bianco · f2 pedone del bianco · g2 pedone del bianco · h2 pedone del bianco · a1 torre del bianco · b1 cavallo del bianco · c1 alfiere del bianco · d1 donna del bianco · e1 re del bianco · h1 torre del bianco | 1 |
|   | a | b | c | d | e | f | g | h |   |

Il 21 giugno Kasparov ha dato avvio alla partita con 1.e4, e la maggioranza del World Team (41%) ha scelto di rispondere con la difesa siciliana (1...c5).
1.e4 c5 2.Cf3 d6 3.Ab5+
La terza mossa di Kasparov è la prima sorpresa della partita. Lui in questa posizione gioca solitamente la più ambiziosa 3.d4, aprendo subito il gioco. Questa mossa rappresenta invece una chiusura del gioco, con una pressione strategica del Bianco. Kasparov ha chiesto scusa per questa mossa, in quanto si stava preparando per il campionato del mondo del 2000, che avrebbe poi disputato contro Vladimir Kramnik; probabilmente non voleva rivelare alcune innovazioni che stava studiando sulla linea principale.
3...Ad7 4.Axd7+ Dxd7 5.c4
Circa il 3% dei partecipanti voleva che il Nero giocasse 4...Cxd7, ma prevalse l'idea che la donna nera fosse al sicuro sulle case bianche eliminando dalla partita l'alfiere campochiaro del Bianco e pensando che l'iniziativa più forte del Bianco fosse il cavallo in c6. Con c4 Kasparov ha consolidato il controllo sulla casa d5, spingendo il pedone in c prima di sviluppare il cavallo di donna, che porta l'attacco in d5 nella mossa successiva. La struttura pedonale del Bianco, adottata usualmente contro la variante dragone della difesa siciliana, è quella della variante Maróczy e tende a paralizzare la posizione del Nero. Il Nero risponde lottando per il controllo della casa d4.
5...Cc6 6.Cc3 Cf6 7.0-0 g6
Ora il Nero deve cercare di arroccare sul lato di re, e può riuscirvi liberando l'alfiere camposcuro, nella colonna e o g. Piuttosto che spingere il pedone e in e5 o e6 per poi avere l'alfiere camposcuro bloccato dal pedone in d, il Nero opta per il fianchetto, lottando in seguito per le case nere centrali. Kasparov rompe subito il centro con il pedone in d, prima che l'alfiere nero possa entrare in azione.
8.d4 cxd4 9.Cxd4 Ag7 10.Cde2
Il centro è troppo rischioso per il cavallo bianco in d4, perché il Nero minaccia un attacco di scoperta riportando indietro il cavallo da f6 e scoprendo l'alfiere in g7. Cambiare il cavallo in c6 sarebbe stato sciocco per Kasparov, in quanto avrebbe portato un pedone nero in c6, dando al World Team un buon controllo sulla casa d5. Pertanto la ritirata era doverosa. Tutte le mosse di Kasparov verso quella posizione erano considerate buone alla luce della teoria d'apertura di quel periodo, ma la linea di gioco perse il suo vantaggio alla decima mossa. Il Bianco ha cercato di ottenere il suo scopo strategico, bloccando la posizione del Nero e impedendogli il controgioco, ma a quel punto sarebbe stata necessaria una mossa diversa (10.Cc2) o un diverso ordine delle mosse.
|   | a | b | c | d | e | f | g | h |   |
| 8 | a8 torre del nero · e8 re del nero · h8 torre del nero · a7 pedone del nero · b7 pedone del nero · e7 pedone del nero · f7 pedone del nero · g7 alfiere del nero · h7 pedone del nero · c6 cavallo del nero · d6 pedone del nero · e6 donna del nero · f6 cavallo del nero · g6 pedone del nero · c4 pedone del bianco · e4 pedone del bianco · c3 cavallo del bianco · a2 pedone del bianco · b2 pedone del bianco · e2 cavallo del bianco · f2 pedone del bianco · g2 pedone del bianco · h2 pedone del bianco · a1 torre del bianco · c1 alfiere del bianco · d1 donna del bianco · f1 torre del bianco · g1 re del bianco | a8 torre del nero · e8 re del nero · h8 torre del nero · a7 pedone del nero · b7 pedone del nero · e7 pedone del nero · f7 pedone del nero · g7 alfiere del nero · h7 pedone del nero · c6 cavallo del nero · d6 pedone del nero · e6 donna del nero · f6 cavallo del nero · g6 pedone del nero · c4 pedone del bianco · e4 pedone del bianco · c3 cavallo del bianco · a2 pedone del bianco · b2 pedone del bianco · e2 cavallo del bianco · f2 pedone del bianco · g2 pedone del bianco · h2 pedone del bianco · a1 torre del bianco · c1 alfiere del bianco · d1 donna del bianco · f1 torre del bianco · g1 re del bianco | a8 torre del nero · e8 re del nero · h8 torre del nero · a7 pedone del nero · b7 pedone del nero · e7 pedone del nero · f7 pedone del nero · g7 alfiere del nero · h7 pedone del nero · c6 cavallo del nero · d6 pedone del nero · e6 donna del nero · f6 cavallo del nero · g6 pedone del nero · c4 pedone del bianco · e4 pedone del bianco · c3 cavallo del bianco · a2 pedone del bianco · b2 pedone del bianco · e2 cavallo del bianco · f2 pedone del bianco · g2 pedone del bianco · h2 pedone del bianco · a1 torre del bianco · c1 alfiere del bianco · d1 donna del bianco · f1 torre del bianco · g1 re del bianco | a8 torre del nero · e8 re del nero · h8 torre del nero · a7 pedone del nero · b7 pedone del nero · e7 pedone del nero · f7 pedone del nero · g7 alfiere del nero · h7 pedone del nero · c6 cavallo del nero · d6 pedone del nero · e6 donna del nero · f6 cavallo del nero · g6 pedone del nero · c4 pedone del bianco · e4 pedone del bianco · c3 cavallo del bianco · a2 pedone del bianco · b2 pedone del bianco · e2 cavallo del bianco · f2 pedone del bianco · g2 pedone del bianco · h2 pedone del bianco · a1 torre del bianco · c1 alfiere del bianco · d1 donna del bianco · f1 torre del bianco · g1 re del bianco | a8 torre del nero · e8 re del nero · h8 torre del nero · a7 pedone del nero · b7 pedone del nero · e7 pedone del nero · f7 pedone del nero · g7 alfiere del nero · h7 pedone del nero · c6 cavallo del nero · d6 pedone del nero · e6 donna del nero · f6 cavallo del nero · g6 pedone del nero · c4 pedone del bianco · e4 pedone del bianco · c3 cavallo del bianco · a2 pedone del bianco · b2 pedone del bianco · e2 cavallo del bianco · f2 pedone del bianco · g2 pedone del bianco · h2 pedone del bianco · a1 torre del bianco · c1 alfiere del bianco · d1 donna del bianco · f1 torre del bianco · g1 re del bianco | a8 torre del nero · e8 re del nero · h8 torre del nero · a7 pedone del nero · b7 pedone del nero · e7 pedone del nero · f7 pedone del nero · g7 alfiere del nero · h7 pedone del nero · c6 cavallo del nero · d6 pedone del nero · e6 donna del nero · f6 cavallo del nero · g6 pedone del nero · c4 pedone del bianco · e4 pedone del bianco · c3 cavallo del bianco · a2 pedone del bianco · b2 pedone del bianco · e2 cavallo del bianco · f2 pedone del bianco · g2 pedone del bianco · h2 pedone del bianco · a1 torre del bianco · c1 alfiere del bianco · d1 donna del bianco · f1 torre del bianco · g1 re del bianco | a8 torre del nero · e8 re del nero · h8 torre del nero · a7 pedone del nero · b7 pedone del nero · e7 pedone del nero · f7 pedone del nero · g7 alfiere del nero · h7 pedone del nero · c6 cavallo del nero · d6 pedone del nero · e6 donna del nero · f6 cavallo del nero · g6 pedone del nero · c4 pedone del bianco · e4 pedone del bianco · c3 cavallo del bianco · a2 pedone del bianco · b2 pedone del bianco · e2 cavallo del bianco · f2 pedone del bianco · g2 pedone del bianco · h2 pedone del bianco · a1 torre del bianco · c1 alfiere del bianco · d1 donna del bianco · f1 torre del bianco · g1 re del bianco | a8 torre del nero · e8 re del nero · h8 torre del nero · a7 pedone del nero · b7 pedone del nero · e7 pedone del nero · f7 pedone del nero · g7 alfiere del nero · h7 pedone del nero · c6 cavallo del nero · d6 pedone del nero · e6 donna del nero · f6 cavallo del nero · g6 pedone del nero · c4 pedone del bianco · e4 pedone del bianco · c3 cavallo del bianco · a2 pedone del bianco · b2 pedone del bianco · e2 cavallo del bianco · f2 pedone del bianco · g2 pedone del bianco · h2 pedone del bianco · a1 torre del bianco · c1 alfiere del bianco · d1 donna del bianco · f1 torre del bianco · g1 re del bianco | 8 |
| 7 | a8 torre del nero · e8 re del nero · h8 torre del nero · a7 pedone del nero · b7 pedone del nero · e7 pedone del nero · f7 pedone del nero · g7 alfiere del nero · h7 pedone del nero · c6 cavallo del nero · d6 pedone del nero · e6 donna del nero · f6 cavallo del nero · g6 pedone del nero · c4 pedone del bianco · e4 pedone del bianco · c3 cavallo del bianco · a2 pedone del bianco · b2 pedone del bianco · e2 cavallo del bianco · f2 pedone del bianco · g2 pedone del bianco · h2 pedone del bianco · a1 torre del bianco · c1 alfiere del bianco · d1 donna del bianco · f1 torre del bianco · g1 re del bianco | a8 torre del nero · e8 re del nero · h8 torre del nero · a7 pedone del nero · b7 pedone del nero · e7 pedone del nero · f7 pedone del nero · g7 alfiere del nero · h7 pedone del nero · c6 cavallo del nero · d6 pedone del nero · e6 donna del nero · f6 cavallo del nero · g6 pedone del nero · c4 pedone del bianco · e4 pedone del bianco · c3 cavallo del bianco · a2 pedone del bianco · b2 pedone del bianco · e2 cavallo del bianco · f2 pedone del bianco · g2 pedone del bianco · h2 pedone del bianco · a1 torre del bianco · c1 alfiere del bianco · d1 donna del bianco · f1 torre del bianco · g1 re del bianco | a8 torre del nero · e8 re del nero · h8 torre del nero · a7 pedone del nero · b7 pedone del nero · e7 pedone del nero · f7 pedone del nero · g7 alfiere del nero · h7 pedone del nero · c6 cavallo del nero · d6 pedone del nero · e6 donna del nero · f6 cavallo del nero · g6 pedone del nero · c4 pedone del bianco · e4 pedone del bianco · c3 cavallo del bianco · a2 pedone del bianco · b2 pedone del bianco · e2 cavallo del bianco · f2 pedone del bianco · g2 pedone del bianco · h2 pedone del bianco · a1 torre del bianco · c1 alfiere del bianco · d1 donna del bianco · f1 torre del bianco · g1 re del bianco | a8 torre del nero · e8 re del nero · h8 torre del nero · a7 pedone del nero · b7 pedone del nero · e7 pedone del nero · f7 pedone del nero · g7 alfiere del nero · h7 pedone del nero · c6 cavallo del nero · d6 pedone del nero · e6 donna del nero · f6 cavallo del nero · g6 pedone del nero · c4 pedone del bianco · e4 pedone del bianco · c3 cavallo del bianco · a2 pedone del bianco · b2 pedone del bianco · e2 cavallo del bianco · f2 pedone del bianco · g2 pedone del bianco · h2 pedone del bianco · a1 torre del bianco · c1 alfiere del bianco · d1 donna del bianco · f1 torre del bianco · g1 re del bianco | a8 torre del nero · e8 re del nero · h8 torre del nero · a7 pedone del nero · b7 pedone del nero · e7 pedone del nero · f7 pedone del nero · g7 alfiere del nero · h7 pedone del nero · c6 cavallo del nero · d6 pedone del nero · e6 donna del nero · f6 cavallo del nero · g6 pedone del nero · c4 pedone del bianco · e4 pedone del bianco · c3 cavallo del bianco · a2 pedone del bianco · b2 pedone del bianco · e2 cavallo del bianco · f2 pedone del bianco · g2 pedone del bianco · h2 pedone del bianco · a1 torre del bianco · c1 alfiere del bianco · d1 donna del bianco · f1 torre del bianco · g1 re del bianco | a8 torre del nero · e8 re del nero · h8 torre del nero · a7 pedone del nero · b7 pedone del nero · e7 pedone del nero · f7 pedone del nero · g7 alfiere del nero · h7 pedone del nero · c6 cavallo del nero · d6 pedone del nero · e6 donna del nero · f6 cavallo del nero · g6 pedone del nero · c4 pedone del bianco · e4 pedone del bianco · c3 cavallo del bianco · a2 pedone del bianco · b2 pedone del bianco · e2 cavallo del bianco · f2 pedone del bianco · g2 pedone del bianco · h2 pedone del bianco · a1 torre del bianco · c1 alfiere del bianco · d1 donna del bianco · f1 torre del bianco · g1 re del bianco | a8 torre del nero · e8 re del nero · h8 torre del nero · a7 pedone del nero · b7 pedone del nero · e7 pedone del nero · f7 pedone del nero · g7 alfiere del nero · h7 pedone del nero · c6 cavallo del nero · d6 pedone del nero · e6 donna del nero · f6 cavallo del nero · g6 pedone del nero · c4 pedone del bianco · e4 pedone del bianco · c3 cavallo del bianco · a2 pedone del bianco · b2 pedone del bianco · e2 cavallo del bianco · f2 pedone del bianco · g2 pedone del bianco · h2 pedone del bianco · a1 torre del bianco · c1 alfiere del bianco · d1 donna del bianco · f1 torre del bianco · g1 re del bianco | a8 torre del nero · e8 re del nero · h8 torre del nero · a7 pedone del nero · b7 pedone del nero · e7 pedone del nero · f7 pedone del nero · g7 alfiere del nero · h7 pedone del nero · c6 cavallo del nero · d6 pedone del nero · e6 donna del nero · f6 cavallo del nero · g6 pedone del nero · c4 pedone del bianco · e4 pedone del bianco · c3 cavallo del bianco · a2 pedone del bianco · b2 pedone del bianco · e2 cavallo del bianco · f2 pedone del bianco · g2 pedone del bianco · h2 pedone del bianco · a1 torre del bianco · c1 alfiere del bianco · d1 donna del bianco · f1 torre del bianco · g1 re del bianco | 7 |
| 6 | a8 torre del nero · e8 re del nero · h8 torre del nero · a7 pedone del nero · b7 pedone del nero · e7 pedone del nero · f7 pedone del nero · g7 alfiere del nero · h7 pedone del nero · c6 cavallo del nero · d6 pedone del nero · e6 donna del nero · f6 cavallo del nero · g6 pedone del nero · c4 pedone del bianco · e4 pedone del bianco · c3 cavallo del bianco · a2 pedone del bianco · b2 pedone del bianco · e2 cavallo del bianco · f2 pedone del bianco · g2 pedone del bianco · h2 pedone del bianco · a1 torre del bianco · c1 alfiere del bianco · d1 donna del bianco · f1 torre del bianco · g1 re del bianco | a8 torre del nero · e8 re del nero · h8 torre del nero · a7 pedone del nero · b7 pedone del nero · e7 pedone del nero · f7 pedone del nero · g7 alfiere del nero · h7 pedone del nero · c6 cavallo del nero · d6 pedone del nero · e6 donna del nero · f6 cavallo del nero · g6 pedone del nero · c4 pedone del bianco · e4 pedone del bianco · c3 cavallo del bianco · a2 pedone del bianco · b2 pedone del bianco · e2 cavallo del bianco · f2 pedone del bianco · g2 pedone del bianco · h2 pedone del bianco · a1 torre del bianco · c1 alfiere del bianco · d1 donna del bianco · f1 torre del bianco · g1 re del bianco | a8 torre del nero · e8 re del nero · h8 torre del nero · a7 pedone del nero · b7 pedone del nero · e7 pedone del nero · f7 pedone del nero · g7 alfiere del nero · h7 pedone del nero · c6 cavallo del nero · d6 pedone del nero · e6 donna del nero · f6 cavallo del nero · g6 pedone del nero · c4 pedone del bianco · e4 pedone del bianco · c3 cavallo del bianco · a2 pedone del bianco · b2 pedone del bianco · e2 cavallo del bianco · f2 pedone del bianco · g2 pedone del bianco · h2 pedone del bianco · a1 torre del bianco · c1 alfiere del bianco · d1 donna del bianco · f1 torre del bianco · g1 re del bianco | a8 torre del nero · e8 re del nero · h8 torre del nero · a7 pedone del nero · b7 pedone del nero · e7 pedone del nero · f7 pedone del nero · g7 alfiere del nero · h7 pedone del nero · c6 cavallo del nero · d6 pedone del nero · e6 donna del nero · f6 cavallo del nero · g6 pedone del nero · c4 pedone del bianco · e4 pedone del bianco · c3 cavallo del bianco · a2 pedone del bianco · b2 pedone del bianco · e2 cavallo del bianco · f2 pedone del bianco · g2 pedone del bianco · h2 pedone del bianco · a1 torre del bianco · c1 alfiere del bianco · d1 donna del bianco · f1 torre del bianco · g1 re del bianco | a8 torre del nero · e8 re del nero · h8 torre del nero · a7 pedone del nero · b7 pedone del nero · e7 pedone del nero · f7 pedone del nero · g7 alfiere del nero · h7 pedone del nero · c6 cavallo del nero · d6 pedone del nero · e6 donna del nero · f6 cavallo del nero · g6 pedone del nero · c4 pedone del bianco · e4 pedone del bianco · c3 cavallo del bianco · a2 pedone del bianco · b2 pedone del bianco · e2 cavallo del bianco · f2 pedone del bianco · g2 pedone del bianco · h2 pedone del bianco · a1 torre del bianco · c1 alfiere del bianco · d1 donna del bianco · f1 torre del bianco · g1 re del bianco | a8 torre del nero · e8 re del nero · h8 torre del nero · a7 pedone del nero · b7 pedone del nero · e7 pedone del nero · f7 pedone del nero · g7 alfiere del nero · h7 pedone del nero · c6 cavallo del nero · d6 pedone del nero · e6 donna del nero · f6 cavallo del nero · g6 pedone del nero · c4 pedone del bianco · e4 pedone del bianco · c3 cavallo del bianco · a2 pedone del bianco · b2 pedone del bianco · e2 cavallo del bianco · f2 pedone del bianco · g2 pedone del bianco · h2 pedone del bianco · a1 torre del bianco · c1 alfiere del bianco · d1 donna del bianco · f1 torre del bianco · g1 re del bianco | a8 torre del nero · e8 re del nero · h8 torre del nero · a7 pedone del nero · b7 pedone del nero · e7 pedone del nero · f7 pedone del nero · g7 alfiere del nero · h7 pedone del nero · c6 cavallo del nero · d6 pedone del nero · e6 donna del nero · f6 cavallo del nero · g6 pedone del nero · c4 pedone del bianco · e4 pedone del bianco · c3 cavallo del bianco · a2 pedone del bianco · b2 pedone del bianco · e2 cavallo del bianco · f2 pedone del bianco · g2 pedone del bianco · h2 pedone del bianco · a1 torre del bianco · c1 alfiere del bianco · d1 donna del bianco · f1 torre del bianco · g1 re del bianco | a8 torre del nero · e8 re del nero · h8 torre del nero · a7 pedone del nero · b7 pedone del nero · e7 pedone del nero · f7 pedone del nero · g7 alfiere del nero · h7 pedone del nero · c6 cavallo del nero · d6 pedone del nero · e6 donna del nero · f6 cavallo del nero · g6 pedone del nero · c4 pedone del bianco · e4 pedone del bianco · c3 cavallo del bianco · a2 pedone del bianco · b2 pedone del bianco · e2 cavallo del bianco · f2 pedone del bianco · g2 pedone del bianco · h2 pedone del bianco · a1 torre del bianco · c1 alfiere del bianco · d1 donna del bianco · f1 torre del bianco · g1 re del bianco | 6 |
| 5 | a8 torre del nero · e8 re del nero · h8 torre del nero · a7 pedone del nero · b7 pedone del nero · e7 pedone del nero · f7 pedone del nero · g7 alfiere del nero · h7 pedone del nero · c6 cavallo del nero · d6 pedone del nero · e6 donna del nero · f6 cavallo del nero · g6 pedone del nero · c4 pedone del bianco · e4 pedone del bianco · c3 cavallo del bianco · a2 pedone del bianco · b2 pedone del bianco · e2 cavallo del bianco · f2 pedone del bianco · g2 pedone del bianco · h2 pedone del bianco · a1 torre del bianco · c1 alfiere del bianco · d1 donna del bianco · f1 torre del bianco · g1 re del bianco | a8 torre del nero · e8 re del nero · h8 torre del nero · a7 pedone del nero · b7 pedone del nero · e7 pedone del nero · f7 pedone del nero · g7 alfiere del nero · h7 pedone del nero · c6 cavallo del nero · d6 pedone del nero · e6 donna del nero · f6 cavallo del nero · g6 pedone del nero · c4 pedone del bianco · e4 pedone del bianco · c3 cavallo del bianco · a2 pedone del bianco · b2 pedone del bianco · e2 cavallo del bianco · f2 pedone del bianco · g2 pedone del bianco · h2 pedone del bianco · a1 torre del bianco · c1 alfiere del bianco · d1 donna del bianco · f1 torre del bianco · g1 re del bianco | a8 torre del nero · e8 re del nero · h8 torre del nero · a7 pedone del nero · b7 pedone del nero · e7 pedone del nero · f7 pedone del nero · g7 alfiere del nero · h7 pedone del nero · c6 cavallo del nero · d6 pedone del nero · e6 donna del nero · f6 cavallo del nero · g6 pedone del nero · c4 pedone del bianco · e4 pedone del bianco · c3 cavallo del bianco · a2 pedone del bianco · b2 pedone del bianco · e2 cavallo del bianco · f2 pedone del bianco · g2 pedone del bianco · h2 pedone del bianco · a1 torre del bianco · c1 alfiere del bianco · d1 donna del bianco · f1 torre del bianco · g1 re del bianco | a8 torre del nero · e8 re del nero · h8 torre del nero · a7 pedone del nero · b7 pedone del nero · e7 pedone del nero · f7 pedone del nero · g7 alfiere del nero · h7 pedone del nero · c6 cavallo del nero · d6 pedone del nero · e6 donna del nero · f6 cavallo del nero · g6 pedone del nero · c4 pedone del bianco · e4 pedone del bianco · c3 cavallo del bianco · a2 pedone del bianco · b2 pedone del bianco · e2 cavallo del bianco · f2 pedone del bianco · g2 pedone del bianco · h2 pedone del bianco · a1 torre del bianco · c1 alfiere del bianco · d1 donna del bianco · f1 torre del bianco · g1 re del bianco | a8 torre del nero · e8 re del nero · h8 torre del nero · a7 pedone del nero · b7 pedone del nero · e7 pedone del nero · f7 pedone del nero · g7 alfiere del nero · h7 pedone del nero · c6 cavallo del nero · d6 pedone del nero · e6 donna del nero · f6 cavallo del nero · g6 pedone del nero · c4 pedone del bianco · e4 pedone del bianco · c3 cavallo del bianco · a2 pedone del bianco · b2 pedone del bianco · e2 cavallo del bianco · f2 pedone del bianco · g2 pedone del bianco · h2 pedone del bianco · a1 torre del bianco · c1 alfiere del bianco · d1 donna del bianco · f1 torre del bianco · g1 re del bianco | a8 torre del nero · e8 re del nero · h8 torre del nero · a7 pedone del nero · b7 pedone del nero · e7 pedone del nero · f7 pedone del nero · g7 alfiere del nero · h7 pedone del nero · c6 cavallo del nero · d6 pedone del nero · e6 donna del nero · f6 cavallo del nero · g6 pedone del nero · c4 pedone del bianco · e4 pedone del bianco · c3 cavallo del bianco · a2 pedone del bianco · b2 pedone del bianco · e2 cavallo del bianco · f2 pedone del bianco · g2 pedone del bianco · h2 pedone del bianco · a1 torre del bianco · c1 alfiere del bianco · d1 donna del bianco · f1 torre del bianco · g1 re del bianco | a8 torre del nero · e8 re del nero · h8 torre del nero · a7 pedone del nero · b7 pedone del nero · e7 pedone del nero · f7 pedone del nero · g7 alfiere del nero · h7 pedone del nero · c6 cavallo del nero · d6 pedone del nero · e6 donna del nero · f6 cavallo del nero · g6 pedone del nero · c4 pedone del bianco · e4 pedone del bianco · c3 cavallo del bianco · a2 pedone del bianco · b2 pedone del bianco · e2 cavallo del bianco · f2 pedone del bianco · g2 pedone del bianco · h2 pedone del bianco · a1 torre del bianco · c1 alfiere del bianco · d1 donna del bianco · f1 torre del bianco · g1 re del bianco | a8 torre del nero · e8 re del nero · h8 torre del nero · a7 pedone del nero · b7 pedone del nero · e7 pedone del nero · f7 pedone del nero · g7 alfiere del nero · h7 pedone del nero · c6 cavallo del nero · d6 pedone del nero · e6 donna del nero · f6 cavallo del nero · g6 pedone del nero · c4 pedone del bianco · e4 pedone del bianco · c3 cavallo del bianco · a2 pedone del bianco · b2 pedone del bianco · e2 cavallo del bianco · f2 pedone del bianco · g2 pedone del bianco · h2 pedone del bianco · a1 torre del bianco · c1 alfiere del bianco · d1 donna del bianco · f1 torre del bianco · g1 re del bianco | 5 |
| 4 | a8 torre del nero · e8 re del nero · h8 torre del nero · a7 pedone del nero · b7 pedone del nero · e7 pedone del nero · f7 pedone del nero · g7 alfiere del nero · h7 pedone del nero · c6 cavallo del nero · d6 pedone del nero · e6 donna del nero · f6 cavallo del nero · g6 pedone del nero · c4 pedone del bianco · e4 pedone del bianco · c3 cavallo del bianco · a2 pedone del bianco · b2 pedone del bianco · e2 cavallo del bianco · f2 pedone del bianco · g2 pedone del bianco · h2 pedone del bianco · a1 torre del bianco · c1 alfiere del bianco · d1 donna del bianco · f1 torre del bianco · g1 re del bianco | a8 torre del nero · e8 re del nero · h8 torre del nero · a7 pedone del nero · b7 pedone del nero · e7 pedone del nero · f7 pedone del nero · g7 alfiere del nero · h7 pedone del nero · c6 cavallo del nero · d6 pedone del nero · e6 donna del nero · f6 cavallo del nero · g6 pedone del nero · c4 pedone del bianco · e4 pedone del bianco · c3 cavallo del bianco · a2 pedone del bianco · b2 pedone del bianco · e2 cavallo del bianco · f2 pedone del bianco · g2 pedone del bianco · h2 pedone del bianco · a1 torre del bianco · c1 alfiere del bianco · d1 donna del bianco · f1 torre del bianco · g1 re del bianco | a8 torre del nero · e8 re del nero · h8 torre del nero · a7 pedone del nero · b7 pedone del nero · e7 pedone del nero · f7 pedone del nero · g7 alfiere del nero · h7 pedone del nero · c6 cavallo del nero · d6 pedone del nero · e6 donna del nero · f6 cavallo del nero · g6 pedone del nero · c4 pedone del bianco · e4 pedone del bianco · c3 cavallo del bianco · a2 pedone del bianco · b2 pedone del bianco · e2 cavallo del bianco · f2 pedone del bianco · g2 pedone del bianco · h2 pedone del bianco · a1 torre del bianco · c1 alfiere del bianco · d1 donna del bianco · f1 torre del bianco · g1 re del bianco | a8 torre del nero · e8 re del nero · h8 torre del nero · a7 pedone del nero · b7 pedone del nero · e7 pedone del nero · f7 pedone del nero · g7 alfiere del nero · h7 pedone del nero · c6 cavallo del nero · d6 pedone del nero · e6 donna del nero · f6 cavallo del nero · g6 pedone del nero · c4 pedone del bianco · e4 pedone del bianco · c3 cavallo del bianco · a2 pedone del bianco · b2 pedone del bianco · e2 cavallo del bianco · f2 pedone del bianco · g2 pedone del bianco · h2 pedone del bianco · a1 torre del bianco · c1 alfiere del bianco · d1 donna del bianco · f1 torre del bianco · g1 re del bianco | a8 torre del nero · e8 re del nero · h8 torre del nero · a7 pedone del nero · b7 pedone del nero · e7 pedone del nero · f7 pedone del nero · g7 alfiere del nero · h7 pedone del nero · c6 cavallo del nero · d6 pedone del nero · e6 donna del nero · f6 cavallo del nero · g6 pedone del nero · c4 pedone del bianco · e4 pedone del bianco · c3 cavallo del bianco · a2 pedone del bianco · b2 pedone del bianco · e2 cavallo del bianco · f2 pedone del bianco · g2 pedone del bianco · h2 pedone del bianco · a1 torre del bianco · c1 alfiere del bianco · d1 donna del bianco · f1 torre del bianco · g1 re del bianco | a8 torre del nero · e8 re del nero · h8 torre del nero · a7 pedone del nero · b7 pedone del nero · e7 pedone del nero · f7 pedone del nero · g7 alfiere del nero · h7 pedone del nero · c6 cavallo del nero · d6 pedone del nero · e6 donna del nero · f6 cavallo del nero · g6 pedone del nero · c4 pedone del bianco · e4 pedone del bianco · c3 cavallo del bianco · a2 pedone del bianco · b2 pedone del bianco · e2 cavallo del bianco · f2 pedone del bianco · g2 pedone del bianco · h2 pedone del bianco · a1 torre del bianco · c1 alfiere del bianco · d1 donna del bianco · f1 torre del bianco · g1 re del bianco | a8 torre del nero · e8 re del nero · h8 torre del nero · a7 pedone del nero · b7 pedone del nero · e7 pedone del nero · f7 pedone del nero · g7 alfiere del nero · h7 pedone del nero · c6 cavallo del nero · d6 pedone del nero · e6 donna del nero · f6 cavallo del nero · g6 pedone del nero · c4 pedone del bianco · e4 pedone del bianco · c3 cavallo del bianco · a2 pedone del bianco · b2 pedone del bianco · e2 cavallo del bianco · f2 pedone del bianco · g2 pedone del bianco · h2 pedone del bianco · a1 torre del bianco · c1 alfiere del bianco · d1 donna del bianco · f1 torre del bianco · g1 re del bianco | a8 torre del nero · e8 re del nero · h8 torre del nero · a7 pedone del nero · b7 pedone del nero · e7 pedone del nero · f7 pedone del nero · g7 alfiere del nero · h7 pedone del nero · c6 cavallo del nero · d6 pedone del nero · e6 donna del nero · f6 cavallo del nero · g6 pedone del nero · c4 pedone del bianco · e4 pedone del bianco · c3 cavallo del bianco · a2 pedone del bianco · b2 pedone del bianco · e2 cavallo del bianco · f2 pedone del bianco · g2 pedone del bianco · h2 pedone del bianco · a1 torre del bianco · c1 alfiere del bianco · d1 donna del bianco · f1 torre del bianco · g1 re del bianco | 4 |
| 3 | a8 torre del nero · e8 re del nero · h8 torre del nero · a7 pedone del nero · b7 pedone del nero · e7 pedone del nero · f7 pedone del nero · g7 alfiere del nero · h7 pedone del nero · c6 cavallo del nero · d6 pedone del nero · e6 donna del nero · f6 cavallo del nero · g6 pedone del nero · c4 pedone del bianco · e4 pedone del bianco · c3 cavallo del bianco · a2 pedone del bianco · b2 pedone del bianco · e2 cavallo del bianco · f2 pedone del bianco · g2 pedone del bianco · h2 pedone del bianco · a1 torre del bianco · c1 alfiere del bianco · d1 donna del bianco · f1 torre del bianco · g1 re del bianco | a8 torre del nero · e8 re del nero · h8 torre del nero · a7 pedone del nero · b7 pedone del nero · e7 pedone del nero · f7 pedone del nero · g7 alfiere del nero · h7 pedone del nero · c6 cavallo del nero · d6 pedone del nero · e6 donna del nero · f6 cavallo del nero · g6 pedone del nero · c4 pedone del bianco · e4 pedone del bianco · c3 cavallo del bianco · a2 pedone del bianco · b2 pedone del bianco · e2 cavallo del bianco · f2 pedone del bianco · g2 pedone del bianco · h2 pedone del bianco · a1 torre del bianco · c1 alfiere del bianco · d1 donna del bianco · f1 torre del bianco · g1 re del bianco | a8 torre del nero · e8 re del nero · h8 torre del nero · a7 pedone del nero · b7 pedone del nero · e7 pedone del nero · f7 pedone del nero · g7 alfiere del nero · h7 pedone del nero · c6 cavallo del nero · d6 pedone del nero · e6 donna del nero · f6 cavallo del nero · g6 pedone del nero · c4 pedone del bianco · e4 pedone del bianco · c3 cavallo del bianco · a2 pedone del bianco · b2 pedone del bianco · e2 cavallo del bianco · f2 pedone del bianco · g2 pedone del bianco · h2 pedone del bianco · a1 torre del bianco · c1 alfiere del bianco · d1 donna del bianco · f1 torre del bianco · g1 re del bianco | a8 torre del nero · e8 re del nero · h8 torre del nero · a7 pedone del nero · b7 pedone del nero · e7 pedone del nero · f7 pedone del nero · g7 alfiere del nero · h7 pedone del nero · c6 cavallo del nero · d6 pedone del nero · e6 donna del nero · f6 cavallo del nero · g6 pedone del nero · c4 pedone del bianco · e4 pedone del bianco · c3 cavallo del bianco · a2 pedone del bianco · b2 pedone del bianco · e2 cavallo del bianco · f2 pedone del bianco · g2 pedone del bianco · h2 pedone del bianco · a1 torre del bianco · c1 alfiere del bianco · d1 donna del bianco · f1 torre del bianco · g1 re del bianco | a8 torre del nero · e8 re del nero · h8 torre del nero · a7 pedone del nero · b7 pedone del nero · e7 pedone del nero · f7 pedone del nero · g7 alfiere del nero · h7 pedone del nero · c6 cavallo del nero · d6 pedone del nero · e6 donna del nero · f6 cavallo del nero · g6 pedone del nero · c4 pedone del bianco · e4 pedone del bianco · c3 cavallo del bianco · a2 pedone del bianco · b2 pedone del bianco · e2 cavallo del bianco · f2 pedone del bianco · g2 pedone del bianco · h2 pedone del bianco · a1 torre del bianco · c1 alfiere del bianco · d1 donna del bianco · f1 torre del bianco · g1 re del bianco | a8 torre del nero · e8 re del nero · h8 torre del nero · a7 pedone del nero · b7 pedone del nero · e7 pedone del nero · f7 pedone del nero · g7 alfiere del nero · h7 pedone del nero · c6 cavallo del nero · d6 pedone del nero · e6 donna del nero · f6 cavallo del nero · g6 pedone del nero · c4 pedone del bianco · e4 pedone del bianco · c3 cavallo del bianco · a2 pedone del bianco · b2 pedone del bianco · e2 cavallo del bianco · f2 pedone del bianco · g2 pedone del bianco · h2 pedone del bianco · a1 torre del bianco · c1 alfiere del bianco · d1 donna del bianco · f1 torre del bianco · g1 re del bianco | a8 torre del nero · e8 re del nero · h8 torre del nero · a7 pedone del nero · b7 pedone del nero · e7 pedone del nero · f7 pedone del nero · g7 alfiere del nero · h7 pedone del nero · c6 cavallo del nero · d6 pedone del nero · e6 donna del nero · f6 cavallo del nero · g6 pedone del nero · c4 pedone del bianco · e4 pedone del bianco · c3 cavallo del bianco · a2 pedone del bianco · b2 pedone del bianco · e2 cavallo del bianco · f2 pedone del bianco · g2 pedone del bianco · h2 pedone del bianco · a1 torre del bianco · c1 alfiere del bianco · d1 donna del bianco · f1 torre del bianco · g1 re del bianco | a8 torre del nero · e8 re del nero · h8 torre del nero · a7 pedone del nero · b7 pedone del nero · e7 pedone del nero · f7 pedone del nero · g7 alfiere del nero · h7 pedone del nero · c6 cavallo del nero · d6 pedone del nero · e6 donna del nero · f6 cavallo del nero · g6 pedone del nero · c4 pedone del bianco · e4 pedone del bianco · c3 cavallo del bianco · a2 pedone del bianco · b2 pedone del bianco · e2 cavallo del bianco · f2 pedone del bianco · g2 pedone del bianco · h2 pedone del bianco · a1 torre del bianco · c1 alfiere del bianco · d1 donna del bianco · f1 torre del bianco · g1 re del bianco | 3 |
| 2 | a8 torre del nero · e8 re del nero · h8 torre del nero · a7 pedone del nero · b7 pedone del nero · e7 pedone del nero · f7 pedone del nero · g7 alfiere del nero · h7 pedone del nero · c6 cavallo del nero · d6 pedone del nero · e6 donna del nero · f6 cavallo del nero · g6 pedone del nero · c4 pedone del bianco · e4 pedone del bianco · c3 cavallo del bianco · a2 pedone del bianco · b2 pedone del bianco · e2 cavallo del bianco · f2 pedone del bianco · g2 pedone del bianco · h2 pedone del bianco · a1 torre del bianco · c1 alfiere del bianco · d1 donna del bianco · f1 torre del bianco · g1 re del bianco | a8 torre del nero · e8 re del nero · h8 torre del nero · a7 pedone del nero · b7 pedone del nero · e7 pedone del nero · f7 pedone del nero · g7 alfiere del nero · h7 pedone del nero · c6 cavallo del nero · d6 pedone del nero · e6 donna del nero · f6 cavallo del nero · g6 pedone del nero · c4 pedone del bianco · e4 pedone del bianco · c3 cavallo del bianco · a2 pedone del bianco · b2 pedone del bianco · e2 cavallo del bianco · f2 pedone del bianco · g2 pedone del bianco · h2 pedone del bianco · a1 torre del bianco · c1 alfiere del bianco · d1 donna del bianco · f1 torre del bianco · g1 re del bianco | a8 torre del nero · e8 re del nero · h8 torre del nero · a7 pedone del nero · b7 pedone del nero · e7 pedone del nero · f7 pedone del nero · g7 alfiere del nero · h7 pedone del nero · c6 cavallo del nero · d6 pedone del nero · e6 donna del nero · f6 cavallo del nero · g6 pedone del nero · c4 pedone del bianco · e4 pedone del bianco · c3 cavallo del bianco · a2 pedone del bianco · b2 pedone del bianco · e2 cavallo del bianco · f2 pedone del bianco · g2 pedone del bianco · h2 pedone del bianco · a1 torre del bianco · c1 alfiere del bianco · d1 donna del bianco · f1 torre del bianco · g1 re del bianco | a8 torre del nero · e8 re del nero · h8 torre del nero · a7 pedone del nero · b7 pedone del nero · e7 pedone del nero · f7 pedone del nero · g7 alfiere del nero · h7 pedone del nero · c6 cavallo del nero · d6 pedone del nero · e6 donna del nero · f6 cavallo del nero · g6 pedone del nero · c4 pedone del bianco · e4 pedone del bianco · c3 cavallo del bianco · a2 pedone del bianco · b2 pedone del bianco · e2 cavallo del bianco · f2 pedone del bianco · g2 pedone del bianco · h2 pedone del bianco · a1 torre del bianco · c1 alfiere del bianco · d1 donna del bianco · f1 torre del bianco · g1 re del bianco | a8 torre del nero · e8 re del nero · h8 torre del nero · a7 pedone del nero · b7 pedone del nero · e7 pedone del nero · f7 pedone del nero · g7 alfiere del nero · h7 pedone del nero · c6 cavallo del nero · d6 pedone del nero · e6 donna del nero · f6 cavallo del nero · g6 pedone del nero · c4 pedone del bianco · e4 pedone del bianco · c3 cavallo del bianco · a2 pedone del bianco · b2 pedone del bianco · e2 cavallo del bianco · f2 pedone del bianco · g2 pedone del bianco · h2 pedone del bianco · a1 torre del bianco · c1 alfiere del bianco · d1 donna del bianco · f1 torre del bianco · g1 re del bianco | a8 torre del nero · e8 re del nero · h8 torre del nero · a7 pedone del nero · b7 pedone del nero · e7 pedone del nero · f7 pedone del nero · g7 alfiere del nero · h7 pedone del nero · c6 cavallo del nero · d6 pedone del nero · e6 donna del nero · f6 cavallo del nero · g6 pedone del nero · c4 pedone del bianco · e4 pedone del bianco · c3 cavallo del bianco · a2 pedone del bianco · b2 pedone del bianco · e2 cavallo del bianco · f2 pedone del bianco · g2 pedone del bianco · h2 pedone del bianco · a1 torre del bianco · c1 alfiere del bianco · d1 donna del bianco · f1 torre del bianco · g1 re del bianco | a8 torre del nero · e8 re del nero · h8 torre del nero · a7 pedone del nero · b7 pedone del nero · e7 pedone del nero · f7 pedone del nero · g7 alfiere del nero · h7 pedone del nero · c6 cavallo del nero · d6 pedone del nero · e6 donna del nero · f6 cavallo del nero · g6 pedone del nero · c4 pedone del bianco · e4 pedone del bianco · c3 cavallo del bianco · a2 pedone del bianco · b2 pedone del bianco · e2 cavallo del bianco · f2 pedone del bianco · g2 pedone del bianco · h2 pedone del bianco · a1 torre del bianco · c1 alfiere del bianco · d1 donna del bianco · f1 torre del bianco · g1 re del bianco | a8 torre del nero · e8 re del nero · h8 torre del nero · a7 pedone del nero · b7 pedone del nero · e7 pedone del nero · f7 pedone del nero · g7 alfiere del nero · h7 pedone del nero · c6 cavallo del nero · d6 pedone del nero · e6 donna del nero · f6 cavallo del nero · g6 pedone del nero · c4 pedone del bianco · e4 pedone del bianco · c3 cavallo del bianco · a2 pedone del bianco · b2 pedone del bianco · e2 cavallo del bianco · f2 pedone del bianco · g2 pedone del bianco · h2 pedone del bianco · a1 torre del bianco · c1 alfiere del bianco · d1 donna del bianco · f1 torre del bianco · g1 re del bianco | 2 |
| 1 | a8 torre del nero · e8 re del nero · h8 torre del nero · a7 pedone del nero · b7 pedone del nero · e7 pedone del nero · f7 pedone del nero · g7 alfiere del nero · h7 pedone del nero · c6 cavallo del nero · d6 pedone del nero · e6 donna del nero · f6 cavallo del nero · g6 pedone del nero · c4 pedone del bianco · e4 pedone del bianco · c3 cavallo del bianco · a2 pedone del bianco · b2 pedone del bianco · e2 cavallo del bianco · f2 pedone del bianco · g2 pedone del bianco · h2 pedone del bianco · a1 torre del bianco · c1 alfiere del bianco · d1 donna del bianco · f1 torre del bianco · g1 re del bianco | a8 torre del nero · e8 re del nero · h8 torre del nero · a7 pedone del nero · b7 pedone del nero · e7 pedone del nero · f7 pedone del nero · g7 alfiere del nero · h7 pedone del nero · c6 cavallo del nero · d6 pedone del nero · e6 donna del nero · f6 cavallo del nero · g6 pedone del nero · c4 pedone del bianco · e4 pedone del bianco · c3 cavallo del bianco · a2 pedone del bianco · b2 pedone del bianco · e2 cavallo del bianco · f2 pedone del bianco · g2 pedone del bianco · h2 pedone del bianco · a1 torre del bianco · c1 alfiere del bianco · d1 donna del bianco · f1 torre del bianco · g1 re del bianco | a8 torre del nero · e8 re del nero · h8 torre del nero · a7 pedone del nero · b7 pedone del nero · e7 pedone del nero · f7 pedone del nero · g7 alfiere del nero · h7 pedone del nero · c6 cavallo del nero · d6 pedone del nero · e6 donna del nero · f6 cavallo del nero · g6 pedone del nero · c4 pedone del bianco · e4 pedone del bianco · c3 cavallo del bianco · a2 pedone del bianco · b2 pedone del bianco · e2 cavallo del bianco · f2 pedone del bianco · g2 pedone del bianco · h2 pedone del bianco · a1 torre del bianco · c1 alfiere del bianco · d1 donna del bianco · f1 torre del bianco · g1 re del bianco | a8 torre del nero · e8 re del nero · h8 torre del nero · a7 pedone del nero · b7 pedone del nero · e7 pedone del nero · f7 pedone del nero · g7 alfiere del nero · h7 pedone del nero · c6 cavallo del nero · d6 pedone del nero · e6 donna del nero · f6 cavallo del nero · g6 pedone del nero · c4 pedone del bianco · e4 pedone del bianco · c3 cavallo del bianco · a2 pedone del bianco · b2 pedone del bianco · e2 cavallo del bianco · f2 pedone del bianco · g2 pedone del bianco · h2 pedone del bianco · a1 torre del bianco · c1 alfiere del bianco · d1 donna del bianco · f1 torre del bianco · g1 re del bianco | a8 torre del nero · e8 re del nero · h8 torre del nero · a7 pedone del nero · b7 pedone del nero · e7 pedone del nero · f7 pedone del nero · g7 alfiere del nero · h7 pedone del nero · c6 cavallo del nero · d6 pedone del nero · e6 donna del nero · f6 cavallo del nero · g6 pedone del nero · c4 pedone del bianco · e4 pedone del bianco · c3 cavallo del bianco · a2 pedone del bianco · b2 pedone del bianco · e2 cavallo del bianco · f2 pedone del bianco · g2 pedone del bianco · h2 pedone del bianco · a1 torre del bianco · c1 alfiere del bianco · d1 donna del bianco · f1 torre del bianco · g1 re del bianco | a8 torre del nero · e8 re del nero · h8 torre del nero · a7 pedone del nero · b7 pedone del nero · e7 pedone del nero · f7 pedone del nero · g7 alfiere del nero · h7 pedone del nero · c6 cavallo del nero · d6 pedone del nero · e6 donna del nero · f6 cavallo del nero · g6 pedone del nero · c4 pedone del bianco · e4 pedone del bianco · c3 cavallo del bianco · a2 pedone del bianco · b2 pedone del bianco · e2 cavallo del bianco · f2 pedone del bianco · g2 pedone del bianco · h2 pedone del bianco · a1 torre del bianco · c1 alfiere del bianco · d1 donna del bianco · f1 torre del bianco · g1 re del bianco | a8 torre del nero · e8 re del nero · h8 torre del nero · a7 pedone del nero · b7 pedone del nero · e7 pedone del nero · f7 pedone del nero · g7 alfiere del nero · h7 pedone del nero · c6 cavallo del nero · d6 pedone del nero · e6 donna del nero · f6 cavallo del nero · g6 pedone del nero · c4 pedone del bianco · e4 pedone del bianco · c3 cavallo del bianco · a2 pedone del bianco · b2 pedone del bianco · e2 cavallo del bianco · f2 pedone del bianco · g2 pedone del bianco · h2 pedone del bianco · a1 torre del bianco · c1 alfiere del bianco · d1 donna del bianco · f1 torre del bianco · g1 re del bianco | a8 torre del nero · e8 re del nero · h8 torre del nero · a7 pedone del nero · b7 pedone del nero · e7 pedone del nero · f7 pedone del nero · g7 alfiere del nero · h7 pedone del nero · c6 cavallo del nero · d6 pedone del nero · e6 donna del nero · f6 cavallo del nero · g6 pedone del nero · c4 pedone del bianco · e4 pedone del bianco · c3 cavallo del bianco · a2 pedone del bianco · b2 pedone del bianco · e2 cavallo del bianco · f2 pedone del bianco · g2 pedone del bianco · h2 pedone del bianco · a1 torre del bianco · c1 alfiere del bianco · d1 donna del bianco · f1 torre del bianco · g1 re del bianco | 1 |
|   | a | b | c | d | e | f | g | h |   |

10...De6!
Il Nero si assicura la possibilità di arroccare ma cerca di non essere troppo difensivo. La mossa è una novità, è stata scoperta e analizzata da Krush, che ha incaricato Pähtz di raccomandarla al World Team e fare in modo che vincesse la votazione. Il loro parere e la discussione seguente sono stati sufficienti a promuovere la mossa nella votazione, con un 53% di voti favorevoli.
Secondo il database Convekta e il Mega Database 2009 10...De6 è stata successivamente giocata solo in 28 partite (contro ad esempio le 432 partite nelle quali viene giocata 10...O-O), mentre il database online di chesslab.com al 2011 riporta 15 partite, con il 33% di vittorie del bianco contro il 20% di vittorie del nero.
Dopo questa mossa, MSN ha chiesto ai quattro analisti ufficiali di non agire in consultazione fra loro, forse per garantire una maggiore quantità di consigli utili. Successivamente infatti gli analisti hanno lavorato separatamente.
A quel punto della partita si sono chiariti diversi aspetti della cooperazione all'interno del World Team:
- Osservando i risultati delle votazioni era chiaro che, sebbene il World Team cercasse di fare mosse corrette, molti dilettanti votavano mosse a dir poco dubbie. Mosse chiaramente pessime ricevevano comunque una percentuale di voti significativa: ad esempio alla dodicesima mossa circa il 2,4% dei votanti propose mosse illegali, che non liberavano il Nero dallo scacco.
- Il World Team non si stava coordinando seriamente tramite il BBS nel quale venivano effettuate le analisi. Molti dei post erano provocatori, insolenti e volgari. Si sprecava tanto tempo in flame piuttosto che dedicarsi all'analisi.

La decima mossa è stata un punto di svolta per il World Team, non solo perché ha accresciuto l'influenza di Krush e ha restituito vigore alla squadra, ma soprattutto perché ha riaperto la posizione sulla scacchiera. Ora la donna nera minacciava i due pedoni centrali di Kasparov, e il campione russo non poteva salvarli entrambi. Un contrattacco con 11.Db3 avrebbe portato 11...0-0 12.Dxb7 Tfc8, dove il World Team vinceva un pedone e aveva buon gioco. Kasparov era costretto ad affrontare una situazione tutt'altro che facile nelle mosse successive.

### Mosse 11-20
|   | a | b | c | d | e | f | g | h |   |
| 8 | h8 torre del nero · b7 pedone del nero · d7 re del nero · e7 pedone del nero · f7 pedone del nero · g7 alfiere del nero · h7 pedone del nero · b6 pedone del nero · c6 cavallo del nero · d6 pedone del nero · f6 cavallo del nero · g6 pedone del nero · c4 donna del nero · a2 pedone del bianco · b2 pedone del bianco · e2 cavallo del bianco · f2 pedone del bianco · g2 pedone del bianco · h2 pedone del bianco · a1 torre del bianco · c1 alfiere del bianco · d1 donna del bianco · f1 torre del bianco · g1 re del bianco | h8 torre del nero · b7 pedone del nero · d7 re del nero · e7 pedone del nero · f7 pedone del nero · g7 alfiere del nero · h7 pedone del nero · b6 pedone del nero · c6 cavallo del nero · d6 pedone del nero · f6 cavallo del nero · g6 pedone del nero · c4 donna del nero · a2 pedone del bianco · b2 pedone del bianco · e2 cavallo del bianco · f2 pedone del bianco · g2 pedone del bianco · h2 pedone del bianco · a1 torre del bianco · c1 alfiere del bianco · d1 donna del bianco · f1 torre del bianco · g1 re del bianco | h8 torre del nero · b7 pedone del nero · d7 re del nero · e7 pedone del nero · f7 pedone del nero · g7 alfiere del nero · h7 pedone del nero · b6 pedone del nero · c6 cavallo del nero · d6 pedone del nero · f6 cavallo del nero · g6 pedone del nero · c4 donna del nero · a2 pedone del bianco · b2 pedone del bianco · e2 cavallo del bianco · f2 pedone del bianco · g2 pedone del bianco · h2 pedone del bianco · a1 torre del bianco · c1 alfiere del bianco · d1 donna del bianco · f1 torre del bianco · g1 re del bianco | h8 torre del nero · b7 pedone del nero · d7 re del nero · e7 pedone del nero · f7 pedone del nero · g7 alfiere del nero · h7 pedone del nero · b6 pedone del nero · c6 cavallo del nero · d6 pedone del nero · f6 cavallo del nero · g6 pedone del nero · c4 donna del nero · a2 pedone del bianco · b2 pedone del bianco · e2 cavallo del bianco · f2 pedone del bianco · g2 pedone del bianco · h2 pedone del bianco · a1 torre del bianco · c1 alfiere del bianco · d1 donna del bianco · f1 torre del bianco · g1 re del bianco | h8 torre del nero · b7 pedone del nero · d7 re del nero · e7 pedone del nero · f7 pedone del nero · g7 alfiere del nero · h7 pedone del nero · b6 pedone del nero · c6 cavallo del nero · d6 pedone del nero · f6 cavallo del nero · g6 pedone del nero · c4 donna del nero · a2 pedone del bianco · b2 pedone del bianco · e2 cavallo del bianco · f2 pedone del bianco · g2 pedone del bianco · h2 pedone del bianco · a1 torre del bianco · c1 alfiere del bianco · d1 donna del bianco · f1 torre del bianco · g1 re del bianco | h8 torre del nero · b7 pedone del nero · d7 re del nero · e7 pedone del nero · f7 pedone del nero · g7 alfiere del nero · h7 pedone del nero · b6 pedone del nero · c6 cavallo del nero · d6 pedone del nero · f6 cavallo del nero · g6 pedone del nero · c4 donna del nero · a2 pedone del bianco · b2 pedone del bianco · e2 cavallo del bianco · f2 pedone del bianco · g2 pedone del bianco · h2 pedone del bianco · a1 torre del bianco · c1 alfiere del bianco · d1 donna del bianco · f1 torre del bianco · g1 re del bianco | h8 torre del nero · b7 pedone del nero · d7 re del nero · e7 pedone del nero · f7 pedone del nero · g7 alfiere del nero · h7 pedone del nero · b6 pedone del nero · c6 cavallo del nero · d6 pedone del nero · f6 cavallo del nero · g6 pedone del nero · c4 donna del nero · a2 pedone del bianco · b2 pedone del bianco · e2 cavallo del bianco · f2 pedone del bianco · g2 pedone del bianco · h2 pedone del bianco · a1 torre del bianco · c1 alfiere del bianco · d1 donna del bianco · f1 torre del bianco · g1 re del bianco | h8 torre del nero · b7 pedone del nero · d7 re del nero · e7 pedone del nero · f7 pedone del nero · g7 alfiere del nero · h7 pedone del nero · b6 pedone del nero · c6 cavallo del nero · d6 pedone del nero · f6 cavallo del nero · g6 pedone del nero · c4 donna del nero · a2 pedone del bianco · b2 pedone del bianco · e2 cavallo del bianco · f2 pedone del bianco · g2 pedone del bianco · h2 pedone del bianco · a1 torre del bianco · c1 alfiere del bianco · d1 donna del bianco · f1 torre del bianco · g1 re del bianco | 8 |
| 7 | h8 torre del nero · b7 pedone del nero · d7 re del nero · e7 pedone del nero · f7 pedone del nero · g7 alfiere del nero · h7 pedone del nero · b6 pedone del nero · c6 cavallo del nero · d6 pedone del nero · f6 cavallo del nero · g6 pedone del nero · c4 donna del nero · a2 pedone del bianco · b2 pedone del bianco · e2 cavallo del bianco · f2 pedone del bianco · g2 pedone del bianco · h2 pedone del bianco · a1 torre del bianco · c1 alfiere del bianco · d1 donna del bianco · f1 torre del bianco · g1 re del bianco | h8 torre del nero · b7 pedone del nero · d7 re del nero · e7 pedone del nero · f7 pedone del nero · g7 alfiere del nero · h7 pedone del nero · b6 pedone del nero · c6 cavallo del nero · d6 pedone del nero · f6 cavallo del nero · g6 pedone del nero · c4 donna del nero · a2 pedone del bianco · b2 pedone del bianco · e2 cavallo del bianco · f2 pedone del bianco · g2 pedone del bianco · h2 pedone del bianco · a1 torre del bianco · c1 alfiere del bianco · d1 donna del bianco · f1 torre del bianco · g1 re del bianco | h8 torre del nero · b7 pedone del nero · d7 re del nero · e7 pedone del nero · f7 pedone del nero · g7 alfiere del nero · h7 pedone del nero · b6 pedone del nero · c6 cavallo del nero · d6 pedone del nero · f6 cavallo del nero · g6 pedone del nero · c4 donna del nero · a2 pedone del bianco · b2 pedone del bianco · e2 cavallo del bianco · f2 pedone del bianco · g2 pedone del bianco · h2 pedone del bianco · a1 torre del bianco · c1 alfiere del bianco · d1 donna del bianco · f1 torre del bianco · g1 re del bianco | h8 torre del nero · b7 pedone del nero · d7 re del nero · e7 pedone del nero · f7 pedone del nero · g7 alfiere del nero · h7 pedone del nero · b6 pedone del nero · c6 cavallo del nero · d6 pedone del nero · f6 cavallo del nero · g6 pedone del nero · c4 donna del nero · a2 pedone del bianco · b2 pedone del bianco · e2 cavallo del bianco · f2 pedone del bianco · g2 pedone del bianco · h2 pedone del bianco · a1 torre del bianco · c1 alfiere del bianco · d1 donna del bianco · f1 torre del bianco · g1 re del bianco | h8 torre del nero · b7 pedone del nero · d7 re del nero · e7 pedone del nero · f7 pedone del nero · g7 alfiere del nero · h7 pedone del nero · b6 pedone del nero · c6 cavallo del nero · d6 pedone del nero · f6 cavallo del nero · g6 pedone del nero · c4 donna del nero · a2 pedone del bianco · b2 pedone del bianco · e2 cavallo del bianco · f2 pedone del bianco · g2 pedone del bianco · h2 pedone del bianco · a1 torre del bianco · c1 alfiere del bianco · d1 donna del bianco · f1 torre del bianco · g1 re del bianco | h8 torre del nero · b7 pedone del nero · d7 re del nero · e7 pedone del nero · f7 pedone del nero · g7 alfiere del nero · h7 pedone del nero · b6 pedone del nero · c6 cavallo del nero · d6 pedone del nero · f6 cavallo del nero · g6 pedone del nero · c4 donna del nero · a2 pedone del bianco · b2 pedone del bianco · e2 cavallo del bianco · f2 pedone del bianco · g2 pedone del bianco · h2 pedone del bianco · a1 torre del bianco · c1 alfiere del bianco · d1 donna del bianco · f1 torre del bianco · g1 re del bianco | h8 torre del nero · b7 pedone del nero · d7 re del nero · e7 pedone del nero · f7 pedone del nero · g7 alfiere del nero · h7 pedone del nero · b6 pedone del nero · c6 cavallo del nero · d6 pedone del nero · f6 cavallo del nero · g6 pedone del nero · c4 donna del nero · a2 pedone del bianco · b2 pedone del bianco · e2 cavallo del bianco · f2 pedone del bianco · g2 pedone del bianco · h2 pedone del bianco · a1 torre del bianco · c1 alfiere del bianco · d1 donna del bianco · f1 torre del bianco · g1 re del bianco | h8 torre del nero · b7 pedone del nero · d7 re del nero · e7 pedone del nero · f7 pedone del nero · g7 alfiere del nero · h7 pedone del nero · b6 pedone del nero · c6 cavallo del nero · d6 pedone del nero · f6 cavallo del nero · g6 pedone del nero · c4 donna del nero · a2 pedone del bianco · b2 pedone del bianco · e2 cavallo del bianco · f2 pedone del bianco · g2 pedone del bianco · h2 pedone del bianco · a1 torre del bianco · c1 alfiere del bianco · d1 donna del bianco · f1 torre del bianco · g1 re del bianco | 7 |
| 6 | h8 torre del nero · b7 pedone del nero · d7 re del nero · e7 pedone del nero · f7 pedone del nero · g7 alfiere del nero · h7 pedone del nero · b6 pedone del nero · c6 cavallo del nero · d6 pedone del nero · f6 cavallo del nero · g6 pedone del nero · c4 donna del nero · a2 pedone del bianco · b2 pedone del bianco · e2 cavallo del bianco · f2 pedone del bianco · g2 pedone del bianco · h2 pedone del bianco · a1 torre del bianco · c1 alfiere del bianco · d1 donna del bianco · f1 torre del bianco · g1 re del bianco | h8 torre del nero · b7 pedone del nero · d7 re del nero · e7 pedone del nero · f7 pedone del nero · g7 alfiere del nero · h7 pedone del nero · b6 pedone del nero · c6 cavallo del nero · d6 pedone del nero · f6 cavallo del nero · g6 pedone del nero · c4 donna del nero · a2 pedone del bianco · b2 pedone del bianco · e2 cavallo del bianco · f2 pedone del bianco · g2 pedone del bianco · h2 pedone del bianco · a1 torre del bianco · c1 alfiere del bianco · d1 donna del bianco · f1 torre del bianco · g1 re del bianco | h8 torre del nero · b7 pedone del nero · d7 re del nero · e7 pedone del nero · f7 pedone del nero · g7 alfiere del nero · h7 pedone del nero · b6 pedone del nero · c6 cavallo del nero · d6 pedone del nero · f6 cavallo del nero · g6 pedone del nero · c4 donna del nero · a2 pedone del bianco · b2 pedone del bianco · e2 cavallo del bianco · f2 pedone del bianco · g2 pedone del bianco · h2 pedone del bianco · a1 torre del bianco · c1 alfiere del bianco · d1 donna del bianco · f1 torre del bianco · g1 re del bianco | h8 torre del nero · b7 pedone del nero · d7 re del nero · e7 pedone del nero · f7 pedone del nero · g7 alfiere del nero · h7 pedone del nero · b6 pedone del nero · c6 cavallo del nero · d6 pedone del nero · f6 cavallo del nero · g6 pedone del nero · c4 donna del nero · a2 pedone del bianco · b2 pedone del bianco · e2 cavallo del bianco · f2 pedone del bianco · g2 pedone del bianco · h2 pedone del bianco · a1 torre del bianco · c1 alfiere del bianco · d1 donna del bianco · f1 torre del bianco · g1 re del bianco | h8 torre del nero · b7 pedone del nero · d7 re del nero · e7 pedone del nero · f7 pedone del nero · g7 alfiere del nero · h7 pedone del nero · b6 pedone del nero · c6 cavallo del nero · d6 pedone del nero · f6 cavallo del nero · g6 pedone del nero · c4 donna del nero · a2 pedone del bianco · b2 pedone del bianco · e2 cavallo del bianco · f2 pedone del bianco · g2 pedone del bianco · h2 pedone del bianco · a1 torre del bianco · c1 alfiere del bianco · d1 donna del bianco · f1 torre del bianco · g1 re del bianco | h8 torre del nero · b7 pedone del nero · d7 re del nero · e7 pedone del nero · f7 pedone del nero · g7 alfiere del nero · h7 pedone del nero · b6 pedone del nero · c6 cavallo del nero · d6 pedone del nero · f6 cavallo del nero · g6 pedone del nero · c4 donna del nero · a2 pedone del bianco · b2 pedone del bianco · e2 cavallo del bianco · f2 pedone del bianco · g2 pedone del bianco · h2 pedone del bianco · a1 torre del bianco · c1 alfiere del bianco · d1 donna del bianco · f1 torre del bianco · g1 re del bianco | h8 torre del nero · b7 pedone del nero · d7 re del nero · e7 pedone del nero · f7 pedone del nero · g7 alfiere del nero · h7 pedone del nero · b6 pedone del nero · c6 cavallo del nero · d6 pedone del nero · f6 cavallo del nero · g6 pedone del nero · c4 donna del nero · a2 pedone del bianco · b2 pedone del bianco · e2 cavallo del bianco · f2 pedone del bianco · g2 pedone del bianco · h2 pedone del bianco · a1 torre del bianco · c1 alfiere del bianco · d1 donna del bianco · f1 torre del bianco · g1 re del bianco | h8 torre del nero · b7 pedone del nero · d7 re del nero · e7 pedone del nero · f7 pedone del nero · g7 alfiere del nero · h7 pedone del nero · b6 pedone del nero · c6 cavallo del nero · d6 pedone del nero · f6 cavallo del nero · g6 pedone del nero · c4 donna del nero · a2 pedone del bianco · b2 pedone del bianco · e2 cavallo del bianco · f2 pedone del bianco · g2 pedone del bianco · h2 pedone del bianco · a1 torre del bianco · c1 alfiere del bianco · d1 donna del bianco · f1 torre del bianco · g1 re del bianco | 6 |
| 5 | h8 torre del nero · b7 pedone del nero · d7 re del nero · e7 pedone del nero · f7 pedone del nero · g7 alfiere del nero · h7 pedone del nero · b6 pedone del nero · c6 cavallo del nero · d6 pedone del nero · f6 cavallo del nero · g6 pedone del nero · c4 donna del nero · a2 pedone del bianco · b2 pedone del bianco · e2 cavallo del bianco · f2 pedone del bianco · g2 pedone del bianco · h2 pedone del bianco · a1 torre del bianco · c1 alfiere del bianco · d1 donna del bianco · f1 torre del bianco · g1 re del bianco | h8 torre del nero · b7 pedone del nero · d7 re del nero · e7 pedone del nero · f7 pedone del nero · g7 alfiere del nero · h7 pedone del nero · b6 pedone del nero · c6 cavallo del nero · d6 pedone del nero · f6 cavallo del nero · g6 pedone del nero · c4 donna del nero · a2 pedone del bianco · b2 pedone del bianco · e2 cavallo del bianco · f2 pedone del bianco · g2 pedone del bianco · h2 pedone del bianco · a1 torre del bianco · c1 alfiere del bianco · d1 donna del bianco · f1 torre del bianco · g1 re del bianco | h8 torre del nero · b7 pedone del nero · d7 re del nero · e7 pedone del nero · f7 pedone del nero · g7 alfiere del nero · h7 pedone del nero · b6 pedone del nero · c6 cavallo del nero · d6 pedone del nero · f6 cavallo del nero · g6 pedone del nero · c4 donna del nero · a2 pedone del bianco · b2 pedone del bianco · e2 cavallo del bianco · f2 pedone del bianco · g2 pedone del bianco · h2 pedone del bianco · a1 torre del bianco · c1 alfiere del bianco · d1 donna del bianco · f1 torre del bianco · g1 re del bianco | h8 torre del nero · b7 pedone del nero · d7 re del nero · e7 pedone del nero · f7 pedone del nero · g7 alfiere del nero · h7 pedone del nero · b6 pedone del nero · c6 cavallo del nero · d6 pedone del nero · f6 cavallo del nero · g6 pedone del nero · c4 donna del nero · a2 pedone del bianco · b2 pedone del bianco · e2 cavallo del bianco · f2 pedone del bianco · g2 pedone del bianco · h2 pedone del bianco · a1 torre del bianco · c1 alfiere del bianco · d1 donna del bianco · f1 torre del bianco · g1 re del bianco | h8 torre del nero · b7 pedone del nero · d7 re del nero · e7 pedone del nero · f7 pedone del nero · g7 alfiere del nero · h7 pedone del nero · b6 pedone del nero · c6 cavallo del nero · d6 pedone del nero · f6 cavallo del nero · g6 pedone del nero · c4 donna del nero · a2 pedone del bianco · b2 pedone del bianco · e2 cavallo del bianco · f2 pedone del bianco · g2 pedone del bianco · h2 pedone del bianco · a1 torre del bianco · c1 alfiere del bianco · d1 donna del bianco · f1 torre del bianco · g1 re del bianco | h8 torre del nero · b7 pedone del nero · d7 re del nero · e7 pedone del nero · f7 pedone del nero · g7 alfiere del nero · h7 pedone del nero · b6 pedone del nero · c6 cavallo del nero · d6 pedone del nero · f6 cavallo del nero · g6 pedone del nero · c4 donna del nero · a2 pedone del bianco · b2 pedone del bianco · e2 cavallo del bianco · f2 pedone del bianco · g2 pedone del bianco · h2 pedone del bianco · a1 torre del bianco · c1 alfiere del bianco · d1 donna del bianco · f1 torre del bianco · g1 re del bianco | h8 torre del nero · b7 pedone del nero · d7 re del nero · e7 pedone del nero · f7 pedone del nero · g7 alfiere del nero · h7 pedone del nero · b6 pedone del nero · c6 cavallo del nero · d6 pedone del nero · f6 cavallo del nero · g6 pedone del nero · c4 donna del nero · a2 pedone del bianco · b2 pedone del bianco · e2 cavallo del bianco · f2 pedone del bianco · g2 pedone del bianco · h2 pedone del bianco · a1 torre del bianco · c1 alfiere del bianco · d1 donna del bianco · f1 torre del bianco · g1 re del bianco | h8 torre del nero · b7 pedone del nero · d7 re del nero · e7 pedone del nero · f7 pedone del nero · g7 alfiere del nero · h7 pedone del nero · b6 pedone del nero · c6 cavallo del nero · d6 pedone del nero · f6 cavallo del nero · g6 pedone del nero · c4 donna del nero · a2 pedone del bianco · b2 pedone del bianco · e2 cavallo del bianco · f2 pedone del bianco · g2 pedone del bianco · h2 pedone del bianco · a1 torre del bianco · c1 alfiere del bianco · d1 donna del bianco · f1 torre del bianco · g1 re del bianco | 5 |
| 4 | h8 torre del nero · b7 pedone del nero · d7 re del nero · e7 pedone del nero · f7 pedone del nero · g7 alfiere del nero · h7 pedone del nero · b6 pedone del nero · c6 cavallo del nero · d6 pedone del nero · f6 cavallo del nero · g6 pedone del nero · c4 donna del nero · a2 pedone del bianco · b2 pedone del bianco · e2 cavallo del bianco · f2 pedone del bianco · g2 pedone del bianco · h2 pedone del bianco · a1 torre del bianco · c1 alfiere del bianco · d1 donna del bianco · f1 torre del bianco · g1 re del bianco | h8 torre del nero · b7 pedone del nero · d7 re del nero · e7 pedone del nero · f7 pedone del nero · g7 alfiere del nero · h7 pedone del nero · b6 pedone del nero · c6 cavallo del nero · d6 pedone del nero · f6 cavallo del nero · g6 pedone del nero · c4 donna del nero · a2 pedone del bianco · b2 pedone del bianco · e2 cavallo del bianco · f2 pedone del bianco · g2 pedone del bianco · h2 pedone del bianco · a1 torre del bianco · c1 alfiere del bianco · d1 donna del bianco · f1 torre del bianco · g1 re del bianco | h8 torre del nero · b7 pedone del nero · d7 re del nero · e7 pedone del nero · f7 pedone del nero · g7 alfiere del nero · h7 pedone del nero · b6 pedone del nero · c6 cavallo del nero · d6 pedone del nero · f6 cavallo del nero · g6 pedone del nero · c4 donna del nero · a2 pedone del bianco · b2 pedone del bianco · e2 cavallo del bianco · f2 pedone del bianco · g2 pedone del bianco · h2 pedone del bianco · a1 torre del bianco · c1 alfiere del bianco · d1 donna del bianco · f1 torre del bianco · g1 re del bianco | h8 torre del nero · b7 pedone del nero · d7 re del nero · e7 pedone del nero · f7 pedone del nero · g7 alfiere del nero · h7 pedone del nero · b6 pedone del nero · c6 cavallo del nero · d6 pedone del nero · f6 cavallo del nero · g6 pedone del nero · c4 donna del nero · a2 pedone del bianco · b2 pedone del bianco · e2 cavallo del bianco · f2 pedone del bianco · g2 pedone del bianco · h2 pedone del bianco · a1 torre del bianco · c1 alfiere del bianco · d1 donna del bianco · f1 torre del bianco · g1 re del bianco | h8 torre del nero · b7 pedone del nero · d7 re del nero · e7 pedone del nero · f7 pedone del nero · g7 alfiere del nero · h7 pedone del nero · b6 pedone del nero · c6 cavallo del nero · d6 pedone del nero · f6 cavallo del nero · g6 pedone del nero · c4 donna del nero · a2 pedone del bianco · b2 pedone del bianco · e2 cavallo del bianco · f2 pedone del bianco · g2 pedone del bianco · h2 pedone del bianco · a1 torre del bianco · c1 alfiere del bianco · d1 donna del bianco · f1 torre del bianco · g1 re del bianco | h8 torre del nero · b7 pedone del nero · d7 re del nero · e7 pedone del nero · f7 pedone del nero · g7 alfiere del nero · h7 pedone del nero · b6 pedone del nero · c6 cavallo del nero · d6 pedone del nero · f6 cavallo del nero · g6 pedone del nero · c4 donna del nero · a2 pedone del bianco · b2 pedone del bianco · e2 cavallo del bianco · f2 pedone del bianco · g2 pedone del bianco · h2 pedone del bianco · a1 torre del bianco · c1 alfiere del bianco · d1 donna del bianco · f1 torre del bianco · g1 re del bianco | h8 torre del nero · b7 pedone del nero · d7 re del nero · e7 pedone del nero · f7 pedone del nero · g7 alfiere del nero · h7 pedone del nero · b6 pedone del nero · c6 cavallo del nero · d6 pedone del nero · f6 cavallo del nero · g6 pedone del nero · c4 donna del nero · a2 pedone del bianco · b2 pedone del bianco · e2 cavallo del bianco · f2 pedone del bianco · g2 pedone del bianco · h2 pedone del bianco · a1 torre del bianco · c1 alfiere del bianco · d1 donna del bianco · f1 torre del bianco · g1 re del bianco | h8 torre del nero · b7 pedone del nero · d7 re del nero · e7 pedone del nero · f7 pedone del nero · g7 alfiere del nero · h7 pedone del nero · b6 pedone del nero · c6 cavallo del nero · d6 pedone del nero · f6 cavallo del nero · g6 pedone del nero · c4 donna del nero · a2 pedone del bianco · b2 pedone del bianco · e2 cavallo del bianco · f2 pedone del bianco · g2 pedone del bianco · h2 pedone del bianco · a1 torre del bianco · c1 alfiere del bianco · d1 donna del bianco · f1 torre del bianco · g1 re del bianco | 4 |
| 3 | h8 torre del nero · b7 pedone del nero · d7 re del nero · e7 pedone del nero · f7 pedone del nero · g7 alfiere del nero · h7 pedone del nero · b6 pedone del nero · c6 cavallo del nero · d6 pedone del nero · f6 cavallo del nero · g6 pedone del nero · c4 donna del nero · a2 pedone del bianco · b2 pedone del bianco · e2 cavallo del bianco · f2 pedone del bianco · g2 pedone del bianco · h2 pedone del bianco · a1 torre del bianco · c1 alfiere del bianco · d1 donna del bianco · f1 torre del bianco · g1 re del bianco | h8 torre del nero · b7 pedone del nero · d7 re del nero · e7 pedone del nero · f7 pedone del nero · g7 alfiere del nero · h7 pedone del nero · b6 pedone del nero · c6 cavallo del nero · d6 pedone del nero · f6 cavallo del nero · g6 pedone del nero · c4 donna del nero · a2 pedone del bianco · b2 pedone del bianco · e2 cavallo del bianco · f2 pedone del bianco · g2 pedone del bianco · h2 pedone del bianco · a1 torre del bianco · c1 alfiere del bianco · d1 donna del bianco · f1 torre del bianco · g1 re del bianco | h8 torre del nero · b7 pedone del nero · d7 re del nero · e7 pedone del nero · f7 pedone del nero · g7 alfiere del nero · h7 pedone del nero · b6 pedone del nero · c6 cavallo del nero · d6 pedone del nero · f6 cavallo del nero · g6 pedone del nero · c4 donna del nero · a2 pedone del bianco · b2 pedone del bianco · e2 cavallo del bianco · f2 pedone del bianco · g2 pedone del bianco · h2 pedone del bianco · a1 torre del bianco · c1 alfiere del bianco · d1 donna del bianco · f1 torre del bianco · g1 re del bianco | h8 torre del nero · b7 pedone del nero · d7 re del nero · e7 pedone del nero · f7 pedone del nero · g7 alfiere del nero · h7 pedone del nero · b6 pedone del nero · c6 cavallo del nero · d6 pedone del nero · f6 cavallo del nero · g6 pedone del nero · c4 donna del nero · a2 pedone del bianco · b2 pedone del bianco · e2 cavallo del bianco · f2 pedone del bianco · g2 pedone del bianco · h2 pedone del bianco · a1 torre del bianco · c1 alfiere del bianco · d1 donna del bianco · f1 torre del bianco · g1 re del bianco | h8 torre del nero · b7 pedone del nero · d7 re del nero · e7 pedone del nero · f7 pedone del nero · g7 alfiere del nero · h7 pedone del nero · b6 pedone del nero · c6 cavallo del nero · d6 pedone del nero · f6 cavallo del nero · g6 pedone del nero · c4 donna del nero · a2 pedone del bianco · b2 pedone del bianco · e2 cavallo del bianco · f2 pedone del bianco · g2 pedone del bianco · h2 pedone del bianco · a1 torre del bianco · c1 alfiere del bianco · d1 donna del bianco · f1 torre del bianco · g1 re del bianco | h8 torre del nero · b7 pedone del nero · d7 re del nero · e7 pedone del nero · f7 pedone del nero · g7 alfiere del nero · h7 pedone del nero · b6 pedone del nero · c6 cavallo del nero · d6 pedone del nero · f6 cavallo del nero · g6 pedone del nero · c4 donna del nero · a2 pedone del bianco · b2 pedone del bianco · e2 cavallo del bianco · f2 pedone del bianco · g2 pedone del bianco · h2 pedone del bianco · a1 torre del bianco · c1 alfiere del bianco · d1 donna del bianco · f1 torre del bianco · g1 re del bianco | h8 torre del nero · b7 pedone del nero · d7 re del nero · e7 pedone del nero · f7 pedone del nero · g7 alfiere del nero · h7 pedone del nero · b6 pedone del nero · c6 cavallo del nero · d6 pedone del nero · f6 cavallo del nero · g6 pedone del nero · c4 donna del nero · a2 pedone del bianco · b2 pedone del bianco · e2 cavallo del bianco · f2 pedone del bianco · g2 pedone del bianco · h2 pedone del bianco · a1 torre del bianco · c1 alfiere del bianco · d1 donna del bianco · f1 torre del bianco · g1 re del bianco | h8 torre del nero · b7 pedone del nero · d7 re del nero · e7 pedone del nero · f7 pedone del nero · g7 alfiere del nero · h7 pedone del nero · b6 pedone del nero · c6 cavallo del nero · d6 pedone del nero · f6 cavallo del nero · g6 pedone del nero · c4 donna del nero · a2 pedone del bianco · b2 pedone del bianco · e2 cavallo del bianco · f2 pedone del bianco · g2 pedone del bianco · h2 pedone del bianco · a1 torre del bianco · c1 alfiere del bianco · d1 donna del bianco · f1 torre del bianco · g1 re del bianco | 3 |
| 2 | h8 torre del nero · b7 pedone del nero · d7 re del nero · e7 pedone del nero · f7 pedone del nero · g7 alfiere del nero · h7 pedone del nero · b6 pedone del nero · c6 cavallo del nero · d6 pedone del nero · f6 cavallo del nero · g6 pedone del nero · c4 donna del nero · a2 pedone del bianco · b2 pedone del bianco · e2 cavallo del bianco · f2 pedone del bianco · g2 pedone del bianco · h2 pedone del bianco · a1 torre del bianco · c1 alfiere del bianco · d1 donna del bianco · f1 torre del bianco · g1 re del bianco | h8 torre del nero · b7 pedone del nero · d7 re del nero · e7 pedone del nero · f7 pedone del nero · g7 alfiere del nero · h7 pedone del nero · b6 pedone del nero · c6 cavallo del nero · d6 pedone del nero · f6 cavallo del nero · g6 pedone del nero · c4 donna del nero · a2 pedone del bianco · b2 pedone del bianco · e2 cavallo del bianco · f2 pedone del bianco · g2 pedone del bianco · h2 pedone del bianco · a1 torre del bianco · c1 alfiere del bianco · d1 donna del bianco · f1 torre del bianco · g1 re del bianco | h8 torre del nero · b7 pedone del nero · d7 re del nero · e7 pedone del nero · f7 pedone del nero · g7 alfiere del nero · h7 pedone del nero · b6 pedone del nero · c6 cavallo del nero · d6 pedone del nero · f6 cavallo del nero · g6 pedone del nero · c4 donna del nero · a2 pedone del bianco · b2 pedone del bianco · e2 cavallo del bianco · f2 pedone del bianco · g2 pedone del bianco · h2 pedone del bianco · a1 torre del bianco · c1 alfiere del bianco · d1 donna del bianco · f1 torre del bianco · g1 re del bianco | h8 torre del nero · b7 pedone del nero · d7 re del nero · e7 pedone del nero · f7 pedone del nero · g7 alfiere del nero · h7 pedone del nero · b6 pedone del nero · c6 cavallo del nero · d6 pedone del nero · f6 cavallo del nero · g6 pedone del nero · c4 donna del nero · a2 pedone del bianco · b2 pedone del bianco · e2 cavallo del bianco · f2 pedone del bianco · g2 pedone del bianco · h2 pedone del bianco · a1 torre del bianco · c1 alfiere del bianco · d1 donna del bianco · f1 torre del bianco · g1 re del bianco | h8 torre del nero · b7 pedone del nero · d7 re del nero · e7 pedone del nero · f7 pedone del nero · g7 alfiere del nero · h7 pedone del nero · b6 pedone del nero · c6 cavallo del nero · d6 pedone del nero · f6 cavallo del nero · g6 pedone del nero · c4 donna del nero · a2 pedone del bianco · b2 pedone del bianco · e2 cavallo del bianco · f2 pedone del bianco · g2 pedone del bianco · h2 pedone del bianco · a1 torre del bianco · c1 alfiere del bianco · d1 donna del bianco · f1 torre del bianco · g1 re del bianco | h8 torre del nero · b7 pedone del nero · d7 re del nero · e7 pedone del nero · f7 pedone del nero · g7 alfiere del nero · h7 pedone del nero · b6 pedone del nero · c6 cavallo del nero · d6 pedone del nero · f6 cavallo del nero · g6 pedone del nero · c4 donna del nero · a2 pedone del bianco · b2 pedone del bianco · e2 cavallo del bianco · f2 pedone del bianco · g2 pedone del bianco · h2 pedone del bianco · a1 torre del bianco · c1 alfiere del bianco · d1 donna del bianco · f1 torre del bianco · g1 re del bianco | h8 torre del nero · b7 pedone del nero · d7 re del nero · e7 pedone del nero · f7 pedone del nero · g7 alfiere del nero · h7 pedone del nero · b6 pedone del nero · c6 cavallo del nero · d6 pedone del nero · f6 cavallo del nero · g6 pedone del nero · c4 donna del nero · a2 pedone del bianco · b2 pedone del bianco · e2 cavallo del bianco · f2 pedone del bianco · g2 pedone del bianco · h2 pedone del bianco · a1 torre del bianco · c1 alfiere del bianco · d1 donna del bianco · f1 torre del bianco · g1 re del bianco | h8 torre del nero · b7 pedone del nero · d7 re del nero · e7 pedone del nero · f7 pedone del nero · g7 alfiere del nero · h7 pedone del nero · b6 pedone del nero · c6 cavallo del nero · d6 pedone del nero · f6 cavallo del nero · g6 pedone del nero · c4 donna del nero · a2 pedone del bianco · b2 pedone del bianco · e2 cavallo del bianco · f2 pedone del bianco · g2 pedone del bianco · h2 pedone del bianco · a1 torre del bianco · c1 alfiere del bianco · d1 donna del bianco · f1 torre del bianco · g1 re del bianco | 2 |
| 1 | h8 torre del nero · b7 pedone del nero · d7 re del nero · e7 pedone del nero · f7 pedone del nero · g7 alfiere del nero · h7 pedone del nero · b6 pedone del nero · c6 cavallo del nero · d6 pedone del nero · f6 cavallo del nero · g6 pedone del nero · c4 donna del nero · a2 pedone del bianco · b2 pedone del bianco · e2 cavallo del bianco · f2 pedone del bianco · g2 pedone del bianco · h2 pedone del bianco · a1 torre del bianco · c1 alfiere del bianco · d1 donna del bianco · f1 torre del bianco · g1 re del bianco | h8 torre del nero · b7 pedone del nero · d7 re del nero · e7 pedone del nero · f7 pedone del nero · g7 alfiere del nero · h7 pedone del nero · b6 pedone del nero · c6 cavallo del nero · d6 pedone del nero · f6 cavallo del nero · g6 pedone del nero · c4 donna del nero · a2 pedone del bianco · b2 pedone del bianco · e2 cavallo del bianco · f2 pedone del bianco · g2 pedone del bianco · h2 pedone del bianco · a1 torre del bianco · c1 alfiere del bianco · d1 donna del bianco · f1 torre del bianco · g1 re del bianco | h8 torre del nero · b7 pedone del nero · d7 re del nero · e7 pedone del nero · f7 pedone del nero · g7 alfiere del nero · h7 pedone del nero · b6 pedone del nero · c6 cavallo del nero · d6 pedone del nero · f6 cavallo del nero · g6 pedone del nero · c4 donna del nero · a2 pedone del bianco · b2 pedone del bianco · e2 cavallo del bianco · f2 pedone del bianco · g2 pedone del bianco · h2 pedone del bianco · a1 torre del bianco · c1 alfiere del bianco · d1 donna del bianco · f1 torre del bianco · g1 re del bianco | h8 torre del nero · b7 pedone del nero · d7 re del nero · e7 pedone del nero · f7 pedone del nero · g7 alfiere del nero · h7 pedone del nero · b6 pedone del nero · c6 cavallo del nero · d6 pedone del nero · f6 cavallo del nero · g6 pedone del nero · c4 donna del nero · a2 pedone del bianco · b2 pedone del bianco · e2 cavallo del bianco · f2 pedone del bianco · g2 pedone del bianco · h2 pedone del bianco · a1 torre del bianco · c1 alfiere del bianco · d1 donna del bianco · f1 torre del bianco · g1 re del bianco | h8 torre del nero · b7 pedone del nero · d7 re del nero · e7 pedone del nero · f7 pedone del nero · g7 alfiere del nero · h7 pedone del nero · b6 pedone del nero · c6 cavallo del nero · d6 pedone del nero · f6 cavallo del nero · g6 pedone del nero · c4 donna del nero · a2 pedone del bianco · b2 pedone del bianco · e2 cavallo del bianco · f2 pedone del bianco · g2 pedone del bianco · h2 pedone del bianco · a1 torre del bianco · c1 alfiere del bianco · d1 donna del bianco · f1 torre del bianco · g1 re del bianco | h8 torre del nero · b7 pedone del nero · d7 re del nero · e7 pedone del nero · f7 pedone del nero · g7 alfiere del nero · h7 pedone del nero · b6 pedone del nero · c6 cavallo del nero · d6 pedone del nero · f6 cavallo del nero · g6 pedone del nero · c4 donna del nero · a2 pedone del bianco · b2 pedone del bianco · e2 cavallo del bianco · f2 pedone del bianco · g2 pedone del bianco · h2 pedone del bianco · a1 torre del bianco · c1 alfiere del bianco · d1 donna del bianco · f1 torre del bianco · g1 re del bianco | h8 torre del nero · b7 pedone del nero · d7 re del nero · e7 pedone del nero · f7 pedone del nero · g7 alfiere del nero · h7 pedone del nero · b6 pedone del nero · c6 cavallo del nero · d6 pedone del nero · f6 cavallo del nero · g6 pedone del nero · c4 donna del nero · a2 pedone del bianco · b2 pedone del bianco · e2 cavallo del bianco · f2 pedone del bianco · g2 pedone del bianco · h2 pedone del bianco · a1 torre del bianco · c1 alfiere del bianco · d1 donna del bianco · f1 torre del bianco · g1 re del bianco | h8 torre del nero · b7 pedone del nero · d7 re del nero · e7 pedone del nero · f7 pedone del nero · g7 alfiere del nero · h7 pedone del nero · b6 pedone del nero · c6 cavallo del nero · d6 pedone del nero · f6 cavallo del nero · g6 pedone del nero · c4 donna del nero · a2 pedone del bianco · b2 pedone del bianco · e2 cavallo del bianco · f2 pedone del bianco · g2 pedone del bianco · h2 pedone del bianco · a1 torre del bianco · c1 alfiere del bianco · d1 donna del bianco · f1 torre del bianco · g1 re del bianco | 1 |
|   | a | b | c | d | e | f | g | h |   |

11.Cd5 Dxe4 12.Cc7+ Rd7 13.Cxa8 Dxc4 14.Cb6+!? axb6
Kasparov risponde con 11.Cd5, la mossa più aggressiva a sua disposizione. Dopo alcune mosse forzate da parte di entrambi gli schieramenti, Kasparov ha effettuato un attacco desperado con il cavallo, creando un'impedonatura al World Team. La posizione presenta una parità di materiale, con uno squilibrio di una torre in più per Kasparov compensato da un cavallo e due pedoni. Da un punto di vista posizionale il World Team aveva a sfavore la posizione accentrata del re e un'impedonatura, ma godeva di un migliore sviluppo e un buon numero di pedoni centrali. Kasparov era privo di questi ultimi, e ciò gli rendeva difficoltoso minacciare il re nemico. Secondo numerosi commentatori la posizione per il World Team era al peggio pari, e molti di essi ritenevano che per il campione russo sarebbe stata una partita in salita.
15.Cc3!
Kasparov si riporta avanti con 15.Cc3, una mossa forte scelta fra quelle alternative che lasciavano prendere al Nero una forte iniziativa. Con 15.b3 poteva infatti infastidire la donna nera e fianchettare la sua regina, ma questa mossa avrebbe permesso al World Team di iniziare una violenta offensiva sull'ala di re con 15...Dh4. Oppure, seguendo ciecamente la regola di non muovere due volte lo stesso pezzo in apertura se può esserne sviluppato qualcun altro, 15.Ae3 avrebbe permesso al World Team di giocare 15...Cd5, portando il cavallo nero su una buona casa.
La mossa di Kasparov minaccia la casa d5, riducendo l'efficacia dell'alfiere nero in g7 e mantenendo una posizione compatta e flessibile dello schieramento bianco.
A questo punto della partita c'è un sostanziale bilancio di materiale, anche se la differente tipologia di pezzi a disposizione crea problemi strategici differenti per i due schieramenti. Il re bianco è in una posizione molto sicura, mentre il re nero è attivo al centro della scacchiera; questa maggiore esposizione è però compensata dalla carenza di minacce immediate, dovuta a uno sviluppo più lento dei pezzi da parte del Bianco, che ha uno schieramento compatto nelle prime tre traverse, e all'assenza di pedoni centrali per sostenere un attacco diretto al re. Il Nero ha invece un vantaggio nello sviluppo, disponendo di grande attività da parte di tutti i pezzi: la donna è accentrata e attiva, l'alfiere camposcuro controlla solidamente la grande diagonale a1-h8, i cavalli controllano case chiave al centro. Il Bianco invece deve ancora trovare il modo per portare in gioco i suoi pezzi pesanti; dispone però di una migliore struttura pedonale, con due isole, mentre il Nero ha uno schieramento solido solo sull'ala di re mentre in b ha un'impedonatura, il cui pedone avanzato può però essere sfruttato per conquistare spazio sull'ala di donna.
Alla quindicesima mossa il World Team discusse caldamente diverse alternative promettenti, tra le quali 15...e6 (combattendo per d5), 15...d5 (occupando la stessa d5), 15...Ce4 (cambiando il pezzo di Kasparov meglio posizionato), 15...Td8 (permettendo l'arrocco artificiale e mobilizzando i pedoni centrali), 15...Ta8 (aumentando la pressione sull'ala di donna e portando la torre su colonna semiaperta), 15...b5 (con l'idea di minacciare il cavallo bianco e aumentare la pressione sull'ala di donna).
Molti circoli scacchistici hanno iniziato a pubblicare analisi giornaliere in ausilio a quanto già presente sul BBS, tra le quali spicca la Grandmaster Chess School, un consorzio di Grandi Maestri con sede a San Pietroburgo, che ha seguito la partita e formulato proposte e indicazioni fin dalla prima mossa. Per la quindicesima mossa, la GM School raccomandava 15...b5 al World Team, e analogamente faceva Pähtz. Si pensava che le indicazioni della GM School sarebbero state influenti, specie laddove gli analisti ufficiali non erano fra loro d'accordo, tuttavia 15...d5 ottenne solo un secondo posto con il 15% dei voti, mentre venne premiata l'idea del GM Jonathan Speelman, 15...Ta8, con il 48% dei voti.
15...Ta8
Il risultato del voto rifletteva la crescente coordinazione all'interno del World Team. Krush stava mantenendo un albero di analisi, continuamente arricchito e aggiornato con i suggerimenti provenienti dal BBS. Tale albero permetteva non solo al World Team di lavorare con ordine e senza inutili ripetizioni, ma funzionava da discussione stabile e dettagliata per valutare la correttezza di ciascuna delle mosse raccomandate. Sostanzialmente Krush svolgeva due attività contemporaneamente: scopriva buone mosse e nel contempo creava consenso intorno alle migliori. In tal modo lei divenne fulcro degli sforzi cooperativi del World Team, al di là del suo stesso (e comunque molto significativo) lavoro individuale, al punto che diversi giocatori molto più forti cominciarono a condividere con lei le loro idee, tra cui lo stesso Chalifman della GM School, che intraprese con lei una proficua corrispondenza.
16.a4!
Questa risposta di Kasparov è molto forte, portando avanti un gioco aggressivo ma consolidando allo stesso tempo le difese. La mossa era in previsione di 16...Ta5, che sarebbe stata seguita da 17.Cb5, paralizzando l'ala di Donna del Nero. Allo stesso tempo Kasparov minacciava di portare la torre dietro al suo pedone, in a3, creando problemi in varie possibili continuazioni del Nero. Inoltre 16.a4 impediva l'avanzata del pedone doppiato in b, facendone un possibile futuro bersaglio. La partita rimase comunque poco chiara e piuttosto dinamica, ma apparve chiaro che ora sarebbe stato il World Team a dover combattere per non perdere terreno.
Per la sedicesima mossa gli analisti fornirono quattro differenti possibilità. L'idea di Krush, 16...Ce4, ottenne ben in 50% dei consensi, seguita da 16...Cd4 con solo il 14%.
|   | a | b | c | d | e | f | g | h |   |
| 8 | a8 torre del nero · b7 pedone del nero · d7 re del nero · e7 pedone del nero · f7 pedone del nero · g7 alfiere del nero · h7 pedone del nero · b6 pedone del nero · c6 cavallo del nero · d6 pedone del nero · g6 pedone del nero · a4 pedone del bianco · e4 donna del nero · b3 donna del bianco · b2 pedone del bianco · f2 pedone del bianco · g2 pedone del bianco · h2 pedone del bianco · a1 torre del bianco · c1 alfiere del bianco · f1 torre del bianco · g1 re del bianco | a8 torre del nero · b7 pedone del nero · d7 re del nero · e7 pedone del nero · f7 pedone del nero · g7 alfiere del nero · h7 pedone del nero · b6 pedone del nero · c6 cavallo del nero · d6 pedone del nero · g6 pedone del nero · a4 pedone del bianco · e4 donna del nero · b3 donna del bianco · b2 pedone del bianco · f2 pedone del bianco · g2 pedone del bianco · h2 pedone del bianco · a1 torre del bianco · c1 alfiere del bianco · f1 torre del bianco · g1 re del bianco | a8 torre del nero · b7 pedone del nero · d7 re del nero · e7 pedone del nero · f7 pedone del nero · g7 alfiere del nero · h7 pedone del nero · b6 pedone del nero · c6 cavallo del nero · d6 pedone del nero · g6 pedone del nero · a4 pedone del bianco · e4 donna del nero · b3 donna del bianco · b2 pedone del bianco · f2 pedone del bianco · g2 pedone del bianco · h2 pedone del bianco · a1 torre del bianco · c1 alfiere del bianco · f1 torre del bianco · g1 re del bianco | a8 torre del nero · b7 pedone del nero · d7 re del nero · e7 pedone del nero · f7 pedone del nero · g7 alfiere del nero · h7 pedone del nero · b6 pedone del nero · c6 cavallo del nero · d6 pedone del nero · g6 pedone del nero · a4 pedone del bianco · e4 donna del nero · b3 donna del bianco · b2 pedone del bianco · f2 pedone del bianco · g2 pedone del bianco · h2 pedone del bianco · a1 torre del bianco · c1 alfiere del bianco · f1 torre del bianco · g1 re del bianco | a8 torre del nero · b7 pedone del nero · d7 re del nero · e7 pedone del nero · f7 pedone del nero · g7 alfiere del nero · h7 pedone del nero · b6 pedone del nero · c6 cavallo del nero · d6 pedone del nero · g6 pedone del nero · a4 pedone del bianco · e4 donna del nero · b3 donna del bianco · b2 pedone del bianco · f2 pedone del bianco · g2 pedone del bianco · h2 pedone del bianco · a1 torre del bianco · c1 alfiere del bianco · f1 torre del bianco · g1 re del bianco | a8 torre del nero · b7 pedone del nero · d7 re del nero · e7 pedone del nero · f7 pedone del nero · g7 alfiere del nero · h7 pedone del nero · b6 pedone del nero · c6 cavallo del nero · d6 pedone del nero · g6 pedone del nero · a4 pedone del bianco · e4 donna del nero · b3 donna del bianco · b2 pedone del bianco · f2 pedone del bianco · g2 pedone del bianco · h2 pedone del bianco · a1 torre del bianco · c1 alfiere del bianco · f1 torre del bianco · g1 re del bianco | a8 torre del nero · b7 pedone del nero · d7 re del nero · e7 pedone del nero · f7 pedone del nero · g7 alfiere del nero · h7 pedone del nero · b6 pedone del nero · c6 cavallo del nero · d6 pedone del nero · g6 pedone del nero · a4 pedone del bianco · e4 donna del nero · b3 donna del bianco · b2 pedone del bianco · f2 pedone del bianco · g2 pedone del bianco · h2 pedone del bianco · a1 torre del bianco · c1 alfiere del bianco · f1 torre del bianco · g1 re del bianco | a8 torre del nero · b7 pedone del nero · d7 re del nero · e7 pedone del nero · f7 pedone del nero · g7 alfiere del nero · h7 pedone del nero · b6 pedone del nero · c6 cavallo del nero · d6 pedone del nero · g6 pedone del nero · a4 pedone del bianco · e4 donna del nero · b3 donna del bianco · b2 pedone del bianco · f2 pedone del bianco · g2 pedone del bianco · h2 pedone del bianco · a1 torre del bianco · c1 alfiere del bianco · f1 torre del bianco · g1 re del bianco | 8 |
| 7 | a8 torre del nero · b7 pedone del nero · d7 re del nero · e7 pedone del nero · f7 pedone del nero · g7 alfiere del nero · h7 pedone del nero · b6 pedone del nero · c6 cavallo del nero · d6 pedone del nero · g6 pedone del nero · a4 pedone del bianco · e4 donna del nero · b3 donna del bianco · b2 pedone del bianco · f2 pedone del bianco · g2 pedone del bianco · h2 pedone del bianco · a1 torre del bianco · c1 alfiere del bianco · f1 torre del bianco · g1 re del bianco | a8 torre del nero · b7 pedone del nero · d7 re del nero · e7 pedone del nero · f7 pedone del nero · g7 alfiere del nero · h7 pedone del nero · b6 pedone del nero · c6 cavallo del nero · d6 pedone del nero · g6 pedone del nero · a4 pedone del bianco · e4 donna del nero · b3 donna del bianco · b2 pedone del bianco · f2 pedone del bianco · g2 pedone del bianco · h2 pedone del bianco · a1 torre del bianco · c1 alfiere del bianco · f1 torre del bianco · g1 re del bianco | a8 torre del nero · b7 pedone del nero · d7 re del nero · e7 pedone del nero · f7 pedone del nero · g7 alfiere del nero · h7 pedone del nero · b6 pedone del nero · c6 cavallo del nero · d6 pedone del nero · g6 pedone del nero · a4 pedone del bianco · e4 donna del nero · b3 donna del bianco · b2 pedone del bianco · f2 pedone del bianco · g2 pedone del bianco · h2 pedone del bianco · a1 torre del bianco · c1 alfiere del bianco · f1 torre del bianco · g1 re del bianco | a8 torre del nero · b7 pedone del nero · d7 re del nero · e7 pedone del nero · f7 pedone del nero · g7 alfiere del nero · h7 pedone del nero · b6 pedone del nero · c6 cavallo del nero · d6 pedone del nero · g6 pedone del nero · a4 pedone del bianco · e4 donna del nero · b3 donna del bianco · b2 pedone del bianco · f2 pedone del bianco · g2 pedone del bianco · h2 pedone del bianco · a1 torre del bianco · c1 alfiere del bianco · f1 torre del bianco · g1 re del bianco | a8 torre del nero · b7 pedone del nero · d7 re del nero · e7 pedone del nero · f7 pedone del nero · g7 alfiere del nero · h7 pedone del nero · b6 pedone del nero · c6 cavallo del nero · d6 pedone del nero · g6 pedone del nero · a4 pedone del bianco · e4 donna del nero · b3 donna del bianco · b2 pedone del bianco · f2 pedone del bianco · g2 pedone del bianco · h2 pedone del bianco · a1 torre del bianco · c1 alfiere del bianco · f1 torre del bianco · g1 re del bianco | a8 torre del nero · b7 pedone del nero · d7 re del nero · e7 pedone del nero · f7 pedone del nero · g7 alfiere del nero · h7 pedone del nero · b6 pedone del nero · c6 cavallo del nero · d6 pedone del nero · g6 pedone del nero · a4 pedone del bianco · e4 donna del nero · b3 donna del bianco · b2 pedone del bianco · f2 pedone del bianco · g2 pedone del bianco · h2 pedone del bianco · a1 torre del bianco · c1 alfiere del bianco · f1 torre del bianco · g1 re del bianco | a8 torre del nero · b7 pedone del nero · d7 re del nero · e7 pedone del nero · f7 pedone del nero · g7 alfiere del nero · h7 pedone del nero · b6 pedone del nero · c6 cavallo del nero · d6 pedone del nero · g6 pedone del nero · a4 pedone del bianco · e4 donna del nero · b3 donna del bianco · b2 pedone del bianco · f2 pedone del bianco · g2 pedone del bianco · h2 pedone del bianco · a1 torre del bianco · c1 alfiere del bianco · f1 torre del bianco · g1 re del bianco | a8 torre del nero · b7 pedone del nero · d7 re del nero · e7 pedone del nero · f7 pedone del nero · g7 alfiere del nero · h7 pedone del nero · b6 pedone del nero · c6 cavallo del nero · d6 pedone del nero · g6 pedone del nero · a4 pedone del bianco · e4 donna del nero · b3 donna del bianco · b2 pedone del bianco · f2 pedone del bianco · g2 pedone del bianco · h2 pedone del bianco · a1 torre del bianco · c1 alfiere del bianco · f1 torre del bianco · g1 re del bianco | 7 |
| 6 | a8 torre del nero · b7 pedone del nero · d7 re del nero · e7 pedone del nero · f7 pedone del nero · g7 alfiere del nero · h7 pedone del nero · b6 pedone del nero · c6 cavallo del nero · d6 pedone del nero · g6 pedone del nero · a4 pedone del bianco · e4 donna del nero · b3 donna del bianco · b2 pedone del bianco · f2 pedone del bianco · g2 pedone del bianco · h2 pedone del bianco · a1 torre del bianco · c1 alfiere del bianco · f1 torre del bianco · g1 re del bianco | a8 torre del nero · b7 pedone del nero · d7 re del nero · e7 pedone del nero · f7 pedone del nero · g7 alfiere del nero · h7 pedone del nero · b6 pedone del nero · c6 cavallo del nero · d6 pedone del nero · g6 pedone del nero · a4 pedone del bianco · e4 donna del nero · b3 donna del bianco · b2 pedone del bianco · f2 pedone del bianco · g2 pedone del bianco · h2 pedone del bianco · a1 torre del bianco · c1 alfiere del bianco · f1 torre del bianco · g1 re del bianco | a8 torre del nero · b7 pedone del nero · d7 re del nero · e7 pedone del nero · f7 pedone del nero · g7 alfiere del nero · h7 pedone del nero · b6 pedone del nero · c6 cavallo del nero · d6 pedone del nero · g6 pedone del nero · a4 pedone del bianco · e4 donna del nero · b3 donna del bianco · b2 pedone del bianco · f2 pedone del bianco · g2 pedone del bianco · h2 pedone del bianco · a1 torre del bianco · c1 alfiere del bianco · f1 torre del bianco · g1 re del bianco | a8 torre del nero · b7 pedone del nero · d7 re del nero · e7 pedone del nero · f7 pedone del nero · g7 alfiere del nero · h7 pedone del nero · b6 pedone del nero · c6 cavallo del nero · d6 pedone del nero · g6 pedone del nero · a4 pedone del bianco · e4 donna del nero · b3 donna del bianco · b2 pedone del bianco · f2 pedone del bianco · g2 pedone del bianco · h2 pedone del bianco · a1 torre del bianco · c1 alfiere del bianco · f1 torre del bianco · g1 re del bianco | a8 torre del nero · b7 pedone del nero · d7 re del nero · e7 pedone del nero · f7 pedone del nero · g7 alfiere del nero · h7 pedone del nero · b6 pedone del nero · c6 cavallo del nero · d6 pedone del nero · g6 pedone del nero · a4 pedone del bianco · e4 donna del nero · b3 donna del bianco · b2 pedone del bianco · f2 pedone del bianco · g2 pedone del bianco · h2 pedone del bianco · a1 torre del bianco · c1 alfiere del bianco · f1 torre del bianco · g1 re del bianco | a8 torre del nero · b7 pedone del nero · d7 re del nero · e7 pedone del nero · f7 pedone del nero · g7 alfiere del nero · h7 pedone del nero · b6 pedone del nero · c6 cavallo del nero · d6 pedone del nero · g6 pedone del nero · a4 pedone del bianco · e4 donna del nero · b3 donna del bianco · b2 pedone del bianco · f2 pedone del bianco · g2 pedone del bianco · h2 pedone del bianco · a1 torre del bianco · c1 alfiere del bianco · f1 torre del bianco · g1 re del bianco | a8 torre del nero · b7 pedone del nero · d7 re del nero · e7 pedone del nero · f7 pedone del nero · g7 alfiere del nero · h7 pedone del nero · b6 pedone del nero · c6 cavallo del nero · d6 pedone del nero · g6 pedone del nero · a4 pedone del bianco · e4 donna del nero · b3 donna del bianco · b2 pedone del bianco · f2 pedone del bianco · g2 pedone del bianco · h2 pedone del bianco · a1 torre del bianco · c1 alfiere del bianco · f1 torre del bianco · g1 re del bianco | a8 torre del nero · b7 pedone del nero · d7 re del nero · e7 pedone del nero · f7 pedone del nero · g7 alfiere del nero · h7 pedone del nero · b6 pedone del nero · c6 cavallo del nero · d6 pedone del nero · g6 pedone del nero · a4 pedone del bianco · e4 donna del nero · b3 donna del bianco · b2 pedone del bianco · f2 pedone del bianco · g2 pedone del bianco · h2 pedone del bianco · a1 torre del bianco · c1 alfiere del bianco · f1 torre del bianco · g1 re del bianco | 6 |
| 5 | a8 torre del nero · b7 pedone del nero · d7 re del nero · e7 pedone del nero · f7 pedone del nero · g7 alfiere del nero · h7 pedone del nero · b6 pedone del nero · c6 cavallo del nero · d6 pedone del nero · g6 pedone del nero · a4 pedone del bianco · e4 donna del nero · b3 donna del bianco · b2 pedone del bianco · f2 pedone del bianco · g2 pedone del bianco · h2 pedone del bianco · a1 torre del bianco · c1 alfiere del bianco · f1 torre del bianco · g1 re del bianco | a8 torre del nero · b7 pedone del nero · d7 re del nero · e7 pedone del nero · f7 pedone del nero · g7 alfiere del nero · h7 pedone del nero · b6 pedone del nero · c6 cavallo del nero · d6 pedone del nero · g6 pedone del nero · a4 pedone del bianco · e4 donna del nero · b3 donna del bianco · b2 pedone del bianco · f2 pedone del bianco · g2 pedone del bianco · h2 pedone del bianco · a1 torre del bianco · c1 alfiere del bianco · f1 torre del bianco · g1 re del bianco | a8 torre del nero · b7 pedone del nero · d7 re del nero · e7 pedone del nero · f7 pedone del nero · g7 alfiere del nero · h7 pedone del nero · b6 pedone del nero · c6 cavallo del nero · d6 pedone del nero · g6 pedone del nero · a4 pedone del bianco · e4 donna del nero · b3 donna del bianco · b2 pedone del bianco · f2 pedone del bianco · g2 pedone del bianco · h2 pedone del bianco · a1 torre del bianco · c1 alfiere del bianco · f1 torre del bianco · g1 re del bianco | a8 torre del nero · b7 pedone del nero · d7 re del nero · e7 pedone del nero · f7 pedone del nero · g7 alfiere del nero · h7 pedone del nero · b6 pedone del nero · c6 cavallo del nero · d6 pedone del nero · g6 pedone del nero · a4 pedone del bianco · e4 donna del nero · b3 donna del bianco · b2 pedone del bianco · f2 pedone del bianco · g2 pedone del bianco · h2 pedone del bianco · a1 torre del bianco · c1 alfiere del bianco · f1 torre del bianco · g1 re del bianco | a8 torre del nero · b7 pedone del nero · d7 re del nero · e7 pedone del nero · f7 pedone del nero · g7 alfiere del nero · h7 pedone del nero · b6 pedone del nero · c6 cavallo del nero · d6 pedone del nero · g6 pedone del nero · a4 pedone del bianco · e4 donna del nero · b3 donna del bianco · b2 pedone del bianco · f2 pedone del bianco · g2 pedone del bianco · h2 pedone del bianco · a1 torre del bianco · c1 alfiere del bianco · f1 torre del bianco · g1 re del bianco | a8 torre del nero · b7 pedone del nero · d7 re del nero · e7 pedone del nero · f7 pedone del nero · g7 alfiere del nero · h7 pedone del nero · b6 pedone del nero · c6 cavallo del nero · d6 pedone del nero · g6 pedone del nero · a4 pedone del bianco · e4 donna del nero · b3 donna del bianco · b2 pedone del bianco · f2 pedone del bianco · g2 pedone del bianco · h2 pedone del bianco · a1 torre del bianco · c1 alfiere del bianco · f1 torre del bianco · g1 re del bianco | a8 torre del nero · b7 pedone del nero · d7 re del nero · e7 pedone del nero · f7 pedone del nero · g7 alfiere del nero · h7 pedone del nero · b6 pedone del nero · c6 cavallo del nero · d6 pedone del nero · g6 pedone del nero · a4 pedone del bianco · e4 donna del nero · b3 donna del bianco · b2 pedone del bianco · f2 pedone del bianco · g2 pedone del bianco · h2 pedone del bianco · a1 torre del bianco · c1 alfiere del bianco · f1 torre del bianco · g1 re del bianco | a8 torre del nero · b7 pedone del nero · d7 re del nero · e7 pedone del nero · f7 pedone del nero · g7 alfiere del nero · h7 pedone del nero · b6 pedone del nero · c6 cavallo del nero · d6 pedone del nero · g6 pedone del nero · a4 pedone del bianco · e4 donna del nero · b3 donna del bianco · b2 pedone del bianco · f2 pedone del bianco · g2 pedone del bianco · h2 pedone del bianco · a1 torre del bianco · c1 alfiere del bianco · f1 torre del bianco · g1 re del bianco | 5 |
| 4 | a8 torre del nero · b7 pedone del nero · d7 re del nero · e7 pedone del nero · f7 pedone del nero · g7 alfiere del nero · h7 pedone del nero · b6 pedone del nero · c6 cavallo del nero · d6 pedone del nero · g6 pedone del nero · a4 pedone del bianco · e4 donna del nero · b3 donna del bianco · b2 pedone del bianco · f2 pedone del bianco · g2 pedone del bianco · h2 pedone del bianco · a1 torre del bianco · c1 alfiere del bianco · f1 torre del bianco · g1 re del bianco | a8 torre del nero · b7 pedone del nero · d7 re del nero · e7 pedone del nero · f7 pedone del nero · g7 alfiere del nero · h7 pedone del nero · b6 pedone del nero · c6 cavallo del nero · d6 pedone del nero · g6 pedone del nero · a4 pedone del bianco · e4 donna del nero · b3 donna del bianco · b2 pedone del bianco · f2 pedone del bianco · g2 pedone del bianco · h2 pedone del bianco · a1 torre del bianco · c1 alfiere del bianco · f1 torre del bianco · g1 re del bianco | a8 torre del nero · b7 pedone del nero · d7 re del nero · e7 pedone del nero · f7 pedone del nero · g7 alfiere del nero · h7 pedone del nero · b6 pedone del nero · c6 cavallo del nero · d6 pedone del nero · g6 pedone del nero · a4 pedone del bianco · e4 donna del nero · b3 donna del bianco · b2 pedone del bianco · f2 pedone del bianco · g2 pedone del bianco · h2 pedone del bianco · a1 torre del bianco · c1 alfiere del bianco · f1 torre del bianco · g1 re del bianco | a8 torre del nero · b7 pedone del nero · d7 re del nero · e7 pedone del nero · f7 pedone del nero · g7 alfiere del nero · h7 pedone del nero · b6 pedone del nero · c6 cavallo del nero · d6 pedone del nero · g6 pedone del nero · a4 pedone del bianco · e4 donna del nero · b3 donna del bianco · b2 pedone del bianco · f2 pedone del bianco · g2 pedone del bianco · h2 pedone del bianco · a1 torre del bianco · c1 alfiere del bianco · f1 torre del bianco · g1 re del bianco | a8 torre del nero · b7 pedone del nero · d7 re del nero · e7 pedone del nero · f7 pedone del nero · g7 alfiere del nero · h7 pedone del nero · b6 pedone del nero · c6 cavallo del nero · d6 pedone del nero · g6 pedone del nero · a4 pedone del bianco · e4 donna del nero · b3 donna del bianco · b2 pedone del bianco · f2 pedone del bianco · g2 pedone del bianco · h2 pedone del bianco · a1 torre del bianco · c1 alfiere del bianco · f1 torre del bianco · g1 re del bianco | a8 torre del nero · b7 pedone del nero · d7 re del nero · e7 pedone del nero · f7 pedone del nero · g7 alfiere del nero · h7 pedone del nero · b6 pedone del nero · c6 cavallo del nero · d6 pedone del nero · g6 pedone del nero · a4 pedone del bianco · e4 donna del nero · b3 donna del bianco · b2 pedone del bianco · f2 pedone del bianco · g2 pedone del bianco · h2 pedone del bianco · a1 torre del bianco · c1 alfiere del bianco · f1 torre del bianco · g1 re del bianco | a8 torre del nero · b7 pedone del nero · d7 re del nero · e7 pedone del nero · f7 pedone del nero · g7 alfiere del nero · h7 pedone del nero · b6 pedone del nero · c6 cavallo del nero · d6 pedone del nero · g6 pedone del nero · a4 pedone del bianco · e4 donna del nero · b3 donna del bianco · b2 pedone del bianco · f2 pedone del bianco · g2 pedone del bianco · h2 pedone del bianco · a1 torre del bianco · c1 alfiere del bianco · f1 torre del bianco · g1 re del bianco | a8 torre del nero · b7 pedone del nero · d7 re del nero · e7 pedone del nero · f7 pedone del nero · g7 alfiere del nero · h7 pedone del nero · b6 pedone del nero · c6 cavallo del nero · d6 pedone del nero · g6 pedone del nero · a4 pedone del bianco · e4 donna del nero · b3 donna del bianco · b2 pedone del bianco · f2 pedone del bianco · g2 pedone del bianco · h2 pedone del bianco · a1 torre del bianco · c1 alfiere del bianco · f1 torre del bianco · g1 re del bianco | 4 |
| 3 | a8 torre del nero · b7 pedone del nero · d7 re del nero · e7 pedone del nero · f7 pedone del nero · g7 alfiere del nero · h7 pedone del nero · b6 pedone del nero · c6 cavallo del nero · d6 pedone del nero · g6 pedone del nero · a4 pedone del bianco · e4 donna del nero · b3 donna del bianco · b2 pedone del bianco · f2 pedone del bianco · g2 pedone del bianco · h2 pedone del bianco · a1 torre del bianco · c1 alfiere del bianco · f1 torre del bianco · g1 re del bianco | a8 torre del nero · b7 pedone del nero · d7 re del nero · e7 pedone del nero · f7 pedone del nero · g7 alfiere del nero · h7 pedone del nero · b6 pedone del nero · c6 cavallo del nero · d6 pedone del nero · g6 pedone del nero · a4 pedone del bianco · e4 donna del nero · b3 donna del bianco · b2 pedone del bianco · f2 pedone del bianco · g2 pedone del bianco · h2 pedone del bianco · a1 torre del bianco · c1 alfiere del bianco · f1 torre del bianco · g1 re del bianco | a8 torre del nero · b7 pedone del nero · d7 re del nero · e7 pedone del nero · f7 pedone del nero · g7 alfiere del nero · h7 pedone del nero · b6 pedone del nero · c6 cavallo del nero · d6 pedone del nero · g6 pedone del nero · a4 pedone del bianco · e4 donna del nero · b3 donna del bianco · b2 pedone del bianco · f2 pedone del bianco · g2 pedone del bianco · h2 pedone del bianco · a1 torre del bianco · c1 alfiere del bianco · f1 torre del bianco · g1 re del bianco | a8 torre del nero · b7 pedone del nero · d7 re del nero · e7 pedone del nero · f7 pedone del nero · g7 alfiere del nero · h7 pedone del nero · b6 pedone del nero · c6 cavallo del nero · d6 pedone del nero · g6 pedone del nero · a4 pedone del bianco · e4 donna del nero · b3 donna del bianco · b2 pedone del bianco · f2 pedone del bianco · g2 pedone del bianco · h2 pedone del bianco · a1 torre del bianco · c1 alfiere del bianco · f1 torre del bianco · g1 re del bianco | a8 torre del nero · b7 pedone del nero · d7 re del nero · e7 pedone del nero · f7 pedone del nero · g7 alfiere del nero · h7 pedone del nero · b6 pedone del nero · c6 cavallo del nero · d6 pedone del nero · g6 pedone del nero · a4 pedone del bianco · e4 donna del nero · b3 donna del bianco · b2 pedone del bianco · f2 pedone del bianco · g2 pedone del bianco · h2 pedone del bianco · a1 torre del bianco · c1 alfiere del bianco · f1 torre del bianco · g1 re del bianco | a8 torre del nero · b7 pedone del nero · d7 re del nero · e7 pedone del nero · f7 pedone del nero · g7 alfiere del nero · h7 pedone del nero · b6 pedone del nero · c6 cavallo del nero · d6 pedone del nero · g6 pedone del nero · a4 pedone del bianco · e4 donna del nero · b3 donna del bianco · b2 pedone del bianco · f2 pedone del bianco · g2 pedone del bianco · h2 pedone del bianco · a1 torre del bianco · c1 alfiere del bianco · f1 torre del bianco · g1 re del bianco | a8 torre del nero · b7 pedone del nero · d7 re del nero · e7 pedone del nero · f7 pedone del nero · g7 alfiere del nero · h7 pedone del nero · b6 pedone del nero · c6 cavallo del nero · d6 pedone del nero · g6 pedone del nero · a4 pedone del bianco · e4 donna del nero · b3 donna del bianco · b2 pedone del bianco · f2 pedone del bianco · g2 pedone del bianco · h2 pedone del bianco · a1 torre del bianco · c1 alfiere del bianco · f1 torre del bianco · g1 re del bianco | a8 torre del nero · b7 pedone del nero · d7 re del nero · e7 pedone del nero · f7 pedone del nero · g7 alfiere del nero · h7 pedone del nero · b6 pedone del nero · c6 cavallo del nero · d6 pedone del nero · g6 pedone del nero · a4 pedone del bianco · e4 donna del nero · b3 donna del bianco · b2 pedone del bianco · f2 pedone del bianco · g2 pedone del bianco · h2 pedone del bianco · a1 torre del bianco · c1 alfiere del bianco · f1 torre del bianco · g1 re del bianco | 3 |
| 2 | a8 torre del nero · b7 pedone del nero · d7 re del nero · e7 pedone del nero · f7 pedone del nero · g7 alfiere del nero · h7 pedone del nero · b6 pedone del nero · c6 cavallo del nero · d6 pedone del nero · g6 pedone del nero · a4 pedone del bianco · e4 donna del nero · b3 donna del bianco · b2 pedone del bianco · f2 pedone del bianco · g2 pedone del bianco · h2 pedone del bianco · a1 torre del bianco · c1 alfiere del bianco · f1 torre del bianco · g1 re del bianco | a8 torre del nero · b7 pedone del nero · d7 re del nero · e7 pedone del nero · f7 pedone del nero · g7 alfiere del nero · h7 pedone del nero · b6 pedone del nero · c6 cavallo del nero · d6 pedone del nero · g6 pedone del nero · a4 pedone del bianco · e4 donna del nero · b3 donna del bianco · b2 pedone del bianco · f2 pedone del bianco · g2 pedone del bianco · h2 pedone del bianco · a1 torre del bianco · c1 alfiere del bianco · f1 torre del bianco · g1 re del bianco | a8 torre del nero · b7 pedone del nero · d7 re del nero · e7 pedone del nero · f7 pedone del nero · g7 alfiere del nero · h7 pedone del nero · b6 pedone del nero · c6 cavallo del nero · d6 pedone del nero · g6 pedone del nero · a4 pedone del bianco · e4 donna del nero · b3 donna del bianco · b2 pedone del bianco · f2 pedone del bianco · g2 pedone del bianco · h2 pedone del bianco · a1 torre del bianco · c1 alfiere del bianco · f1 torre del bianco · g1 re del bianco | a8 torre del nero · b7 pedone del nero · d7 re del nero · e7 pedone del nero · f7 pedone del nero · g7 alfiere del nero · h7 pedone del nero · b6 pedone del nero · c6 cavallo del nero · d6 pedone del nero · g6 pedone del nero · a4 pedone del bianco · e4 donna del nero · b3 donna del bianco · b2 pedone del bianco · f2 pedone del bianco · g2 pedone del bianco · h2 pedone del bianco · a1 torre del bianco · c1 alfiere del bianco · f1 torre del bianco · g1 re del bianco | a8 torre del nero · b7 pedone del nero · d7 re del nero · e7 pedone del nero · f7 pedone del nero · g7 alfiere del nero · h7 pedone del nero · b6 pedone del nero · c6 cavallo del nero · d6 pedone del nero · g6 pedone del nero · a4 pedone del bianco · e4 donna del nero · b3 donna del bianco · b2 pedone del bianco · f2 pedone del bianco · g2 pedone del bianco · h2 pedone del bianco · a1 torre del bianco · c1 alfiere del bianco · f1 torre del bianco · g1 re del bianco | a8 torre del nero · b7 pedone del nero · d7 re del nero · e7 pedone del nero · f7 pedone del nero · g7 alfiere del nero · h7 pedone del nero · b6 pedone del nero · c6 cavallo del nero · d6 pedone del nero · g6 pedone del nero · a4 pedone del bianco · e4 donna del nero · b3 donna del bianco · b2 pedone del bianco · f2 pedone del bianco · g2 pedone del bianco · h2 pedone del bianco · a1 torre del bianco · c1 alfiere del bianco · f1 torre del bianco · g1 re del bianco | a8 torre del nero · b7 pedone del nero · d7 re del nero · e7 pedone del nero · f7 pedone del nero · g7 alfiere del nero · h7 pedone del nero · b6 pedone del nero · c6 cavallo del nero · d6 pedone del nero · g6 pedone del nero · a4 pedone del bianco · e4 donna del nero · b3 donna del bianco · b2 pedone del bianco · f2 pedone del bianco · g2 pedone del bianco · h2 pedone del bianco · a1 torre del bianco · c1 alfiere del bianco · f1 torre del bianco · g1 re del bianco | a8 torre del nero · b7 pedone del nero · d7 re del nero · e7 pedone del nero · f7 pedone del nero · g7 alfiere del nero · h7 pedone del nero · b6 pedone del nero · c6 cavallo del nero · d6 pedone del nero · g6 pedone del nero · a4 pedone del bianco · e4 donna del nero · b3 donna del bianco · b2 pedone del bianco · f2 pedone del bianco · g2 pedone del bianco · h2 pedone del bianco · a1 torre del bianco · c1 alfiere del bianco · f1 torre del bianco · g1 re del bianco | 2 |
| 1 | a8 torre del nero · b7 pedone del nero · d7 re del nero · e7 pedone del nero · f7 pedone del nero · g7 alfiere del nero · h7 pedone del nero · b6 pedone del nero · c6 cavallo del nero · d6 pedone del nero · g6 pedone del nero · a4 pedone del bianco · e4 donna del nero · b3 donna del bianco · b2 pedone del bianco · f2 pedone del bianco · g2 pedone del bianco · h2 pedone del bianco · a1 torre del bianco · c1 alfiere del bianco · f1 torre del bianco · g1 re del bianco | a8 torre del nero · b7 pedone del nero · d7 re del nero · e7 pedone del nero · f7 pedone del nero · g7 alfiere del nero · h7 pedone del nero · b6 pedone del nero · c6 cavallo del nero · d6 pedone del nero · g6 pedone del nero · a4 pedone del bianco · e4 donna del nero · b3 donna del bianco · b2 pedone del bianco · f2 pedone del bianco · g2 pedone del bianco · h2 pedone del bianco · a1 torre del bianco · c1 alfiere del bianco · f1 torre del bianco · g1 re del bianco | a8 torre del nero · b7 pedone del nero · d7 re del nero · e7 pedone del nero · f7 pedone del nero · g7 alfiere del nero · h7 pedone del nero · b6 pedone del nero · c6 cavallo del nero · d6 pedone del nero · g6 pedone del nero · a4 pedone del bianco · e4 donna del nero · b3 donna del bianco · b2 pedone del bianco · f2 pedone del bianco · g2 pedone del bianco · h2 pedone del bianco · a1 torre del bianco · c1 alfiere del bianco · f1 torre del bianco · g1 re del bianco | a8 torre del nero · b7 pedone del nero · d7 re del nero · e7 pedone del nero · f7 pedone del nero · g7 alfiere del nero · h7 pedone del nero · b6 pedone del nero · c6 cavallo del nero · d6 pedone del nero · g6 pedone del nero · a4 pedone del bianco · e4 donna del nero · b3 donna del bianco · b2 pedone del bianco · f2 pedone del bianco · g2 pedone del bianco · h2 pedone del bianco · a1 torre del bianco · c1 alfiere del bianco · f1 torre del bianco · g1 re del bianco | a8 torre del nero · b7 pedone del nero · d7 re del nero · e7 pedone del nero · f7 pedone del nero · g7 alfiere del nero · h7 pedone del nero · b6 pedone del nero · c6 cavallo del nero · d6 pedone del nero · g6 pedone del nero · a4 pedone del bianco · e4 donna del nero · b3 donna del bianco · b2 pedone del bianco · f2 pedone del bianco · g2 pedone del bianco · h2 pedone del bianco · a1 torre del bianco · c1 alfiere del bianco · f1 torre del bianco · g1 re del bianco | a8 torre del nero · b7 pedone del nero · d7 re del nero · e7 pedone del nero · f7 pedone del nero · g7 alfiere del nero · h7 pedone del nero · b6 pedone del nero · c6 cavallo del nero · d6 pedone del nero · g6 pedone del nero · a4 pedone del bianco · e4 donna del nero · b3 donna del bianco · b2 pedone del bianco · f2 pedone del bianco · g2 pedone del bianco · h2 pedone del bianco · a1 torre del bianco · c1 alfiere del bianco · f1 torre del bianco · g1 re del bianco | a8 torre del nero · b7 pedone del nero · d7 re del nero · e7 pedone del nero · f7 pedone del nero · g7 alfiere del nero · h7 pedone del nero · b6 pedone del nero · c6 cavallo del nero · d6 pedone del nero · g6 pedone del nero · a4 pedone del bianco · e4 donna del nero · b3 donna del bianco · b2 pedone del bianco · f2 pedone del bianco · g2 pedone del bianco · h2 pedone del bianco · a1 torre del bianco · c1 alfiere del bianco · f1 torre del bianco · g1 re del bianco | a8 torre del nero · b7 pedone del nero · d7 re del nero · e7 pedone del nero · f7 pedone del nero · g7 alfiere del nero · h7 pedone del nero · b6 pedone del nero · c6 cavallo del nero · d6 pedone del nero · g6 pedone del nero · a4 pedone del bianco · e4 donna del nero · b3 donna del bianco · b2 pedone del bianco · f2 pedone del bianco · g2 pedone del bianco · h2 pedone del bianco · a1 torre del bianco · c1 alfiere del bianco · f1 torre del bianco · g1 re del bianco | 1 |
|   | a | b | c | d | e | f | g | h |   |

16...Ce4 17.Cxe4 Dxe4 18.Db3
Alla sedicesima mossa il World Team costrinse Kasparov a cambiare il suo unico pezzo attivo in quel momento, attivando anche l'alfiere in g7. La mossa è stata sostenuta dalla Krush, dopo averla analizzata su indicazione di Chalifman. Kasparov rispose con una forchetta di donna sui due pedoni in b6 e f7. La perdita di un pedone sembrava inevitabile per il Nero, che contava però su un buon controgioco.
Nel BBS si discuteva se giocare 18...e6 19.Dxb6 Cd4, per assicurarsi di sacrificare il pedone debole, o la più aggressiva 18...Cd4, permettendo però 19.Dxf7. Chalifman trovò però la più sottile 18...f5 e Krush riuscì a convincere i giocatori sul BBS in merito, nonostante gli altri tre analisti raccomandassero 18...Cd4. La votazione venne vinta da 18...f5 (43%), contro 18...Cd4 (35%), suscitando alcune proteste fra alcuni giocatori, che si lamentavano dell'eccessivo peso di Krush nelle decisioni (effettivamente le sue indicazioni vennero sempre seguite tra la decima e la cinquantesima mossa).
18...f5!
Questa mossa libera il pedone in f dalle minacce e protegge la struttura pedonale del Nero sull'ala di re, concedendo il pedone doppiato in b6 a favore della protezione del più importante pedone in f, confidando nel fatto che dopo 19.Dxb6 Cd4 il Nero avrebbe avuto minacce doppie su Cc2 e Ta6, garantendosi un buon gioco in cambio del pedone. Dopo 19.Ae3 invece avrebbe potuto offrire il cambio delle donne con 19...Db4, creando una massa centrale di pedoni vantaggiosa nell'ottica del finale. Inoltre il pedone in f4 protegge la donna e previene lo scacco con Qb3-h3 e una sua possibile ulteriore avanzata in f4 toglierebbe prezioso spazio di manovra in e3 alle torri e all'alfiere bianchi, e in g3 a donna e torri, preparando inoltre un attacco sull'ala di re.
Ancora una volta Kasparov ha trovato una brillante continuazione, sviluppando l'alfiere con una mossa dalle forti possibilità offensive:
19.Ag5
Kasparov, incontrando una resistenza ben più dura del previsto, fece capire tra le righe che stava giocando contro la GM School e non contro il resto del mondo. Questa teoria venne smentita chiaramente alla mossa 19: la GM School infatti suggeriva 19...Dd4, ma i commentatori del BBS trovarono delle falle nella loro analisi e preferirono 19...Db4. Inoltre per buona parte della partita, i grandi maestri della GM School sono stati impegnati in altre attività, e l'analisi nel BBS è stata guidata da maestri FIDE e maestri internazionali, con il contributo di numerosi altri giocatori che hanno analizzato e ricontrollato una grande quantità di linee di gioco con l'aiuto dei motori.
La votazione per la diciannovesima mossa è stata complicata dalla presenza di una buona fetta di giocatori favorevoli al contrattacco con 19...Cd4, forti anche della raccomandazione di Felecan e Pähtz. 19...Db4 ha comunque vinto la votazione, ma con la maggioranza più bassa in tutto il match (35%), forse perché la mossa costringeva Kasparov a intensificare l'attacco sull'ala di re. Il cambio di donna è comunque sfavorevole al Bianco e garantisce buon gioco al Nero nel finale.
|   | a | b | c | d | e | f | g | h |   |
| 8 | a8 torre del nero · b7 pedone del nero · d7 re del nero · e7 pedone del nero · f7 donna del bianco · g7 alfiere del nero · h7 pedone del nero · b6 pedone del nero · c6 cavallo del nero · d6 pedone del nero · g6 pedone del nero · f5 pedone del nero · g5 alfiere del bianco · a4 pedone del bianco · b4 donna del nero · b2 pedone del bianco · f2 pedone del bianco · g2 pedone del bianco · h2 pedone del bianco · a1 torre del bianco · f1 torre del bianco · g1 re del bianco | a8 torre del nero · b7 pedone del nero · d7 re del nero · e7 pedone del nero · f7 donna del bianco · g7 alfiere del nero · h7 pedone del nero · b6 pedone del nero · c6 cavallo del nero · d6 pedone del nero · g6 pedone del nero · f5 pedone del nero · g5 alfiere del bianco · a4 pedone del bianco · b4 donna del nero · b2 pedone del bianco · f2 pedone del bianco · g2 pedone del bianco · h2 pedone del bianco · a1 torre del bianco · f1 torre del bianco · g1 re del bianco | a8 torre del nero · b7 pedone del nero · d7 re del nero · e7 pedone del nero · f7 donna del bianco · g7 alfiere del nero · h7 pedone del nero · b6 pedone del nero · c6 cavallo del nero · d6 pedone del nero · g6 pedone del nero · f5 pedone del nero · g5 alfiere del bianco · a4 pedone del bianco · b4 donna del nero · b2 pedone del bianco · f2 pedone del bianco · g2 pedone del bianco · h2 pedone del bianco · a1 torre del bianco · f1 torre del bianco · g1 re del bianco | a8 torre del nero · b7 pedone del nero · d7 re del nero · e7 pedone del nero · f7 donna del bianco · g7 alfiere del nero · h7 pedone del nero · b6 pedone del nero · c6 cavallo del nero · d6 pedone del nero · g6 pedone del nero · f5 pedone del nero · g5 alfiere del bianco · a4 pedone del bianco · b4 donna del nero · b2 pedone del bianco · f2 pedone del bianco · g2 pedone del bianco · h2 pedone del bianco · a1 torre del bianco · f1 torre del bianco · g1 re del bianco | a8 torre del nero · b7 pedone del nero · d7 re del nero · e7 pedone del nero · f7 donna del bianco · g7 alfiere del nero · h7 pedone del nero · b6 pedone del nero · c6 cavallo del nero · d6 pedone del nero · g6 pedone del nero · f5 pedone del nero · g5 alfiere del bianco · a4 pedone del bianco · b4 donna del nero · b2 pedone del bianco · f2 pedone del bianco · g2 pedone del bianco · h2 pedone del bianco · a1 torre del bianco · f1 torre del bianco · g1 re del bianco | a8 torre del nero · b7 pedone del nero · d7 re del nero · e7 pedone del nero · f7 donna del bianco · g7 alfiere del nero · h7 pedone del nero · b6 pedone del nero · c6 cavallo del nero · d6 pedone del nero · g6 pedone del nero · f5 pedone del nero · g5 alfiere del bianco · a4 pedone del bianco · b4 donna del nero · b2 pedone del bianco · f2 pedone del bianco · g2 pedone del bianco · h2 pedone del bianco · a1 torre del bianco · f1 torre del bianco · g1 re del bianco | a8 torre del nero · b7 pedone del nero · d7 re del nero · e7 pedone del nero · f7 donna del bianco · g7 alfiere del nero · h7 pedone del nero · b6 pedone del nero · c6 cavallo del nero · d6 pedone del nero · g6 pedone del nero · f5 pedone del nero · g5 alfiere del bianco · a4 pedone del bianco · b4 donna del nero · b2 pedone del bianco · f2 pedone del bianco · g2 pedone del bianco · h2 pedone del bianco · a1 torre del bianco · f1 torre del bianco · g1 re del bianco | a8 torre del nero · b7 pedone del nero · d7 re del nero · e7 pedone del nero · f7 donna del bianco · g7 alfiere del nero · h7 pedone del nero · b6 pedone del nero · c6 cavallo del nero · d6 pedone del nero · g6 pedone del nero · f5 pedone del nero · g5 alfiere del bianco · a4 pedone del bianco · b4 donna del nero · b2 pedone del bianco · f2 pedone del bianco · g2 pedone del bianco · h2 pedone del bianco · a1 torre del bianco · f1 torre del bianco · g1 re del bianco | 8 |
| 7 | a8 torre del nero · b7 pedone del nero · d7 re del nero · e7 pedone del nero · f7 donna del bianco · g7 alfiere del nero · h7 pedone del nero · b6 pedone del nero · c6 cavallo del nero · d6 pedone del nero · g6 pedone del nero · f5 pedone del nero · g5 alfiere del bianco · a4 pedone del bianco · b4 donna del nero · b2 pedone del bianco · f2 pedone del bianco · g2 pedone del bianco · h2 pedone del bianco · a1 torre del bianco · f1 torre del bianco · g1 re del bianco | a8 torre del nero · b7 pedone del nero · d7 re del nero · e7 pedone del nero · f7 donna del bianco · g7 alfiere del nero · h7 pedone del nero · b6 pedone del nero · c6 cavallo del nero · d6 pedone del nero · g6 pedone del nero · f5 pedone del nero · g5 alfiere del bianco · a4 pedone del bianco · b4 donna del nero · b2 pedone del bianco · f2 pedone del bianco · g2 pedone del bianco · h2 pedone del bianco · a1 torre del bianco · f1 torre del bianco · g1 re del bianco | a8 torre del nero · b7 pedone del nero · d7 re del nero · e7 pedone del nero · f7 donna del bianco · g7 alfiere del nero · h7 pedone del nero · b6 pedone del nero · c6 cavallo del nero · d6 pedone del nero · g6 pedone del nero · f5 pedone del nero · g5 alfiere del bianco · a4 pedone del bianco · b4 donna del nero · b2 pedone del bianco · f2 pedone del bianco · g2 pedone del bianco · h2 pedone del bianco · a1 torre del bianco · f1 torre del bianco · g1 re del bianco | a8 torre del nero · b7 pedone del nero · d7 re del nero · e7 pedone del nero · f7 donna del bianco · g7 alfiere del nero · h7 pedone del nero · b6 pedone del nero · c6 cavallo del nero · d6 pedone del nero · g6 pedone del nero · f5 pedone del nero · g5 alfiere del bianco · a4 pedone del bianco · b4 donna del nero · b2 pedone del bianco · f2 pedone del bianco · g2 pedone del bianco · h2 pedone del bianco · a1 torre del bianco · f1 torre del bianco · g1 re del bianco | a8 torre del nero · b7 pedone del nero · d7 re del nero · e7 pedone del nero · f7 donna del bianco · g7 alfiere del nero · h7 pedone del nero · b6 pedone del nero · c6 cavallo del nero · d6 pedone del nero · g6 pedone del nero · f5 pedone del nero · g5 alfiere del bianco · a4 pedone del bianco · b4 donna del nero · b2 pedone del bianco · f2 pedone del bianco · g2 pedone del bianco · h2 pedone del bianco · a1 torre del bianco · f1 torre del bianco · g1 re del bianco | a8 torre del nero · b7 pedone del nero · d7 re del nero · e7 pedone del nero · f7 donna del bianco · g7 alfiere del nero · h7 pedone del nero · b6 pedone del nero · c6 cavallo del nero · d6 pedone del nero · g6 pedone del nero · f5 pedone del nero · g5 alfiere del bianco · a4 pedone del bianco · b4 donna del nero · b2 pedone del bianco · f2 pedone del bianco · g2 pedone del bianco · h2 pedone del bianco · a1 torre del bianco · f1 torre del bianco · g1 re del bianco | a8 torre del nero · b7 pedone del nero · d7 re del nero · e7 pedone del nero · f7 donna del bianco · g7 alfiere del nero · h7 pedone del nero · b6 pedone del nero · c6 cavallo del nero · d6 pedone del nero · g6 pedone del nero · f5 pedone del nero · g5 alfiere del bianco · a4 pedone del bianco · b4 donna del nero · b2 pedone del bianco · f2 pedone del bianco · g2 pedone del bianco · h2 pedone del bianco · a1 torre del bianco · f1 torre del bianco · g1 re del bianco | a8 torre del nero · b7 pedone del nero · d7 re del nero · e7 pedone del nero · f7 donna del bianco · g7 alfiere del nero · h7 pedone del nero · b6 pedone del nero · c6 cavallo del nero · d6 pedone del nero · g6 pedone del nero · f5 pedone del nero · g5 alfiere del bianco · a4 pedone del bianco · b4 donna del nero · b2 pedone del bianco · f2 pedone del bianco · g2 pedone del bianco · h2 pedone del bianco · a1 torre del bianco · f1 torre del bianco · g1 re del bianco | 7 |
| 6 | a8 torre del nero · b7 pedone del nero · d7 re del nero · e7 pedone del nero · f7 donna del bianco · g7 alfiere del nero · h7 pedone del nero · b6 pedone del nero · c6 cavallo del nero · d6 pedone del nero · g6 pedone del nero · f5 pedone del nero · g5 alfiere del bianco · a4 pedone del bianco · b4 donna del nero · b2 pedone del bianco · f2 pedone del bianco · g2 pedone del bianco · h2 pedone del bianco · a1 torre del bianco · f1 torre del bianco · g1 re del bianco | a8 torre del nero · b7 pedone del nero · d7 re del nero · e7 pedone del nero · f7 donna del bianco · g7 alfiere del nero · h7 pedone del nero · b6 pedone del nero · c6 cavallo del nero · d6 pedone del nero · g6 pedone del nero · f5 pedone del nero · g5 alfiere del bianco · a4 pedone del bianco · b4 donna del nero · b2 pedone del bianco · f2 pedone del bianco · g2 pedone del bianco · h2 pedone del bianco · a1 torre del bianco · f1 torre del bianco · g1 re del bianco | a8 torre del nero · b7 pedone del nero · d7 re del nero · e7 pedone del nero · f7 donna del bianco · g7 alfiere del nero · h7 pedone del nero · b6 pedone del nero · c6 cavallo del nero · d6 pedone del nero · g6 pedone del nero · f5 pedone del nero · g5 alfiere del bianco · a4 pedone del bianco · b4 donna del nero · b2 pedone del bianco · f2 pedone del bianco · g2 pedone del bianco · h2 pedone del bianco · a1 torre del bianco · f1 torre del bianco · g1 re del bianco | a8 torre del nero · b7 pedone del nero · d7 re del nero · e7 pedone del nero · f7 donna del bianco · g7 alfiere del nero · h7 pedone del nero · b6 pedone del nero · c6 cavallo del nero · d6 pedone del nero · g6 pedone del nero · f5 pedone del nero · g5 alfiere del bianco · a4 pedone del bianco · b4 donna del nero · b2 pedone del bianco · f2 pedone del bianco · g2 pedone del bianco · h2 pedone del bianco · a1 torre del bianco · f1 torre del bianco · g1 re del bianco | a8 torre del nero · b7 pedone del nero · d7 re del nero · e7 pedone del nero · f7 donna del bianco · g7 alfiere del nero · h7 pedone del nero · b6 pedone del nero · c6 cavallo del nero · d6 pedone del nero · g6 pedone del nero · f5 pedone del nero · g5 alfiere del bianco · a4 pedone del bianco · b4 donna del nero · b2 pedone del bianco · f2 pedone del bianco · g2 pedone del bianco · h2 pedone del bianco · a1 torre del bianco · f1 torre del bianco · g1 re del bianco | a8 torre del nero · b7 pedone del nero · d7 re del nero · e7 pedone del nero · f7 donna del bianco · g7 alfiere del nero · h7 pedone del nero · b6 pedone del nero · c6 cavallo del nero · d6 pedone del nero · g6 pedone del nero · f5 pedone del nero · g5 alfiere del bianco · a4 pedone del bianco · b4 donna del nero · b2 pedone del bianco · f2 pedone del bianco · g2 pedone del bianco · h2 pedone del bianco · a1 torre del bianco · f1 torre del bianco · g1 re del bianco | a8 torre del nero · b7 pedone del nero · d7 re del nero · e7 pedone del nero · f7 donna del bianco · g7 alfiere del nero · h7 pedone del nero · b6 pedone del nero · c6 cavallo del nero · d6 pedone del nero · g6 pedone del nero · f5 pedone del nero · g5 alfiere del bianco · a4 pedone del bianco · b4 donna del nero · b2 pedone del bianco · f2 pedone del bianco · g2 pedone del bianco · h2 pedone del bianco · a1 torre del bianco · f1 torre del bianco · g1 re del bianco | a8 torre del nero · b7 pedone del nero · d7 re del nero · e7 pedone del nero · f7 donna del bianco · g7 alfiere del nero · h7 pedone del nero · b6 pedone del nero · c6 cavallo del nero · d6 pedone del nero · g6 pedone del nero · f5 pedone del nero · g5 alfiere del bianco · a4 pedone del bianco · b4 donna del nero · b2 pedone del bianco · f2 pedone del bianco · g2 pedone del bianco · h2 pedone del bianco · a1 torre del bianco · f1 torre del bianco · g1 re del bianco | 6 |
| 5 | a8 torre del nero · b7 pedone del nero · d7 re del nero · e7 pedone del nero · f7 donna del bianco · g7 alfiere del nero · h7 pedone del nero · b6 pedone del nero · c6 cavallo del nero · d6 pedone del nero · g6 pedone del nero · f5 pedone del nero · g5 alfiere del bianco · a4 pedone del bianco · b4 donna del nero · b2 pedone del bianco · f2 pedone del bianco · g2 pedone del bianco · h2 pedone del bianco · a1 torre del bianco · f1 torre del bianco · g1 re del bianco | a8 torre del nero · b7 pedone del nero · d7 re del nero · e7 pedone del nero · f7 donna del bianco · g7 alfiere del nero · h7 pedone del nero · b6 pedone del nero · c6 cavallo del nero · d6 pedone del nero · g6 pedone del nero · f5 pedone del nero · g5 alfiere del bianco · a4 pedone del bianco · b4 donna del nero · b2 pedone del bianco · f2 pedone del bianco · g2 pedone del bianco · h2 pedone del bianco · a1 torre del bianco · f1 torre del bianco · g1 re del bianco | a8 torre del nero · b7 pedone del nero · d7 re del nero · e7 pedone del nero · f7 donna del bianco · g7 alfiere del nero · h7 pedone del nero · b6 pedone del nero · c6 cavallo del nero · d6 pedone del nero · g6 pedone del nero · f5 pedone del nero · g5 alfiere del bianco · a4 pedone del bianco · b4 donna del nero · b2 pedone del bianco · f2 pedone del bianco · g2 pedone del bianco · h2 pedone del bianco · a1 torre del bianco · f1 torre del bianco · g1 re del bianco | a8 torre del nero · b7 pedone del nero · d7 re del nero · e7 pedone del nero · f7 donna del bianco · g7 alfiere del nero · h7 pedone del nero · b6 pedone del nero · c6 cavallo del nero · d6 pedone del nero · g6 pedone del nero · f5 pedone del nero · g5 alfiere del bianco · a4 pedone del bianco · b4 donna del nero · b2 pedone del bianco · f2 pedone del bianco · g2 pedone del bianco · h2 pedone del bianco · a1 torre del bianco · f1 torre del bianco · g1 re del bianco | a8 torre del nero · b7 pedone del nero · d7 re del nero · e7 pedone del nero · f7 donna del bianco · g7 alfiere del nero · h7 pedone del nero · b6 pedone del nero · c6 cavallo del nero · d6 pedone del nero · g6 pedone del nero · f5 pedone del nero · g5 alfiere del bianco · a4 pedone del bianco · b4 donna del nero · b2 pedone del bianco · f2 pedone del bianco · g2 pedone del bianco · h2 pedone del bianco · a1 torre del bianco · f1 torre del bianco · g1 re del bianco | a8 torre del nero · b7 pedone del nero · d7 re del nero · e7 pedone del nero · f7 donna del bianco · g7 alfiere del nero · h7 pedone del nero · b6 pedone del nero · c6 cavallo del nero · d6 pedone del nero · g6 pedone del nero · f5 pedone del nero · g5 alfiere del bianco · a4 pedone del bianco · b4 donna del nero · b2 pedone del bianco · f2 pedone del bianco · g2 pedone del bianco · h2 pedone del bianco · a1 torre del bianco · f1 torre del bianco · g1 re del bianco | a8 torre del nero · b7 pedone del nero · d7 re del nero · e7 pedone del nero · f7 donna del bianco · g7 alfiere del nero · h7 pedone del nero · b6 pedone del nero · c6 cavallo del nero · d6 pedone del nero · g6 pedone del nero · f5 pedone del nero · g5 alfiere del bianco · a4 pedone del bianco · b4 donna del nero · b2 pedone del bianco · f2 pedone del bianco · g2 pedone del bianco · h2 pedone del bianco · a1 torre del bianco · f1 torre del bianco · g1 re del bianco | a8 torre del nero · b7 pedone del nero · d7 re del nero · e7 pedone del nero · f7 donna del bianco · g7 alfiere del nero · h7 pedone del nero · b6 pedone del nero · c6 cavallo del nero · d6 pedone del nero · g6 pedone del nero · f5 pedone del nero · g5 alfiere del bianco · a4 pedone del bianco · b4 donna del nero · b2 pedone del bianco · f2 pedone del bianco · g2 pedone del bianco · h2 pedone del bianco · a1 torre del bianco · f1 torre del bianco · g1 re del bianco | 5 |
| 4 | a8 torre del nero · b7 pedone del nero · d7 re del nero · e7 pedone del nero · f7 donna del bianco · g7 alfiere del nero · h7 pedone del nero · b6 pedone del nero · c6 cavallo del nero · d6 pedone del nero · g6 pedone del nero · f5 pedone del nero · g5 alfiere del bianco · a4 pedone del bianco · b4 donna del nero · b2 pedone del bianco · f2 pedone del bianco · g2 pedone del bianco · h2 pedone del bianco · a1 torre del bianco · f1 torre del bianco · g1 re del bianco | a8 torre del nero · b7 pedone del nero · d7 re del nero · e7 pedone del nero · f7 donna del bianco · g7 alfiere del nero · h7 pedone del nero · b6 pedone del nero · c6 cavallo del nero · d6 pedone del nero · g6 pedone del nero · f5 pedone del nero · g5 alfiere del bianco · a4 pedone del bianco · b4 donna del nero · b2 pedone del bianco · f2 pedone del bianco · g2 pedone del bianco · h2 pedone del bianco · a1 torre del bianco · f1 torre del bianco · g1 re del bianco | a8 torre del nero · b7 pedone del nero · d7 re del nero · e7 pedone del nero · f7 donna del bianco · g7 alfiere del nero · h7 pedone del nero · b6 pedone del nero · c6 cavallo del nero · d6 pedone del nero · g6 pedone del nero · f5 pedone del nero · g5 alfiere del bianco · a4 pedone del bianco · b4 donna del nero · b2 pedone del bianco · f2 pedone del bianco · g2 pedone del bianco · h2 pedone del bianco · a1 torre del bianco · f1 torre del bianco · g1 re del bianco | a8 torre del nero · b7 pedone del nero · d7 re del nero · e7 pedone del nero · f7 donna del bianco · g7 alfiere del nero · h7 pedone del nero · b6 pedone del nero · c6 cavallo del nero · d6 pedone del nero · g6 pedone del nero · f5 pedone del nero · g5 alfiere del bianco · a4 pedone del bianco · b4 donna del nero · b2 pedone del bianco · f2 pedone del bianco · g2 pedone del bianco · h2 pedone del bianco · a1 torre del bianco · f1 torre del bianco · g1 re del bianco | a8 torre del nero · b7 pedone del nero · d7 re del nero · e7 pedone del nero · f7 donna del bianco · g7 alfiere del nero · h7 pedone del nero · b6 pedone del nero · c6 cavallo del nero · d6 pedone del nero · g6 pedone del nero · f5 pedone del nero · g5 alfiere del bianco · a4 pedone del bianco · b4 donna del nero · b2 pedone del bianco · f2 pedone del bianco · g2 pedone del bianco · h2 pedone del bianco · a1 torre del bianco · f1 torre del bianco · g1 re del bianco | a8 torre del nero · b7 pedone del nero · d7 re del nero · e7 pedone del nero · f7 donna del bianco · g7 alfiere del nero · h7 pedone del nero · b6 pedone del nero · c6 cavallo del nero · d6 pedone del nero · g6 pedone del nero · f5 pedone del nero · g5 alfiere del bianco · a4 pedone del bianco · b4 donna del nero · b2 pedone del bianco · f2 pedone del bianco · g2 pedone del bianco · h2 pedone del bianco · a1 torre del bianco · f1 torre del bianco · g1 re del bianco | a8 torre del nero · b7 pedone del nero · d7 re del nero · e7 pedone del nero · f7 donna del bianco · g7 alfiere del nero · h7 pedone del nero · b6 pedone del nero · c6 cavallo del nero · d6 pedone del nero · g6 pedone del nero · f5 pedone del nero · g5 alfiere del bianco · a4 pedone del bianco · b4 donna del nero · b2 pedone del bianco · f2 pedone del bianco · g2 pedone del bianco · h2 pedone del bianco · a1 torre del bianco · f1 torre del bianco · g1 re del bianco | a8 torre del nero · b7 pedone del nero · d7 re del nero · e7 pedone del nero · f7 donna del bianco · g7 alfiere del nero · h7 pedone del nero · b6 pedone del nero · c6 cavallo del nero · d6 pedone del nero · g6 pedone del nero · f5 pedone del nero · g5 alfiere del bianco · a4 pedone del bianco · b4 donna del nero · b2 pedone del bianco · f2 pedone del bianco · g2 pedone del bianco · h2 pedone del bianco · a1 torre del bianco · f1 torre del bianco · g1 re del bianco | 4 |
| 3 | a8 torre del nero · b7 pedone del nero · d7 re del nero · e7 pedone del nero · f7 donna del bianco · g7 alfiere del nero · h7 pedone del nero · b6 pedone del nero · c6 cavallo del nero · d6 pedone del nero · g6 pedone del nero · f5 pedone del nero · g5 alfiere del bianco · a4 pedone del bianco · b4 donna del nero · b2 pedone del bianco · f2 pedone del bianco · g2 pedone del bianco · h2 pedone del bianco · a1 torre del bianco · f1 torre del bianco · g1 re del bianco | a8 torre del nero · b7 pedone del nero · d7 re del nero · e7 pedone del nero · f7 donna del bianco · g7 alfiere del nero · h7 pedone del nero · b6 pedone del nero · c6 cavallo del nero · d6 pedone del nero · g6 pedone del nero · f5 pedone del nero · g5 alfiere del bianco · a4 pedone del bianco · b4 donna del nero · b2 pedone del bianco · f2 pedone del bianco · g2 pedone del bianco · h2 pedone del bianco · a1 torre del bianco · f1 torre del bianco · g1 re del bianco | a8 torre del nero · b7 pedone del nero · d7 re del nero · e7 pedone del nero · f7 donna del bianco · g7 alfiere del nero · h7 pedone del nero · b6 pedone del nero · c6 cavallo del nero · d6 pedone del nero · g6 pedone del nero · f5 pedone del nero · g5 alfiere del bianco · a4 pedone del bianco · b4 donna del nero · b2 pedone del bianco · f2 pedone del bianco · g2 pedone del bianco · h2 pedone del bianco · a1 torre del bianco · f1 torre del bianco · g1 re del bianco | a8 torre del nero · b7 pedone del nero · d7 re del nero · e7 pedone del nero · f7 donna del bianco · g7 alfiere del nero · h7 pedone del nero · b6 pedone del nero · c6 cavallo del nero · d6 pedone del nero · g6 pedone del nero · f5 pedone del nero · g5 alfiere del bianco · a4 pedone del bianco · b4 donna del nero · b2 pedone del bianco · f2 pedone del bianco · g2 pedone del bianco · h2 pedone del bianco · a1 torre del bianco · f1 torre del bianco · g1 re del bianco | a8 torre del nero · b7 pedone del nero · d7 re del nero · e7 pedone del nero · f7 donna del bianco · g7 alfiere del nero · h7 pedone del nero · b6 pedone del nero · c6 cavallo del nero · d6 pedone del nero · g6 pedone del nero · f5 pedone del nero · g5 alfiere del bianco · a4 pedone del bianco · b4 donna del nero · b2 pedone del bianco · f2 pedone del bianco · g2 pedone del bianco · h2 pedone del bianco · a1 torre del bianco · f1 torre del bianco · g1 re del bianco | a8 torre del nero · b7 pedone del nero · d7 re del nero · e7 pedone del nero · f7 donna del bianco · g7 alfiere del nero · h7 pedone del nero · b6 pedone del nero · c6 cavallo del nero · d6 pedone del nero · g6 pedone del nero · f5 pedone del nero · g5 alfiere del bianco · a4 pedone del bianco · b4 donna del nero · b2 pedone del bianco · f2 pedone del bianco · g2 pedone del bianco · h2 pedone del bianco · a1 torre del bianco · f1 torre del bianco · g1 re del bianco | a8 torre del nero · b7 pedone del nero · d7 re del nero · e7 pedone del nero · f7 donna del bianco · g7 alfiere del nero · h7 pedone del nero · b6 pedone del nero · c6 cavallo del nero · d6 pedone del nero · g6 pedone del nero · f5 pedone del nero · g5 alfiere del bianco · a4 pedone del bianco · b4 donna del nero · b2 pedone del bianco · f2 pedone del bianco · g2 pedone del bianco · h2 pedone del bianco · a1 torre del bianco · f1 torre del bianco · g1 re del bianco | a8 torre del nero · b7 pedone del nero · d7 re del nero · e7 pedone del nero · f7 donna del bianco · g7 alfiere del nero · h7 pedone del nero · b6 pedone del nero · c6 cavallo del nero · d6 pedone del nero · g6 pedone del nero · f5 pedone del nero · g5 alfiere del bianco · a4 pedone del bianco · b4 donna del nero · b2 pedone del bianco · f2 pedone del bianco · g2 pedone del bianco · h2 pedone del bianco · a1 torre del bianco · f1 torre del bianco · g1 re del bianco | 3 |
| 2 | a8 torre del nero · b7 pedone del nero · d7 re del nero · e7 pedone del nero · f7 donna del bianco · g7 alfiere del nero · h7 pedone del nero · b6 pedone del nero · c6 cavallo del nero · d6 pedone del nero · g6 pedone del nero · f5 pedone del nero · g5 alfiere del bianco · a4 pedone del bianco · b4 donna del nero · b2 pedone del bianco · f2 pedone del bianco · g2 pedone del bianco · h2 pedone del bianco · a1 torre del bianco · f1 torre del bianco · g1 re del bianco | a8 torre del nero · b7 pedone del nero · d7 re del nero · e7 pedone del nero · f7 donna del bianco · g7 alfiere del nero · h7 pedone del nero · b6 pedone del nero · c6 cavallo del nero · d6 pedone del nero · g6 pedone del nero · f5 pedone del nero · g5 alfiere del bianco · a4 pedone del bianco · b4 donna del nero · b2 pedone del bianco · f2 pedone del bianco · g2 pedone del bianco · h2 pedone del bianco · a1 torre del bianco · f1 torre del bianco · g1 re del bianco | a8 torre del nero · b7 pedone del nero · d7 re del nero · e7 pedone del nero · f7 donna del bianco · g7 alfiere del nero · h7 pedone del nero · b6 pedone del nero · c6 cavallo del nero · d6 pedone del nero · g6 pedone del nero · f5 pedone del nero · g5 alfiere del bianco · a4 pedone del bianco · b4 donna del nero · b2 pedone del bianco · f2 pedone del bianco · g2 pedone del bianco · h2 pedone del bianco · a1 torre del bianco · f1 torre del bianco · g1 re del bianco | a8 torre del nero · b7 pedone del nero · d7 re del nero · e7 pedone del nero · f7 donna del bianco · g7 alfiere del nero · h7 pedone del nero · b6 pedone del nero · c6 cavallo del nero · d6 pedone del nero · g6 pedone del nero · f5 pedone del nero · g5 alfiere del bianco · a4 pedone del bianco · b4 donna del nero · b2 pedone del bianco · f2 pedone del bianco · g2 pedone del bianco · h2 pedone del bianco · a1 torre del bianco · f1 torre del bianco · g1 re del bianco | a8 torre del nero · b7 pedone del nero · d7 re del nero · e7 pedone del nero · f7 donna del bianco · g7 alfiere del nero · h7 pedone del nero · b6 pedone del nero · c6 cavallo del nero · d6 pedone del nero · g6 pedone del nero · f5 pedone del nero · g5 alfiere del bianco · a4 pedone del bianco · b4 donna del nero · b2 pedone del bianco · f2 pedone del bianco · g2 pedone del bianco · h2 pedone del bianco · a1 torre del bianco · f1 torre del bianco · g1 re del bianco | a8 torre del nero · b7 pedone del nero · d7 re del nero · e7 pedone del nero · f7 donna del bianco · g7 alfiere del nero · h7 pedone del nero · b6 pedone del nero · c6 cavallo del nero · d6 pedone del nero · g6 pedone del nero · f5 pedone del nero · g5 alfiere del bianco · a4 pedone del bianco · b4 donna del nero · b2 pedone del bianco · f2 pedone del bianco · g2 pedone del bianco · h2 pedone del bianco · a1 torre del bianco · f1 torre del bianco · g1 re del bianco | a8 torre del nero · b7 pedone del nero · d7 re del nero · e7 pedone del nero · f7 donna del bianco · g7 alfiere del nero · h7 pedone del nero · b6 pedone del nero · c6 cavallo del nero · d6 pedone del nero · g6 pedone del nero · f5 pedone del nero · g5 alfiere del bianco · a4 pedone del bianco · b4 donna del nero · b2 pedone del bianco · f2 pedone del bianco · g2 pedone del bianco · h2 pedone del bianco · a1 torre del bianco · f1 torre del bianco · g1 re del bianco | a8 torre del nero · b7 pedone del nero · d7 re del nero · e7 pedone del nero · f7 donna del bianco · g7 alfiere del nero · h7 pedone del nero · b6 pedone del nero · c6 cavallo del nero · d6 pedone del nero · g6 pedone del nero · f5 pedone del nero · g5 alfiere del bianco · a4 pedone del bianco · b4 donna del nero · b2 pedone del bianco · f2 pedone del bianco · g2 pedone del bianco · h2 pedone del bianco · a1 torre del bianco · f1 torre del bianco · g1 re del bianco | 2 |
| 1 | a8 torre del nero · b7 pedone del nero · d7 re del nero · e7 pedone del nero · f7 donna del bianco · g7 alfiere del nero · h7 pedone del nero · b6 pedone del nero · c6 cavallo del nero · d6 pedone del nero · g6 pedone del nero · f5 pedone del nero · g5 alfiere del bianco · a4 pedone del bianco · b4 donna del nero · b2 pedone del bianco · f2 pedone del bianco · g2 pedone del bianco · h2 pedone del bianco · a1 torre del bianco · f1 torre del bianco · g1 re del bianco | a8 torre del nero · b7 pedone del nero · d7 re del nero · e7 pedone del nero · f7 donna del bianco · g7 alfiere del nero · h7 pedone del nero · b6 pedone del nero · c6 cavallo del nero · d6 pedone del nero · g6 pedone del nero · f5 pedone del nero · g5 alfiere del bianco · a4 pedone del bianco · b4 donna del nero · b2 pedone del bianco · f2 pedone del bianco · g2 pedone del bianco · h2 pedone del bianco · a1 torre del bianco · f1 torre del bianco · g1 re del bianco | a8 torre del nero · b7 pedone del nero · d7 re del nero · e7 pedone del nero · f7 donna del bianco · g7 alfiere del nero · h7 pedone del nero · b6 pedone del nero · c6 cavallo del nero · d6 pedone del nero · g6 pedone del nero · f5 pedone del nero · g5 alfiere del bianco · a4 pedone del bianco · b4 donna del nero · b2 pedone del bianco · f2 pedone del bianco · g2 pedone del bianco · h2 pedone del bianco · a1 torre del bianco · f1 torre del bianco · g1 re del bianco | a8 torre del nero · b7 pedone del nero · d7 re del nero · e7 pedone del nero · f7 donna del bianco · g7 alfiere del nero · h7 pedone del nero · b6 pedone del nero · c6 cavallo del nero · d6 pedone del nero · g6 pedone del nero · f5 pedone del nero · g5 alfiere del bianco · a4 pedone del bianco · b4 donna del nero · b2 pedone del bianco · f2 pedone del bianco · g2 pedone del bianco · h2 pedone del bianco · a1 torre del bianco · f1 torre del bianco · g1 re del bianco | a8 torre del nero · b7 pedone del nero · d7 re del nero · e7 pedone del nero · f7 donna del bianco · g7 alfiere del nero · h7 pedone del nero · b6 pedone del nero · c6 cavallo del nero · d6 pedone del nero · g6 pedone del nero · f5 pedone del nero · g5 alfiere del bianco · a4 pedone del bianco · b4 donna del nero · b2 pedone del bianco · f2 pedone del bianco · g2 pedone del bianco · h2 pedone del bianco · a1 torre del bianco · f1 torre del bianco · g1 re del bianco | a8 torre del nero · b7 pedone del nero · d7 re del nero · e7 pedone del nero · f7 donna del bianco · g7 alfiere del nero · h7 pedone del nero · b6 pedone del nero · c6 cavallo del nero · d6 pedone del nero · g6 pedone del nero · f5 pedone del nero · g5 alfiere del bianco · a4 pedone del bianco · b4 donna del nero · b2 pedone del bianco · f2 pedone del bianco · g2 pedone del bianco · h2 pedone del bianco · a1 torre del bianco · f1 torre del bianco · g1 re del bianco | a8 torre del nero · b7 pedone del nero · d7 re del nero · e7 pedone del nero · f7 donna del bianco · g7 alfiere del nero · h7 pedone del nero · b6 pedone del nero · c6 cavallo del nero · d6 pedone del nero · g6 pedone del nero · f5 pedone del nero · g5 alfiere del bianco · a4 pedone del bianco · b4 donna del nero · b2 pedone del bianco · f2 pedone del bianco · g2 pedone del bianco · h2 pedone del bianco · a1 torre del bianco · f1 torre del bianco · g1 re del bianco | a8 torre del nero · b7 pedone del nero · d7 re del nero · e7 pedone del nero · f7 donna del bianco · g7 alfiere del nero · h7 pedone del nero · b6 pedone del nero · c6 cavallo del nero · d6 pedone del nero · g6 pedone del nero · f5 pedone del nero · g5 alfiere del bianco · a4 pedone del bianco · b4 donna del nero · b2 pedone del bianco · f2 pedone del bianco · g2 pedone del bianco · h2 pedone del bianco · a1 torre del bianco · f1 torre del bianco · g1 re del bianco | 1 |
|   | a | b | c | d | e | f | g | h |   |

19...Db4 20.Df7
Il World Team spera di prendere un pedone e di proteggere l'alfiere con 20...Dxb2, rischiando però di far occupare alle torri bianche le colonne più favorevoli. Inoltre, in molte continuazioni il re nero rischia di rimanere esposto al centro. Dopo una lunga discussione nel BBS non è stata trovata alcuna possibile controindicazione alla cattura del pedone bianco, che veniva tuttavia giudicata da numerosi giocatori un'azione troppo rischiosa. Bacrot, Felecan, Pähtz e King approvarono e vinse con ampio margine l'idea di proteggere l'alfiere e chiudere la colonna e con:
20...Ae5
Questa mossa è stata proposta dal maestro (NM) statunitense Brian McCarthy e sostenuta da analisi di Jason Van Eaton. Precedentemente il World Team stava valutando la possibilità della cattura del pedone in b2, probabilmente una mossa perdente.

### Mosse 21-30
Kasparov ovviamente non è caduto in una banale trappola nella quale si incorre catturando il pedone in h: dopo 21.Dxh7 Th8 il Bianco subisce un'infilata, poi 22.Dxg6 Axh2+ 23.Rh1 Dg4 e il Nero vince un pezzo. Il campione del mondo ha optato per una semplice mossa difensiva che ristabilisce la sua minaccia nei confronti dell'ala di re del Nero.
21.h3
Alcuni membri del World Team avrebbero preferito consolidare l'ala di re con 21...Th8, ammettendo che la quindicesima mossa fosse stata un errore. Difendere in quel modo avrebbe lasciato il Nero in una posizione molto passiva, che avrebbe invitato Kasparov ad attivare maggiormente i propri pezzi. Il World Team optò invece per un gioco più attivo, scambiando i propri pedoni dell'ala di re per quelli dell'ala di donna del campione russo. Questa linea ha mostrato che la pressione esercitata dalla torre nera sull'ala di donna non era solo apparente e la sedicesima mossa di Kasparov, benché brillante, aveva creato una debolezza.
|   | a | b | c | d | e | f | g | h |   |
| 8 | b7 pedone del nero · d7 re del nero · e7 pedone del nero · f7 donna del bianco · b6 pedone del nero · c6 cavallo del nero · d6 pedone del nero · f5 pedone del nero · g5 alfiere del bianco · d4 alfiere del nero · e4 donna del nero · h3 pedone del bianco · f2 pedone del bianco · g2 pedone del bianco · f1 torre del bianco · g1 re del bianco | b7 pedone del nero · d7 re del nero · e7 pedone del nero · f7 donna del bianco · b6 pedone del nero · c6 cavallo del nero · d6 pedone del nero · f5 pedone del nero · g5 alfiere del bianco · d4 alfiere del nero · e4 donna del nero · h3 pedone del bianco · f2 pedone del bianco · g2 pedone del bianco · f1 torre del bianco · g1 re del bianco | b7 pedone del nero · d7 re del nero · e7 pedone del nero · f7 donna del bianco · b6 pedone del nero · c6 cavallo del nero · d6 pedone del nero · f5 pedone del nero · g5 alfiere del bianco · d4 alfiere del nero · e4 donna del nero · h3 pedone del bianco · f2 pedone del bianco · g2 pedone del bianco · f1 torre del bianco · g1 re del bianco | b7 pedone del nero · d7 re del nero · e7 pedone del nero · f7 donna del bianco · b6 pedone del nero · c6 cavallo del nero · d6 pedone del nero · f5 pedone del nero · g5 alfiere del bianco · d4 alfiere del nero · e4 donna del nero · h3 pedone del bianco · f2 pedone del bianco · g2 pedone del bianco · f1 torre del bianco · g1 re del bianco | b7 pedone del nero · d7 re del nero · e7 pedone del nero · f7 donna del bianco · b6 pedone del nero · c6 cavallo del nero · d6 pedone del nero · f5 pedone del nero · g5 alfiere del bianco · d4 alfiere del nero · e4 donna del nero · h3 pedone del bianco · f2 pedone del bianco · g2 pedone del bianco · f1 torre del bianco · g1 re del bianco | b7 pedone del nero · d7 re del nero · e7 pedone del nero · f7 donna del bianco · b6 pedone del nero · c6 cavallo del nero · d6 pedone del nero · f5 pedone del nero · g5 alfiere del bianco · d4 alfiere del nero · e4 donna del nero · h3 pedone del bianco · f2 pedone del bianco · g2 pedone del bianco · f1 torre del bianco · g1 re del bianco | b7 pedone del nero · d7 re del nero · e7 pedone del nero · f7 donna del bianco · b6 pedone del nero · c6 cavallo del nero · d6 pedone del nero · f5 pedone del nero · g5 alfiere del bianco · d4 alfiere del nero · e4 donna del nero · h3 pedone del bianco · f2 pedone del bianco · g2 pedone del bianco · f1 torre del bianco · g1 re del bianco | b7 pedone del nero · d7 re del nero · e7 pedone del nero · f7 donna del bianco · b6 pedone del nero · c6 cavallo del nero · d6 pedone del nero · f5 pedone del nero · g5 alfiere del bianco · d4 alfiere del nero · e4 donna del nero · h3 pedone del bianco · f2 pedone del bianco · g2 pedone del bianco · f1 torre del bianco · g1 re del bianco | 8 |
| 7 | b7 pedone del nero · d7 re del nero · e7 pedone del nero · f7 donna del bianco · b6 pedone del nero · c6 cavallo del nero · d6 pedone del nero · f5 pedone del nero · g5 alfiere del bianco · d4 alfiere del nero · e4 donna del nero · h3 pedone del bianco · f2 pedone del bianco · g2 pedone del bianco · f1 torre del bianco · g1 re del bianco | b7 pedone del nero · d7 re del nero · e7 pedone del nero · f7 donna del bianco · b6 pedone del nero · c6 cavallo del nero · d6 pedone del nero · f5 pedone del nero · g5 alfiere del bianco · d4 alfiere del nero · e4 donna del nero · h3 pedone del bianco · f2 pedone del bianco · g2 pedone del bianco · f1 torre del bianco · g1 re del bianco | b7 pedone del nero · d7 re del nero · e7 pedone del nero · f7 donna del bianco · b6 pedone del nero · c6 cavallo del nero · d6 pedone del nero · f5 pedone del nero · g5 alfiere del bianco · d4 alfiere del nero · e4 donna del nero · h3 pedone del bianco · f2 pedone del bianco · g2 pedone del bianco · f1 torre del bianco · g1 re del bianco | b7 pedone del nero · d7 re del nero · e7 pedone del nero · f7 donna del bianco · b6 pedone del nero · c6 cavallo del nero · d6 pedone del nero · f5 pedone del nero · g5 alfiere del bianco · d4 alfiere del nero · e4 donna del nero · h3 pedone del bianco · f2 pedone del bianco · g2 pedone del bianco · f1 torre del bianco · g1 re del bianco | b7 pedone del nero · d7 re del nero · e7 pedone del nero · f7 donna del bianco · b6 pedone del nero · c6 cavallo del nero · d6 pedone del nero · f5 pedone del nero · g5 alfiere del bianco · d4 alfiere del nero · e4 donna del nero · h3 pedone del bianco · f2 pedone del bianco · g2 pedone del bianco · f1 torre del bianco · g1 re del bianco | b7 pedone del nero · d7 re del nero · e7 pedone del nero · f7 donna del bianco · b6 pedone del nero · c6 cavallo del nero · d6 pedone del nero · f5 pedone del nero · g5 alfiere del bianco · d4 alfiere del nero · e4 donna del nero · h3 pedone del bianco · f2 pedone del bianco · g2 pedone del bianco · f1 torre del bianco · g1 re del bianco | b7 pedone del nero · d7 re del nero · e7 pedone del nero · f7 donna del bianco · b6 pedone del nero · c6 cavallo del nero · d6 pedone del nero · f5 pedone del nero · g5 alfiere del bianco · d4 alfiere del nero · e4 donna del nero · h3 pedone del bianco · f2 pedone del bianco · g2 pedone del bianco · f1 torre del bianco · g1 re del bianco | b7 pedone del nero · d7 re del nero · e7 pedone del nero · f7 donna del bianco · b6 pedone del nero · c6 cavallo del nero · d6 pedone del nero · f5 pedone del nero · g5 alfiere del bianco · d4 alfiere del nero · e4 donna del nero · h3 pedone del bianco · f2 pedone del bianco · g2 pedone del bianco · f1 torre del bianco · g1 re del bianco | 7 |
| 6 | b7 pedone del nero · d7 re del nero · e7 pedone del nero · f7 donna del bianco · b6 pedone del nero · c6 cavallo del nero · d6 pedone del nero · f5 pedone del nero · g5 alfiere del bianco · d4 alfiere del nero · e4 donna del nero · h3 pedone del bianco · f2 pedone del bianco · g2 pedone del bianco · f1 torre del bianco · g1 re del bianco | b7 pedone del nero · d7 re del nero · e7 pedone del nero · f7 donna del bianco · b6 pedone del nero · c6 cavallo del nero · d6 pedone del nero · f5 pedone del nero · g5 alfiere del bianco · d4 alfiere del nero · e4 donna del nero · h3 pedone del bianco · f2 pedone del bianco · g2 pedone del bianco · f1 torre del bianco · g1 re del bianco | b7 pedone del nero · d7 re del nero · e7 pedone del nero · f7 donna del bianco · b6 pedone del nero · c6 cavallo del nero · d6 pedone del nero · f5 pedone del nero · g5 alfiere del bianco · d4 alfiere del nero · e4 donna del nero · h3 pedone del bianco · f2 pedone del bianco · g2 pedone del bianco · f1 torre del bianco · g1 re del bianco | b7 pedone del nero · d7 re del nero · e7 pedone del nero · f7 donna del bianco · b6 pedone del nero · c6 cavallo del nero · d6 pedone del nero · f5 pedone del nero · g5 alfiere del bianco · d4 alfiere del nero · e4 donna del nero · h3 pedone del bianco · f2 pedone del bianco · g2 pedone del bianco · f1 torre del bianco · g1 re del bianco | b7 pedone del nero · d7 re del nero · e7 pedone del nero · f7 donna del bianco · b6 pedone del nero · c6 cavallo del nero · d6 pedone del nero · f5 pedone del nero · g5 alfiere del bianco · d4 alfiere del nero · e4 donna del nero · h3 pedone del bianco · f2 pedone del bianco · g2 pedone del bianco · f1 torre del bianco · g1 re del bianco | b7 pedone del nero · d7 re del nero · e7 pedone del nero · f7 donna del bianco · b6 pedone del nero · c6 cavallo del nero · d6 pedone del nero · f5 pedone del nero · g5 alfiere del bianco · d4 alfiere del nero · e4 donna del nero · h3 pedone del bianco · f2 pedone del bianco · g2 pedone del bianco · f1 torre del bianco · g1 re del bianco | b7 pedone del nero · d7 re del nero · e7 pedone del nero · f7 donna del bianco · b6 pedone del nero · c6 cavallo del nero · d6 pedone del nero · f5 pedone del nero · g5 alfiere del bianco · d4 alfiere del nero · e4 donna del nero · h3 pedone del bianco · f2 pedone del bianco · g2 pedone del bianco · f1 torre del bianco · g1 re del bianco | b7 pedone del nero · d7 re del nero · e7 pedone del nero · f7 donna del bianco · b6 pedone del nero · c6 cavallo del nero · d6 pedone del nero · f5 pedone del nero · g5 alfiere del bianco · d4 alfiere del nero · e4 donna del nero · h3 pedone del bianco · f2 pedone del bianco · g2 pedone del bianco · f1 torre del bianco · g1 re del bianco | 6 |
| 5 | b7 pedone del nero · d7 re del nero · e7 pedone del nero · f7 donna del bianco · b6 pedone del nero · c6 cavallo del nero · d6 pedone del nero · f5 pedone del nero · g5 alfiere del bianco · d4 alfiere del nero · e4 donna del nero · h3 pedone del bianco · f2 pedone del bianco · g2 pedone del bianco · f1 torre del bianco · g1 re del bianco | b7 pedone del nero · d7 re del nero · e7 pedone del nero · f7 donna del bianco · b6 pedone del nero · c6 cavallo del nero · d6 pedone del nero · f5 pedone del nero · g5 alfiere del bianco · d4 alfiere del nero · e4 donna del nero · h3 pedone del bianco · f2 pedone del bianco · g2 pedone del bianco · f1 torre del bianco · g1 re del bianco | b7 pedone del nero · d7 re del nero · e7 pedone del nero · f7 donna del bianco · b6 pedone del nero · c6 cavallo del nero · d6 pedone del nero · f5 pedone del nero · g5 alfiere del bianco · d4 alfiere del nero · e4 donna del nero · h3 pedone del bianco · f2 pedone del bianco · g2 pedone del bianco · f1 torre del bianco · g1 re del bianco | b7 pedone del nero · d7 re del nero · e7 pedone del nero · f7 donna del bianco · b6 pedone del nero · c6 cavallo del nero · d6 pedone del nero · f5 pedone del nero · g5 alfiere del bianco · d4 alfiere del nero · e4 donna del nero · h3 pedone del bianco · f2 pedone del bianco · g2 pedone del bianco · f1 torre del bianco · g1 re del bianco | b7 pedone del nero · d7 re del nero · e7 pedone del nero · f7 donna del bianco · b6 pedone del nero · c6 cavallo del nero · d6 pedone del nero · f5 pedone del nero · g5 alfiere del bianco · d4 alfiere del nero · e4 donna del nero · h3 pedone del bianco · f2 pedone del bianco · g2 pedone del bianco · f1 torre del bianco · g1 re del bianco | b7 pedone del nero · d7 re del nero · e7 pedone del nero · f7 donna del bianco · b6 pedone del nero · c6 cavallo del nero · d6 pedone del nero · f5 pedone del nero · g5 alfiere del bianco · d4 alfiere del nero · e4 donna del nero · h3 pedone del bianco · f2 pedone del bianco · g2 pedone del bianco · f1 torre del bianco · g1 re del bianco | b7 pedone del nero · d7 re del nero · e7 pedone del nero · f7 donna del bianco · b6 pedone del nero · c6 cavallo del nero · d6 pedone del nero · f5 pedone del nero · g5 alfiere del bianco · d4 alfiere del nero · e4 donna del nero · h3 pedone del bianco · f2 pedone del bianco · g2 pedone del bianco · f1 torre del bianco · g1 re del bianco | b7 pedone del nero · d7 re del nero · e7 pedone del nero · f7 donna del bianco · b6 pedone del nero · c6 cavallo del nero · d6 pedone del nero · f5 pedone del nero · g5 alfiere del bianco · d4 alfiere del nero · e4 donna del nero · h3 pedone del bianco · f2 pedone del bianco · g2 pedone del bianco · f1 torre del bianco · g1 re del bianco | 5 |
| 4 | b7 pedone del nero · d7 re del nero · e7 pedone del nero · f7 donna del bianco · b6 pedone del nero · c6 cavallo del nero · d6 pedone del nero · f5 pedone del nero · g5 alfiere del bianco · d4 alfiere del nero · e4 donna del nero · h3 pedone del bianco · f2 pedone del bianco · g2 pedone del bianco · f1 torre del bianco · g1 re del bianco | b7 pedone del nero · d7 re del nero · e7 pedone del nero · f7 donna del bianco · b6 pedone del nero · c6 cavallo del nero · d6 pedone del nero · f5 pedone del nero · g5 alfiere del bianco · d4 alfiere del nero · e4 donna del nero · h3 pedone del bianco · f2 pedone del bianco · g2 pedone del bianco · f1 torre del bianco · g1 re del bianco | b7 pedone del nero · d7 re del nero · e7 pedone del nero · f7 donna del bianco · b6 pedone del nero · c6 cavallo del nero · d6 pedone del nero · f5 pedone del nero · g5 alfiere del bianco · d4 alfiere del nero · e4 donna del nero · h3 pedone del bianco · f2 pedone del bianco · g2 pedone del bianco · f1 torre del bianco · g1 re del bianco | b7 pedone del nero · d7 re del nero · e7 pedone del nero · f7 donna del bianco · b6 pedone del nero · c6 cavallo del nero · d6 pedone del nero · f5 pedone del nero · g5 alfiere del bianco · d4 alfiere del nero · e4 donna del nero · h3 pedone del bianco · f2 pedone del bianco · g2 pedone del bianco · f1 torre del bianco · g1 re del bianco | b7 pedone del nero · d7 re del nero · e7 pedone del nero · f7 donna del bianco · b6 pedone del nero · c6 cavallo del nero · d6 pedone del nero · f5 pedone del nero · g5 alfiere del bianco · d4 alfiere del nero · e4 donna del nero · h3 pedone del bianco · f2 pedone del bianco · g2 pedone del bianco · f1 torre del bianco · g1 re del bianco | b7 pedone del nero · d7 re del nero · e7 pedone del nero · f7 donna del bianco · b6 pedone del nero · c6 cavallo del nero · d6 pedone del nero · f5 pedone del nero · g5 alfiere del bianco · d4 alfiere del nero · e4 donna del nero · h3 pedone del bianco · f2 pedone del bianco · g2 pedone del bianco · f1 torre del bianco · g1 re del bianco | b7 pedone del nero · d7 re del nero · e7 pedone del nero · f7 donna del bianco · b6 pedone del nero · c6 cavallo del nero · d6 pedone del nero · f5 pedone del nero · g5 alfiere del bianco · d4 alfiere del nero · e4 donna del nero · h3 pedone del bianco · f2 pedone del bianco · g2 pedone del bianco · f1 torre del bianco · g1 re del bianco | b7 pedone del nero · d7 re del nero · e7 pedone del nero · f7 donna del bianco · b6 pedone del nero · c6 cavallo del nero · d6 pedone del nero · f5 pedone del nero · g5 alfiere del bianco · d4 alfiere del nero · e4 donna del nero · h3 pedone del bianco · f2 pedone del bianco · g2 pedone del bianco · f1 torre del bianco · g1 re del bianco | 4 |
| 3 | b7 pedone del nero · d7 re del nero · e7 pedone del nero · f7 donna del bianco · b6 pedone del nero · c6 cavallo del nero · d6 pedone del nero · f5 pedone del nero · g5 alfiere del bianco · d4 alfiere del nero · e4 donna del nero · h3 pedone del bianco · f2 pedone del bianco · g2 pedone del bianco · f1 torre del bianco · g1 re del bianco | b7 pedone del nero · d7 re del nero · e7 pedone del nero · f7 donna del bianco · b6 pedone del nero · c6 cavallo del nero · d6 pedone del nero · f5 pedone del nero · g5 alfiere del bianco · d4 alfiere del nero · e4 donna del nero · h3 pedone del bianco · f2 pedone del bianco · g2 pedone del bianco · f1 torre del bianco · g1 re del bianco | b7 pedone del nero · d7 re del nero · e7 pedone del nero · f7 donna del bianco · b6 pedone del nero · c6 cavallo del nero · d6 pedone del nero · f5 pedone del nero · g5 alfiere del bianco · d4 alfiere del nero · e4 donna del nero · h3 pedone del bianco · f2 pedone del bianco · g2 pedone del bianco · f1 torre del bianco · g1 re del bianco | b7 pedone del nero · d7 re del nero · e7 pedone del nero · f7 donna del bianco · b6 pedone del nero · c6 cavallo del nero · d6 pedone del nero · f5 pedone del nero · g5 alfiere del bianco · d4 alfiere del nero · e4 donna del nero · h3 pedone del bianco · f2 pedone del bianco · g2 pedone del bianco · f1 torre del bianco · g1 re del bianco | b7 pedone del nero · d7 re del nero · e7 pedone del nero · f7 donna del bianco · b6 pedone del nero · c6 cavallo del nero · d6 pedone del nero · f5 pedone del nero · g5 alfiere del bianco · d4 alfiere del nero · e4 donna del nero · h3 pedone del bianco · f2 pedone del bianco · g2 pedone del bianco · f1 torre del bianco · g1 re del bianco | b7 pedone del nero · d7 re del nero · e7 pedone del nero · f7 donna del bianco · b6 pedone del nero · c6 cavallo del nero · d6 pedone del nero · f5 pedone del nero · g5 alfiere del bianco · d4 alfiere del nero · e4 donna del nero · h3 pedone del bianco · f2 pedone del bianco · g2 pedone del bianco · f1 torre del bianco · g1 re del bianco | b7 pedone del nero · d7 re del nero · e7 pedone del nero · f7 donna del bianco · b6 pedone del nero · c6 cavallo del nero · d6 pedone del nero · f5 pedone del nero · g5 alfiere del bianco · d4 alfiere del nero · e4 donna del nero · h3 pedone del bianco · f2 pedone del bianco · g2 pedone del bianco · f1 torre del bianco · g1 re del bianco | b7 pedone del nero · d7 re del nero · e7 pedone del nero · f7 donna del bianco · b6 pedone del nero · c6 cavallo del nero · d6 pedone del nero · f5 pedone del nero · g5 alfiere del bianco · d4 alfiere del nero · e4 donna del nero · h3 pedone del bianco · f2 pedone del bianco · g2 pedone del bianco · f1 torre del bianco · g1 re del bianco | 3 |
| 2 | b7 pedone del nero · d7 re del nero · e7 pedone del nero · f7 donna del bianco · b6 pedone del nero · c6 cavallo del nero · d6 pedone del nero · f5 pedone del nero · g5 alfiere del bianco · d4 alfiere del nero · e4 donna del nero · h3 pedone del bianco · f2 pedone del bianco · g2 pedone del bianco · f1 torre del bianco · g1 re del bianco | b7 pedone del nero · d7 re del nero · e7 pedone del nero · f7 donna del bianco · b6 pedone del nero · c6 cavallo del nero · d6 pedone del nero · f5 pedone del nero · g5 alfiere del bianco · d4 alfiere del nero · e4 donna del nero · h3 pedone del bianco · f2 pedone del bianco · g2 pedone del bianco · f1 torre del bianco · g1 re del bianco | b7 pedone del nero · d7 re del nero · e7 pedone del nero · f7 donna del bianco · b6 pedone del nero · c6 cavallo del nero · d6 pedone del nero · f5 pedone del nero · g5 alfiere del bianco · d4 alfiere del nero · e4 donna del nero · h3 pedone del bianco · f2 pedone del bianco · g2 pedone del bianco · f1 torre del bianco · g1 re del bianco | b7 pedone del nero · d7 re del nero · e7 pedone del nero · f7 donna del bianco · b6 pedone del nero · c6 cavallo del nero · d6 pedone del nero · f5 pedone del nero · g5 alfiere del bianco · d4 alfiere del nero · e4 donna del nero · h3 pedone del bianco · f2 pedone del bianco · g2 pedone del bianco · f1 torre del bianco · g1 re del bianco | b7 pedone del nero · d7 re del nero · e7 pedone del nero · f7 donna del bianco · b6 pedone del nero · c6 cavallo del nero · d6 pedone del nero · f5 pedone del nero · g5 alfiere del bianco · d4 alfiere del nero · e4 donna del nero · h3 pedone del bianco · f2 pedone del bianco · g2 pedone del bianco · f1 torre del bianco · g1 re del bianco | b7 pedone del nero · d7 re del nero · e7 pedone del nero · f7 donna del bianco · b6 pedone del nero · c6 cavallo del nero · d6 pedone del nero · f5 pedone del nero · g5 alfiere del bianco · d4 alfiere del nero · e4 donna del nero · h3 pedone del bianco · f2 pedone del bianco · g2 pedone del bianco · f1 torre del bianco · g1 re del bianco | b7 pedone del nero · d7 re del nero · e7 pedone del nero · f7 donna del bianco · b6 pedone del nero · c6 cavallo del nero · d6 pedone del nero · f5 pedone del nero · g5 alfiere del bianco · d4 alfiere del nero · e4 donna del nero · h3 pedone del bianco · f2 pedone del bianco · g2 pedone del bianco · f1 torre del bianco · g1 re del bianco | b7 pedone del nero · d7 re del nero · e7 pedone del nero · f7 donna del bianco · b6 pedone del nero · c6 cavallo del nero · d6 pedone del nero · f5 pedone del nero · g5 alfiere del bianco · d4 alfiere del nero · e4 donna del nero · h3 pedone del bianco · f2 pedone del bianco · g2 pedone del bianco · f1 torre del bianco · g1 re del bianco | 2 |
| 1 | b7 pedone del nero · d7 re del nero · e7 pedone del nero · f7 donna del bianco · b6 pedone del nero · c6 cavallo del nero · d6 pedone del nero · f5 pedone del nero · g5 alfiere del bianco · d4 alfiere del nero · e4 donna del nero · h3 pedone del bianco · f2 pedone del bianco · g2 pedone del bianco · f1 torre del bianco · g1 re del bianco | b7 pedone del nero · d7 re del nero · e7 pedone del nero · f7 donna del bianco · b6 pedone del nero · c6 cavallo del nero · d6 pedone del nero · f5 pedone del nero · g5 alfiere del bianco · d4 alfiere del nero · e4 donna del nero · h3 pedone del bianco · f2 pedone del bianco · g2 pedone del bianco · f1 torre del bianco · g1 re del bianco | b7 pedone del nero · d7 re del nero · e7 pedone del nero · f7 donna del bianco · b6 pedone del nero · c6 cavallo del nero · d6 pedone del nero · f5 pedone del nero · g5 alfiere del bianco · d4 alfiere del nero · e4 donna del nero · h3 pedone del bianco · f2 pedone del bianco · g2 pedone del bianco · f1 torre del bianco · g1 re del bianco | b7 pedone del nero · d7 re del nero · e7 pedone del nero · f7 donna del bianco · b6 pedone del nero · c6 cavallo del nero · d6 pedone del nero · f5 pedone del nero · g5 alfiere del bianco · d4 alfiere del nero · e4 donna del nero · h3 pedone del bianco · f2 pedone del bianco · g2 pedone del bianco · f1 torre del bianco · g1 re del bianco | b7 pedone del nero · d7 re del nero · e7 pedone del nero · f7 donna del bianco · b6 pedone del nero · c6 cavallo del nero · d6 pedone del nero · f5 pedone del nero · g5 alfiere del bianco · d4 alfiere del nero · e4 donna del nero · h3 pedone del bianco · f2 pedone del bianco · g2 pedone del bianco · f1 torre del bianco · g1 re del bianco | b7 pedone del nero · d7 re del nero · e7 pedone del nero · f7 donna del bianco · b6 pedone del nero · c6 cavallo del nero · d6 pedone del nero · f5 pedone del nero · g5 alfiere del bianco · d4 alfiere del nero · e4 donna del nero · h3 pedone del bianco · f2 pedone del bianco · g2 pedone del bianco · f1 torre del bianco · g1 re del bianco | b7 pedone del nero · d7 re del nero · e7 pedone del nero · f7 donna del bianco · b6 pedone del nero · c6 cavallo del nero · d6 pedone del nero · f5 pedone del nero · g5 alfiere del bianco · d4 alfiere del nero · e4 donna del nero · h3 pedone del bianco · f2 pedone del bianco · g2 pedone del bianco · f1 torre del bianco · g1 re del bianco | b7 pedone del nero · d7 re del nero · e7 pedone del nero · f7 donna del bianco · b6 pedone del nero · c6 cavallo del nero · d6 pedone del nero · f5 pedone del nero · g5 alfiere del bianco · d4 alfiere del nero · e4 donna del nero · h3 pedone del bianco · f2 pedone del bianco · g2 pedone del bianco · f1 torre del bianco · g1 re del bianco | 1 |
|   | a | b | c | d | e | f | g | h |   |

21...Txa4 22.Txa4 Dxa4 23.Dxh7 Axb2 24.Dxg6 De4 25.Df7 Ad4
La posizione presenta una parità di materiale, con una torre compensata da un cavallo e due pedoni. Con le torri cambiate e senza pedoni pronti a minacciare i re, questi ultimi sono sufficientemente sicuri da rendere infruttuoso un attacco diretto. Quindi, benché ci fossero ancora le donne sulla scacchiera, il gioco cominciò ad assumere le caratteristiche di un finale, con la lotta per la promozione dei pedoni che passa in primo piano. Kasparov ha iniziato subito la risalita verso la promozione del suo pedone in h e il World Team ha avuto difficoltà nell'impedirlo. Tuttavia il pedone in b del Nero poteva avanzare verso la promozione con la medesima velocità, rendendo la posizione un'arma a doppio taglio. Prima di iniziare la corsa del pedone, Kasparov effettua una mossa che porta il Nero in una posizione più passiva.
26.Db3
Kasparov colpisce il pedone debole in b e prepara Ae3. Il World Team non vuole cambiare gli alfieri, e prende in considerazione la mossa di consolidamento 26...Ac5, per rispondere a 27.Ae3 con 27...Cd4. In ogni caso Kasparov disponeva di una minaccia altrettanto profonda rispetto a prima, impiegando la donna per aiutare la torre. Dopo 26...Ac5 27.Db1!, il Nero non avrebbe accettato un cambio delle donne, che avrebbe concesso maggiori possibilità di gioco alla torre bianca, ma allontanare la regina avrebbe permesso 28.Te1, lasciando ai pezzi bianchi una buona coordinazione.
Il World Team ha trovato una tagliente alternativa in 26...f4, per la quale un'approfondita analisi la colloca almeno alla pari con 26...Ac5. Le raccomandazioni di Krush a favore del BBS sono ancora una volta sole contro il parere unanime degli altri analisti. Nella votazione, 26...f4 ha prevalso su 26...Ac5 con uno scarto minimo (42,61% contro 42,14%).
26...f4!
Il World Team blocca lo sviluppo naturale dell'alfiere di Kasparov nella casa e3 e minaccia un attacco al re bianco. 27.Db1 può trovare risposta in 27...Axf2+, mentre 27.Dd1 porterebbe a 27...f3. L'inizio dell'avanzata del pedone con 27.h4 verrebbe contrastato con 27...Ce5, con un gioco in attacco del Nero. Kasparov opta invece per una mossa semplice e naturale.
27.Df7
Muovendo la donna verso la stessa casa dalla quale proveniva, questa mossa apparentemente è solo una perdita di tempo. Tuttavia il Nero deve usare a sua volta una mossa per difendere il pedone in f. Inoltre, la donna bianca supporta indirettamente l'avanzata del pedone in h, frenando nello stesso tempo la spinta del Nero in f3. Dopo la difesa del pedone in f del Nero, Kasparov lancia l'avanzata del pedone in h, che è stata tenuta in secondo piano per diverse mosse.
|   | a | b | c | d | e | f | g | h |   |
| 8 | b7 pedone del nero · d7 re del nero · e7 pedone del nero · f7 donna del bianco · c6 cavallo del nero · d6 pedone del nero · b5 pedone del nero · e5 alfiere del nero · g5 alfiere del bianco · h5 pedone del bianco · c4 donna del nero · f4 pedone del nero · f2 pedone del bianco · g2 pedone del bianco · f1 torre del bianco · g1 re del bianco | b7 pedone del nero · d7 re del nero · e7 pedone del nero · f7 donna del bianco · c6 cavallo del nero · d6 pedone del nero · b5 pedone del nero · e5 alfiere del nero · g5 alfiere del bianco · h5 pedone del bianco · c4 donna del nero · f4 pedone del nero · f2 pedone del bianco · g2 pedone del bianco · f1 torre del bianco · g1 re del bianco | b7 pedone del nero · d7 re del nero · e7 pedone del nero · f7 donna del bianco · c6 cavallo del nero · d6 pedone del nero · b5 pedone del nero · e5 alfiere del nero · g5 alfiere del bianco · h5 pedone del bianco · c4 donna del nero · f4 pedone del nero · f2 pedone del bianco · g2 pedone del bianco · f1 torre del bianco · g1 re del bianco | b7 pedone del nero · d7 re del nero · e7 pedone del nero · f7 donna del bianco · c6 cavallo del nero · d6 pedone del nero · b5 pedone del nero · e5 alfiere del nero · g5 alfiere del bianco · h5 pedone del bianco · c4 donna del nero · f4 pedone del nero · f2 pedone del bianco · g2 pedone del bianco · f1 torre del bianco · g1 re del bianco | b7 pedone del nero · d7 re del nero · e7 pedone del nero · f7 donna del bianco · c6 cavallo del nero · d6 pedone del nero · b5 pedone del nero · e5 alfiere del nero · g5 alfiere del bianco · h5 pedone del bianco · c4 donna del nero · f4 pedone del nero · f2 pedone del bianco · g2 pedone del bianco · f1 torre del bianco · g1 re del bianco | b7 pedone del nero · d7 re del nero · e7 pedone del nero · f7 donna del bianco · c6 cavallo del nero · d6 pedone del nero · b5 pedone del nero · e5 alfiere del nero · g5 alfiere del bianco · h5 pedone del bianco · c4 donna del nero · f4 pedone del nero · f2 pedone del bianco · g2 pedone del bianco · f1 torre del bianco · g1 re del bianco | b7 pedone del nero · d7 re del nero · e7 pedone del nero · f7 donna del bianco · c6 cavallo del nero · d6 pedone del nero · b5 pedone del nero · e5 alfiere del nero · g5 alfiere del bianco · h5 pedone del bianco · c4 donna del nero · f4 pedone del nero · f2 pedone del bianco · g2 pedone del bianco · f1 torre del bianco · g1 re del bianco | b7 pedone del nero · d7 re del nero · e7 pedone del nero · f7 donna del bianco · c6 cavallo del nero · d6 pedone del nero · b5 pedone del nero · e5 alfiere del nero · g5 alfiere del bianco · h5 pedone del bianco · c4 donna del nero · f4 pedone del nero · f2 pedone del bianco · g2 pedone del bianco · f1 torre del bianco · g1 re del bianco | 8 |
| 7 | b7 pedone del nero · d7 re del nero · e7 pedone del nero · f7 donna del bianco · c6 cavallo del nero · d6 pedone del nero · b5 pedone del nero · e5 alfiere del nero · g5 alfiere del bianco · h5 pedone del bianco · c4 donna del nero · f4 pedone del nero · f2 pedone del bianco · g2 pedone del bianco · f1 torre del bianco · g1 re del bianco | b7 pedone del nero · d7 re del nero · e7 pedone del nero · f7 donna del bianco · c6 cavallo del nero · d6 pedone del nero · b5 pedone del nero · e5 alfiere del nero · g5 alfiere del bianco · h5 pedone del bianco · c4 donna del nero · f4 pedone del nero · f2 pedone del bianco · g2 pedone del bianco · f1 torre del bianco · g1 re del bianco | b7 pedone del nero · d7 re del nero · e7 pedone del nero · f7 donna del bianco · c6 cavallo del nero · d6 pedone del nero · b5 pedone del nero · e5 alfiere del nero · g5 alfiere del bianco · h5 pedone del bianco · c4 donna del nero · f4 pedone del nero · f2 pedone del bianco · g2 pedone del bianco · f1 torre del bianco · g1 re del bianco | b7 pedone del nero · d7 re del nero · e7 pedone del nero · f7 donna del bianco · c6 cavallo del nero · d6 pedone del nero · b5 pedone del nero · e5 alfiere del nero · g5 alfiere del bianco · h5 pedone del bianco · c4 donna del nero · f4 pedone del nero · f2 pedone del bianco · g2 pedone del bianco · f1 torre del bianco · g1 re del bianco | b7 pedone del nero · d7 re del nero · e7 pedone del nero · f7 donna del bianco · c6 cavallo del nero · d6 pedone del nero · b5 pedone del nero · e5 alfiere del nero · g5 alfiere del bianco · h5 pedone del bianco · c4 donna del nero · f4 pedone del nero · f2 pedone del bianco · g2 pedone del bianco · f1 torre del bianco · g1 re del bianco | b7 pedone del nero · d7 re del nero · e7 pedone del nero · f7 donna del bianco · c6 cavallo del nero · d6 pedone del nero · b5 pedone del nero · e5 alfiere del nero · g5 alfiere del bianco · h5 pedone del bianco · c4 donna del nero · f4 pedone del nero · f2 pedone del bianco · g2 pedone del bianco · f1 torre del bianco · g1 re del bianco | b7 pedone del nero · d7 re del nero · e7 pedone del nero · f7 donna del bianco · c6 cavallo del nero · d6 pedone del nero · b5 pedone del nero · e5 alfiere del nero · g5 alfiere del bianco · h5 pedone del bianco · c4 donna del nero · f4 pedone del nero · f2 pedone del bianco · g2 pedone del bianco · f1 torre del bianco · g1 re del bianco | b7 pedone del nero · d7 re del nero · e7 pedone del nero · f7 donna del bianco · c6 cavallo del nero · d6 pedone del nero · b5 pedone del nero · e5 alfiere del nero · g5 alfiere del bianco · h5 pedone del bianco · c4 donna del nero · f4 pedone del nero · f2 pedone del bianco · g2 pedone del bianco · f1 torre del bianco · g1 re del bianco | 7 |
| 6 | b7 pedone del nero · d7 re del nero · e7 pedone del nero · f7 donna del bianco · c6 cavallo del nero · d6 pedone del nero · b5 pedone del nero · e5 alfiere del nero · g5 alfiere del bianco · h5 pedone del bianco · c4 donna del nero · f4 pedone del nero · f2 pedone del bianco · g2 pedone del bianco · f1 torre del bianco · g1 re del bianco | b7 pedone del nero · d7 re del nero · e7 pedone del nero · f7 donna del bianco · c6 cavallo del nero · d6 pedone del nero · b5 pedone del nero · e5 alfiere del nero · g5 alfiere del bianco · h5 pedone del bianco · c4 donna del nero · f4 pedone del nero · f2 pedone del bianco · g2 pedone del bianco · f1 torre del bianco · g1 re del bianco | b7 pedone del nero · d7 re del nero · e7 pedone del nero · f7 donna del bianco · c6 cavallo del nero · d6 pedone del nero · b5 pedone del nero · e5 alfiere del nero · g5 alfiere del bianco · h5 pedone del bianco · c4 donna del nero · f4 pedone del nero · f2 pedone del bianco · g2 pedone del bianco · f1 torre del bianco · g1 re del bianco | b7 pedone del nero · d7 re del nero · e7 pedone del nero · f7 donna del bianco · c6 cavallo del nero · d6 pedone del nero · b5 pedone del nero · e5 alfiere del nero · g5 alfiere del bianco · h5 pedone del bianco · c4 donna del nero · f4 pedone del nero · f2 pedone del bianco · g2 pedone del bianco · f1 torre del bianco · g1 re del bianco | b7 pedone del nero · d7 re del nero · e7 pedone del nero · f7 donna del bianco · c6 cavallo del nero · d6 pedone del nero · b5 pedone del nero · e5 alfiere del nero · g5 alfiere del bianco · h5 pedone del bianco · c4 donna del nero · f4 pedone del nero · f2 pedone del bianco · g2 pedone del bianco · f1 torre del bianco · g1 re del bianco | b7 pedone del nero · d7 re del nero · e7 pedone del nero · f7 donna del bianco · c6 cavallo del nero · d6 pedone del nero · b5 pedone del nero · e5 alfiere del nero · g5 alfiere del bianco · h5 pedone del bianco · c4 donna del nero · f4 pedone del nero · f2 pedone del bianco · g2 pedone del bianco · f1 torre del bianco · g1 re del bianco | b7 pedone del nero · d7 re del nero · e7 pedone del nero · f7 donna del bianco · c6 cavallo del nero · d6 pedone del nero · b5 pedone del nero · e5 alfiere del nero · g5 alfiere del bianco · h5 pedone del bianco · c4 donna del nero · f4 pedone del nero · f2 pedone del bianco · g2 pedone del bianco · f1 torre del bianco · g1 re del bianco | b7 pedone del nero · d7 re del nero · e7 pedone del nero · f7 donna del bianco · c6 cavallo del nero · d6 pedone del nero · b5 pedone del nero · e5 alfiere del nero · g5 alfiere del bianco · h5 pedone del bianco · c4 donna del nero · f4 pedone del nero · f2 pedone del bianco · g2 pedone del bianco · f1 torre del bianco · g1 re del bianco | 6 |
| 5 | b7 pedone del nero · d7 re del nero · e7 pedone del nero · f7 donna del bianco · c6 cavallo del nero · d6 pedone del nero · b5 pedone del nero · e5 alfiere del nero · g5 alfiere del bianco · h5 pedone del bianco · c4 donna del nero · f4 pedone del nero · f2 pedone del bianco · g2 pedone del bianco · f1 torre del bianco · g1 re del bianco | b7 pedone del nero · d7 re del nero · e7 pedone del nero · f7 donna del bianco · c6 cavallo del nero · d6 pedone del nero · b5 pedone del nero · e5 alfiere del nero · g5 alfiere del bianco · h5 pedone del bianco · c4 donna del nero · f4 pedone del nero · f2 pedone del bianco · g2 pedone del bianco · f1 torre del bianco · g1 re del bianco | b7 pedone del nero · d7 re del nero · e7 pedone del nero · f7 donna del bianco · c6 cavallo del nero · d6 pedone del nero · b5 pedone del nero · e5 alfiere del nero · g5 alfiere del bianco · h5 pedone del bianco · c4 donna del nero · f4 pedone del nero · f2 pedone del bianco · g2 pedone del bianco · f1 torre del bianco · g1 re del bianco | b7 pedone del nero · d7 re del nero · e7 pedone del nero · f7 donna del bianco · c6 cavallo del nero · d6 pedone del nero · b5 pedone del nero · e5 alfiere del nero · g5 alfiere del bianco · h5 pedone del bianco · c4 donna del nero · f4 pedone del nero · f2 pedone del bianco · g2 pedone del bianco · f1 torre del bianco · g1 re del bianco | b7 pedone del nero · d7 re del nero · e7 pedone del nero · f7 donna del bianco · c6 cavallo del nero · d6 pedone del nero · b5 pedone del nero · e5 alfiere del nero · g5 alfiere del bianco · h5 pedone del bianco · c4 donna del nero · f4 pedone del nero · f2 pedone del bianco · g2 pedone del bianco · f1 torre del bianco · g1 re del bianco | b7 pedone del nero · d7 re del nero · e7 pedone del nero · f7 donna del bianco · c6 cavallo del nero · d6 pedone del nero · b5 pedone del nero · e5 alfiere del nero · g5 alfiere del bianco · h5 pedone del bianco · c4 donna del nero · f4 pedone del nero · f2 pedone del bianco · g2 pedone del bianco · f1 torre del bianco · g1 re del bianco | b7 pedone del nero · d7 re del nero · e7 pedone del nero · f7 donna del bianco · c6 cavallo del nero · d6 pedone del nero · b5 pedone del nero · e5 alfiere del nero · g5 alfiere del bianco · h5 pedone del bianco · c4 donna del nero · f4 pedone del nero · f2 pedone del bianco · g2 pedone del bianco · f1 torre del bianco · g1 re del bianco | b7 pedone del nero · d7 re del nero · e7 pedone del nero · f7 donna del bianco · c6 cavallo del nero · d6 pedone del nero · b5 pedone del nero · e5 alfiere del nero · g5 alfiere del bianco · h5 pedone del bianco · c4 donna del nero · f4 pedone del nero · f2 pedone del bianco · g2 pedone del bianco · f1 torre del bianco · g1 re del bianco | 5 |
| 4 | b7 pedone del nero · d7 re del nero · e7 pedone del nero · f7 donna del bianco · c6 cavallo del nero · d6 pedone del nero · b5 pedone del nero · e5 alfiere del nero · g5 alfiere del bianco · h5 pedone del bianco · c4 donna del nero · f4 pedone del nero · f2 pedone del bianco · g2 pedone del bianco · f1 torre del bianco · g1 re del bianco | b7 pedone del nero · d7 re del nero · e7 pedone del nero · f7 donna del bianco · c6 cavallo del nero · d6 pedone del nero · b5 pedone del nero · e5 alfiere del nero · g5 alfiere del bianco · h5 pedone del bianco · c4 donna del nero · f4 pedone del nero · f2 pedone del bianco · g2 pedone del bianco · f1 torre del bianco · g1 re del bianco | b7 pedone del nero · d7 re del nero · e7 pedone del nero · f7 donna del bianco · c6 cavallo del nero · d6 pedone del nero · b5 pedone del nero · e5 alfiere del nero · g5 alfiere del bianco · h5 pedone del bianco · c4 donna del nero · f4 pedone del nero · f2 pedone del bianco · g2 pedone del bianco · f1 torre del bianco · g1 re del bianco | b7 pedone del nero · d7 re del nero · e7 pedone del nero · f7 donna del bianco · c6 cavallo del nero · d6 pedone del nero · b5 pedone del nero · e5 alfiere del nero · g5 alfiere del bianco · h5 pedone del bianco · c4 donna del nero · f4 pedone del nero · f2 pedone del bianco · g2 pedone del bianco · f1 torre del bianco · g1 re del bianco | b7 pedone del nero · d7 re del nero · e7 pedone del nero · f7 donna del bianco · c6 cavallo del nero · d6 pedone del nero · b5 pedone del nero · e5 alfiere del nero · g5 alfiere del bianco · h5 pedone del bianco · c4 donna del nero · f4 pedone del nero · f2 pedone del bianco · g2 pedone del bianco · f1 torre del bianco · g1 re del bianco | b7 pedone del nero · d7 re del nero · e7 pedone del nero · f7 donna del bianco · c6 cavallo del nero · d6 pedone del nero · b5 pedone del nero · e5 alfiere del nero · g5 alfiere del bianco · h5 pedone del bianco · c4 donna del nero · f4 pedone del nero · f2 pedone del bianco · g2 pedone del bianco · f1 torre del bianco · g1 re del bianco | b7 pedone del nero · d7 re del nero · e7 pedone del nero · f7 donna del bianco · c6 cavallo del nero · d6 pedone del nero · b5 pedone del nero · e5 alfiere del nero · g5 alfiere del bianco · h5 pedone del bianco · c4 donna del nero · f4 pedone del nero · f2 pedone del bianco · g2 pedone del bianco · f1 torre del bianco · g1 re del bianco | b7 pedone del nero · d7 re del nero · e7 pedone del nero · f7 donna del bianco · c6 cavallo del nero · d6 pedone del nero · b5 pedone del nero · e5 alfiere del nero · g5 alfiere del bianco · h5 pedone del bianco · c4 donna del nero · f4 pedone del nero · f2 pedone del bianco · g2 pedone del bianco · f1 torre del bianco · g1 re del bianco | 4 |
| 3 | b7 pedone del nero · d7 re del nero · e7 pedone del nero · f7 donna del bianco · c6 cavallo del nero · d6 pedone del nero · b5 pedone del nero · e5 alfiere del nero · g5 alfiere del bianco · h5 pedone del bianco · c4 donna del nero · f4 pedone del nero · f2 pedone del bianco · g2 pedone del bianco · f1 torre del bianco · g1 re del bianco | b7 pedone del nero · d7 re del nero · e7 pedone del nero · f7 donna del bianco · c6 cavallo del nero · d6 pedone del nero · b5 pedone del nero · e5 alfiere del nero · g5 alfiere del bianco · h5 pedone del bianco · c4 donna del nero · f4 pedone del nero · f2 pedone del bianco · g2 pedone del bianco · f1 torre del bianco · g1 re del bianco | b7 pedone del nero · d7 re del nero · e7 pedone del nero · f7 donna del bianco · c6 cavallo del nero · d6 pedone del nero · b5 pedone del nero · e5 alfiere del nero · g5 alfiere del bianco · h5 pedone del bianco · c4 donna del nero · f4 pedone del nero · f2 pedone del bianco · g2 pedone del bianco · f1 torre del bianco · g1 re del bianco | b7 pedone del nero · d7 re del nero · e7 pedone del nero · f7 donna del bianco · c6 cavallo del nero · d6 pedone del nero · b5 pedone del nero · e5 alfiere del nero · g5 alfiere del bianco · h5 pedone del bianco · c4 donna del nero · f4 pedone del nero · f2 pedone del bianco · g2 pedone del bianco · f1 torre del bianco · g1 re del bianco | b7 pedone del nero · d7 re del nero · e7 pedone del nero · f7 donna del bianco · c6 cavallo del nero · d6 pedone del nero · b5 pedone del nero · e5 alfiere del nero · g5 alfiere del bianco · h5 pedone del bianco · c4 donna del nero · f4 pedone del nero · f2 pedone del bianco · g2 pedone del bianco · f1 torre del bianco · g1 re del bianco | b7 pedone del nero · d7 re del nero · e7 pedone del nero · f7 donna del bianco · c6 cavallo del nero · d6 pedone del nero · b5 pedone del nero · e5 alfiere del nero · g5 alfiere del bianco · h5 pedone del bianco · c4 donna del nero · f4 pedone del nero · f2 pedone del bianco · g2 pedone del bianco · f1 torre del bianco · g1 re del bianco | b7 pedone del nero · d7 re del nero · e7 pedone del nero · f7 donna del bianco · c6 cavallo del nero · d6 pedone del nero · b5 pedone del nero · e5 alfiere del nero · g5 alfiere del bianco · h5 pedone del bianco · c4 donna del nero · f4 pedone del nero · f2 pedone del bianco · g2 pedone del bianco · f1 torre del bianco · g1 re del bianco | b7 pedone del nero · d7 re del nero · e7 pedone del nero · f7 donna del bianco · c6 cavallo del nero · d6 pedone del nero · b5 pedone del nero · e5 alfiere del nero · g5 alfiere del bianco · h5 pedone del bianco · c4 donna del nero · f4 pedone del nero · f2 pedone del bianco · g2 pedone del bianco · f1 torre del bianco · g1 re del bianco | 3 |
| 2 | b7 pedone del nero · d7 re del nero · e7 pedone del nero · f7 donna del bianco · c6 cavallo del nero · d6 pedone del nero · b5 pedone del nero · e5 alfiere del nero · g5 alfiere del bianco · h5 pedone del bianco · c4 donna del nero · f4 pedone del nero · f2 pedone del bianco · g2 pedone del bianco · f1 torre del bianco · g1 re del bianco | b7 pedone del nero · d7 re del nero · e7 pedone del nero · f7 donna del bianco · c6 cavallo del nero · d6 pedone del nero · b5 pedone del nero · e5 alfiere del nero · g5 alfiere del bianco · h5 pedone del bianco · c4 donna del nero · f4 pedone del nero · f2 pedone del bianco · g2 pedone del bianco · f1 torre del bianco · g1 re del bianco | b7 pedone del nero · d7 re del nero · e7 pedone del nero · f7 donna del bianco · c6 cavallo del nero · d6 pedone del nero · b5 pedone del nero · e5 alfiere del nero · g5 alfiere del bianco · h5 pedone del bianco · c4 donna del nero · f4 pedone del nero · f2 pedone del bianco · g2 pedone del bianco · f1 torre del bianco · g1 re del bianco | b7 pedone del nero · d7 re del nero · e7 pedone del nero · f7 donna del bianco · c6 cavallo del nero · d6 pedone del nero · b5 pedone del nero · e5 alfiere del nero · g5 alfiere del bianco · h5 pedone del bianco · c4 donna del nero · f4 pedone del nero · f2 pedone del bianco · g2 pedone del bianco · f1 torre del bianco · g1 re del bianco | b7 pedone del nero · d7 re del nero · e7 pedone del nero · f7 donna del bianco · c6 cavallo del nero · d6 pedone del nero · b5 pedone del nero · e5 alfiere del nero · g5 alfiere del bianco · h5 pedone del bianco · c4 donna del nero · f4 pedone del nero · f2 pedone del bianco · g2 pedone del bianco · f1 torre del bianco · g1 re del bianco | b7 pedone del nero · d7 re del nero · e7 pedone del nero · f7 donna del bianco · c6 cavallo del nero · d6 pedone del nero · b5 pedone del nero · e5 alfiere del nero · g5 alfiere del bianco · h5 pedone del bianco · c4 donna del nero · f4 pedone del nero · f2 pedone del bianco · g2 pedone del bianco · f1 torre del bianco · g1 re del bianco | b7 pedone del nero · d7 re del nero · e7 pedone del nero · f7 donna del bianco · c6 cavallo del nero · d6 pedone del nero · b5 pedone del nero · e5 alfiere del nero · g5 alfiere del bianco · h5 pedone del bianco · c4 donna del nero · f4 pedone del nero · f2 pedone del bianco · g2 pedone del bianco · f1 torre del bianco · g1 re del bianco | b7 pedone del nero · d7 re del nero · e7 pedone del nero · f7 donna del bianco · c6 cavallo del nero · d6 pedone del nero · b5 pedone del nero · e5 alfiere del nero · g5 alfiere del bianco · h5 pedone del bianco · c4 donna del nero · f4 pedone del nero · f2 pedone del bianco · g2 pedone del bianco · f1 torre del bianco · g1 re del bianco | 2 |
| 1 | b7 pedone del nero · d7 re del nero · e7 pedone del nero · f7 donna del bianco · c6 cavallo del nero · d6 pedone del nero · b5 pedone del nero · e5 alfiere del nero · g5 alfiere del bianco · h5 pedone del bianco · c4 donna del nero · f4 pedone del nero · f2 pedone del bianco · g2 pedone del bianco · f1 torre del bianco · g1 re del bianco | b7 pedone del nero · d7 re del nero · e7 pedone del nero · f7 donna del bianco · c6 cavallo del nero · d6 pedone del nero · b5 pedone del nero · e5 alfiere del nero · g5 alfiere del bianco · h5 pedone del bianco · c4 donna del nero · f4 pedone del nero · f2 pedone del bianco · g2 pedone del bianco · f1 torre del bianco · g1 re del bianco | b7 pedone del nero · d7 re del nero · e7 pedone del nero · f7 donna del bianco · c6 cavallo del nero · d6 pedone del nero · b5 pedone del nero · e5 alfiere del nero · g5 alfiere del bianco · h5 pedone del bianco · c4 donna del nero · f4 pedone del nero · f2 pedone del bianco · g2 pedone del bianco · f1 torre del bianco · g1 re del bianco | b7 pedone del nero · d7 re del nero · e7 pedone del nero · f7 donna del bianco · c6 cavallo del nero · d6 pedone del nero · b5 pedone del nero · e5 alfiere del nero · g5 alfiere del bianco · h5 pedone del bianco · c4 donna del nero · f4 pedone del nero · f2 pedone del bianco · g2 pedone del bianco · f1 torre del bianco · g1 re del bianco | b7 pedone del nero · d7 re del nero · e7 pedone del nero · f7 donna del bianco · c6 cavallo del nero · d6 pedone del nero · b5 pedone del nero · e5 alfiere del nero · g5 alfiere del bianco · h5 pedone del bianco · c4 donna del nero · f4 pedone del nero · f2 pedone del bianco · g2 pedone del bianco · f1 torre del bianco · g1 re del bianco | b7 pedone del nero · d7 re del nero · e7 pedone del nero · f7 donna del bianco · c6 cavallo del nero · d6 pedone del nero · b5 pedone del nero · e5 alfiere del nero · g5 alfiere del bianco · h5 pedone del bianco · c4 donna del nero · f4 pedone del nero · f2 pedone del bianco · g2 pedone del bianco · f1 torre del bianco · g1 re del bianco | b7 pedone del nero · d7 re del nero · e7 pedone del nero · f7 donna del bianco · c6 cavallo del nero · d6 pedone del nero · b5 pedone del nero · e5 alfiere del nero · g5 alfiere del bianco · h5 pedone del bianco · c4 donna del nero · f4 pedone del nero · f2 pedone del bianco · g2 pedone del bianco · f1 torre del bianco · g1 re del bianco | b7 pedone del nero · d7 re del nero · e7 pedone del nero · f7 donna del bianco · c6 cavallo del nero · d6 pedone del nero · b5 pedone del nero · e5 alfiere del nero · g5 alfiere del bianco · h5 pedone del bianco · c4 donna del nero · f4 pedone del nero · f2 pedone del bianco · g2 pedone del bianco · f1 torre del bianco · g1 re del bianco | 1 |
|   | a | b | c | d | e | f | g | h |   |

27...Ae5 28.h4 b5 29.h5 Dc4
Il World Team non poteva permettersi di continuare ciecamente la corsa del pedone nero in b, proseguendo con 29...b4, perché la donna bianca minacciava b3, costringendo il Nero a perdere un tempo per proteggerla prima di avanzarvi con il pedone. 29...Dc4, invece, non costringeva il Nero a perdere tempo, in quanto Kasparov non poteva cambiare le donne senza eliminare l'impedonatura del Nero, fornendo a quest'ultimo un forte centro di pedoni, molto pericoloso nel finale. L'alternativa 29...De2 avrebbe comunque difeso il Nero, ma avrebbe anche permesso il cambio del pedone bianco in h per quello in f, togliendo dal gioco gli alfieri. Gli analisti non erano disposti a cambiare il loro alfiere buono per quello cattivo di Kasparov.
Alcune analisi sul BBS si incentravano sulla possibile risposta di Kasparov con 30.Df8, tenendo in gioco le regine e minacciando di infastidire il re nero alle spalle. Tuttavia l'analisi al computer non mostrava alcun vantaggio per il Bianco da questa iniziativa, rivelando possibilità per quest'ultimo di effettuare pressioni troppo forti in una posizione complessa e cadere in una situazione di svantaggio. Kasparov decise di forzare il cambio delle donne, liberando il suo alfiere bloccato aprendo la colonna f per la sua torre e creando dei pedoni passatiadiacenti. La risposta del World Team è pressoché forzata.
30.Df5+ De6

### Mosse 31-40
|   | a | b | c | d | e | f | g | h |   |
| 8 | b7 pedone del nero · e7 pedone del nero · c6 cavallo del nero · d6 pedone del nero · e6 re del nero · b5 pedone del nero · e5 alfiere del nero · g5 alfiere del bianco · h5 pedone del bianco · g3 pedone del bianco · f1 torre del bianco · g1 re del bianco | b7 pedone del nero · e7 pedone del nero · c6 cavallo del nero · d6 pedone del nero · e6 re del nero · b5 pedone del nero · e5 alfiere del nero · g5 alfiere del bianco · h5 pedone del bianco · g3 pedone del bianco · f1 torre del bianco · g1 re del bianco | b7 pedone del nero · e7 pedone del nero · c6 cavallo del nero · d6 pedone del nero · e6 re del nero · b5 pedone del nero · e5 alfiere del nero · g5 alfiere del bianco · h5 pedone del bianco · g3 pedone del bianco · f1 torre del bianco · g1 re del bianco | b7 pedone del nero · e7 pedone del nero · c6 cavallo del nero · d6 pedone del nero · e6 re del nero · b5 pedone del nero · e5 alfiere del nero · g5 alfiere del bianco · h5 pedone del bianco · g3 pedone del bianco · f1 torre del bianco · g1 re del bianco | b7 pedone del nero · e7 pedone del nero · c6 cavallo del nero · d6 pedone del nero · e6 re del nero · b5 pedone del nero · e5 alfiere del nero · g5 alfiere del bianco · h5 pedone del bianco · g3 pedone del bianco · f1 torre del bianco · g1 re del bianco | b7 pedone del nero · e7 pedone del nero · c6 cavallo del nero · d6 pedone del nero · e6 re del nero · b5 pedone del nero · e5 alfiere del nero · g5 alfiere del bianco · h5 pedone del bianco · g3 pedone del bianco · f1 torre del bianco · g1 re del bianco | b7 pedone del nero · e7 pedone del nero · c6 cavallo del nero · d6 pedone del nero · e6 re del nero · b5 pedone del nero · e5 alfiere del nero · g5 alfiere del bianco · h5 pedone del bianco · g3 pedone del bianco · f1 torre del bianco · g1 re del bianco | b7 pedone del nero · e7 pedone del nero · c6 cavallo del nero · d6 pedone del nero · e6 re del nero · b5 pedone del nero · e5 alfiere del nero · g5 alfiere del bianco · h5 pedone del bianco · g3 pedone del bianco · f1 torre del bianco · g1 re del bianco | 8 |
| 7 | b7 pedone del nero · e7 pedone del nero · c6 cavallo del nero · d6 pedone del nero · e6 re del nero · b5 pedone del nero · e5 alfiere del nero · g5 alfiere del bianco · h5 pedone del bianco · g3 pedone del bianco · f1 torre del bianco · g1 re del bianco | b7 pedone del nero · e7 pedone del nero · c6 cavallo del nero · d6 pedone del nero · e6 re del nero · b5 pedone del nero · e5 alfiere del nero · g5 alfiere del bianco · h5 pedone del bianco · g3 pedone del bianco · f1 torre del bianco · g1 re del bianco | b7 pedone del nero · e7 pedone del nero · c6 cavallo del nero · d6 pedone del nero · e6 re del nero · b5 pedone del nero · e5 alfiere del nero · g5 alfiere del bianco · h5 pedone del bianco · g3 pedone del bianco · f1 torre del bianco · g1 re del bianco | b7 pedone del nero · e7 pedone del nero · c6 cavallo del nero · d6 pedone del nero · e6 re del nero · b5 pedone del nero · e5 alfiere del nero · g5 alfiere del bianco · h5 pedone del bianco · g3 pedone del bianco · f1 torre del bianco · g1 re del bianco | b7 pedone del nero · e7 pedone del nero · c6 cavallo del nero · d6 pedone del nero · e6 re del nero · b5 pedone del nero · e5 alfiere del nero · g5 alfiere del bianco · h5 pedone del bianco · g3 pedone del bianco · f1 torre del bianco · g1 re del bianco | b7 pedone del nero · e7 pedone del nero · c6 cavallo del nero · d6 pedone del nero · e6 re del nero · b5 pedone del nero · e5 alfiere del nero · g5 alfiere del bianco · h5 pedone del bianco · g3 pedone del bianco · f1 torre del bianco · g1 re del bianco | b7 pedone del nero · e7 pedone del nero · c6 cavallo del nero · d6 pedone del nero · e6 re del nero · b5 pedone del nero · e5 alfiere del nero · g5 alfiere del bianco · h5 pedone del bianco · g3 pedone del bianco · f1 torre del bianco · g1 re del bianco | b7 pedone del nero · e7 pedone del nero · c6 cavallo del nero · d6 pedone del nero · e6 re del nero · b5 pedone del nero · e5 alfiere del nero · g5 alfiere del bianco · h5 pedone del bianco · g3 pedone del bianco · f1 torre del bianco · g1 re del bianco | 7 |
| 6 | b7 pedone del nero · e7 pedone del nero · c6 cavallo del nero · d6 pedone del nero · e6 re del nero · b5 pedone del nero · e5 alfiere del nero · g5 alfiere del bianco · h5 pedone del bianco · g3 pedone del bianco · f1 torre del bianco · g1 re del bianco | b7 pedone del nero · e7 pedone del nero · c6 cavallo del nero · d6 pedone del nero · e6 re del nero · b5 pedone del nero · e5 alfiere del nero · g5 alfiere del bianco · h5 pedone del bianco · g3 pedone del bianco · f1 torre del bianco · g1 re del bianco | b7 pedone del nero · e7 pedone del nero · c6 cavallo del nero · d6 pedone del nero · e6 re del nero · b5 pedone del nero · e5 alfiere del nero · g5 alfiere del bianco · h5 pedone del bianco · g3 pedone del bianco · f1 torre del bianco · g1 re del bianco | b7 pedone del nero · e7 pedone del nero · c6 cavallo del nero · d6 pedone del nero · e6 re del nero · b5 pedone del nero · e5 alfiere del nero · g5 alfiere del bianco · h5 pedone del bianco · g3 pedone del bianco · f1 torre del bianco · g1 re del bianco | b7 pedone del nero · e7 pedone del nero · c6 cavallo del nero · d6 pedone del nero · e6 re del nero · b5 pedone del nero · e5 alfiere del nero · g5 alfiere del bianco · h5 pedone del bianco · g3 pedone del bianco · f1 torre del bianco · g1 re del bianco | b7 pedone del nero · e7 pedone del nero · c6 cavallo del nero · d6 pedone del nero · e6 re del nero · b5 pedone del nero · e5 alfiere del nero · g5 alfiere del bianco · h5 pedone del bianco · g3 pedone del bianco · f1 torre del bianco · g1 re del bianco | b7 pedone del nero · e7 pedone del nero · c6 cavallo del nero · d6 pedone del nero · e6 re del nero · b5 pedone del nero · e5 alfiere del nero · g5 alfiere del bianco · h5 pedone del bianco · g3 pedone del bianco · f1 torre del bianco · g1 re del bianco | b7 pedone del nero · e7 pedone del nero · c6 cavallo del nero · d6 pedone del nero · e6 re del nero · b5 pedone del nero · e5 alfiere del nero · g5 alfiere del bianco · h5 pedone del bianco · g3 pedone del bianco · f1 torre del bianco · g1 re del bianco | 6 |
| 5 | b7 pedone del nero · e7 pedone del nero · c6 cavallo del nero · d6 pedone del nero · e6 re del nero · b5 pedone del nero · e5 alfiere del nero · g5 alfiere del bianco · h5 pedone del bianco · g3 pedone del bianco · f1 torre del bianco · g1 re del bianco | b7 pedone del nero · e7 pedone del nero · c6 cavallo del nero · d6 pedone del nero · e6 re del nero · b5 pedone del nero · e5 alfiere del nero · g5 alfiere del bianco · h5 pedone del bianco · g3 pedone del bianco · f1 torre del bianco · g1 re del bianco | b7 pedone del nero · e7 pedone del nero · c6 cavallo del nero · d6 pedone del nero · e6 re del nero · b5 pedone del nero · e5 alfiere del nero · g5 alfiere del bianco · h5 pedone del bianco · g3 pedone del bianco · f1 torre del bianco · g1 re del bianco | b7 pedone del nero · e7 pedone del nero · c6 cavallo del nero · d6 pedone del nero · e6 re del nero · b5 pedone del nero · e5 alfiere del nero · g5 alfiere del bianco · h5 pedone del bianco · g3 pedone del bianco · f1 torre del bianco · g1 re del bianco | b7 pedone del nero · e7 pedone del nero · c6 cavallo del nero · d6 pedone del nero · e6 re del nero · b5 pedone del nero · e5 alfiere del nero · g5 alfiere del bianco · h5 pedone del bianco · g3 pedone del bianco · f1 torre del bianco · g1 re del bianco | b7 pedone del nero · e7 pedone del nero · c6 cavallo del nero · d6 pedone del nero · e6 re del nero · b5 pedone del nero · e5 alfiere del nero · g5 alfiere del bianco · h5 pedone del bianco · g3 pedone del bianco · f1 torre del bianco · g1 re del bianco | b7 pedone del nero · e7 pedone del nero · c6 cavallo del nero · d6 pedone del nero · e6 re del nero · b5 pedone del nero · e5 alfiere del nero · g5 alfiere del bianco · h5 pedone del bianco · g3 pedone del bianco · f1 torre del bianco · g1 re del bianco | b7 pedone del nero · e7 pedone del nero · c6 cavallo del nero · d6 pedone del nero · e6 re del nero · b5 pedone del nero · e5 alfiere del nero · g5 alfiere del bianco · h5 pedone del bianco · g3 pedone del bianco · f1 torre del bianco · g1 re del bianco | 5 |
| 4 | b7 pedone del nero · e7 pedone del nero · c6 cavallo del nero · d6 pedone del nero · e6 re del nero · b5 pedone del nero · e5 alfiere del nero · g5 alfiere del bianco · h5 pedone del bianco · g3 pedone del bianco · f1 torre del bianco · g1 re del bianco | b7 pedone del nero · e7 pedone del nero · c6 cavallo del nero · d6 pedone del nero · e6 re del nero · b5 pedone del nero · e5 alfiere del nero · g5 alfiere del bianco · h5 pedone del bianco · g3 pedone del bianco · f1 torre del bianco · g1 re del bianco | b7 pedone del nero · e7 pedone del nero · c6 cavallo del nero · d6 pedone del nero · e6 re del nero · b5 pedone del nero · e5 alfiere del nero · g5 alfiere del bianco · h5 pedone del bianco · g3 pedone del bianco · f1 torre del bianco · g1 re del bianco | b7 pedone del nero · e7 pedone del nero · c6 cavallo del nero · d6 pedone del nero · e6 re del nero · b5 pedone del nero · e5 alfiere del nero · g5 alfiere del bianco · h5 pedone del bianco · g3 pedone del bianco · f1 torre del bianco · g1 re del bianco | b7 pedone del nero · e7 pedone del nero · c6 cavallo del nero · d6 pedone del nero · e6 re del nero · b5 pedone del nero · e5 alfiere del nero · g5 alfiere del bianco · h5 pedone del bianco · g3 pedone del bianco · f1 torre del bianco · g1 re del bianco | b7 pedone del nero · e7 pedone del nero · c6 cavallo del nero · d6 pedone del nero · e6 re del nero · b5 pedone del nero · e5 alfiere del nero · g5 alfiere del bianco · h5 pedone del bianco · g3 pedone del bianco · f1 torre del bianco · g1 re del bianco | b7 pedone del nero · e7 pedone del nero · c6 cavallo del nero · d6 pedone del nero · e6 re del nero · b5 pedone del nero · e5 alfiere del nero · g5 alfiere del bianco · h5 pedone del bianco · g3 pedone del bianco · f1 torre del bianco · g1 re del bianco | b7 pedone del nero · e7 pedone del nero · c6 cavallo del nero · d6 pedone del nero · e6 re del nero · b5 pedone del nero · e5 alfiere del nero · g5 alfiere del bianco · h5 pedone del bianco · g3 pedone del bianco · f1 torre del bianco · g1 re del bianco | 4 |
| 3 | b7 pedone del nero · e7 pedone del nero · c6 cavallo del nero · d6 pedone del nero · e6 re del nero · b5 pedone del nero · e5 alfiere del nero · g5 alfiere del bianco · h5 pedone del bianco · g3 pedone del bianco · f1 torre del bianco · g1 re del bianco | b7 pedone del nero · e7 pedone del nero · c6 cavallo del nero · d6 pedone del nero · e6 re del nero · b5 pedone del nero · e5 alfiere del nero · g5 alfiere del bianco · h5 pedone del bianco · g3 pedone del bianco · f1 torre del bianco · g1 re del bianco | b7 pedone del nero · e7 pedone del nero · c6 cavallo del nero · d6 pedone del nero · e6 re del nero · b5 pedone del nero · e5 alfiere del nero · g5 alfiere del bianco · h5 pedone del bianco · g3 pedone del bianco · f1 torre del bianco · g1 re del bianco | b7 pedone del nero · e7 pedone del nero · c6 cavallo del nero · d6 pedone del nero · e6 re del nero · b5 pedone del nero · e5 alfiere del nero · g5 alfiere del bianco · h5 pedone del bianco · g3 pedone del bianco · f1 torre del bianco · g1 re del bianco | b7 pedone del nero · e7 pedone del nero · c6 cavallo del nero · d6 pedone del nero · e6 re del nero · b5 pedone del nero · e5 alfiere del nero · g5 alfiere del bianco · h5 pedone del bianco · g3 pedone del bianco · f1 torre del bianco · g1 re del bianco | b7 pedone del nero · e7 pedone del nero · c6 cavallo del nero · d6 pedone del nero · e6 re del nero · b5 pedone del nero · e5 alfiere del nero · g5 alfiere del bianco · h5 pedone del bianco · g3 pedone del bianco · f1 torre del bianco · g1 re del bianco | b7 pedone del nero · e7 pedone del nero · c6 cavallo del nero · d6 pedone del nero · e6 re del nero · b5 pedone del nero · e5 alfiere del nero · g5 alfiere del bianco · h5 pedone del bianco · g3 pedone del bianco · f1 torre del bianco · g1 re del bianco | b7 pedone del nero · e7 pedone del nero · c6 cavallo del nero · d6 pedone del nero · e6 re del nero · b5 pedone del nero · e5 alfiere del nero · g5 alfiere del bianco · h5 pedone del bianco · g3 pedone del bianco · f1 torre del bianco · g1 re del bianco | 3 |
| 2 | b7 pedone del nero · e7 pedone del nero · c6 cavallo del nero · d6 pedone del nero · e6 re del nero · b5 pedone del nero · e5 alfiere del nero · g5 alfiere del bianco · h5 pedone del bianco · g3 pedone del bianco · f1 torre del bianco · g1 re del bianco | b7 pedone del nero · e7 pedone del nero · c6 cavallo del nero · d6 pedone del nero · e6 re del nero · b5 pedone del nero · e5 alfiere del nero · g5 alfiere del bianco · h5 pedone del bianco · g3 pedone del bianco · f1 torre del bianco · g1 re del bianco | b7 pedone del nero · e7 pedone del nero · c6 cavallo del nero · d6 pedone del nero · e6 re del nero · b5 pedone del nero · e5 alfiere del nero · g5 alfiere del bianco · h5 pedone del bianco · g3 pedone del bianco · f1 torre del bianco · g1 re del bianco | b7 pedone del nero · e7 pedone del nero · c6 cavallo del nero · d6 pedone del nero · e6 re del nero · b5 pedone del nero · e5 alfiere del nero · g5 alfiere del bianco · h5 pedone del bianco · g3 pedone del bianco · f1 torre del bianco · g1 re del bianco | b7 pedone del nero · e7 pedone del nero · c6 cavallo del nero · d6 pedone del nero · e6 re del nero · b5 pedone del nero · e5 alfiere del nero · g5 alfiere del bianco · h5 pedone del bianco · g3 pedone del bianco · f1 torre del bianco · g1 re del bianco | b7 pedone del nero · e7 pedone del nero · c6 cavallo del nero · d6 pedone del nero · e6 re del nero · b5 pedone del nero · e5 alfiere del nero · g5 alfiere del bianco · h5 pedone del bianco · g3 pedone del bianco · f1 torre del bianco · g1 re del bianco | b7 pedone del nero · e7 pedone del nero · c6 cavallo del nero · d6 pedone del nero · e6 re del nero · b5 pedone del nero · e5 alfiere del nero · g5 alfiere del bianco · h5 pedone del bianco · g3 pedone del bianco · f1 torre del bianco · g1 re del bianco | b7 pedone del nero · e7 pedone del nero · c6 cavallo del nero · d6 pedone del nero · e6 re del nero · b5 pedone del nero · e5 alfiere del nero · g5 alfiere del bianco · h5 pedone del bianco · g3 pedone del bianco · f1 torre del bianco · g1 re del bianco | 2 |
| 1 | b7 pedone del nero · e7 pedone del nero · c6 cavallo del nero · d6 pedone del nero · e6 re del nero · b5 pedone del nero · e5 alfiere del nero · g5 alfiere del bianco · h5 pedone del bianco · g3 pedone del bianco · f1 torre del bianco · g1 re del bianco | b7 pedone del nero · e7 pedone del nero · c6 cavallo del nero · d6 pedone del nero · e6 re del nero · b5 pedone del nero · e5 alfiere del nero · g5 alfiere del bianco · h5 pedone del bianco · g3 pedone del bianco · f1 torre del bianco · g1 re del bianco | b7 pedone del nero · e7 pedone del nero · c6 cavallo del nero · d6 pedone del nero · e6 re del nero · b5 pedone del nero · e5 alfiere del nero · g5 alfiere del bianco · h5 pedone del bianco · g3 pedone del bianco · f1 torre del bianco · g1 re del bianco | b7 pedone del nero · e7 pedone del nero · c6 cavallo del nero · d6 pedone del nero · e6 re del nero · b5 pedone del nero · e5 alfiere del nero · g5 alfiere del bianco · h5 pedone del bianco · g3 pedone del bianco · f1 torre del bianco · g1 re del bianco | b7 pedone del nero · e7 pedone del nero · c6 cavallo del nero · d6 pedone del nero · e6 re del nero · b5 pedone del nero · e5 alfiere del nero · g5 alfiere del bianco · h5 pedone del bianco · g3 pedone del bianco · f1 torre del bianco · g1 re del bianco | b7 pedone del nero · e7 pedone del nero · c6 cavallo del nero · d6 pedone del nero · e6 re del nero · b5 pedone del nero · e5 alfiere del nero · g5 alfiere del bianco · h5 pedone del bianco · g3 pedone del bianco · f1 torre del bianco · g1 re del bianco | b7 pedone del nero · e7 pedone del nero · c6 cavallo del nero · d6 pedone del nero · e6 re del nero · b5 pedone del nero · e5 alfiere del nero · g5 alfiere del bianco · h5 pedone del bianco · g3 pedone del bianco · f1 torre del bianco · g1 re del bianco | b7 pedone del nero · e7 pedone del nero · c6 cavallo del nero · d6 pedone del nero · e6 re del nero · b5 pedone del nero · e5 alfiere del nero · g5 alfiere del bianco · h5 pedone del bianco · g3 pedone del bianco · f1 torre del bianco · g1 re del bianco | 1 |
|   | a | b | c | d | e | f | g | h |   |

31.Dxe6+ Rxe6 32.g3 fxg3 33.fxg3
Nonostante il materiale ridotto, la posizione resta tagliente a causa della presenza di ben sei pedoni passati. Alla mossa 33 il World Team ha la possibilità di prendere il pedone in g3 di Kasparov, perdendo due tempi nella corsa alla promozione. Dopo 33...Axg3 34.h6 Ae5 35.h7 Ag7 36.Tf8 b4 37.h8D Axh8 38.Txh8 si raggiungerebbe un finale estremamente sbilanciato, con Kasparov in possesso di una torre e un alfiere contro un cavallo e quattro pedoni del World Team. La posizione centrale del cavallo del Nero sarebbe potuta bastare a garantire la patta per il World Team, ma nessuno dei quattro analisti raccomandò tale linea. Il World Team puntò sul controgioco, con una maggioranza del 72%.
33...b4 34.Af4
Il cambio degli alfieri prospettato dalla mossa di Kasparov mette in guardia i giocatori del World Team. Si pensava infatti che Kasparov volesse accentrare il proprio re per arginare i pedoni del Nero. Il World Team ha riflettuto seriamente intorno a 34.Rf2 Rf5, ma alla luce di questa mossa sarebbe stato suicida per il World Team cambiare l'alfiere. 34...Ad4+ sembrava invece interessante, in particolare perché non comporta la perdita di un tempo in quanto il campione russo avrebbe dovuto porre riparo allo scacco. Dopo la partita, Kasparov ha detto che non sarebbe stato in grado di avanzare se il World Team avesse giocato la più difensiva 34...Ah8, che invece non ha ricevuto grande considerazione nel BBS. Tale mossa è stata anche proposta da Daniel King nella sua cronaca diretta, ma tutti gli analisti hanno ritenuto preferibile una mossa più attiva. Infatti, nel successivo voto è stata la mossa 34...Ad4+ a ottenere una maggioranza schiacciante.
34...Ad4+
Il World Team ha frettolosamente messo insieme delle difese proposte contro l'avanzata del re di Kasparov in g2 o h2. In una delle linee per il primo caso, il cavallo del Nero minaccia di accompagnare il pedone in b e di tornare sull'ala di re in tempo per fermare il pedone bianco in h, dando scacco da f4 durante il percorso. In una delle linee inerenti al secondo caso, pesa il fatto di un possibile scacco dell'alfiere nero da e5. Ma Kasparov ha sorpreso tutti, anche la GM School, con una mossa inattesa:
35.Rh1!
Benché intuitivamente abbia poco senso allontanare il re dal centro relegandolo in un angolo dal quale non può aiutare i pedoni in corsa verso la promozione né ostacolare l'avanzata dei pedoni neri, questa mossa mette il Nero in una situazione difficile.
Forse ancor peggiore degli effetti di questa mossa sulla posizione è stato l'effetto psicologico sugli analisti che si consultavano presso il BBS. Per la seconda volta consecutiva Kasparov aveva evitato praticamente tutte le previsioni del World Team senza concedere nulla da un punto di vista posizionale. Alcuni membri del world team sono stati maleducati e scorretti durante tutta la partita e Krush ha pazientemente accolto le loro analisi sorvolando la maleducazione, ma la situazione critica che si prefigurava per il World Team ha acuito le lamentele. Man mano che cresceva il panico nel World Team per via della posizione svantaggiosa, aumentavano i flame e gli insulti nel BBS, superando addirittura il livello di confusione raggiunto all'inizio della partita. Alcuni si lamentavano noiosamente del fatto che la 33ª mossa fosse costata la partita.
Nella confusione seguente la 35ª mossa di Kasparov, nessuno del World Team ha notato che probabilmente 35...Ce5 era sufficiente a ottenere la patta e alcuni, fatalisticamente, hanno puntato sulla spinta del pedone in b.
|   | a | b | c | d | e | f | g | h |   |
| 8 | b7 pedone del nero · e7 pedone del nero · c6 cavallo del nero · d6 pedone del nero · e6 re del nero · h5 pedone del bianco · d4 alfiere del nero · f4 alfiere del bianco · g4 pedone del bianco · b3 pedone del nero · f1 torre del bianco · h1 re del bianco | b7 pedone del nero · e7 pedone del nero · c6 cavallo del nero · d6 pedone del nero · e6 re del nero · h5 pedone del bianco · d4 alfiere del nero · f4 alfiere del bianco · g4 pedone del bianco · b3 pedone del nero · f1 torre del bianco · h1 re del bianco | b7 pedone del nero · e7 pedone del nero · c6 cavallo del nero · d6 pedone del nero · e6 re del nero · h5 pedone del bianco · d4 alfiere del nero · f4 alfiere del bianco · g4 pedone del bianco · b3 pedone del nero · f1 torre del bianco · h1 re del bianco | b7 pedone del nero · e7 pedone del nero · c6 cavallo del nero · d6 pedone del nero · e6 re del nero · h5 pedone del bianco · d4 alfiere del nero · f4 alfiere del bianco · g4 pedone del bianco · b3 pedone del nero · f1 torre del bianco · h1 re del bianco | b7 pedone del nero · e7 pedone del nero · c6 cavallo del nero · d6 pedone del nero · e6 re del nero · h5 pedone del bianco · d4 alfiere del nero · f4 alfiere del bianco · g4 pedone del bianco · b3 pedone del nero · f1 torre del bianco · h1 re del bianco | b7 pedone del nero · e7 pedone del nero · c6 cavallo del nero · d6 pedone del nero · e6 re del nero · h5 pedone del bianco · d4 alfiere del nero · f4 alfiere del bianco · g4 pedone del bianco · b3 pedone del nero · f1 torre del bianco · h1 re del bianco | b7 pedone del nero · e7 pedone del nero · c6 cavallo del nero · d6 pedone del nero · e6 re del nero · h5 pedone del bianco · d4 alfiere del nero · f4 alfiere del bianco · g4 pedone del bianco · b3 pedone del nero · f1 torre del bianco · h1 re del bianco | b7 pedone del nero · e7 pedone del nero · c6 cavallo del nero · d6 pedone del nero · e6 re del nero · h5 pedone del bianco · d4 alfiere del nero · f4 alfiere del bianco · g4 pedone del bianco · b3 pedone del nero · f1 torre del bianco · h1 re del bianco | 8 |
| 7 | b7 pedone del nero · e7 pedone del nero · c6 cavallo del nero · d6 pedone del nero · e6 re del nero · h5 pedone del bianco · d4 alfiere del nero · f4 alfiere del bianco · g4 pedone del bianco · b3 pedone del nero · f1 torre del bianco · h1 re del bianco | b7 pedone del nero · e7 pedone del nero · c6 cavallo del nero · d6 pedone del nero · e6 re del nero · h5 pedone del bianco · d4 alfiere del nero · f4 alfiere del bianco · g4 pedone del bianco · b3 pedone del nero · f1 torre del bianco · h1 re del bianco | b7 pedone del nero · e7 pedone del nero · c6 cavallo del nero · d6 pedone del nero · e6 re del nero · h5 pedone del bianco · d4 alfiere del nero · f4 alfiere del bianco · g4 pedone del bianco · b3 pedone del nero · f1 torre del bianco · h1 re del bianco | b7 pedone del nero · e7 pedone del nero · c6 cavallo del nero · d6 pedone del nero · e6 re del nero · h5 pedone del bianco · d4 alfiere del nero · f4 alfiere del bianco · g4 pedone del bianco · b3 pedone del nero · f1 torre del bianco · h1 re del bianco | b7 pedone del nero · e7 pedone del nero · c6 cavallo del nero · d6 pedone del nero · e6 re del nero · h5 pedone del bianco · d4 alfiere del nero · f4 alfiere del bianco · g4 pedone del bianco · b3 pedone del nero · f1 torre del bianco · h1 re del bianco | b7 pedone del nero · e7 pedone del nero · c6 cavallo del nero · d6 pedone del nero · e6 re del nero · h5 pedone del bianco · d4 alfiere del nero · f4 alfiere del bianco · g4 pedone del bianco · b3 pedone del nero · f1 torre del bianco · h1 re del bianco | b7 pedone del nero · e7 pedone del nero · c6 cavallo del nero · d6 pedone del nero · e6 re del nero · h5 pedone del bianco · d4 alfiere del nero · f4 alfiere del bianco · g4 pedone del bianco · b3 pedone del nero · f1 torre del bianco · h1 re del bianco | b7 pedone del nero · e7 pedone del nero · c6 cavallo del nero · d6 pedone del nero · e6 re del nero · h5 pedone del bianco · d4 alfiere del nero · f4 alfiere del bianco · g4 pedone del bianco · b3 pedone del nero · f1 torre del bianco · h1 re del bianco | 7 |
| 6 | b7 pedone del nero · e7 pedone del nero · c6 cavallo del nero · d6 pedone del nero · e6 re del nero · h5 pedone del bianco · d4 alfiere del nero · f4 alfiere del bianco · g4 pedone del bianco · b3 pedone del nero · f1 torre del bianco · h1 re del bianco | b7 pedone del nero · e7 pedone del nero · c6 cavallo del nero · d6 pedone del nero · e6 re del nero · h5 pedone del bianco · d4 alfiere del nero · f4 alfiere del bianco · g4 pedone del bianco · b3 pedone del nero · f1 torre del bianco · h1 re del bianco | b7 pedone del nero · e7 pedone del nero · c6 cavallo del nero · d6 pedone del nero · e6 re del nero · h5 pedone del bianco · d4 alfiere del nero · f4 alfiere del bianco · g4 pedone del bianco · b3 pedone del nero · f1 torre del bianco · h1 re del bianco | b7 pedone del nero · e7 pedone del nero · c6 cavallo del nero · d6 pedone del nero · e6 re del nero · h5 pedone del bianco · d4 alfiere del nero · f4 alfiere del bianco · g4 pedone del bianco · b3 pedone del nero · f1 torre del bianco · h1 re del bianco | b7 pedone del nero · e7 pedone del nero · c6 cavallo del nero · d6 pedone del nero · e6 re del nero · h5 pedone del bianco · d4 alfiere del nero · f4 alfiere del bianco · g4 pedone del bianco · b3 pedone del nero · f1 torre del bianco · h1 re del bianco | b7 pedone del nero · e7 pedone del nero · c6 cavallo del nero · d6 pedone del nero · e6 re del nero · h5 pedone del bianco · d4 alfiere del nero · f4 alfiere del bianco · g4 pedone del bianco · b3 pedone del nero · f1 torre del bianco · h1 re del bianco | b7 pedone del nero · e7 pedone del nero · c6 cavallo del nero · d6 pedone del nero · e6 re del nero · h5 pedone del bianco · d4 alfiere del nero · f4 alfiere del bianco · g4 pedone del bianco · b3 pedone del nero · f1 torre del bianco · h1 re del bianco | b7 pedone del nero · e7 pedone del nero · c6 cavallo del nero · d6 pedone del nero · e6 re del nero · h5 pedone del bianco · d4 alfiere del nero · f4 alfiere del bianco · g4 pedone del bianco · b3 pedone del nero · f1 torre del bianco · h1 re del bianco | 6 |
| 5 | b7 pedone del nero · e7 pedone del nero · c6 cavallo del nero · d6 pedone del nero · e6 re del nero · h5 pedone del bianco · d4 alfiere del nero · f4 alfiere del bianco · g4 pedone del bianco · b3 pedone del nero · f1 torre del bianco · h1 re del bianco | b7 pedone del nero · e7 pedone del nero · c6 cavallo del nero · d6 pedone del nero · e6 re del nero · h5 pedone del bianco · d4 alfiere del nero · f4 alfiere del bianco · g4 pedone del bianco · b3 pedone del nero · f1 torre del bianco · h1 re del bianco | b7 pedone del nero · e7 pedone del nero · c6 cavallo del nero · d6 pedone del nero · e6 re del nero · h5 pedone del bianco · d4 alfiere del nero · f4 alfiere del bianco · g4 pedone del bianco · b3 pedone del nero · f1 torre del bianco · h1 re del bianco | b7 pedone del nero · e7 pedone del nero · c6 cavallo del nero · d6 pedone del nero · e6 re del nero · h5 pedone del bianco · d4 alfiere del nero · f4 alfiere del bianco · g4 pedone del bianco · b3 pedone del nero · f1 torre del bianco · h1 re del bianco | b7 pedone del nero · e7 pedone del nero · c6 cavallo del nero · d6 pedone del nero · e6 re del nero · h5 pedone del bianco · d4 alfiere del nero · f4 alfiere del bianco · g4 pedone del bianco · b3 pedone del nero · f1 torre del bianco · h1 re del bianco | b7 pedone del nero · e7 pedone del nero · c6 cavallo del nero · d6 pedone del nero · e6 re del nero · h5 pedone del bianco · d4 alfiere del nero · f4 alfiere del bianco · g4 pedone del bianco · b3 pedone del nero · f1 torre del bianco · h1 re del bianco | b7 pedone del nero · e7 pedone del nero · c6 cavallo del nero · d6 pedone del nero · e6 re del nero · h5 pedone del bianco · d4 alfiere del nero · f4 alfiere del bianco · g4 pedone del bianco · b3 pedone del nero · f1 torre del bianco · h1 re del bianco | b7 pedone del nero · e7 pedone del nero · c6 cavallo del nero · d6 pedone del nero · e6 re del nero · h5 pedone del bianco · d4 alfiere del nero · f4 alfiere del bianco · g4 pedone del bianco · b3 pedone del nero · f1 torre del bianco · h1 re del bianco | 5 |
| 4 | b7 pedone del nero · e7 pedone del nero · c6 cavallo del nero · d6 pedone del nero · e6 re del nero · h5 pedone del bianco · d4 alfiere del nero · f4 alfiere del bianco · g4 pedone del bianco · b3 pedone del nero · f1 torre del bianco · h1 re del bianco | b7 pedone del nero · e7 pedone del nero · c6 cavallo del nero · d6 pedone del nero · e6 re del nero · h5 pedone del bianco · d4 alfiere del nero · f4 alfiere del bianco · g4 pedone del bianco · b3 pedone del nero · f1 torre del bianco · h1 re del bianco | b7 pedone del nero · e7 pedone del nero · c6 cavallo del nero · d6 pedone del nero · e6 re del nero · h5 pedone del bianco · d4 alfiere del nero · f4 alfiere del bianco · g4 pedone del bianco · b3 pedone del nero · f1 torre del bianco · h1 re del bianco | b7 pedone del nero · e7 pedone del nero · c6 cavallo del nero · d6 pedone del nero · e6 re del nero · h5 pedone del bianco · d4 alfiere del nero · f4 alfiere del bianco · g4 pedone del bianco · b3 pedone del nero · f1 torre del bianco · h1 re del bianco | b7 pedone del nero · e7 pedone del nero · c6 cavallo del nero · d6 pedone del nero · e6 re del nero · h5 pedone del bianco · d4 alfiere del nero · f4 alfiere del bianco · g4 pedone del bianco · b3 pedone del nero · f1 torre del bianco · h1 re del bianco | b7 pedone del nero · e7 pedone del nero · c6 cavallo del nero · d6 pedone del nero · e6 re del nero · h5 pedone del bianco · d4 alfiere del nero · f4 alfiere del bianco · g4 pedone del bianco · b3 pedone del nero · f1 torre del bianco · h1 re del bianco | b7 pedone del nero · e7 pedone del nero · c6 cavallo del nero · d6 pedone del nero · e6 re del nero · h5 pedone del bianco · d4 alfiere del nero · f4 alfiere del bianco · g4 pedone del bianco · b3 pedone del nero · f1 torre del bianco · h1 re del bianco | b7 pedone del nero · e7 pedone del nero · c6 cavallo del nero · d6 pedone del nero · e6 re del nero · h5 pedone del bianco · d4 alfiere del nero · f4 alfiere del bianco · g4 pedone del bianco · b3 pedone del nero · f1 torre del bianco · h1 re del bianco | 4 |
| 3 | b7 pedone del nero · e7 pedone del nero · c6 cavallo del nero · d6 pedone del nero · e6 re del nero · h5 pedone del bianco · d4 alfiere del nero · f4 alfiere del bianco · g4 pedone del bianco · b3 pedone del nero · f1 torre del bianco · h1 re del bianco | b7 pedone del nero · e7 pedone del nero · c6 cavallo del nero · d6 pedone del nero · e6 re del nero · h5 pedone del bianco · d4 alfiere del nero · f4 alfiere del bianco · g4 pedone del bianco · b3 pedone del nero · f1 torre del bianco · h1 re del bianco | b7 pedone del nero · e7 pedone del nero · c6 cavallo del nero · d6 pedone del nero · e6 re del nero · h5 pedone del bianco · d4 alfiere del nero · f4 alfiere del bianco · g4 pedone del bianco · b3 pedone del nero · f1 torre del bianco · h1 re del bianco | b7 pedone del nero · e7 pedone del nero · c6 cavallo del nero · d6 pedone del nero · e6 re del nero · h5 pedone del bianco · d4 alfiere del nero · f4 alfiere del bianco · g4 pedone del bianco · b3 pedone del nero · f1 torre del bianco · h1 re del bianco | b7 pedone del nero · e7 pedone del nero · c6 cavallo del nero · d6 pedone del nero · e6 re del nero · h5 pedone del bianco · d4 alfiere del nero · f4 alfiere del bianco · g4 pedone del bianco · b3 pedone del nero · f1 torre del bianco · h1 re del bianco | b7 pedone del nero · e7 pedone del nero · c6 cavallo del nero · d6 pedone del nero · e6 re del nero · h5 pedone del bianco · d4 alfiere del nero · f4 alfiere del bianco · g4 pedone del bianco · b3 pedone del nero · f1 torre del bianco · h1 re del bianco | b7 pedone del nero · e7 pedone del nero · c6 cavallo del nero · d6 pedone del nero · e6 re del nero · h5 pedone del bianco · d4 alfiere del nero · f4 alfiere del bianco · g4 pedone del bianco · b3 pedone del nero · f1 torre del bianco · h1 re del bianco | b7 pedone del nero · e7 pedone del nero · c6 cavallo del nero · d6 pedone del nero · e6 re del nero · h5 pedone del bianco · d4 alfiere del nero · f4 alfiere del bianco · g4 pedone del bianco · b3 pedone del nero · f1 torre del bianco · h1 re del bianco | 3 |
| 2 | b7 pedone del nero · e7 pedone del nero · c6 cavallo del nero · d6 pedone del nero · e6 re del nero · h5 pedone del bianco · d4 alfiere del nero · f4 alfiere del bianco · g4 pedone del bianco · b3 pedone del nero · f1 torre del bianco · h1 re del bianco | b7 pedone del nero · e7 pedone del nero · c6 cavallo del nero · d6 pedone del nero · e6 re del nero · h5 pedone del bianco · d4 alfiere del nero · f4 alfiere del bianco · g4 pedone del bianco · b3 pedone del nero · f1 torre del bianco · h1 re del bianco | b7 pedone del nero · e7 pedone del nero · c6 cavallo del nero · d6 pedone del nero · e6 re del nero · h5 pedone del bianco · d4 alfiere del nero · f4 alfiere del bianco · g4 pedone del bianco · b3 pedone del nero · f1 torre del bianco · h1 re del bianco | b7 pedone del nero · e7 pedone del nero · c6 cavallo del nero · d6 pedone del nero · e6 re del nero · h5 pedone del bianco · d4 alfiere del nero · f4 alfiere del bianco · g4 pedone del bianco · b3 pedone del nero · f1 torre del bianco · h1 re del bianco | b7 pedone del nero · e7 pedone del nero · c6 cavallo del nero · d6 pedone del nero · e6 re del nero · h5 pedone del bianco · d4 alfiere del nero · f4 alfiere del bianco · g4 pedone del bianco · b3 pedone del nero · f1 torre del bianco · h1 re del bianco | b7 pedone del nero · e7 pedone del nero · c6 cavallo del nero · d6 pedone del nero · e6 re del nero · h5 pedone del bianco · d4 alfiere del nero · f4 alfiere del bianco · g4 pedone del bianco · b3 pedone del nero · f1 torre del bianco · h1 re del bianco | b7 pedone del nero · e7 pedone del nero · c6 cavallo del nero · d6 pedone del nero · e6 re del nero · h5 pedone del bianco · d4 alfiere del nero · f4 alfiere del bianco · g4 pedone del bianco · b3 pedone del nero · f1 torre del bianco · h1 re del bianco | b7 pedone del nero · e7 pedone del nero · c6 cavallo del nero · d6 pedone del nero · e6 re del nero · h5 pedone del bianco · d4 alfiere del nero · f4 alfiere del bianco · g4 pedone del bianco · b3 pedone del nero · f1 torre del bianco · h1 re del bianco | 2 |
| 1 | b7 pedone del nero · e7 pedone del nero · c6 cavallo del nero · d6 pedone del nero · e6 re del nero · h5 pedone del bianco · d4 alfiere del nero · f4 alfiere del bianco · g4 pedone del bianco · b3 pedone del nero · f1 torre del bianco · h1 re del bianco | b7 pedone del nero · e7 pedone del nero · c6 cavallo del nero · d6 pedone del nero · e6 re del nero · h5 pedone del bianco · d4 alfiere del nero · f4 alfiere del bianco · g4 pedone del bianco · b3 pedone del nero · f1 torre del bianco · h1 re del bianco | b7 pedone del nero · e7 pedone del nero · c6 cavallo del nero · d6 pedone del nero · e6 re del nero · h5 pedone del bianco · d4 alfiere del nero · f4 alfiere del bianco · g4 pedone del bianco · b3 pedone del nero · f1 torre del bianco · h1 re del bianco | b7 pedone del nero · e7 pedone del nero · c6 cavallo del nero · d6 pedone del nero · e6 re del nero · h5 pedone del bianco · d4 alfiere del nero · f4 alfiere del bianco · g4 pedone del bianco · b3 pedone del nero · f1 torre del bianco · h1 re del bianco | b7 pedone del nero · e7 pedone del nero · c6 cavallo del nero · d6 pedone del nero · e6 re del nero · h5 pedone del bianco · d4 alfiere del nero · f4 alfiere del bianco · g4 pedone del bianco · b3 pedone del nero · f1 torre del bianco · h1 re del bianco | b7 pedone del nero · e7 pedone del nero · c6 cavallo del nero · d6 pedone del nero · e6 re del nero · h5 pedone del bianco · d4 alfiere del nero · f4 alfiere del bianco · g4 pedone del bianco · b3 pedone del nero · f1 torre del bianco · h1 re del bianco | b7 pedone del nero · e7 pedone del nero · c6 cavallo del nero · d6 pedone del nero · e6 re del nero · h5 pedone del bianco · d4 alfiere del nero · f4 alfiere del bianco · g4 pedone del bianco · b3 pedone del nero · f1 torre del bianco · h1 re del bianco | b7 pedone del nero · e7 pedone del nero · c6 cavallo del nero · d6 pedone del nero · e6 re del nero · h5 pedone del bianco · d4 alfiere del nero · f4 alfiere del bianco · g4 pedone del bianco · b3 pedone del nero · f1 torre del bianco · h1 re del bianco | 1 |
|   | a | b | c | d | e | f | g | h |   |

35...b3 36.g4
In questa posizione Kasparov ha connesso i pedoni passati in maniera tale che si supportino a vicenda, mentre il World Team necessita dell'aiuto del cavallo, se non anche del re, per riuscire non senza fatica a promuovere il pedone in b. Inoltre, dovendosi muovere l'alfiere nero, la torre del Bianco può raggiungere la casa g1 e sostenere il pedone in g da dietro, continuando a minacciare la casa b1, meta del pedone nero. Infine, controllando temporaneamente le case scure con l'alfiere e le case chare con i pedoni (cosa che 36.h6 non avrebbe permesso) Kasparov impedisce al re avversario di avanzare in f5, che in alcune linee sarebbe sufficiente a fermare i pedoni.
I commenti nel BBS erano, a questo punto, prossimi alla disperazione, pensando che 36...b2 portasse a 37.g5 Cb4 38.g6 Cd3 39.h6 e quindi 39...Cxf4 non sarebbe stato scacco per via della 35ª mossa di Kasparov, fallendo nel tentativo di forzare la patta. Allo stesso modo una più immediata 36...Cb4 traspone sulla linea suddetta, perdendo allo stesso modo. L'unica mossa che in qualche modo sembrava promettere una patta era 36...Rd5, raccomandata a tempo debito da Krush, ma Bacrot e Felecan suggerirono 36...b2, mentre Pähtz preferiva 36...Cb4. Questa divergenza di opinioni portò a un voto vinto sul filo del rasoio, con 36...Rd5 che con il 37,69% vince per pochissimo su 36...b2 37,11%.
36...Rd5!
La partita, cominciata a giugno, prosegue ancora a settembre, ben oltre le previsioni iniziali. Kasparov si sente ormai abbastanza sicuro della sua posizione al punto da convocare una conferenza stampa sulla partita, presumibilmente per annunciare una vittoria forzata del Bianco. I pezzi neri non sembrano in grado di contenere l'avanzata dei pedoni bianchi e allo stesso tempo di promuovere il pedone in b, mentre la torre bianca lavora efficientemente senza nemmeno muoversi.
37.g5
I due pedoni passati di Kasparov sembrerebbero richiedere almeno due pezzi neri per essere fermati, ma il cavallo nero non può spostarsi in e5 in quanto Kasparov lo cambierebbe con l'alfiere. L'analisi nel BBS venne dunque concentrata su 37...e5, allontanando l'alfiere e preparando la strada per Ce7. Ma Kasparov aveva a disposizione una tremenda risposta in 38.Ac1, consolidando ulteriormente la posizione dei suoi pedoni rispetto al sacrificio dell'alfiere per il pedone in b, in particolare perché l'alfiere nero sarebbe stato temporaneamente tagliato fuori dal controllo della casa h8, meta del pedone da promuovere. Inoltre, in molte linee dove il Nero non forza il cambio dell'alfiere bianco quest'ultimo con Aa3 obbliga il re nero a difendere il pedone in d6.
Con le spalle al muro, il World Team gioca l'unica mossa che sembra promettere salvezza:
37...e6
Questa mossa libera e7, permettendo al cavallo nero di passare, tenendo però aperta la diagonale a1-h8 per l'alfiere nero. Kasparov probabilmente pensava che 38Td1 fosse vincente in questa linea. Sicuramente molti partecipanti del BBS lo pensavano, ma un'analisi approfondita mostra che il World Team aveva risorse sufficienti per resistere, anche se al limite, rispondendo con 38...Re4. La forza del re nero accentrato, contro il re bianco all'angolo, sarebbe rientrata in gioco, mostrando che anche le mosse più brillanti hanno sempre qualche piccolo svantaggio.
Invece di tentare le complicazioni che seguono 38.Td1, Kasparov disse alla conferenza stampa di non avere idea di quali fossero i possibili sviluppi della partita, e cominciò a forzare il World Team verso un finale nel quale entrambe le parti in gara avrebbero ottenuto una nuova donna, con conseguenze tutt'altro che chiare.
38.h6 Ce7 39.Td1 e5 40.Ae3 Rc4

### Mosse 41-50
|   | a | b | c | d | e | f | g | h |   |
| 8 | b7 pedone del nero · e7 cavallo del nero · d6 pedone del nero · h6 pedone del bianco · g5 pedone del bianco · c4 re del nero · d4 pedone del nero · b3 pedone del nero · d1 torre del bianco · h1 re del bianco | b7 pedone del nero · e7 cavallo del nero · d6 pedone del nero · h6 pedone del bianco · g5 pedone del bianco · c4 re del nero · d4 pedone del nero · b3 pedone del nero · d1 torre del bianco · h1 re del bianco | b7 pedone del nero · e7 cavallo del nero · d6 pedone del nero · h6 pedone del bianco · g5 pedone del bianco · c4 re del nero · d4 pedone del nero · b3 pedone del nero · d1 torre del bianco · h1 re del bianco | b7 pedone del nero · e7 cavallo del nero · d6 pedone del nero · h6 pedone del bianco · g5 pedone del bianco · c4 re del nero · d4 pedone del nero · b3 pedone del nero · d1 torre del bianco · h1 re del bianco | b7 pedone del nero · e7 cavallo del nero · d6 pedone del nero · h6 pedone del bianco · g5 pedone del bianco · c4 re del nero · d4 pedone del nero · b3 pedone del nero · d1 torre del bianco · h1 re del bianco | b7 pedone del nero · e7 cavallo del nero · d6 pedone del nero · h6 pedone del bianco · g5 pedone del bianco · c4 re del nero · d4 pedone del nero · b3 pedone del nero · d1 torre del bianco · h1 re del bianco | b7 pedone del nero · e7 cavallo del nero · d6 pedone del nero · h6 pedone del bianco · g5 pedone del bianco · c4 re del nero · d4 pedone del nero · b3 pedone del nero · d1 torre del bianco · h1 re del bianco | b7 pedone del nero · e7 cavallo del nero · d6 pedone del nero · h6 pedone del bianco · g5 pedone del bianco · c4 re del nero · d4 pedone del nero · b3 pedone del nero · d1 torre del bianco · h1 re del bianco | 8 |
| 7 | b7 pedone del nero · e7 cavallo del nero · d6 pedone del nero · h6 pedone del bianco · g5 pedone del bianco · c4 re del nero · d4 pedone del nero · b3 pedone del nero · d1 torre del bianco · h1 re del bianco | b7 pedone del nero · e7 cavallo del nero · d6 pedone del nero · h6 pedone del bianco · g5 pedone del bianco · c4 re del nero · d4 pedone del nero · b3 pedone del nero · d1 torre del bianco · h1 re del bianco | b7 pedone del nero · e7 cavallo del nero · d6 pedone del nero · h6 pedone del bianco · g5 pedone del bianco · c4 re del nero · d4 pedone del nero · b3 pedone del nero · d1 torre del bianco · h1 re del bianco | b7 pedone del nero · e7 cavallo del nero · d6 pedone del nero · h6 pedone del bianco · g5 pedone del bianco · c4 re del nero · d4 pedone del nero · b3 pedone del nero · d1 torre del bianco · h1 re del bianco | b7 pedone del nero · e7 cavallo del nero · d6 pedone del nero · h6 pedone del bianco · g5 pedone del bianco · c4 re del nero · d4 pedone del nero · b3 pedone del nero · d1 torre del bianco · h1 re del bianco | b7 pedone del nero · e7 cavallo del nero · d6 pedone del nero · h6 pedone del bianco · g5 pedone del bianco · c4 re del nero · d4 pedone del nero · b3 pedone del nero · d1 torre del bianco · h1 re del bianco | b7 pedone del nero · e7 cavallo del nero · d6 pedone del nero · h6 pedone del bianco · g5 pedone del bianco · c4 re del nero · d4 pedone del nero · b3 pedone del nero · d1 torre del bianco · h1 re del bianco | b7 pedone del nero · e7 cavallo del nero · d6 pedone del nero · h6 pedone del bianco · g5 pedone del bianco · c4 re del nero · d4 pedone del nero · b3 pedone del nero · d1 torre del bianco · h1 re del bianco | 7 |
| 6 | b7 pedone del nero · e7 cavallo del nero · d6 pedone del nero · h6 pedone del bianco · g5 pedone del bianco · c4 re del nero · d4 pedone del nero · b3 pedone del nero · d1 torre del bianco · h1 re del bianco | b7 pedone del nero · e7 cavallo del nero · d6 pedone del nero · h6 pedone del bianco · g5 pedone del bianco · c4 re del nero · d4 pedone del nero · b3 pedone del nero · d1 torre del bianco · h1 re del bianco | b7 pedone del nero · e7 cavallo del nero · d6 pedone del nero · h6 pedone del bianco · g5 pedone del bianco · c4 re del nero · d4 pedone del nero · b3 pedone del nero · d1 torre del bianco · h1 re del bianco | b7 pedone del nero · e7 cavallo del nero · d6 pedone del nero · h6 pedone del bianco · g5 pedone del bianco · c4 re del nero · d4 pedone del nero · b3 pedone del nero · d1 torre del bianco · h1 re del bianco | b7 pedone del nero · e7 cavallo del nero · d6 pedone del nero · h6 pedone del bianco · g5 pedone del bianco · c4 re del nero · d4 pedone del nero · b3 pedone del nero · d1 torre del bianco · h1 re del bianco | b7 pedone del nero · e7 cavallo del nero · d6 pedone del nero · h6 pedone del bianco · g5 pedone del bianco · c4 re del nero · d4 pedone del nero · b3 pedone del nero · d1 torre del bianco · h1 re del bianco | b7 pedone del nero · e7 cavallo del nero · d6 pedone del nero · h6 pedone del bianco · g5 pedone del bianco · c4 re del nero · d4 pedone del nero · b3 pedone del nero · d1 torre del bianco · h1 re del bianco | b7 pedone del nero · e7 cavallo del nero · d6 pedone del nero · h6 pedone del bianco · g5 pedone del bianco · c4 re del nero · d4 pedone del nero · b3 pedone del nero · d1 torre del bianco · h1 re del bianco | 6 |
| 5 | b7 pedone del nero · e7 cavallo del nero · d6 pedone del nero · h6 pedone del bianco · g5 pedone del bianco · c4 re del nero · d4 pedone del nero · b3 pedone del nero · d1 torre del bianco · h1 re del bianco | b7 pedone del nero · e7 cavallo del nero · d6 pedone del nero · h6 pedone del bianco · g5 pedone del bianco · c4 re del nero · d4 pedone del nero · b3 pedone del nero · d1 torre del bianco · h1 re del bianco | b7 pedone del nero · e7 cavallo del nero · d6 pedone del nero · h6 pedone del bianco · g5 pedone del bianco · c4 re del nero · d4 pedone del nero · b3 pedone del nero · d1 torre del bianco · h1 re del bianco | b7 pedone del nero · e7 cavallo del nero · d6 pedone del nero · h6 pedone del bianco · g5 pedone del bianco · c4 re del nero · d4 pedone del nero · b3 pedone del nero · d1 torre del bianco · h1 re del bianco | b7 pedone del nero · e7 cavallo del nero · d6 pedone del nero · h6 pedone del bianco · g5 pedone del bianco · c4 re del nero · d4 pedone del nero · b3 pedone del nero · d1 torre del bianco · h1 re del bianco | b7 pedone del nero · e7 cavallo del nero · d6 pedone del nero · h6 pedone del bianco · g5 pedone del bianco · c4 re del nero · d4 pedone del nero · b3 pedone del nero · d1 torre del bianco · h1 re del bianco | b7 pedone del nero · e7 cavallo del nero · d6 pedone del nero · h6 pedone del bianco · g5 pedone del bianco · c4 re del nero · d4 pedone del nero · b3 pedone del nero · d1 torre del bianco · h1 re del bianco | b7 pedone del nero · e7 cavallo del nero · d6 pedone del nero · h6 pedone del bianco · g5 pedone del bianco · c4 re del nero · d4 pedone del nero · b3 pedone del nero · d1 torre del bianco · h1 re del bianco | 5 |
| 4 | b7 pedone del nero · e7 cavallo del nero · d6 pedone del nero · h6 pedone del bianco · g5 pedone del bianco · c4 re del nero · d4 pedone del nero · b3 pedone del nero · d1 torre del bianco · h1 re del bianco | b7 pedone del nero · e7 cavallo del nero · d6 pedone del nero · h6 pedone del bianco · g5 pedone del bianco · c4 re del nero · d4 pedone del nero · b3 pedone del nero · d1 torre del bianco · h1 re del bianco | b7 pedone del nero · e7 cavallo del nero · d6 pedone del nero · h6 pedone del bianco · g5 pedone del bianco · c4 re del nero · d4 pedone del nero · b3 pedone del nero · d1 torre del bianco · h1 re del bianco | b7 pedone del nero · e7 cavallo del nero · d6 pedone del nero · h6 pedone del bianco · g5 pedone del bianco · c4 re del nero · d4 pedone del nero · b3 pedone del nero · d1 torre del bianco · h1 re del bianco | b7 pedone del nero · e7 cavallo del nero · d6 pedone del nero · h6 pedone del bianco · g5 pedone del bianco · c4 re del nero · d4 pedone del nero · b3 pedone del nero · d1 torre del bianco · h1 re del bianco | b7 pedone del nero · e7 cavallo del nero · d6 pedone del nero · h6 pedone del bianco · g5 pedone del bianco · c4 re del nero · d4 pedone del nero · b3 pedone del nero · d1 torre del bianco · h1 re del bianco | b7 pedone del nero · e7 cavallo del nero · d6 pedone del nero · h6 pedone del bianco · g5 pedone del bianco · c4 re del nero · d4 pedone del nero · b3 pedone del nero · d1 torre del bianco · h1 re del bianco | b7 pedone del nero · e7 cavallo del nero · d6 pedone del nero · h6 pedone del bianco · g5 pedone del bianco · c4 re del nero · d4 pedone del nero · b3 pedone del nero · d1 torre del bianco · h1 re del bianco | 4 |
| 3 | b7 pedone del nero · e7 cavallo del nero · d6 pedone del nero · h6 pedone del bianco · g5 pedone del bianco · c4 re del nero · d4 pedone del nero · b3 pedone del nero · d1 torre del bianco · h1 re del bianco | b7 pedone del nero · e7 cavallo del nero · d6 pedone del nero · h6 pedone del bianco · g5 pedone del bianco · c4 re del nero · d4 pedone del nero · b3 pedone del nero · d1 torre del bianco · h1 re del bianco | b7 pedone del nero · e7 cavallo del nero · d6 pedone del nero · h6 pedone del bianco · g5 pedone del bianco · c4 re del nero · d4 pedone del nero · b3 pedone del nero · d1 torre del bianco · h1 re del bianco | b7 pedone del nero · e7 cavallo del nero · d6 pedone del nero · h6 pedone del bianco · g5 pedone del bianco · c4 re del nero · d4 pedone del nero · b3 pedone del nero · d1 torre del bianco · h1 re del bianco | b7 pedone del nero · e7 cavallo del nero · d6 pedone del nero · h6 pedone del bianco · g5 pedone del bianco · c4 re del nero · d4 pedone del nero · b3 pedone del nero · d1 torre del bianco · h1 re del bianco | b7 pedone del nero · e7 cavallo del nero · d6 pedone del nero · h6 pedone del bianco · g5 pedone del bianco · c4 re del nero · d4 pedone del nero · b3 pedone del nero · d1 torre del bianco · h1 re del bianco | b7 pedone del nero · e7 cavallo del nero · d6 pedone del nero · h6 pedone del bianco · g5 pedone del bianco · c4 re del nero · d4 pedone del nero · b3 pedone del nero · d1 torre del bianco · h1 re del bianco | b7 pedone del nero · e7 cavallo del nero · d6 pedone del nero · h6 pedone del bianco · g5 pedone del bianco · c4 re del nero · d4 pedone del nero · b3 pedone del nero · d1 torre del bianco · h1 re del bianco | 3 |
| 2 | b7 pedone del nero · e7 cavallo del nero · d6 pedone del nero · h6 pedone del bianco · g5 pedone del bianco · c4 re del nero · d4 pedone del nero · b3 pedone del nero · d1 torre del bianco · h1 re del bianco | b7 pedone del nero · e7 cavallo del nero · d6 pedone del nero · h6 pedone del bianco · g5 pedone del bianco · c4 re del nero · d4 pedone del nero · b3 pedone del nero · d1 torre del bianco · h1 re del bianco | b7 pedone del nero · e7 cavallo del nero · d6 pedone del nero · h6 pedone del bianco · g5 pedone del bianco · c4 re del nero · d4 pedone del nero · b3 pedone del nero · d1 torre del bianco · h1 re del bianco | b7 pedone del nero · e7 cavallo del nero · d6 pedone del nero · h6 pedone del bianco · g5 pedone del bianco · c4 re del nero · d4 pedone del nero · b3 pedone del nero · d1 torre del bianco · h1 re del bianco | b7 pedone del nero · e7 cavallo del nero · d6 pedone del nero · h6 pedone del bianco · g5 pedone del bianco · c4 re del nero · d4 pedone del nero · b3 pedone del nero · d1 torre del bianco · h1 re del bianco | b7 pedone del nero · e7 cavallo del nero · d6 pedone del nero · h6 pedone del bianco · g5 pedone del bianco · c4 re del nero · d4 pedone del nero · b3 pedone del nero · d1 torre del bianco · h1 re del bianco | b7 pedone del nero · e7 cavallo del nero · d6 pedone del nero · h6 pedone del bianco · g5 pedone del bianco · c4 re del nero · d4 pedone del nero · b3 pedone del nero · d1 torre del bianco · h1 re del bianco | b7 pedone del nero · e7 cavallo del nero · d6 pedone del nero · h6 pedone del bianco · g5 pedone del bianco · c4 re del nero · d4 pedone del nero · b3 pedone del nero · d1 torre del bianco · h1 re del bianco | 2 |
| 1 | b7 pedone del nero · e7 cavallo del nero · d6 pedone del nero · h6 pedone del bianco · g5 pedone del bianco · c4 re del nero · d4 pedone del nero · b3 pedone del nero · d1 torre del bianco · h1 re del bianco | b7 pedone del nero · e7 cavallo del nero · d6 pedone del nero · h6 pedone del bianco · g5 pedone del bianco · c4 re del nero · d4 pedone del nero · b3 pedone del nero · d1 torre del bianco · h1 re del bianco | b7 pedone del nero · e7 cavallo del nero · d6 pedone del nero · h6 pedone del bianco · g5 pedone del bianco · c4 re del nero · d4 pedone del nero · b3 pedone del nero · d1 torre del bianco · h1 re del bianco | b7 pedone del nero · e7 cavallo del nero · d6 pedone del nero · h6 pedone del bianco · g5 pedone del bianco · c4 re del nero · d4 pedone del nero · b3 pedone del nero · d1 torre del bianco · h1 re del bianco | b7 pedone del nero · e7 cavallo del nero · d6 pedone del nero · h6 pedone del bianco · g5 pedone del bianco · c4 re del nero · d4 pedone del nero · b3 pedone del nero · d1 torre del bianco · h1 re del bianco | b7 pedone del nero · e7 cavallo del nero · d6 pedone del nero · h6 pedone del bianco · g5 pedone del bianco · c4 re del nero · d4 pedone del nero · b3 pedone del nero · d1 torre del bianco · h1 re del bianco | b7 pedone del nero · e7 cavallo del nero · d6 pedone del nero · h6 pedone del bianco · g5 pedone del bianco · c4 re del nero · d4 pedone del nero · b3 pedone del nero · d1 torre del bianco · h1 re del bianco | b7 pedone del nero · e7 cavallo del nero · d6 pedone del nero · h6 pedone del bianco · g5 pedone del bianco · c4 re del nero · d4 pedone del nero · b3 pedone del nero · d1 torre del bianco · h1 re del bianco | 1 |
|   | a | b | c | d | e | f | g | h |   |

41.Axd4 exd4
Le mosse del World Team sono essenzialmente forzate a questo punto. La principale possibilità di Kasparov per deviare sarebbe stata 40.Ac1, ma 40...Re6 sembrava poter resistere. Sebbene l'alfiere nero fosse temporaneamente fuori dal gioco e incapace di fermare i pedoni bianchi, il re nero era ancora presente e un tempo guadagnato in una simile posizione poteva fare la differenza. Kasparov dalla trentottesima mossa aveva probabilmente forzato tutte le mosse del World Team fino alla cinquantesima.
Man mano che il gioco diventava più strategico, con la tecnica dei finali che andava a sostituirsi alle considerazioni tattiche proprie del mediogioco, sembrava che la ricerca delle mosse migliori andasse oltre le capacità dei giocatori votanti del World Team. Ad esempio, alla quarantesima mossa Rc4 era determinante per la promozione del pedone nero in b e, benché fosse stata caldamente raccomandata da tutti gli analisti e dal commentatore, Daniel King, ricevette solo il 79% dei voti, mentre in precedenza le mosse forzate raggiungevano almeno il 98% dei consensi. Questo riflette probabilmente il fatto che molti giocatori da casa seguivano le indicazioni dei motori scacchistici, che all'epoca erano notoriamente deboli nei finali.
I pedoni del World Team sono divenuti una minaccia sufficientemente forte e la torre di Kasparov non può allo stesso tempo proteggere la prima traversa e aiutare i pedoni passati contro il cavallo nero. Il re bianco deve dunque uscire dall'angolo.
42.Rg2 b2 43.Rf3 Rc3 44.h7
Kasparov avrebbe potuto avanzare il pedone in una delle mosse precedenti, ma il gioco avrebbe comunque potuto essere trasposto verso questa linea.
|   | a | b | c | d | e | f | g | h |   |
| 8 | b7 pedone del nero · h7 pedone del bianco · d6 pedone del nero · g6 cavallo del nero · g5 pedone del bianco · d4 pedone del nero · e4 re del bianco · b2 pedone del nero · c2 re del nero · h1 torre del bianco | b7 pedone del nero · h7 pedone del bianco · d6 pedone del nero · g6 cavallo del nero · g5 pedone del bianco · d4 pedone del nero · e4 re del bianco · b2 pedone del nero · c2 re del nero · h1 torre del bianco | b7 pedone del nero · h7 pedone del bianco · d6 pedone del nero · g6 cavallo del nero · g5 pedone del bianco · d4 pedone del nero · e4 re del bianco · b2 pedone del nero · c2 re del nero · h1 torre del bianco | b7 pedone del nero · h7 pedone del bianco · d6 pedone del nero · g6 cavallo del nero · g5 pedone del bianco · d4 pedone del nero · e4 re del bianco · b2 pedone del nero · c2 re del nero · h1 torre del bianco | b7 pedone del nero · h7 pedone del bianco · d6 pedone del nero · g6 cavallo del nero · g5 pedone del bianco · d4 pedone del nero · e4 re del bianco · b2 pedone del nero · c2 re del nero · h1 torre del bianco | b7 pedone del nero · h7 pedone del bianco · d6 pedone del nero · g6 cavallo del nero · g5 pedone del bianco · d4 pedone del nero · e4 re del bianco · b2 pedone del nero · c2 re del nero · h1 torre del bianco | b7 pedone del nero · h7 pedone del bianco · d6 pedone del nero · g6 cavallo del nero · g5 pedone del bianco · d4 pedone del nero · e4 re del bianco · b2 pedone del nero · c2 re del nero · h1 torre del bianco | b7 pedone del nero · h7 pedone del bianco · d6 pedone del nero · g6 cavallo del nero · g5 pedone del bianco · d4 pedone del nero · e4 re del bianco · b2 pedone del nero · c2 re del nero · h1 torre del bianco | 8 |
| 7 | b7 pedone del nero · h7 pedone del bianco · d6 pedone del nero · g6 cavallo del nero · g5 pedone del bianco · d4 pedone del nero · e4 re del bianco · b2 pedone del nero · c2 re del nero · h1 torre del bianco | b7 pedone del nero · h7 pedone del bianco · d6 pedone del nero · g6 cavallo del nero · g5 pedone del bianco · d4 pedone del nero · e4 re del bianco · b2 pedone del nero · c2 re del nero · h1 torre del bianco | b7 pedone del nero · h7 pedone del bianco · d6 pedone del nero · g6 cavallo del nero · g5 pedone del bianco · d4 pedone del nero · e4 re del bianco · b2 pedone del nero · c2 re del nero · h1 torre del bianco | b7 pedone del nero · h7 pedone del bianco · d6 pedone del nero · g6 cavallo del nero · g5 pedone del bianco · d4 pedone del nero · e4 re del bianco · b2 pedone del nero · c2 re del nero · h1 torre del bianco | b7 pedone del nero · h7 pedone del bianco · d6 pedone del nero · g6 cavallo del nero · g5 pedone del bianco · d4 pedone del nero · e4 re del bianco · b2 pedone del nero · c2 re del nero · h1 torre del bianco | b7 pedone del nero · h7 pedone del bianco · d6 pedone del nero · g6 cavallo del nero · g5 pedone del bianco · d4 pedone del nero · e4 re del bianco · b2 pedone del nero · c2 re del nero · h1 torre del bianco | b7 pedone del nero · h7 pedone del bianco · d6 pedone del nero · g6 cavallo del nero · g5 pedone del bianco · d4 pedone del nero · e4 re del bianco · b2 pedone del nero · c2 re del nero · h1 torre del bianco | b7 pedone del nero · h7 pedone del bianco · d6 pedone del nero · g6 cavallo del nero · g5 pedone del bianco · d4 pedone del nero · e4 re del bianco · b2 pedone del nero · c2 re del nero · h1 torre del bianco | 7 |
| 6 | b7 pedone del nero · h7 pedone del bianco · d6 pedone del nero · g6 cavallo del nero · g5 pedone del bianco · d4 pedone del nero · e4 re del bianco · b2 pedone del nero · c2 re del nero · h1 torre del bianco | b7 pedone del nero · h7 pedone del bianco · d6 pedone del nero · g6 cavallo del nero · g5 pedone del bianco · d4 pedone del nero · e4 re del bianco · b2 pedone del nero · c2 re del nero · h1 torre del bianco | b7 pedone del nero · h7 pedone del bianco · d6 pedone del nero · g6 cavallo del nero · g5 pedone del bianco · d4 pedone del nero · e4 re del bianco · b2 pedone del nero · c2 re del nero · h1 torre del bianco | b7 pedone del nero · h7 pedone del bianco · d6 pedone del nero · g6 cavallo del nero · g5 pedone del bianco · d4 pedone del nero · e4 re del bianco · b2 pedone del nero · c2 re del nero · h1 torre del bianco | b7 pedone del nero · h7 pedone del bianco · d6 pedone del nero · g6 cavallo del nero · g5 pedone del bianco · d4 pedone del nero · e4 re del bianco · b2 pedone del nero · c2 re del nero · h1 torre del bianco | b7 pedone del nero · h7 pedone del bianco · d6 pedone del nero · g6 cavallo del nero · g5 pedone del bianco · d4 pedone del nero · e4 re del bianco · b2 pedone del nero · c2 re del nero · h1 torre del bianco | b7 pedone del nero · h7 pedone del bianco · d6 pedone del nero · g6 cavallo del nero · g5 pedone del bianco · d4 pedone del nero · e4 re del bianco · b2 pedone del nero · c2 re del nero · h1 torre del bianco | b7 pedone del nero · h7 pedone del bianco · d6 pedone del nero · g6 cavallo del nero · g5 pedone del bianco · d4 pedone del nero · e4 re del bianco · b2 pedone del nero · c2 re del nero · h1 torre del bianco | 6 |
| 5 | b7 pedone del nero · h7 pedone del bianco · d6 pedone del nero · g6 cavallo del nero · g5 pedone del bianco · d4 pedone del nero · e4 re del bianco · b2 pedone del nero · c2 re del nero · h1 torre del bianco | b7 pedone del nero · h7 pedone del bianco · d6 pedone del nero · g6 cavallo del nero · g5 pedone del bianco · d4 pedone del nero · e4 re del bianco · b2 pedone del nero · c2 re del nero · h1 torre del bianco | b7 pedone del nero · h7 pedone del bianco · d6 pedone del nero · g6 cavallo del nero · g5 pedone del bianco · d4 pedone del nero · e4 re del bianco · b2 pedone del nero · c2 re del nero · h1 torre del bianco | b7 pedone del nero · h7 pedone del bianco · d6 pedone del nero · g6 cavallo del nero · g5 pedone del bianco · d4 pedone del nero · e4 re del bianco · b2 pedone del nero · c2 re del nero · h1 torre del bianco | b7 pedone del nero · h7 pedone del bianco · d6 pedone del nero · g6 cavallo del nero · g5 pedone del bianco · d4 pedone del nero · e4 re del bianco · b2 pedone del nero · c2 re del nero · h1 torre del bianco | b7 pedone del nero · h7 pedone del bianco · d6 pedone del nero · g6 cavallo del nero · g5 pedone del bianco · d4 pedone del nero · e4 re del bianco · b2 pedone del nero · c2 re del nero · h1 torre del bianco | b7 pedone del nero · h7 pedone del bianco · d6 pedone del nero · g6 cavallo del nero · g5 pedone del bianco · d4 pedone del nero · e4 re del bianco · b2 pedone del nero · c2 re del nero · h1 torre del bianco | b7 pedone del nero · h7 pedone del bianco · d6 pedone del nero · g6 cavallo del nero · g5 pedone del bianco · d4 pedone del nero · e4 re del bianco · b2 pedone del nero · c2 re del nero · h1 torre del bianco | 5 |
| 4 | b7 pedone del nero · h7 pedone del bianco · d6 pedone del nero · g6 cavallo del nero · g5 pedone del bianco · d4 pedone del nero · e4 re del bianco · b2 pedone del nero · c2 re del nero · h1 torre del bianco | b7 pedone del nero · h7 pedone del bianco · d6 pedone del nero · g6 cavallo del nero · g5 pedone del bianco · d4 pedone del nero · e4 re del bianco · b2 pedone del nero · c2 re del nero · h1 torre del bianco | b7 pedone del nero · h7 pedone del bianco · d6 pedone del nero · g6 cavallo del nero · g5 pedone del bianco · d4 pedone del nero · e4 re del bianco · b2 pedone del nero · c2 re del nero · h1 torre del bianco | b7 pedone del nero · h7 pedone del bianco · d6 pedone del nero · g6 cavallo del nero · g5 pedone del bianco · d4 pedone del nero · e4 re del bianco · b2 pedone del nero · c2 re del nero · h1 torre del bianco | b7 pedone del nero · h7 pedone del bianco · d6 pedone del nero · g6 cavallo del nero · g5 pedone del bianco · d4 pedone del nero · e4 re del bianco · b2 pedone del nero · c2 re del nero · h1 torre del bianco | b7 pedone del nero · h7 pedone del bianco · d6 pedone del nero · g6 cavallo del nero · g5 pedone del bianco · d4 pedone del nero · e4 re del bianco · b2 pedone del nero · c2 re del nero · h1 torre del bianco | b7 pedone del nero · h7 pedone del bianco · d6 pedone del nero · g6 cavallo del nero · g5 pedone del bianco · d4 pedone del nero · e4 re del bianco · b2 pedone del nero · c2 re del nero · h1 torre del bianco | b7 pedone del nero · h7 pedone del bianco · d6 pedone del nero · g6 cavallo del nero · g5 pedone del bianco · d4 pedone del nero · e4 re del bianco · b2 pedone del nero · c2 re del nero · h1 torre del bianco | 4 |
| 3 | b7 pedone del nero · h7 pedone del bianco · d6 pedone del nero · g6 cavallo del nero · g5 pedone del bianco · d4 pedone del nero · e4 re del bianco · b2 pedone del nero · c2 re del nero · h1 torre del bianco | b7 pedone del nero · h7 pedone del bianco · d6 pedone del nero · g6 cavallo del nero · g5 pedone del bianco · d4 pedone del nero · e4 re del bianco · b2 pedone del nero · c2 re del nero · h1 torre del bianco | b7 pedone del nero · h7 pedone del bianco · d6 pedone del nero · g6 cavallo del nero · g5 pedone del bianco · d4 pedone del nero · e4 re del bianco · b2 pedone del nero · c2 re del nero · h1 torre del bianco | b7 pedone del nero · h7 pedone del bianco · d6 pedone del nero · g6 cavallo del nero · g5 pedone del bianco · d4 pedone del nero · e4 re del bianco · b2 pedone del nero · c2 re del nero · h1 torre del bianco | b7 pedone del nero · h7 pedone del bianco · d6 pedone del nero · g6 cavallo del nero · g5 pedone del bianco · d4 pedone del nero · e4 re del bianco · b2 pedone del nero · c2 re del nero · h1 torre del bianco | b7 pedone del nero · h7 pedone del bianco · d6 pedone del nero · g6 cavallo del nero · g5 pedone del bianco · d4 pedone del nero · e4 re del bianco · b2 pedone del nero · c2 re del nero · h1 torre del bianco | b7 pedone del nero · h7 pedone del bianco · d6 pedone del nero · g6 cavallo del nero · g5 pedone del bianco · d4 pedone del nero · e4 re del bianco · b2 pedone del nero · c2 re del nero · h1 torre del bianco | b7 pedone del nero · h7 pedone del bianco · d6 pedone del nero · g6 cavallo del nero · g5 pedone del bianco · d4 pedone del nero · e4 re del bianco · b2 pedone del nero · c2 re del nero · h1 torre del bianco | 3 |
| 2 | b7 pedone del nero · h7 pedone del bianco · d6 pedone del nero · g6 cavallo del nero · g5 pedone del bianco · d4 pedone del nero · e4 re del bianco · b2 pedone del nero · c2 re del nero · h1 torre del bianco | b7 pedone del nero · h7 pedone del bianco · d6 pedone del nero · g6 cavallo del nero · g5 pedone del bianco · d4 pedone del nero · e4 re del bianco · b2 pedone del nero · c2 re del nero · h1 torre del bianco | b7 pedone del nero · h7 pedone del bianco · d6 pedone del nero · g6 cavallo del nero · g5 pedone del bianco · d4 pedone del nero · e4 re del bianco · b2 pedone del nero · c2 re del nero · h1 torre del bianco | b7 pedone del nero · h7 pedone del bianco · d6 pedone del nero · g6 cavallo del nero · g5 pedone del bianco · d4 pedone del nero · e4 re del bianco · b2 pedone del nero · c2 re del nero · h1 torre del bianco | b7 pedone del nero · h7 pedone del bianco · d6 pedone del nero · g6 cavallo del nero · g5 pedone del bianco · d4 pedone del nero · e4 re del bianco · b2 pedone del nero · c2 re del nero · h1 torre del bianco | b7 pedone del nero · h7 pedone del bianco · d6 pedone del nero · g6 cavallo del nero · g5 pedone del bianco · d4 pedone del nero · e4 re del bianco · b2 pedone del nero · c2 re del nero · h1 torre del bianco | b7 pedone del nero · h7 pedone del bianco · d6 pedone del nero · g6 cavallo del nero · g5 pedone del bianco · d4 pedone del nero · e4 re del bianco · b2 pedone del nero · c2 re del nero · h1 torre del bianco | b7 pedone del nero · h7 pedone del bianco · d6 pedone del nero · g6 cavallo del nero · g5 pedone del bianco · d4 pedone del nero · e4 re del bianco · b2 pedone del nero · c2 re del nero · h1 torre del bianco | 2 |
| 1 | b7 pedone del nero · h7 pedone del bianco · d6 pedone del nero · g6 cavallo del nero · g5 pedone del bianco · d4 pedone del nero · e4 re del bianco · b2 pedone del nero · c2 re del nero · h1 torre del bianco | b7 pedone del nero · h7 pedone del bianco · d6 pedone del nero · g6 cavallo del nero · g5 pedone del bianco · d4 pedone del nero · e4 re del bianco · b2 pedone del nero · c2 re del nero · h1 torre del bianco | b7 pedone del nero · h7 pedone del bianco · d6 pedone del nero · g6 cavallo del nero · g5 pedone del bianco · d4 pedone del nero · e4 re del bianco · b2 pedone del nero · c2 re del nero · h1 torre del bianco | b7 pedone del nero · h7 pedone del bianco · d6 pedone del nero · g6 cavallo del nero · g5 pedone del bianco · d4 pedone del nero · e4 re del bianco · b2 pedone del nero · c2 re del nero · h1 torre del bianco | b7 pedone del nero · h7 pedone del bianco · d6 pedone del nero · g6 cavallo del nero · g5 pedone del bianco · d4 pedone del nero · e4 re del bianco · b2 pedone del nero · c2 re del nero · h1 torre del bianco | b7 pedone del nero · h7 pedone del bianco · d6 pedone del nero · g6 cavallo del nero · g5 pedone del bianco · d4 pedone del nero · e4 re del bianco · b2 pedone del nero · c2 re del nero · h1 torre del bianco | b7 pedone del nero · h7 pedone del bianco · d6 pedone del nero · g6 cavallo del nero · g5 pedone del bianco · d4 pedone del nero · e4 re del bianco · b2 pedone del nero · c2 re del nero · h1 torre del bianco | b7 pedone del nero · h7 pedone del bianco · d6 pedone del nero · g6 cavallo del nero · g5 pedone del bianco · d4 pedone del nero · e4 re del bianco · b2 pedone del nero · c2 re del nero · h1 torre del bianco | 1 |
|   | a | b | c | d | e | f | g | h |   |

44...Cg6 45.Re4 Rc2 46.Th1
Il World Team necessitava di avanzare sia il pedone in d sia quello in b, per avere una seconda Donna dopo il sacrificio di torre di Kasparov per prendere la prima. Nonostante le raccomandazioni degli analisti, il 9% del World Team ha votato per una mossa che rappresenta un errore grossolano, ovvero la promozione immediata del pedone in b, che fallisce dopo 46...b1D? 47.Txb1 Rxb1 48.Rxd4. È per favorire questo errore che Kasparov ha accentrato il suo re, che sarebbe arrivato ad assistere i suoi pedoni indifferentemente avanzando in linea retta oppure con quel passo in diagonale, che però aggiunge la minaccia in caso di errore del Nero.
46...d3 47.Rf5
Alla quarantasettesima mossa del Nero, gli analisti erano d'accordo all'unanimità per la promozione del pedone. Il 15% dei votanti proponeva 47...Ch8, che avrebbe però portato a un finale perdente dopo 48.g6 d2 49.g7 d1D 50.Txd1 Rxd1 51.gxh8D b1D+, dove il Nero non può dare scacco perpetuo.
|   | a | b | c | d | e | f | g | h |   |
| 8 | h8 donna del bianco · b7 pedone del nero · d6 pedone del nero · g6 re del bianco · g5 pedone del bianco · b1 re del nero · d1 donna del nero | h8 donna del bianco · b7 pedone del nero · d6 pedone del nero · g6 re del bianco · g5 pedone del bianco · b1 re del nero · d1 donna del nero | h8 donna del bianco · b7 pedone del nero · d6 pedone del nero · g6 re del bianco · g5 pedone del bianco · b1 re del nero · d1 donna del nero | h8 donna del bianco · b7 pedone del nero · d6 pedone del nero · g6 re del bianco · g5 pedone del bianco · b1 re del nero · d1 donna del nero | h8 donna del bianco · b7 pedone del nero · d6 pedone del nero · g6 re del bianco · g5 pedone del bianco · b1 re del nero · d1 donna del nero | h8 donna del bianco · b7 pedone del nero · d6 pedone del nero · g6 re del bianco · g5 pedone del bianco · b1 re del nero · d1 donna del nero | h8 donna del bianco · b7 pedone del nero · d6 pedone del nero · g6 re del bianco · g5 pedone del bianco · b1 re del nero · d1 donna del nero | h8 donna del bianco · b7 pedone del nero · d6 pedone del nero · g6 re del bianco · g5 pedone del bianco · b1 re del nero · d1 donna del nero | 8 |
| 7 | h8 donna del bianco · b7 pedone del nero · d6 pedone del nero · g6 re del bianco · g5 pedone del bianco · b1 re del nero · d1 donna del nero | h8 donna del bianco · b7 pedone del nero · d6 pedone del nero · g6 re del bianco · g5 pedone del bianco · b1 re del nero · d1 donna del nero | h8 donna del bianco · b7 pedone del nero · d6 pedone del nero · g6 re del bianco · g5 pedone del bianco · b1 re del nero · d1 donna del nero | h8 donna del bianco · b7 pedone del nero · d6 pedone del nero · g6 re del bianco · g5 pedone del bianco · b1 re del nero · d1 donna del nero | h8 donna del bianco · b7 pedone del nero · d6 pedone del nero · g6 re del bianco · g5 pedone del bianco · b1 re del nero · d1 donna del nero | h8 donna del bianco · b7 pedone del nero · d6 pedone del nero · g6 re del bianco · g5 pedone del bianco · b1 re del nero · d1 donna del nero | h8 donna del bianco · b7 pedone del nero · d6 pedone del nero · g6 re del bianco · g5 pedone del bianco · b1 re del nero · d1 donna del nero | h8 donna del bianco · b7 pedone del nero · d6 pedone del nero · g6 re del bianco · g5 pedone del bianco · b1 re del nero · d1 donna del nero | 7 |
| 6 | h8 donna del bianco · b7 pedone del nero · d6 pedone del nero · g6 re del bianco · g5 pedone del bianco · b1 re del nero · d1 donna del nero | h8 donna del bianco · b7 pedone del nero · d6 pedone del nero · g6 re del bianco · g5 pedone del bianco · b1 re del nero · d1 donna del nero | h8 donna del bianco · b7 pedone del nero · d6 pedone del nero · g6 re del bianco · g5 pedone del bianco · b1 re del nero · d1 donna del nero | h8 donna del bianco · b7 pedone del nero · d6 pedone del nero · g6 re del bianco · g5 pedone del bianco · b1 re del nero · d1 donna del nero | h8 donna del bianco · b7 pedone del nero · d6 pedone del nero · g6 re del bianco · g5 pedone del bianco · b1 re del nero · d1 donna del nero | h8 donna del bianco · b7 pedone del nero · d6 pedone del nero · g6 re del bianco · g5 pedone del bianco · b1 re del nero · d1 donna del nero | h8 donna del bianco · b7 pedone del nero · d6 pedone del nero · g6 re del bianco · g5 pedone del bianco · b1 re del nero · d1 donna del nero | h8 donna del bianco · b7 pedone del nero · d6 pedone del nero · g6 re del bianco · g5 pedone del bianco · b1 re del nero · d1 donna del nero | 6 |
| 5 | h8 donna del bianco · b7 pedone del nero · d6 pedone del nero · g6 re del bianco · g5 pedone del bianco · b1 re del nero · d1 donna del nero | h8 donna del bianco · b7 pedone del nero · d6 pedone del nero · g6 re del bianco · g5 pedone del bianco · b1 re del nero · d1 donna del nero | h8 donna del bianco · b7 pedone del nero · d6 pedone del nero · g6 re del bianco · g5 pedone del bianco · b1 re del nero · d1 donna del nero | h8 donna del bianco · b7 pedone del nero · d6 pedone del nero · g6 re del bianco · g5 pedone del bianco · b1 re del nero · d1 donna del nero | h8 donna del bianco · b7 pedone del nero · d6 pedone del nero · g6 re del bianco · g5 pedone del bianco · b1 re del nero · d1 donna del nero | h8 donna del bianco · b7 pedone del nero · d6 pedone del nero · g6 re del bianco · g5 pedone del bianco · b1 re del nero · d1 donna del nero | h8 donna del bianco · b7 pedone del nero · d6 pedone del nero · g6 re del bianco · g5 pedone del bianco · b1 re del nero · d1 donna del nero | h8 donna del bianco · b7 pedone del nero · d6 pedone del nero · g6 re del bianco · g5 pedone del bianco · b1 re del nero · d1 donna del nero | 5 |
| 4 | h8 donna del bianco · b7 pedone del nero · d6 pedone del nero · g6 re del bianco · g5 pedone del bianco · b1 re del nero · d1 donna del nero | h8 donna del bianco · b7 pedone del nero · d6 pedone del nero · g6 re del bianco · g5 pedone del bianco · b1 re del nero · d1 donna del nero | h8 donna del bianco · b7 pedone del nero · d6 pedone del nero · g6 re del bianco · g5 pedone del bianco · b1 re del nero · d1 donna del nero | h8 donna del bianco · b7 pedone del nero · d6 pedone del nero · g6 re del bianco · g5 pedone del bianco · b1 re del nero · d1 donna del nero | h8 donna del bianco · b7 pedone del nero · d6 pedone del nero · g6 re del bianco · g5 pedone del bianco · b1 re del nero · d1 donna del nero | h8 donna del bianco · b7 pedone del nero · d6 pedone del nero · g6 re del bianco · g5 pedone del bianco · b1 re del nero · d1 donna del nero | h8 donna del bianco · b7 pedone del nero · d6 pedone del nero · g6 re del bianco · g5 pedone del bianco · b1 re del nero · d1 donna del nero | h8 donna del bianco · b7 pedone del nero · d6 pedone del nero · g6 re del bianco · g5 pedone del bianco · b1 re del nero · d1 donna del nero | 4 |
| 3 | h8 donna del bianco · b7 pedone del nero · d6 pedone del nero · g6 re del bianco · g5 pedone del bianco · b1 re del nero · d1 donna del nero | h8 donna del bianco · b7 pedone del nero · d6 pedone del nero · g6 re del bianco · g5 pedone del bianco · b1 re del nero · d1 donna del nero | h8 donna del bianco · b7 pedone del nero · d6 pedone del nero · g6 re del bianco · g5 pedone del bianco · b1 re del nero · d1 donna del nero | h8 donna del bianco · b7 pedone del nero · d6 pedone del nero · g6 re del bianco · g5 pedone del bianco · b1 re del nero · d1 donna del nero | h8 donna del bianco · b7 pedone del nero · d6 pedone del nero · g6 re del bianco · g5 pedone del bianco · b1 re del nero · d1 donna del nero | h8 donna del bianco · b7 pedone del nero · d6 pedone del nero · g6 re del bianco · g5 pedone del bianco · b1 re del nero · d1 donna del nero | h8 donna del bianco · b7 pedone del nero · d6 pedone del nero · g6 re del bianco · g5 pedone del bianco · b1 re del nero · d1 donna del nero | h8 donna del bianco · b7 pedone del nero · d6 pedone del nero · g6 re del bianco · g5 pedone del bianco · b1 re del nero · d1 donna del nero | 3 |
| 2 | h8 donna del bianco · b7 pedone del nero · d6 pedone del nero · g6 re del bianco · g5 pedone del bianco · b1 re del nero · d1 donna del nero | h8 donna del bianco · b7 pedone del nero · d6 pedone del nero · g6 re del bianco · g5 pedone del bianco · b1 re del nero · d1 donna del nero | h8 donna del bianco · b7 pedone del nero · d6 pedone del nero · g6 re del bianco · g5 pedone del bianco · b1 re del nero · d1 donna del nero | h8 donna del bianco · b7 pedone del nero · d6 pedone del nero · g6 re del bianco · g5 pedone del bianco · b1 re del nero · d1 donna del nero | h8 donna del bianco · b7 pedone del nero · d6 pedone del nero · g6 re del bianco · g5 pedone del bianco · b1 re del nero · d1 donna del nero | h8 donna del bianco · b7 pedone del nero · d6 pedone del nero · g6 re del bianco · g5 pedone del bianco · b1 re del nero · d1 donna del nero | h8 donna del bianco · b7 pedone del nero · d6 pedone del nero · g6 re del bianco · g5 pedone del bianco · b1 re del nero · d1 donna del nero | h8 donna del bianco · b7 pedone del nero · d6 pedone del nero · g6 re del bianco · g5 pedone del bianco · b1 re del nero · d1 donna del nero | 2 |
| 1 | h8 donna del bianco · b7 pedone del nero · d6 pedone del nero · g6 re del bianco · g5 pedone del bianco · b1 re del nero · d1 donna del nero | h8 donna del bianco · b7 pedone del nero · d6 pedone del nero · g6 re del bianco · g5 pedone del bianco · b1 re del nero · d1 donna del nero | h8 donna del bianco · b7 pedone del nero · d6 pedone del nero · g6 re del bianco · g5 pedone del bianco · b1 re del nero · d1 donna del nero | h8 donna del bianco · b7 pedone del nero · d6 pedone del nero · g6 re del bianco · g5 pedone del bianco · b1 re del nero · d1 donna del nero | h8 donna del bianco · b7 pedone del nero · d6 pedone del nero · g6 re del bianco · g5 pedone del bianco · b1 re del nero · d1 donna del nero | h8 donna del bianco · b7 pedone del nero · d6 pedone del nero · g6 re del bianco · g5 pedone del bianco · b1 re del nero · d1 donna del nero | h8 donna del bianco · b7 pedone del nero · d6 pedone del nero · g6 re del bianco · g5 pedone del bianco · b1 re del nero · d1 donna del nero | h8 donna del bianco · b7 pedone del nero · d6 pedone del nero · g6 re del bianco · g5 pedone del bianco · b1 re del nero · d1 donna del nero | 1 |
|   | a | b | c | d | e | f | g | h |   |

47...b1D 48.Txb1 Rxb1 49.Rxg6 d2 50.h8D d1D
La corsa verso la promozione dei pedoni è finita. La posizione non è pari: il pedone molto avanzato di Kasparov era una minaccia imminente di promozione, mentre i pedoni del World Team erano potenzialmente un vantaggio oppure uno svantaggio a seconda dei punti di vista. Il piano generale di difesa del World Team prevedeva di collocare il proprio re in una posizione favorevole, per impedire al campione russo un fatale cambio delle donne e permettere di dare scacco al re bianco per impedire la promozione del pedone in g. In altre linee di gioco il Nero poteva puntare al controgioco avanzando i pedoni, ma questa era una strategia secondaria.
Il World Team si è affidato ad analisi al computer lungo tutta la partita, ma a questo punto del gioco l'analisi effettuata dai motori scacchistici disponibili al tempo dell'incontro iniziava a produrre scelte strategicamente scorrette. Una posizione di questo tipo era in genere di difficile comprensione per i computer non muniti di tablebase, e nel 1999 non esistevano tablebase a sette pezzi. Dopo il termine della partita, Peter Karrer realizzò una tablebase apposita per lo studio di questo finale, grazie alla quale Krush e il MI Ken Regan scoprirono che la partita, dopo la cinquantesima mossa, sarebbe stata patta a gioco corretto. Sia Kasparov sia i giocatori del World Team sospettavano tale possibilità, ma come mostra il gioco che seguì, entrambe le parti non avevano capito pienamente la posizione.
Alcuni membri del World Team tentarono di capire la posizione consultando le migliori tablebase a cinque pezzi, senza i pedoni neri, e questo li incoraggiava a pensare che la posizione fosse patta. Sfortunatamente, l'aggiunta dei pedoni neri alle analisi complicava enormemente la posizione, non necessariamente a favore del World Team. Ad esempio, la posizione era patta con due pedoni neri in posizione, ma anche l'assenza di uno di essi poteva significare la vittoria teorica del Bianco.

### Mosse 51-62
51.Dh7
Questa mossa minacciava di far guadagnare a Kasparov un tempo, facendo avanzare il re effettuando uno scacco di scoperta. I partecipanti del BBS e Krush proposero 51...Ra1, che come lo stesso Kasparov disse a posteriori e come le tablebase confermeranno, avrebbe portato alla patta. Ma Felecan propose 51...d5, Pähtz 51...b5 e Bacrot si astenne durante quel turno. Per la prima volta nelle ultime quaranta mosse, la proposta di Krush viene scartata, ricevendo il 34% di preferenze contro il 39% di 51...b5.
Una possibile spiegazione di questo risultato emerse quando un partecipante, che si faceva chiamare "Jose Unodos", si vantò di aver trovato un modo per votare più volte, spiegando anche il metodo utilizzato. Indipendentemente dal fatto che i suoi voti irregolari siano stati o meno determinanti nel risultato della votazione, questo mostrò come il sistema di voto fosse violabile e il fatto venne accertato da altri utenti alla cinquantanovesima mossa, quando la vittoria di Kasparov era ormai certa.
51...b5?! 52.Rf6+
Le analisi sul BBS e di Krush arrivarono a stabilire che 52...Rc1 offriva le migliori possibilità di patta, come confermato a posteriori dalle tablebase. L'analisi della partita effettuata da Peter Karrer, tramite un software scritto da questi apposta per l'occasione, approntato due settimane dopo il termine del match, trovò una linea per la patta: 52...Rc1! 53.De4! Df1+ 54.Re7 b4. Qui, se il Bianco gioca 55.Db4, il Nero è deve necessariamente giocare 55...Df5, seguono 56.Dc3+ Rb1 57.Df6 De4+ (unica mossa corretta), 58.Rf7 Dc4!+ 59.Rg7 d5 (unica mossa corretta) e il Bianco ottiene la patta.
Tuttavia Bacrot raccomandava 52...Ra1, mentre Felecan e Pähtz sostenevano 52...Rb2. Quest'ultima proposta vinse la votazione con il 42% delle preferenze. L'idea era quella di usare il re per sostenere la spinta del pedone in b verso la promozione, ma questo piano non avrebbe funzionato.
52...Rb2?
Le tablebase mostrano che Kasparov avrebbe potuto avviare una vittoria forzata con 53.De4, ma si tratta di una combinazione molto profonda e il giocatore russo non riuscì a vederla. Questa posizione era al di fuori delle conoscenze di teoria dei finali dell'epoca, e anche il campione russo non riuscì sul momento a comprenderla sotto tutti gli aspetti. Kasparov compì invece una manovra con la donna per riparare il re dagli scacchi lungo la colonna f.
|   | a | b | c | d | e | f | g | h |   |
| 8 | d6 pedone del nero · f6 re del bianco · b5 pedone del nero · g5 pedone del bianco · f4 donna del bianco · a1 re del nero · d1 donna del nero | d6 pedone del nero · f6 re del bianco · b5 pedone del nero · g5 pedone del bianco · f4 donna del bianco · a1 re del nero · d1 donna del nero | d6 pedone del nero · f6 re del bianco · b5 pedone del nero · g5 pedone del bianco · f4 donna del bianco · a1 re del nero · d1 donna del nero | d6 pedone del nero · f6 re del bianco · b5 pedone del nero · g5 pedone del bianco · f4 donna del bianco · a1 re del nero · d1 donna del nero | d6 pedone del nero · f6 re del bianco · b5 pedone del nero · g5 pedone del bianco · f4 donna del bianco · a1 re del nero · d1 donna del nero | d6 pedone del nero · f6 re del bianco · b5 pedone del nero · g5 pedone del bianco · f4 donna del bianco · a1 re del nero · d1 donna del nero | d6 pedone del nero · f6 re del bianco · b5 pedone del nero · g5 pedone del bianco · f4 donna del bianco · a1 re del nero · d1 donna del nero | d6 pedone del nero · f6 re del bianco · b5 pedone del nero · g5 pedone del bianco · f4 donna del bianco · a1 re del nero · d1 donna del nero | 8 |
| 7 | d6 pedone del nero · f6 re del bianco · b5 pedone del nero · g5 pedone del bianco · f4 donna del bianco · a1 re del nero · d1 donna del nero | d6 pedone del nero · f6 re del bianco · b5 pedone del nero · g5 pedone del bianco · f4 donna del bianco · a1 re del nero · d1 donna del nero | d6 pedone del nero · f6 re del bianco · b5 pedone del nero · g5 pedone del bianco · f4 donna del bianco · a1 re del nero · d1 donna del nero | d6 pedone del nero · f6 re del bianco · b5 pedone del nero · g5 pedone del bianco · f4 donna del bianco · a1 re del nero · d1 donna del nero | d6 pedone del nero · f6 re del bianco · b5 pedone del nero · g5 pedone del bianco · f4 donna del bianco · a1 re del nero · d1 donna del nero | d6 pedone del nero · f6 re del bianco · b5 pedone del nero · g5 pedone del bianco · f4 donna del bianco · a1 re del nero · d1 donna del nero | d6 pedone del nero · f6 re del bianco · b5 pedone del nero · g5 pedone del bianco · f4 donna del bianco · a1 re del nero · d1 donna del nero | d6 pedone del nero · f6 re del bianco · b5 pedone del nero · g5 pedone del bianco · f4 donna del bianco · a1 re del nero · d1 donna del nero | 7 |
| 6 | d6 pedone del nero · f6 re del bianco · b5 pedone del nero · g5 pedone del bianco · f4 donna del bianco · a1 re del nero · d1 donna del nero | d6 pedone del nero · f6 re del bianco · b5 pedone del nero · g5 pedone del bianco · f4 donna del bianco · a1 re del nero · d1 donna del nero | d6 pedone del nero · f6 re del bianco · b5 pedone del nero · g5 pedone del bianco · f4 donna del bianco · a1 re del nero · d1 donna del nero | d6 pedone del nero · f6 re del bianco · b5 pedone del nero · g5 pedone del bianco · f4 donna del bianco · a1 re del nero · d1 donna del nero | d6 pedone del nero · f6 re del bianco · b5 pedone del nero · g5 pedone del bianco · f4 donna del bianco · a1 re del nero · d1 donna del nero | d6 pedone del nero · f6 re del bianco · b5 pedone del nero · g5 pedone del bianco · f4 donna del bianco · a1 re del nero · d1 donna del nero | d6 pedone del nero · f6 re del bianco · b5 pedone del nero · g5 pedone del bianco · f4 donna del bianco · a1 re del nero · d1 donna del nero | d6 pedone del nero · f6 re del bianco · b5 pedone del nero · g5 pedone del bianco · f4 donna del bianco · a1 re del nero · d1 donna del nero | 6 |
| 5 | d6 pedone del nero · f6 re del bianco · b5 pedone del nero · g5 pedone del bianco · f4 donna del bianco · a1 re del nero · d1 donna del nero | d6 pedone del nero · f6 re del bianco · b5 pedone del nero · g5 pedone del bianco · f4 donna del bianco · a1 re del nero · d1 donna del nero | d6 pedone del nero · f6 re del bianco · b5 pedone del nero · g5 pedone del bianco · f4 donna del bianco · a1 re del nero · d1 donna del nero | d6 pedone del nero · f6 re del bianco · b5 pedone del nero · g5 pedone del bianco · f4 donna del bianco · a1 re del nero · d1 donna del nero | d6 pedone del nero · f6 re del bianco · b5 pedone del nero · g5 pedone del bianco · f4 donna del bianco · a1 re del nero · d1 donna del nero | d6 pedone del nero · f6 re del bianco · b5 pedone del nero · g5 pedone del bianco · f4 donna del bianco · a1 re del nero · d1 donna del nero | d6 pedone del nero · f6 re del bianco · b5 pedone del nero · g5 pedone del bianco · f4 donna del bianco · a1 re del nero · d1 donna del nero | d6 pedone del nero · f6 re del bianco · b5 pedone del nero · g5 pedone del bianco · f4 donna del bianco · a1 re del nero · d1 donna del nero | 5 |
| 4 | d6 pedone del nero · f6 re del bianco · b5 pedone del nero · g5 pedone del bianco · f4 donna del bianco · a1 re del nero · d1 donna del nero | d6 pedone del nero · f6 re del bianco · b5 pedone del nero · g5 pedone del bianco · f4 donna del bianco · a1 re del nero · d1 donna del nero | d6 pedone del nero · f6 re del bianco · b5 pedone del nero · g5 pedone del bianco · f4 donna del bianco · a1 re del nero · d1 donna del nero | d6 pedone del nero · f6 re del bianco · b5 pedone del nero · g5 pedone del bianco · f4 donna del bianco · a1 re del nero · d1 donna del nero | d6 pedone del nero · f6 re del bianco · b5 pedone del nero · g5 pedone del bianco · f4 donna del bianco · a1 re del nero · d1 donna del nero | d6 pedone del nero · f6 re del bianco · b5 pedone del nero · g5 pedone del bianco · f4 donna del bianco · a1 re del nero · d1 donna del nero | d6 pedone del nero · f6 re del bianco · b5 pedone del nero · g5 pedone del bianco · f4 donna del bianco · a1 re del nero · d1 donna del nero | d6 pedone del nero · f6 re del bianco · b5 pedone del nero · g5 pedone del bianco · f4 donna del bianco · a1 re del nero · d1 donna del nero | 4 |
| 3 | d6 pedone del nero · f6 re del bianco · b5 pedone del nero · g5 pedone del bianco · f4 donna del bianco · a1 re del nero · d1 donna del nero | d6 pedone del nero · f6 re del bianco · b5 pedone del nero · g5 pedone del bianco · f4 donna del bianco · a1 re del nero · d1 donna del nero | d6 pedone del nero · f6 re del bianco · b5 pedone del nero · g5 pedone del bianco · f4 donna del bianco · a1 re del nero · d1 donna del nero | d6 pedone del nero · f6 re del bianco · b5 pedone del nero · g5 pedone del bianco · f4 donna del bianco · a1 re del nero · d1 donna del nero | d6 pedone del nero · f6 re del bianco · b5 pedone del nero · g5 pedone del bianco · f4 donna del bianco · a1 re del nero · d1 donna del nero | d6 pedone del nero · f6 re del bianco · b5 pedone del nero · g5 pedone del bianco · f4 donna del bianco · a1 re del nero · d1 donna del nero | d6 pedone del nero · f6 re del bianco · b5 pedone del nero · g5 pedone del bianco · f4 donna del bianco · a1 re del nero · d1 donna del nero | d6 pedone del nero · f6 re del bianco · b5 pedone del nero · g5 pedone del bianco · f4 donna del bianco · a1 re del nero · d1 donna del nero | 3 |
| 2 | d6 pedone del nero · f6 re del bianco · b5 pedone del nero · g5 pedone del bianco · f4 donna del bianco · a1 re del nero · d1 donna del nero | d6 pedone del nero · f6 re del bianco · b5 pedone del nero · g5 pedone del bianco · f4 donna del bianco · a1 re del nero · d1 donna del nero | d6 pedone del nero · f6 re del bianco · b5 pedone del nero · g5 pedone del bianco · f4 donna del bianco · a1 re del nero · d1 donna del nero | d6 pedone del nero · f6 re del bianco · b5 pedone del nero · g5 pedone del bianco · f4 donna del bianco · a1 re del nero · d1 donna del nero | d6 pedone del nero · f6 re del bianco · b5 pedone del nero · g5 pedone del bianco · f4 donna del bianco · a1 re del nero · d1 donna del nero | d6 pedone del nero · f6 re del bianco · b5 pedone del nero · g5 pedone del bianco · f4 donna del bianco · a1 re del nero · d1 donna del nero | d6 pedone del nero · f6 re del bianco · b5 pedone del nero · g5 pedone del bianco · f4 donna del bianco · a1 re del nero · d1 donna del nero | d6 pedone del nero · f6 re del bianco · b5 pedone del nero · g5 pedone del bianco · f4 donna del bianco · a1 re del nero · d1 donna del nero | 2 |
| 1 | d6 pedone del nero · f6 re del bianco · b5 pedone del nero · g5 pedone del bianco · f4 donna del bianco · a1 re del nero · d1 donna del nero | d6 pedone del nero · f6 re del bianco · b5 pedone del nero · g5 pedone del bianco · f4 donna del bianco · a1 re del nero · d1 donna del nero | d6 pedone del nero · f6 re del bianco · b5 pedone del nero · g5 pedone del bianco · f4 donna del bianco · a1 re del nero · d1 donna del nero | d6 pedone del nero · f6 re del bianco · b5 pedone del nero · g5 pedone del bianco · f4 donna del bianco · a1 re del nero · d1 donna del nero | d6 pedone del nero · f6 re del bianco · b5 pedone del nero · g5 pedone del bianco · f4 donna del bianco · a1 re del nero · d1 donna del nero | d6 pedone del nero · f6 re del bianco · b5 pedone del nero · g5 pedone del bianco · f4 donna del bianco · a1 re del nero · d1 donna del nero | d6 pedone del nero · f6 re del bianco · b5 pedone del nero · g5 pedone del bianco · f4 donna del bianco · a1 re del nero · d1 donna del nero | d6 pedone del nero · f6 re del bianco · b5 pedone del nero · g5 pedone del bianco · f4 donna del bianco · a1 re del nero · d1 donna del nero | 1 |
|   | a | b | c | d | e | f | g | h |   |

53.Dh2+?! Ra1! 54.Df4
La mossa di Kasparov avrebbe permesso al World Team di salvarsi con una difesa accurata, tuttavia la posizione era troppo complessa e i giocatori che discutevano sul BBS non erano sicuri che esistesse una mossa difensiva valida. I commenti sul BBS e Krush raccomandavano di sacrificare il pedone con 54...b4 per consentire alla donna di dare scacco lungo la colonna f. Bacrot suggeriva di accentrare la donna nera con 54...Dd5, mentre Felecan e Pähtz suggerivano 54...Dd3. Analisi a posteriori mostrano che la proposta di Bacrot permetteva di raggiungere la patta in un modo sufficientemente comprensibile, mentre la proposta di Felecan e di Pähtz poteva portare alla patta dopo diverse mosse molto difficili da trovare. La proposta di Krush invece avrebbe permesso a Kasparov di forzare la vittoria del Bianco.
|   | a | b | c | d | e | f | g | h |   |
| 8 | g7 re del bianco · g6 pedone del bianco · d5 pedone del nero · d4 donna del bianco · f3 donna del nero · b1 re del nero | g7 re del bianco · g6 pedone del bianco · d5 pedone del nero · d4 donna del bianco · f3 donna del nero · b1 re del nero | g7 re del bianco · g6 pedone del bianco · d5 pedone del nero · d4 donna del bianco · f3 donna del nero · b1 re del nero | g7 re del bianco · g6 pedone del bianco · d5 pedone del nero · d4 donna del bianco · f3 donna del nero · b1 re del nero | g7 re del bianco · g6 pedone del bianco · d5 pedone del nero · d4 donna del bianco · f3 donna del nero · b1 re del nero | g7 re del bianco · g6 pedone del bianco · d5 pedone del nero · d4 donna del bianco · f3 donna del nero · b1 re del nero | g7 re del bianco · g6 pedone del bianco · d5 pedone del nero · d4 donna del bianco · f3 donna del nero · b1 re del nero | g7 re del bianco · g6 pedone del bianco · d5 pedone del nero · d4 donna del bianco · f3 donna del nero · b1 re del nero | 8 |
| 7 | g7 re del bianco · g6 pedone del bianco · d5 pedone del nero · d4 donna del bianco · f3 donna del nero · b1 re del nero | g7 re del bianco · g6 pedone del bianco · d5 pedone del nero · d4 donna del bianco · f3 donna del nero · b1 re del nero | g7 re del bianco · g6 pedone del bianco · d5 pedone del nero · d4 donna del bianco · f3 donna del nero · b1 re del nero | g7 re del bianco · g6 pedone del bianco · d5 pedone del nero · d4 donna del bianco · f3 donna del nero · b1 re del nero | g7 re del bianco · g6 pedone del bianco · d5 pedone del nero · d4 donna del bianco · f3 donna del nero · b1 re del nero | g7 re del bianco · g6 pedone del bianco · d5 pedone del nero · d4 donna del bianco · f3 donna del nero · b1 re del nero | g7 re del bianco · g6 pedone del bianco · d5 pedone del nero · d4 donna del bianco · f3 donna del nero · b1 re del nero | g7 re del bianco · g6 pedone del bianco · d5 pedone del nero · d4 donna del bianco · f3 donna del nero · b1 re del nero | 7 |
| 6 | g7 re del bianco · g6 pedone del bianco · d5 pedone del nero · d4 donna del bianco · f3 donna del nero · b1 re del nero | g7 re del bianco · g6 pedone del bianco · d5 pedone del nero · d4 donna del bianco · f3 donna del nero · b1 re del nero | g7 re del bianco · g6 pedone del bianco · d5 pedone del nero · d4 donna del bianco · f3 donna del nero · b1 re del nero | g7 re del bianco · g6 pedone del bianco · d5 pedone del nero · d4 donna del bianco · f3 donna del nero · b1 re del nero | g7 re del bianco · g6 pedone del bianco · d5 pedone del nero · d4 donna del bianco · f3 donna del nero · b1 re del nero | g7 re del bianco · g6 pedone del bianco · d5 pedone del nero · d4 donna del bianco · f3 donna del nero · b1 re del nero | g7 re del bianco · g6 pedone del bianco · d5 pedone del nero · d4 donna del bianco · f3 donna del nero · b1 re del nero | g7 re del bianco · g6 pedone del bianco · d5 pedone del nero · d4 donna del bianco · f3 donna del nero · b1 re del nero | 6 |
| 5 | g7 re del bianco · g6 pedone del bianco · d5 pedone del nero · d4 donna del bianco · f3 donna del nero · b1 re del nero | g7 re del bianco · g6 pedone del bianco · d5 pedone del nero · d4 donna del bianco · f3 donna del nero · b1 re del nero | g7 re del bianco · g6 pedone del bianco · d5 pedone del nero · d4 donna del bianco · f3 donna del nero · b1 re del nero | g7 re del bianco · g6 pedone del bianco · d5 pedone del nero · d4 donna del bianco · f3 donna del nero · b1 re del nero | g7 re del bianco · g6 pedone del bianco · d5 pedone del nero · d4 donna del bianco · f3 donna del nero · b1 re del nero | g7 re del bianco · g6 pedone del bianco · d5 pedone del nero · d4 donna del bianco · f3 donna del nero · b1 re del nero | g7 re del bianco · g6 pedone del bianco · d5 pedone del nero · d4 donna del bianco · f3 donna del nero · b1 re del nero | g7 re del bianco · g6 pedone del bianco · d5 pedone del nero · d4 donna del bianco · f3 donna del nero · b1 re del nero | 5 |
| 4 | g7 re del bianco · g6 pedone del bianco · d5 pedone del nero · d4 donna del bianco · f3 donna del nero · b1 re del nero | g7 re del bianco · g6 pedone del bianco · d5 pedone del nero · d4 donna del bianco · f3 donna del nero · b1 re del nero | g7 re del bianco · g6 pedone del bianco · d5 pedone del nero · d4 donna del bianco · f3 donna del nero · b1 re del nero | g7 re del bianco · g6 pedone del bianco · d5 pedone del nero · d4 donna del bianco · f3 donna del nero · b1 re del nero | g7 re del bianco · g6 pedone del bianco · d5 pedone del nero · d4 donna del bianco · f3 donna del nero · b1 re del nero | g7 re del bianco · g6 pedone del bianco · d5 pedone del nero · d4 donna del bianco · f3 donna del nero · b1 re del nero | g7 re del bianco · g6 pedone del bianco · d5 pedone del nero · d4 donna del bianco · f3 donna del nero · b1 re del nero | g7 re del bianco · g6 pedone del bianco · d5 pedone del nero · d4 donna del bianco · f3 donna del nero · b1 re del nero | 4 |
| 3 | g7 re del bianco · g6 pedone del bianco · d5 pedone del nero · d4 donna del bianco · f3 donna del nero · b1 re del nero | g7 re del bianco · g6 pedone del bianco · d5 pedone del nero · d4 donna del bianco · f3 donna del nero · b1 re del nero | g7 re del bianco · g6 pedone del bianco · d5 pedone del nero · d4 donna del bianco · f3 donna del nero · b1 re del nero | g7 re del bianco · g6 pedone del bianco · d5 pedone del nero · d4 donna del bianco · f3 donna del nero · b1 re del nero | g7 re del bianco · g6 pedone del bianco · d5 pedone del nero · d4 donna del bianco · f3 donna del nero · b1 re del nero | g7 re del bianco · g6 pedone del bianco · d5 pedone del nero · d4 donna del bianco · f3 donna del nero · b1 re del nero | g7 re del bianco · g6 pedone del bianco · d5 pedone del nero · d4 donna del bianco · f3 donna del nero · b1 re del nero | g7 re del bianco · g6 pedone del bianco · d5 pedone del nero · d4 donna del bianco · f3 donna del nero · b1 re del nero | 3 |
| 2 | g7 re del bianco · g6 pedone del bianco · d5 pedone del nero · d4 donna del bianco · f3 donna del nero · b1 re del nero | g7 re del bianco · g6 pedone del bianco · d5 pedone del nero · d4 donna del bianco · f3 donna del nero · b1 re del nero | g7 re del bianco · g6 pedone del bianco · d5 pedone del nero · d4 donna del bianco · f3 donna del nero · b1 re del nero | g7 re del bianco · g6 pedone del bianco · d5 pedone del nero · d4 donna del bianco · f3 donna del nero · b1 re del nero | g7 re del bianco · g6 pedone del bianco · d5 pedone del nero · d4 donna del bianco · f3 donna del nero · b1 re del nero | g7 re del bianco · g6 pedone del bianco · d5 pedone del nero · d4 donna del bianco · f3 donna del nero · b1 re del nero | g7 re del bianco · g6 pedone del bianco · d5 pedone del nero · d4 donna del bianco · f3 donna del nero · b1 re del nero | g7 re del bianco · g6 pedone del bianco · d5 pedone del nero · d4 donna del bianco · f3 donna del nero · b1 re del nero | 2 |
| 1 | g7 re del bianco · g6 pedone del bianco · d5 pedone del nero · d4 donna del bianco · f3 donna del nero · b1 re del nero | g7 re del bianco · g6 pedone del bianco · d5 pedone del nero · d4 donna del bianco · f3 donna del nero · b1 re del nero | g7 re del bianco · g6 pedone del bianco · d5 pedone del nero · d4 donna del bianco · f3 donna del nero · b1 re del nero | g7 re del bianco · g6 pedone del bianco · d5 pedone del nero · d4 donna del bianco · f3 donna del nero · b1 re del nero | g7 re del bianco · g6 pedone del bianco · d5 pedone del nero · d4 donna del bianco · f3 donna del nero · b1 re del nero | g7 re del bianco · g6 pedone del bianco · d5 pedone del nero · d4 donna del bianco · f3 donna del nero · b1 re del nero | g7 re del bianco · g6 pedone del bianco · d5 pedone del nero · d4 donna del bianco · f3 donna del nero · b1 re del nero | g7 re del bianco · g6 pedone del bianco · d5 pedone del nero · d4 donna del bianco · f3 donna del nero · b1 re del nero | 1 |
|   | a | b | c | d | e | f | g | h |   |

54...b4? 55.Dxb4 Df3+ 56.Rg7 d5 57.Dd4+ Rb1 58.g6
Kasparov ha giocato mosse forzate tra la cinquantacinquesima e la cinquantasettesima e il World Team ha risposto ogni volta a larga maggioranza con le migliori mosse possibili. Alla cinquantottesima mossa, tuttavia, c'è stata una significativa controversia: 58...De4 e 58...Df5 sembravano entrambe mosse ragionevoli, ma nel BBS si stava analizzando la prima in vista di una possibile sconfitta forzata e Krush raccomandò a tempo debito la seconda. Tuttavia, a causa di un problema tecnico della posta elettronica, le sue raccomandazioni non sono state ricevute in tempo da MSN e la votazione è stata aperta soltanto con Bacrot e Pähtz che suggerivano 58...De4 e Felecan che sosteneva 58...Df5. Quando la mossa più debole vinse la votazione con il 49% contro il 44%, sono sorte lamentele nel BBS che chiedevano l'annullamento del voto a causa dell'arrivo in ritardo delle indicazioni di Krush, legato a problemi tecnici.
Kasparov affermò che 58...Df5 avrebbe consentito maggiore resistenza al Nero, tuttavia a suo avviso la mossa era comunque perdente e il giocatore russo annunciò la sua vittoria forzata. Analisi a posteriori condotte con le tablebase hanno individuato un errore nell'analisi di Kasparov, ma confermano che 58...Df5 non permetteva al Nero di salvarsi a gioco corretto.
58...De4 59.Dg1+
A questo punto diversi partecipanti al BBS proposero la mossa suicida 59...De1??, che avrebbe portato a una rapida vittoria di Kasparov, esprimendo disappunto per il modo in cui era proceduta la votazione della cinquantottesima mossa. Tale proposta vinse la votazione, ma Microsoft invalidò il voto dichiarando che il risultato era stato alterato da voti multipli. Annunciò inoltre che quella era l'unica mossa nella quale i voti multipli erano in misura sufficiente ad alterare il risultato. Alla votazione successiva venne aggiunta l'opzione per abbandonare la partita, che ottenne il 28%, insufficiente comunque a vincere la votazione. 
|   | a | b | c | d | e | f | g | h |   |
| 8 | g7 pedone del bianco · f6 re del bianco · d4 pedone del nero · e4 donna del nero · f2 donna del bianco · c1 re del nero | g7 pedone del bianco · f6 re del bianco · d4 pedone del nero · e4 donna del nero · f2 donna del bianco · c1 re del nero | g7 pedone del bianco · f6 re del bianco · d4 pedone del nero · e4 donna del nero · f2 donna del bianco · c1 re del nero | g7 pedone del bianco · f6 re del bianco · d4 pedone del nero · e4 donna del nero · f2 donna del bianco · c1 re del nero | g7 pedone del bianco · f6 re del bianco · d4 pedone del nero · e4 donna del nero · f2 donna del bianco · c1 re del nero | g7 pedone del bianco · f6 re del bianco · d4 pedone del nero · e4 donna del nero · f2 donna del bianco · c1 re del nero | g7 pedone del bianco · f6 re del bianco · d4 pedone del nero · e4 donna del nero · f2 donna del bianco · c1 re del nero | g7 pedone del bianco · f6 re del bianco · d4 pedone del nero · e4 donna del nero · f2 donna del bianco · c1 re del nero | 8 |
| 7 | g7 pedone del bianco · f6 re del bianco · d4 pedone del nero · e4 donna del nero · f2 donna del bianco · c1 re del nero | g7 pedone del bianco · f6 re del bianco · d4 pedone del nero · e4 donna del nero · f2 donna del bianco · c1 re del nero | g7 pedone del bianco · f6 re del bianco · d4 pedone del nero · e4 donna del nero · f2 donna del bianco · c1 re del nero | g7 pedone del bianco · f6 re del bianco · d4 pedone del nero · e4 donna del nero · f2 donna del bianco · c1 re del nero | g7 pedone del bianco · f6 re del bianco · d4 pedone del nero · e4 donna del nero · f2 donna del bianco · c1 re del nero | g7 pedone del bianco · f6 re del bianco · d4 pedone del nero · e4 donna del nero · f2 donna del bianco · c1 re del nero | g7 pedone del bianco · f6 re del bianco · d4 pedone del nero · e4 donna del nero · f2 donna del bianco · c1 re del nero | g7 pedone del bianco · f6 re del bianco · d4 pedone del nero · e4 donna del nero · f2 donna del bianco · c1 re del nero | 7 |
| 6 | g7 pedone del bianco · f6 re del bianco · d4 pedone del nero · e4 donna del nero · f2 donna del bianco · c1 re del nero | g7 pedone del bianco · f6 re del bianco · d4 pedone del nero · e4 donna del nero · f2 donna del bianco · c1 re del nero | g7 pedone del bianco · f6 re del bianco · d4 pedone del nero · e4 donna del nero · f2 donna del bianco · c1 re del nero | g7 pedone del bianco · f6 re del bianco · d4 pedone del nero · e4 donna del nero · f2 donna del bianco · c1 re del nero | g7 pedone del bianco · f6 re del bianco · d4 pedone del nero · e4 donna del nero · f2 donna del bianco · c1 re del nero | g7 pedone del bianco · f6 re del bianco · d4 pedone del nero · e4 donna del nero · f2 donna del bianco · c1 re del nero | g7 pedone del bianco · f6 re del bianco · d4 pedone del nero · e4 donna del nero · f2 donna del bianco · c1 re del nero | g7 pedone del bianco · f6 re del bianco · d4 pedone del nero · e4 donna del nero · f2 donna del bianco · c1 re del nero | 6 |
| 5 | g7 pedone del bianco · f6 re del bianco · d4 pedone del nero · e4 donna del nero · f2 donna del bianco · c1 re del nero | g7 pedone del bianco · f6 re del bianco · d4 pedone del nero · e4 donna del nero · f2 donna del bianco · c1 re del nero | g7 pedone del bianco · f6 re del bianco · d4 pedone del nero · e4 donna del nero · f2 donna del bianco · c1 re del nero | g7 pedone del bianco · f6 re del bianco · d4 pedone del nero · e4 donna del nero · f2 donna del bianco · c1 re del nero | g7 pedone del bianco · f6 re del bianco · d4 pedone del nero · e4 donna del nero · f2 donna del bianco · c1 re del nero | g7 pedone del bianco · f6 re del bianco · d4 pedone del nero · e4 donna del nero · f2 donna del bianco · c1 re del nero | g7 pedone del bianco · f6 re del bianco · d4 pedone del nero · e4 donna del nero · f2 donna del bianco · c1 re del nero | g7 pedone del bianco · f6 re del bianco · d4 pedone del nero · e4 donna del nero · f2 donna del bianco · c1 re del nero | 5 |
| 4 | g7 pedone del bianco · f6 re del bianco · d4 pedone del nero · e4 donna del nero · f2 donna del bianco · c1 re del nero | g7 pedone del bianco · f6 re del bianco · d4 pedone del nero · e4 donna del nero · f2 donna del bianco · c1 re del nero | g7 pedone del bianco · f6 re del bianco · d4 pedone del nero · e4 donna del nero · f2 donna del bianco · c1 re del nero | g7 pedone del bianco · f6 re del bianco · d4 pedone del nero · e4 donna del nero · f2 donna del bianco · c1 re del nero | g7 pedone del bianco · f6 re del bianco · d4 pedone del nero · e4 donna del nero · f2 donna del bianco · c1 re del nero | g7 pedone del bianco · f6 re del bianco · d4 pedone del nero · e4 donna del nero · f2 donna del bianco · c1 re del nero | g7 pedone del bianco · f6 re del bianco · d4 pedone del nero · e4 donna del nero · f2 donna del bianco · c1 re del nero | g7 pedone del bianco · f6 re del bianco · d4 pedone del nero · e4 donna del nero · f2 donna del bianco · c1 re del nero | 4 |
| 3 | g7 pedone del bianco · f6 re del bianco · d4 pedone del nero · e4 donna del nero · f2 donna del bianco · c1 re del nero | g7 pedone del bianco · f6 re del bianco · d4 pedone del nero · e4 donna del nero · f2 donna del bianco · c1 re del nero | g7 pedone del bianco · f6 re del bianco · d4 pedone del nero · e4 donna del nero · f2 donna del bianco · c1 re del nero | g7 pedone del bianco · f6 re del bianco · d4 pedone del nero · e4 donna del nero · f2 donna del bianco · c1 re del nero | g7 pedone del bianco · f6 re del bianco · d4 pedone del nero · e4 donna del nero · f2 donna del bianco · c1 re del nero | g7 pedone del bianco · f6 re del bianco · d4 pedone del nero · e4 donna del nero · f2 donna del bianco · c1 re del nero | g7 pedone del bianco · f6 re del bianco · d4 pedone del nero · e4 donna del nero · f2 donna del bianco · c1 re del nero | g7 pedone del bianco · f6 re del bianco · d4 pedone del nero · e4 donna del nero · f2 donna del bianco · c1 re del nero | 3 |
| 2 | g7 pedone del bianco · f6 re del bianco · d4 pedone del nero · e4 donna del nero · f2 donna del bianco · c1 re del nero | g7 pedone del bianco · f6 re del bianco · d4 pedone del nero · e4 donna del nero · f2 donna del bianco · c1 re del nero | g7 pedone del bianco · f6 re del bianco · d4 pedone del nero · e4 donna del nero · f2 donna del bianco · c1 re del nero | g7 pedone del bianco · f6 re del bianco · d4 pedone del nero · e4 donna del nero · f2 donna del bianco · c1 re del nero | g7 pedone del bianco · f6 re del bianco · d4 pedone del nero · e4 donna del nero · f2 donna del bianco · c1 re del nero | g7 pedone del bianco · f6 re del bianco · d4 pedone del nero · e4 donna del nero · f2 donna del bianco · c1 re del nero | g7 pedone del bianco · f6 re del bianco · d4 pedone del nero · e4 donna del nero · f2 donna del bianco · c1 re del nero | g7 pedone del bianco · f6 re del bianco · d4 pedone del nero · e4 donna del nero · f2 donna del bianco · c1 re del nero | 2 |
| 1 | g7 pedone del bianco · f6 re del bianco · d4 pedone del nero · e4 donna del nero · f2 donna del bianco · c1 re del nero | g7 pedone del bianco · f6 re del bianco · d4 pedone del nero · e4 donna del nero · f2 donna del bianco · c1 re del nero | g7 pedone del bianco · f6 re del bianco · d4 pedone del nero · e4 donna del nero · f2 donna del bianco · c1 re del nero | g7 pedone del bianco · f6 re del bianco · d4 pedone del nero · e4 donna del nero · f2 donna del bianco · c1 re del nero | g7 pedone del bianco · f6 re del bianco · d4 pedone del nero · e4 donna del nero · f2 donna del bianco · c1 re del nero | g7 pedone del bianco · f6 re del bianco · d4 pedone del nero · e4 donna del nero · f2 donna del bianco · c1 re del nero | g7 pedone del bianco · f6 re del bianco · d4 pedone del nero · e4 donna del nero · f2 donna del bianco · c1 re del nero | g7 pedone del bianco · f6 re del bianco · d4 pedone del nero · e4 donna del nero · f2 donna del bianco · c1 re del nero | 1 |
|   | a | b | c | d | e | f | g | h |   |

59...Rb2 60.Df2+ Rc1 61.Rf6 d4 62.g7 1-0
Alla sessantaduesima mossa Kasparov annunciò un matto forzato in 25 mosse, trovato con il motore Deep Junior. Alla luce di questo il 22 ottobre, a quattro mesi dall'inizio della partita, il World Team abbandonò con il 51% delle preferenze.

## Commenti alla partita
Il commento di Kasparov alla partita è stato:
Kasparov disse in proposito:
Dopo la partita Kasparov ha stupito molti giocatori annunciando di aver letto il BBS con le strategie del World Team durante la partita, giustificandosi con la necessità di avere un vantaggio. In un'intervista nella chat ha infatti detto:
Ha anche riconosciuto il merito del World Team per una partita di alto livello:
Nelle successive partite disputate dal World Team sono stati impiegati forum più sicuri e protetti da password, oppure è stato chiesto almeno l'impegno dell'avversario a non leggere nel forum del World Team.
Nel 2000 Kasparov e Daniel King hanno pubblicato un libro sulla partita: Kasparov Against the World: The Story of the Greatest Online Challenge. Il libro, di 202 pagine, detiene il record di più lunga analisi su una singola partita di scacchi.